# Repräsentative Liste des immateriellen Kulturerbes der Menschheit

Mitglieder der Konvention (Stand: 2014)

Die Repräsentative Liste des immateriellen Kulturerbes der Menschheit (englisch Representative List of the Intangible Cultural Heritage of Humanity) ist eine von drei internationalen Listen, die die UNESCO im Rahmen des Übereinkommens zur Erhaltung des Immateriellen Kulturerbes seit 2008 erstellt. Die repräsentative Liste umfasst kulturelle Ausdrucksformen wie etwa Tanz, Theater, Musik und mündliche Überlieferungen sowie Bräuche, Feste und Handwerkskünste. Die Liste wurde mit dem Ziel eingerichtet, das Immaterielle Kulturerbe weltweit sichtbar zu machen und das Bewusstsein um die Vielfalt kultureller Ausdrucksformen zu stärken.
Die Liste geht aus der Liste der Meisterwerke des mündlichen und immateriellen Erbes der Menschheit hervor. Mit dem Programm Meisterwerke des mündlichen und immateriellen Erbes der Menschheit wurde zwischen 2001 und 2005 das Welterbeprogramm der UNESCO ergänzt. Bis 2005 wurden 90 kulturelle Ausdrucksformen zu Meisterwerken proklamiert. Die Kulturformen auf dieser Liste wurden am 5. November 2008 offiziell in die Repräsentative Liste überführt.

## Geschichte
1997 wurde von der UNESCO das Arbeitsprogramm „Meisterwerke des mündlichen und immateriellen Kulturerbes“ ins Leben gerufen. Die UNESCO hat in drei Proklamationen (18. Mai 2001, 7. November 2003 und 25. November 2005) 90 besonders erhaltenswerte immaterielle Kulturformen aus allen Weltregionen zu „Meisterwerken“ ernannt, die den Grundstein für eine repräsentative Auswahl von Beispielen des immateriellen Kulturerbes bildeten.
2003 wurde ein Übereinkommen zur Erhaltung des Immateriellen Kulturerbes getroffen, das am 20. April 2006 in Kraft getreten ist. Bisher haben 182 Staaten (Stand Dezember 2023) die Konvention ratifiziert. Die bis 2005 ernannten Meisterwerke wurden am 5. November 2008 offiziell in die Repräsentative Liste des immateriellen Kulturerbes der Menschheit aufgenommen. Weiterhin gibt es eine Liste des dringend erhaltungsbedürftigen immateriellen Kulturerbes, in der besonders gefährdete kulturelle Ausdrucksformen geführt werden, sowie ein Register guter Praxisbeispiele.
Während Luxemburg das Übereinkommen bereits 2006 anerkannte, ratifizierte die Schweiz das Übereinkommen 2008, Österreich folgte im Jahr 2009 und Deutschland nahm das Übereinkommen schließlich im Jahr 2013 an.

## Aufnahmeverfahren
Die Repräsentative Liste wird seit 2008 jährlich durch neue Eintragungen kultureller Ausdrucksformen ergänzt. Nominierungen können von nationalen Regierungen bei der UNESCO eingereicht werden. Über die Aufnahme neuer Elemente entscheidet der Zwischenstaatliche Ausschuss für die Erhaltung des immateriellen Kulturerbes bei seiner jährlichen Tagung im Winter. Der Zwischenstaatliche Ausschuss setzt sich aus 24 Mitgliedern zusammen, die bei der alle zwei Jahre stattfindenden UNESCO-Generalversammlung aus Vertretern der beteiligten Staaten gewählt werden.
Als Voraussetzung für die Nominierung einer kulturellen Ausdrucksform auf die Repräsentative Liste muss sie zuvor in ein national erstelltes Verzeichnis aufgenommen worden sein. Daher erstellt jeder Vertragsstaat eine Nationale Liste des Immateriellen Kulturerbes zur Dokumentation und Inventarisierung des nationalen Immateriellen Kulturerbes. In den vier deutschsprachigen Staaten, die das Übereinkommen unterzeichnet haben, sind es das Bundesweite Verzeichnis des immateriellen Kulturerbes in Deutschland, die Liste des Immateriellen Kulturerbes in Österreich, die Liste der lebendigen Traditionen in der Schweiz sowie das Register des Immaterielles Kulturerbes in Luxemburg.

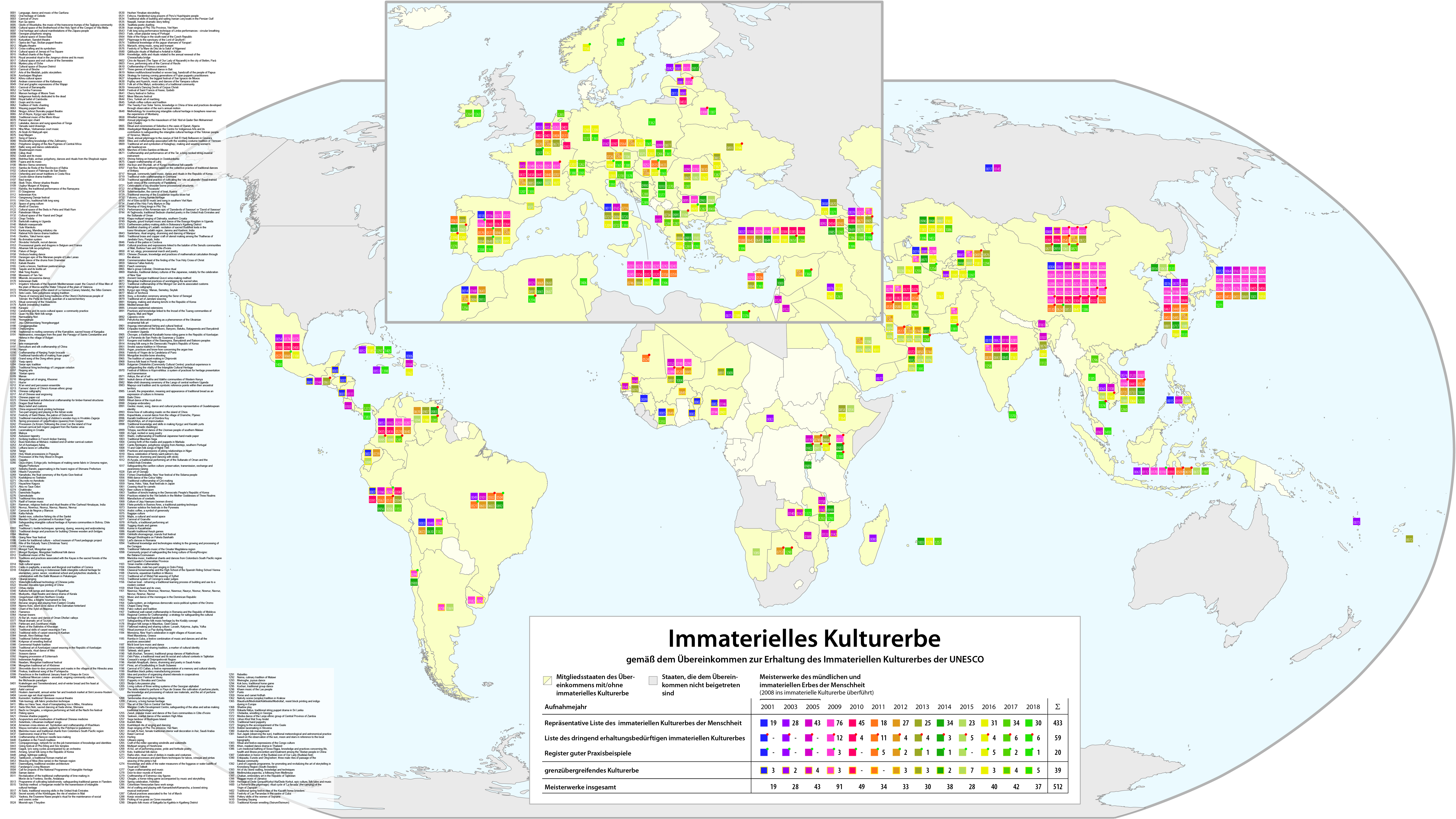
Verteilung der Listenelemente nach Ländern (grenzübergreifende Elemente werden in allen beteiligten Ländern mit aufgeführt), Stand 2018

## Eintragungen in die Repräsentative Liste
Die Repräsentative Liste umfasst 788 kulturelle Ausdrucksformen aus 150 Ländern. (Stand: Dezember 2024)
(Die Jahreszahl gibt das jeweilige Aufnahmejahr an. Sind zwei Jahreszahlen genannt, bezeichnet die erste Zahl das Jahr der Aufnahme in die Meisterwerke-Liste, die zweite Zahl bezieht sich auf die Übernahme der kulturellen Ausdrucksform in die Repräsentative Liste der UNESCO-Konvention zur Erhaltung des immateriellen Kulturerbes.)
Nach Ländern geordnet:

### AFG

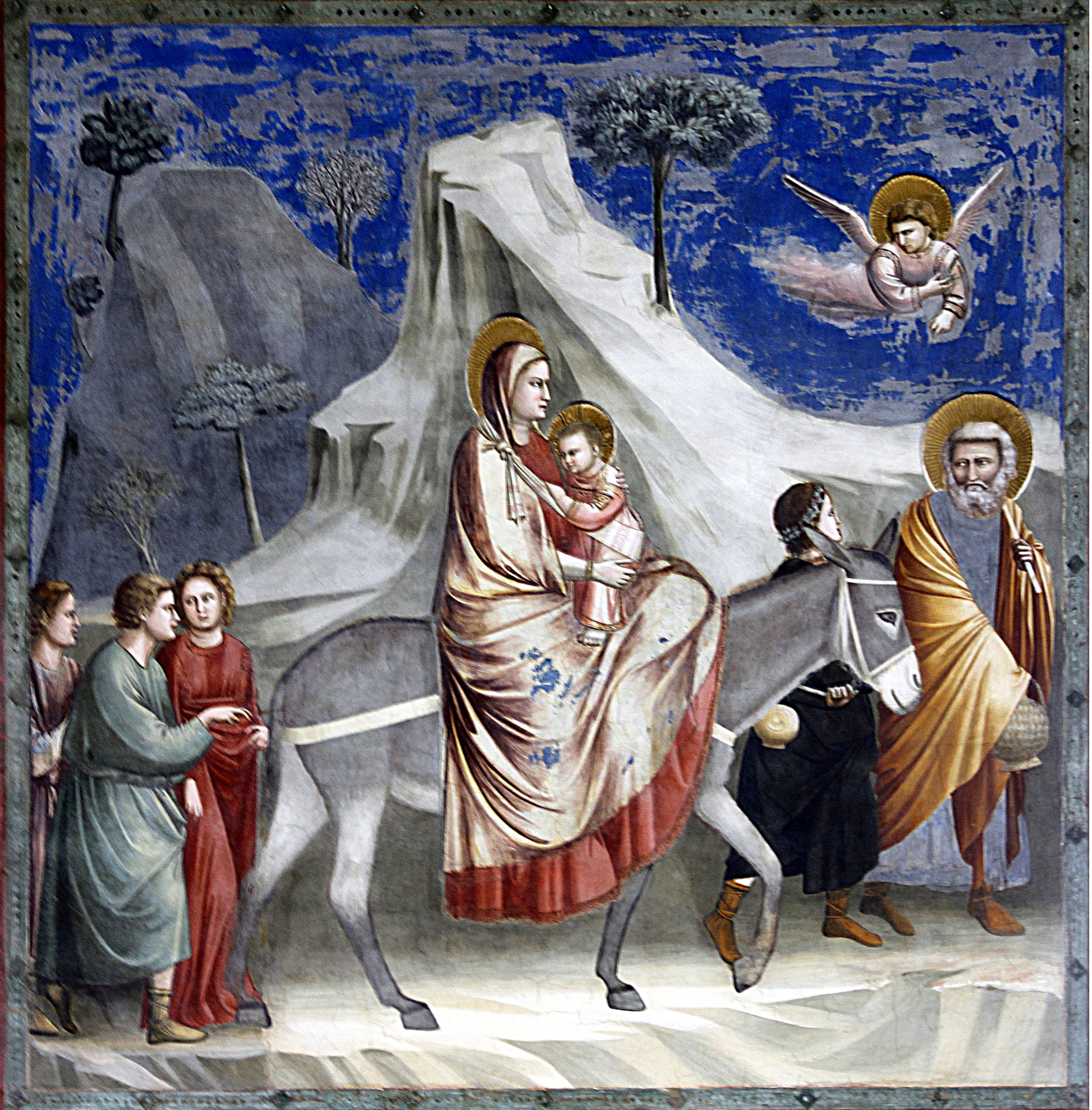
Ägypten: Flucht der Heiligen Familie (Giotto di Bondone)

## A

### AfghanistanAfghanistan
- 2022 – Die Serikultur: Traditionelle Herstellung von Seide für die Weberei (gemeinsam mit Aserbaidschan, Iran, Tadschikistan, Türkei, Turkmenistan, Usbekistan)
- 2022 – Yaldā/Chella (gemeinsam mit dem Iran)

Turkmenistan: Mantel mit Stickereien (um 1900)

- 2024 – Das Neujahrs- und Frühlingsfest Nawrouz, Novruz, Nowrouz, Nowrouz, Nawrouz, Nauryz, Nooruz, Nowruz, Navruz, Nevruz, Nowruz, Navruz (gemeinsam mit Aserbaidschan, Indien, Iran, Irak, Kasachstan, Kirgisistan, Mongolei, Pakistan, Tadschikistan, Turkmenistan, Türkei und Usbekistan)
- 2024 – Kunst des Herstellens und Spielens der Rubab (gemeinsam mit Iran, Tadschikistan und Usbekistan)

### AgyptenÄgypten
- 2003/2008 – Das Epos Al-Sira al-Hilaliya (musikalische Beschreibung der Migration des Hilal-Stammes von der arabischen Halbinsel nach Nordafrika)
- 2016 – Das Stockspiel Tahtib

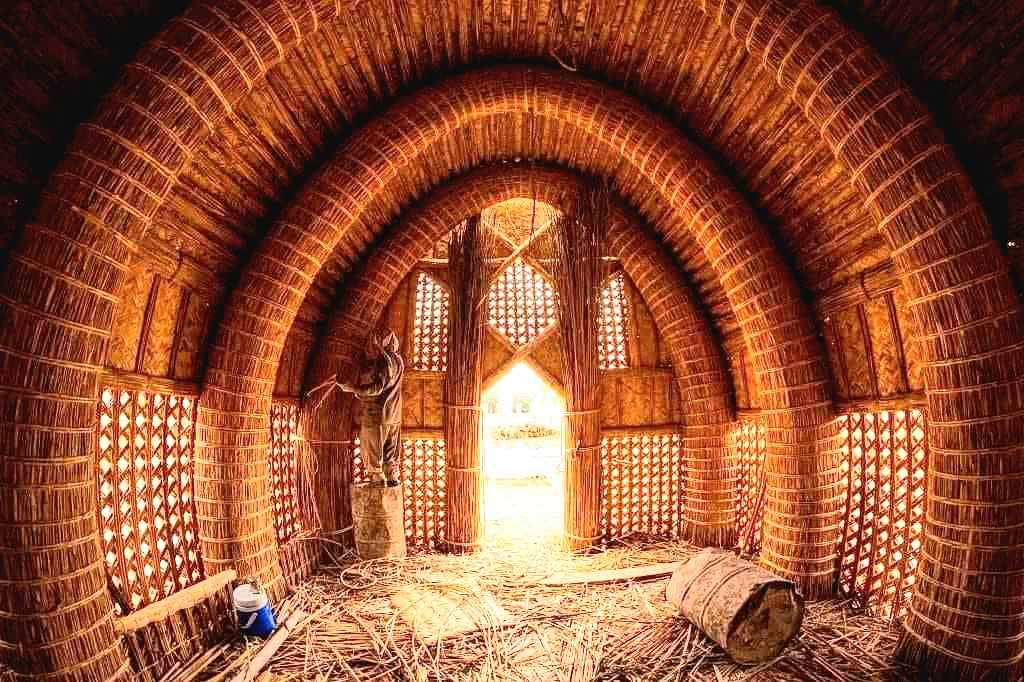
Irak: Sumerisches Mudhif-Gästehaus

- 2021 – Arabische Kalligrafie (gemeinsam mit Algerien, Bahrain, Irak, Jordanien, Jemen, Kuwait, Libanon, Mauretanien, Marokko, Oman, Palästinensische Gebiete, Saudi-Arabien, Sudan, Tunesien, Vereinigte Arabische Emirate)
- 2022 – Feste im Zusammenhang mit der Reise (Flucht) der Heiligen Familie
- 2022 – Das Wissen, die Traditionen und Bräuche rund um die Dattelpalme (gemeinsam mit Bahrain, Irak, Jemen, Jordanien, Katar, Kuwait, Marokko, Mauretanien, Oman, Palästina, Saudi-Arabien, Sudan, Tunesien und Vereinigte Arabische Emirate)
- 2023 – Künste, Fertigkeiten und Praktiken im Zusammenhang mit der Gravur auf Metallen (Gold, Silber und Kupfer) (gemeinsam mit Algerien, Irak, Jemen, Mauretanien, Marokko, Palästina, Saudi-Arabien, Sudan und Tunesien)
- 2024 – Henna: Rituale, Ästhetik und soziale Praktiken  (gemeinsam mit Algerien, Bahrain, Irak, Jemen, Jordanien, Katar, Kuwait, Marokko, Mauritanien, Oman, Palästina, Saudi-Arabien, Sudan, Tunesien und Vereinigte Arabische Emirate)

### AlbanienAlbanien
- 2005/2008 – Der iso-polyphone Gesang der Tosken und Laben
- 2023 – Transhumanz, der saisonale Viehtrieb (gemeinsam mit Andorra, Frankreich, Griechenland, Italien, Kroatien, Luxemburg, Österreich, Rumänien und Spanien)
- 2024 – K'cimi-Tanz von Tropoja

### AlgerienAlgerien

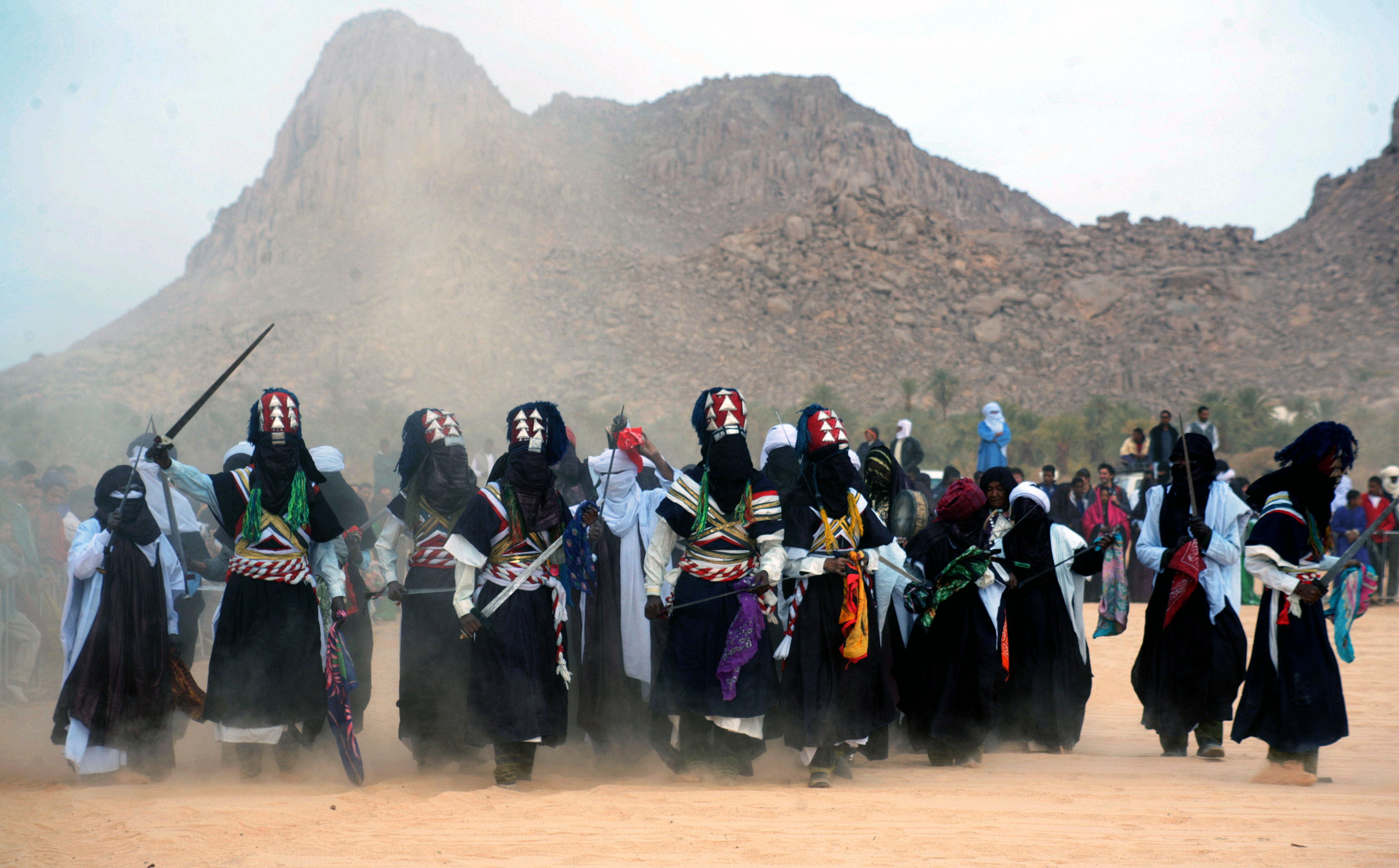
Algerien: Sebiba in Djanet

- 2005/2008 – Die polyphone Musik Ahellil der Region Gourara mit Poesie, Tanz und Liedern
- 2012 – Die Hochzeitsriten und Kostümherstellung in Tlemcen
- 2013 – Die Pilgerreise zum Mausoleum von Sidi Abd el-Qader Ben Mohammed (Sidi Cheikh)
- 2013 – Die Imzad-Musik der Tuareg-Gemeinschaften (gemeinsam mit Mali und Niger)
- 2014 – Die Sebiba-Rituale und -Zeremonien in der Djanet-Oase
- 2015 – Die Pilgerreise Sbuâ zum Mausoleum von Sidi El Hadj Belkacem
- 2020 – Die Kenntnisse, Wissen und Praktiken zu Herstellung und Verzehr von Couscous (gemeinsam mit Marokko, Mauretanien und Tunesien) [6]
- 2021 – Arabische Kalligrafie (gemeinsam mit Ägypten, Bahrain, Irak, Jordanien, Jemen, Kuwait, Libanon, Mauretanien, Marokko, Oman, Palästinensische Gebiete, Saudi-Arabien, Sudan, Tunesien, Vereinigte Arabische Emirate)
- 2022 – Die algerische Volksmusik Raï
- 2023 – Die Künste, Fertigkeiten und Praktiken im Zusammenhang mit der Gravur auf Metallen (Gold, Silber und Kupfer) (gemeinsam mit Ägypten, Irak, Jemen, Mauretanien, Marokko, Palästina, Saudi-Arabien, Sudan und Tunesien)
- 2024 – Die zeremonielle Tracht der Frauen in der östlichen Region Algeriens: Wissen und Fähigkeiten im Zusammenhang mit der Herstellung und Verzierung der „Gandoura“ und der „Melehfa“
- 2024 – Henna: Rituale, Ästhetik und soziale Praktiken  (gemeinsam mit Ägypten, Bahrain, Irak, Jemen, Jordanien, Katar, Kuwait, Marokko, Mauritanien, Oman, Palästina, Saudi-Arabien, Sudan, Tunesien und Vereinigte Arabische Emirate)

### AGO

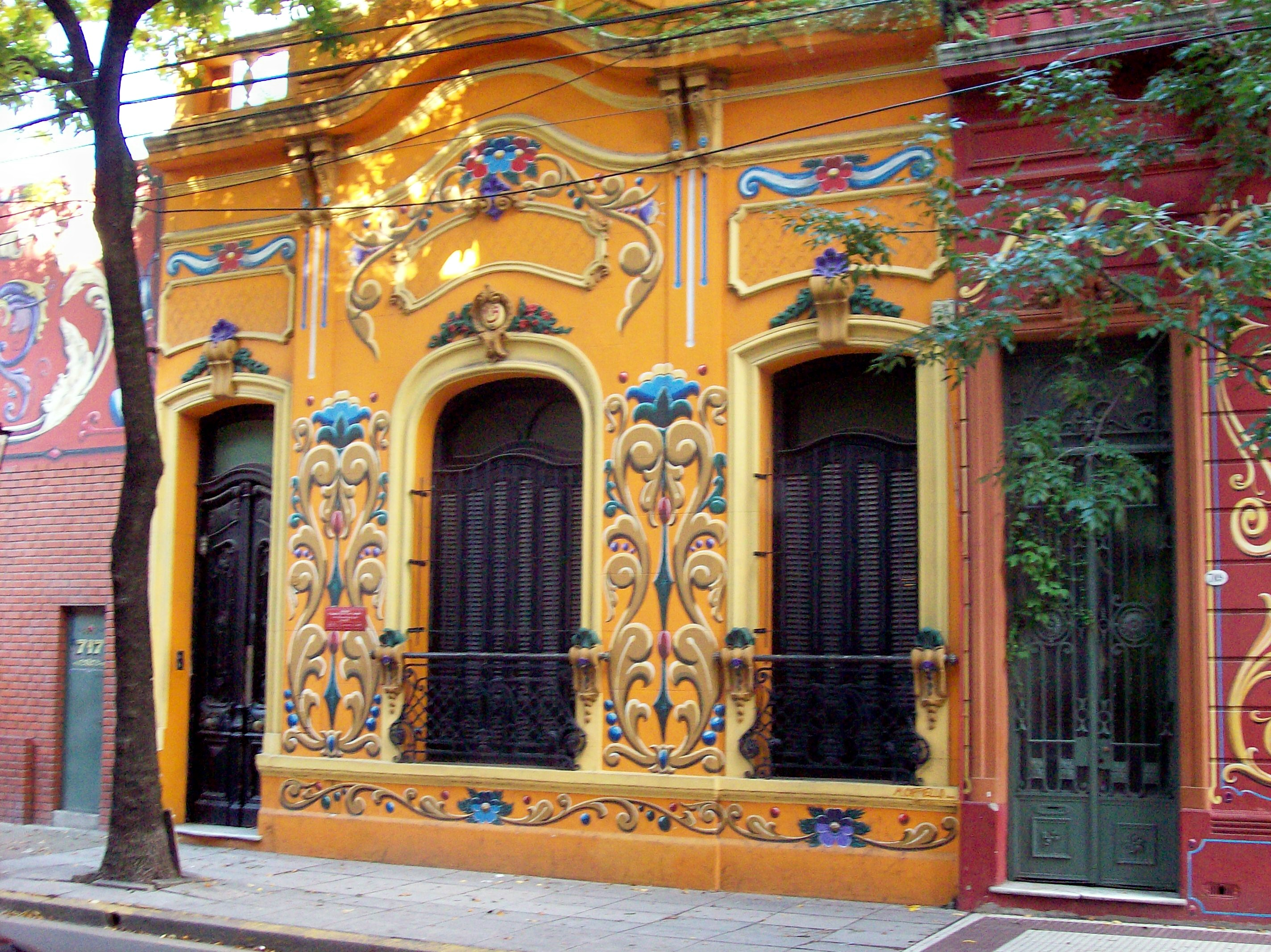
Filete porteño an einem Haus in Buenos Aires

### ARM

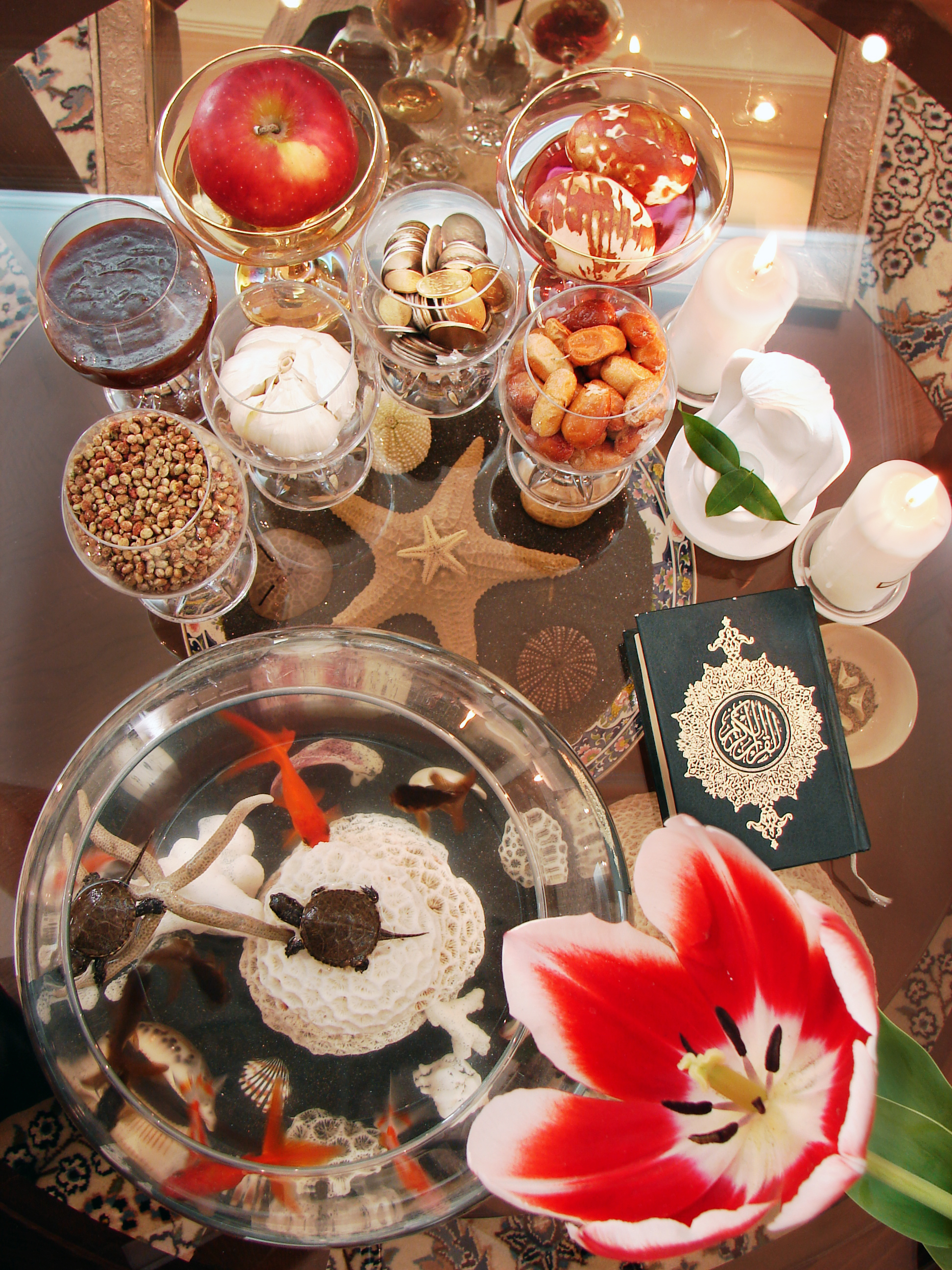
Haft Sin-Tradition im Iran anlässlich des Neujahrfests Nouruz

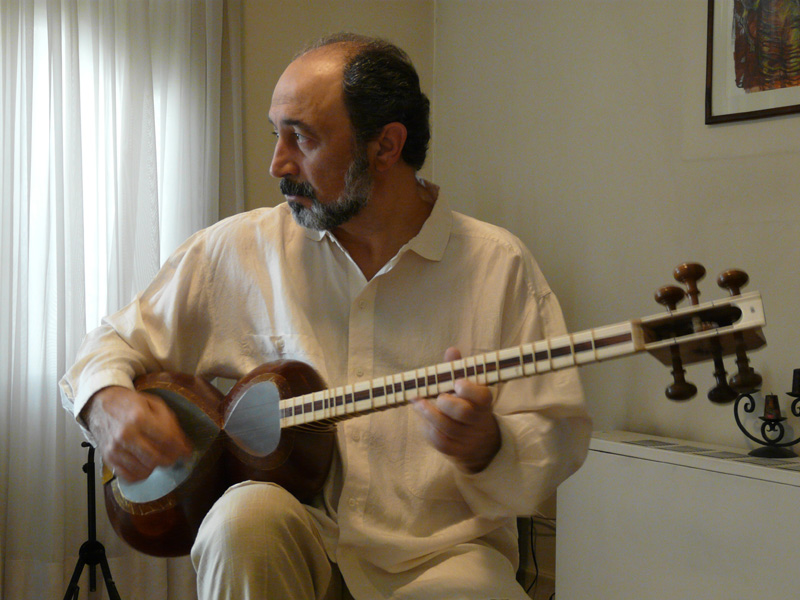
Der Tar-Spieler Dariush Tala'i

### AZE

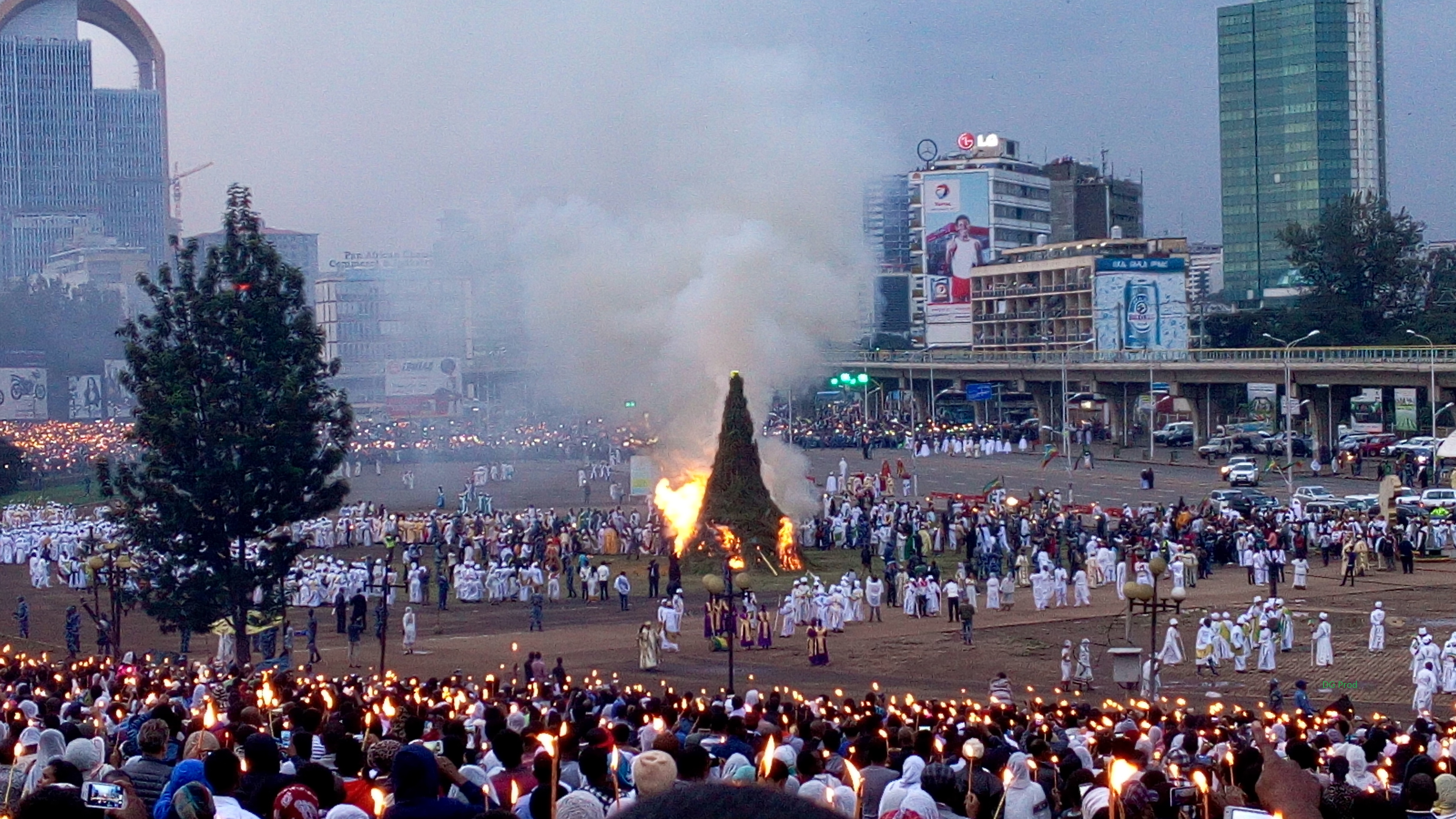
Äthiopisches Fest der Kreuzauffindung

### AndorraAndorra
- 2015 – Die Feuerfeste zur Sommersonnenwende in den Pyrenäen (gemeinsam mit Frankreich und Spanien)
- 2022 – Bärenfeste in den Pyrenäen (gemeinsam mit Frankreich)
- 2023 – Transhumanz, der saisonale Viehtrieb (gemeinsam mit Albanien, Frankreich, Griechenland, Italien, Kroatien, Luxemburg, Österreich, Rumänien und Spanien)
- 2024 – Die Kunst des Trockenmauerwerks (gemeinsam mit Belgien, Frankreich, Griechenland, Irland, Italien, Kroatien, Luxemburg, Österreich, Slowenien, Spanien, Schweiz und Zypern)

### AngolaAngola
- 2023 – Sona, Zeichnungen und geometrische Figuren auf Sand

### ArgentinienArgentinien
- 2009 – Der Tango (gemeinsam mit Uruguay)
- 2015 – Die traditionelle Maltechnik Filete porteño in Buenos Aires
- 2020 – Der Chamamé-Tanz

### ArmenienArmenien

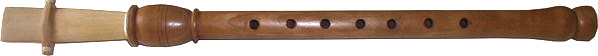
Armenien: Duduk-Holzoboe

- 2005/2008 – Die Duduk-Musik (Holzoboe)
- 2010 – Die Kunst der Kreuz-Stele, Symbolik und Handwerkskunst der Chatschkar
- 2012 – Die Aufführung des Epos „Die Draufgänger von Sason“ bzw. „David von Sason“
- 2014 – Die Zubereitung und Bedeutung des Lavash-Brotes
- 2017 – Der traditionelle Gruppentanz Kochari
- 2019 – Die Armenische Buchstabenkunst und ihre kulturellen Ausdrucksformen
- 2020 – Die Pilgerfahrt zum Kloster Sankt Thaddäus (gemeinsam mit dem Iran)
- 2023 – Die Tradition der Schmiedekunst in Gjumri

### AserbaidschanAserbaidschan
- 2003/2008 – Die aserbaidschanische Mugham, Gesangs- und Instrumentalmusik mit hohem Improvisationsanteil
- 2009 – Die aserbaidschanische Ashiq-Kunst
- 2010 – Die traditionelle aserbaidschanische Teppich-Webkunst
- 2012 – Die Herstellung und Spielkunst der Tar, einer gezupften Langhalslaute
- 2014 – Die Kunst und Symbolik von Kelaghayi: Herstellen und Tragen von Seidenkopftüchern
- 2015 – Die Kupferschmiedekunst in Lahij
- 2016 – Das Backen und Teilen von Fladenbrot: Lavash, Katyrma, Jupka, Yufka (gemeinsam mit Iran, Kasachstan, Kirgisistan und der Türkei)
- 2017 – Die Kunst des Bauens und Spielens der Kamantsche, eines Saiteninstruments (gemeinsam mit Iran)
- 2017 – Die Herstellungs- und Teilen-Tradition von Dolma, gefüllten Weinblättern
- 2018 – Die Kultur, Volksmärchen und Musik um die epische Figur Dede Korkut (gemeinsam mit Kasachstan und Türkei)
- 2020 – Die Kunst der Miniatur (gemeinsam mit Iran, Türkei und Usbekistan)
- 2020 – Nar Bayrami, die Kultur des traditionellen Granatapfelfestes in der Region Göyçay
- 2022 – Erzähltradition der Nasreddin-Anekdoten (gemeinsam mit Kasachstan, Kirgisistan, Tadschikistan, Türkei, Turkmenistan, Usbekistan)
- 2022 – Kultur des Çay (gemeinsam mit Türkei)
- 2022 – Die Serikultur: Traditionelle Herstellung von Seide für die Weberei (gemeinsam mit Afghanistan, Iran, Tadschikistan, Türkei, Turkmenistan, Usbekistan)
- 2022 – Pehlevanliq-Kultur: Traditionelle Zorkhana-Spiele, Sport und Ringen
- 2023 – Die Kunst der Illumination: Təzhib/Tazhib/Zarhalkori/Tezhip/Naqqoshlik (gemeinsam mit Iran, Tadschikistan, Türkei und Usbekistan)
- 2023 – Handwerkskunst der Perlmuttintarsien (gemeinsam mit Türkei)
- 2023 – Handwerkskunst und Spielweise der Kurzoboen Balaban und Mey (gemeinsam mit Türkei)
- 2023 – Iftar/Eftari/Iftar/Iftor und seine soziokulturellen Traditionen (gemeinsam mit Iran, Usbekistan und Türkei)
- 2024 – Tandir-Handwerk und Brotbacken
- 2024 – Das Neujahrs- und Frühlingsfest Nawrouz, Novruz, Nowrouz, Nowrouz, Nawrouz, Nauryz, Nooruz, Nowruz, Navruz, Nevruz, Nowruz, Navruz (gemeinsam mit Afghanistan, Indien, Iran, Irak, Kasachstan, Kirgisistan, Mongolei, Pakistan, Tadschikistan, Turkmenistan, Türkei und Usbekistan)

### AthiopienÄthiopien
- 2013 – Meskel, die Feierlichkeiten zum Gedenken an den Fund des „Wahren Heiligen Kreuzes von Christus“
- 2015 – Fichee-Chambalaalla, das Neujahrsfest des Sidama-Volks
- 2016 – Das Gada System, ein indigenes demokratisches sozio-politisches System der Oromo
- 2019 – Das äthiopische Epiphanienfest Timkat
- 2023 – Das Shuwalid-Fest

## B

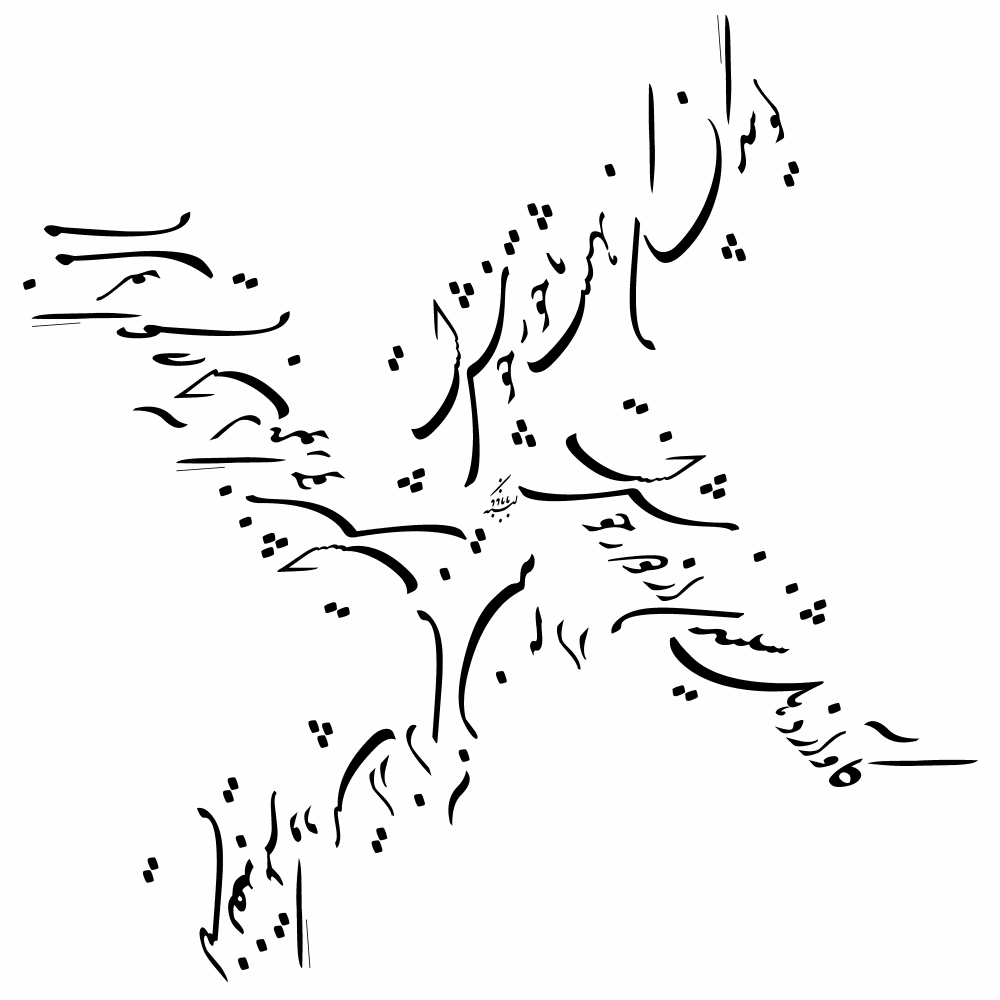
Kalligrafie: Vierzeiler Omar Chayyams in Schekaste-Schrift

### BahamasBahamas
- 2023 – Junkanoo, nationales kulturelles Festival

### BahrainBahrain
- 2021 – Arabische Kalligrafie (gemeinsam mit Algerien, Ägypten, Irak, Jordanien, Jemen, Kuwait, Libanon, Mauretanien, Marokko, Oman, Palästinensische Gebiete, Saudi-Arabien, Sudan, Tunesien, Vereinigte Arabische Emirate)
- 2022 – Das Wissen, die Traditionen und Bräuche rund um die Dattelpalme (gemeinsam mit Ägypten, Irak, Jemen, Jordanien, Katar, Kuwait, Marokko, Mauretanien, Oman, Palästina, Saudi-Arabien, Sudan, Tunesien und Vereinigte Arabische Emirate)
- 2024 – Henna: Rituale, Ästhetik und soziale Praktiken  (gemeinsam mit Ägypten, Algerien, Irak, Jemen, Jordanien, Katar, Kuwait, Marokko, Mauritanien, Oman, Palästina, Saudi-Arabien, Sudan, Tunesien und Vereinigte Arabische Emirate)

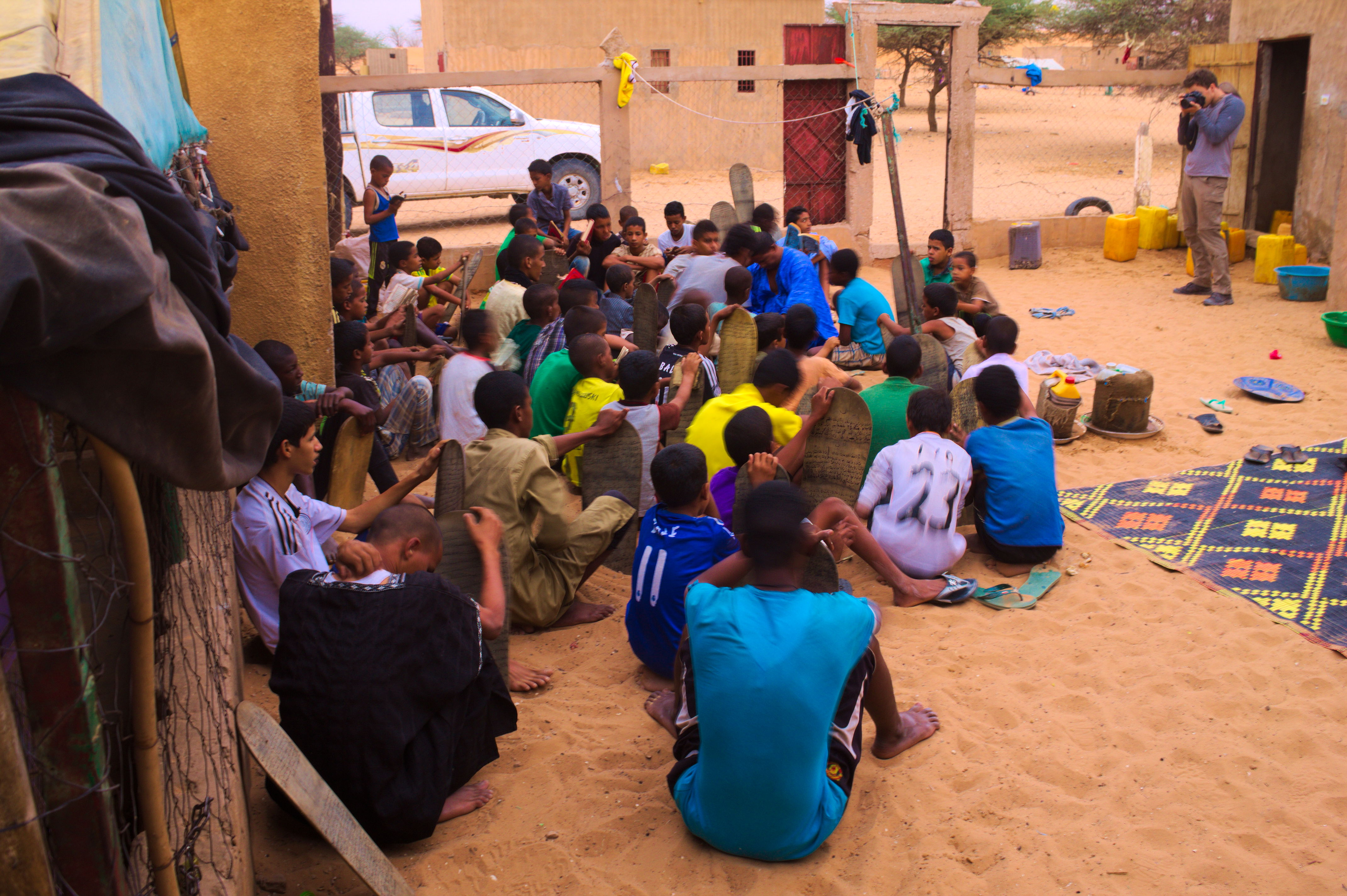
Mauretanien: Eine Mahadra-Stunde

### HRV

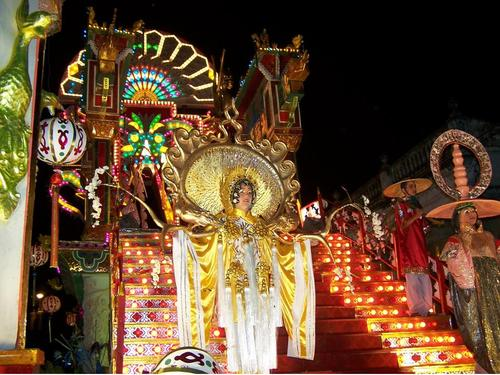
Kuba: Festwagen bei der Parranda 2008

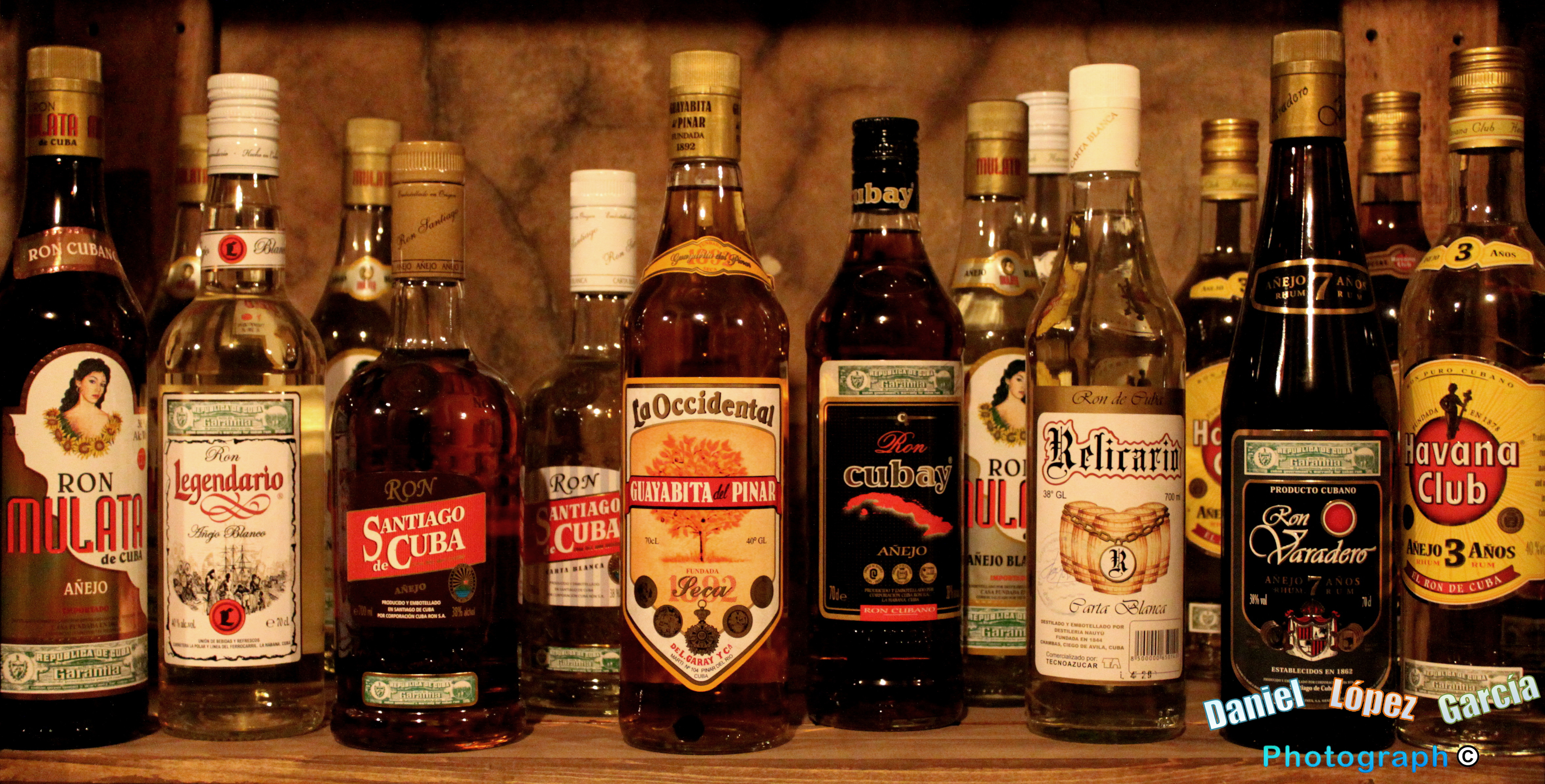
Kuba: Eine Rum-Auswahl

### LVA

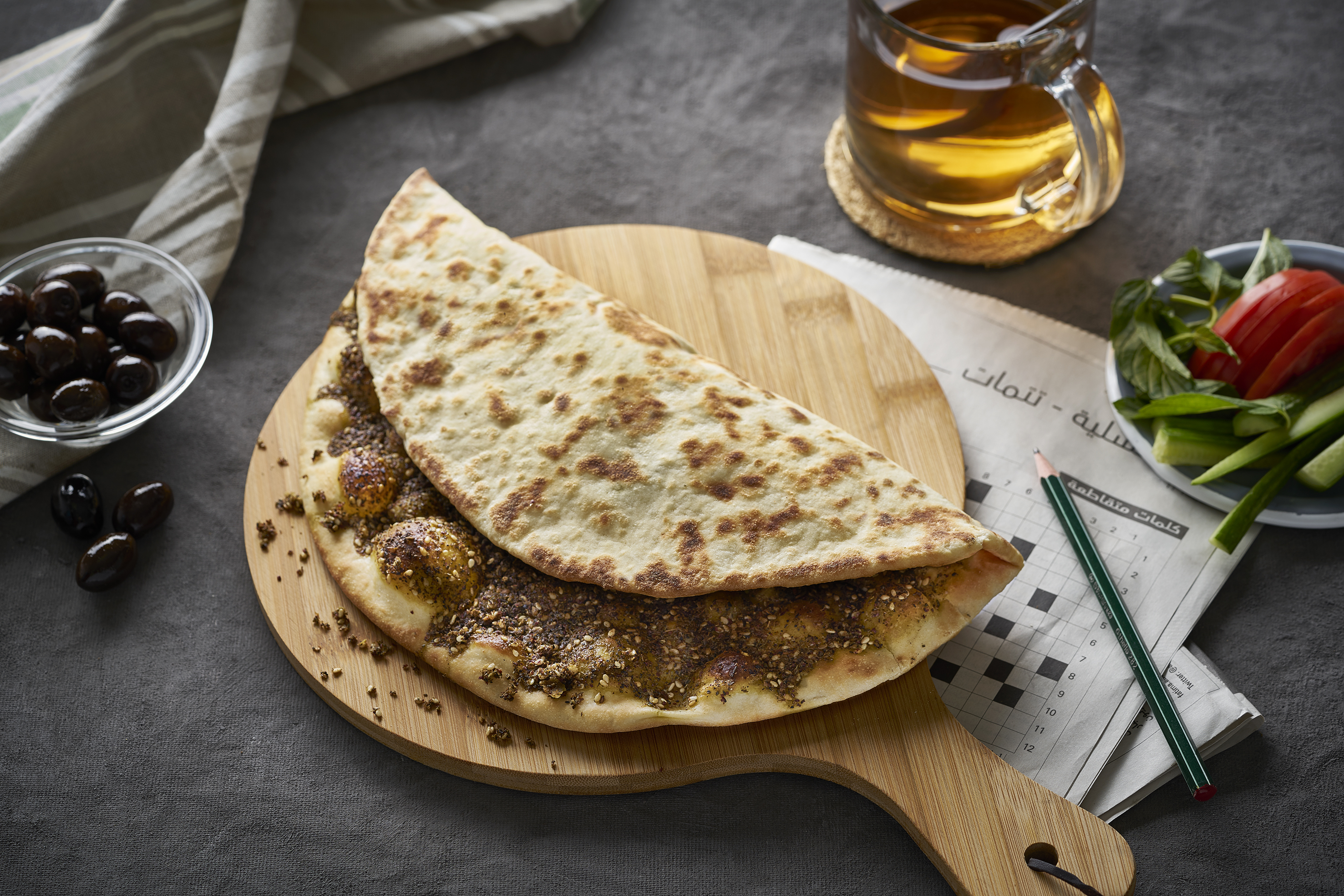
Libanon: Al-Man’ouché

### LBN

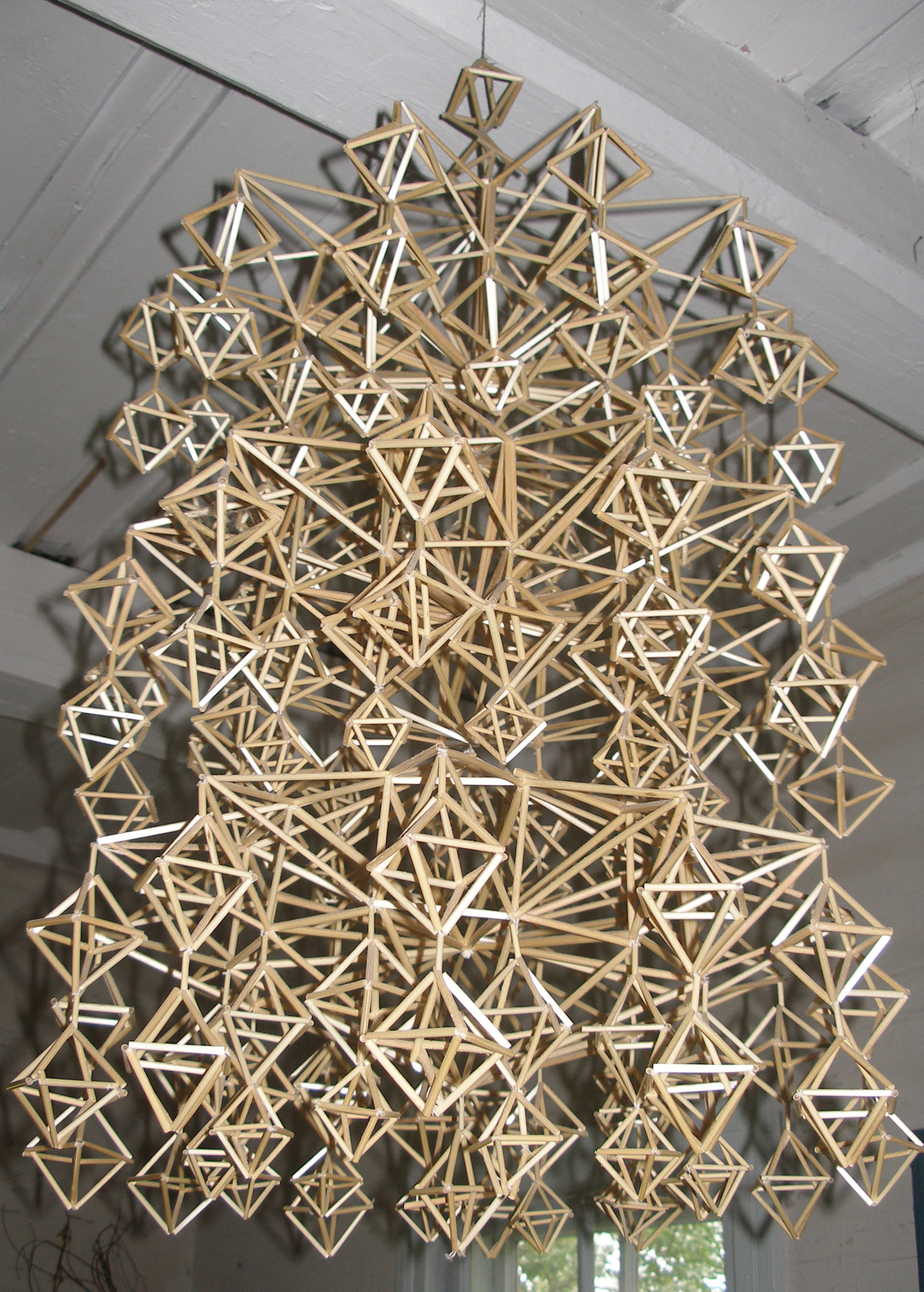
Litauen: ein Sodai

### MDG

Malawi: Gule wamkulu

### MWI

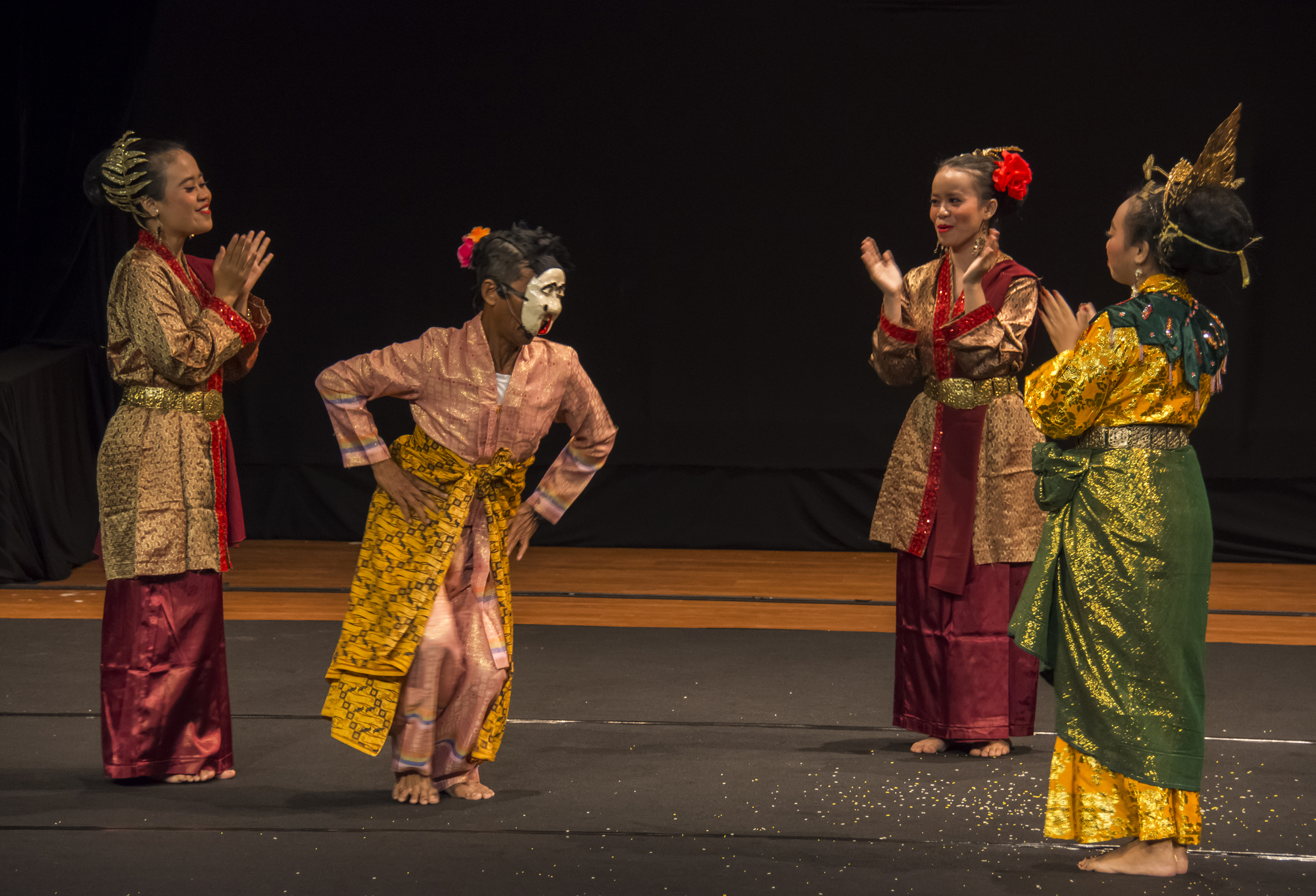
Malaysia: Mak-Yong-Theater

### MYS

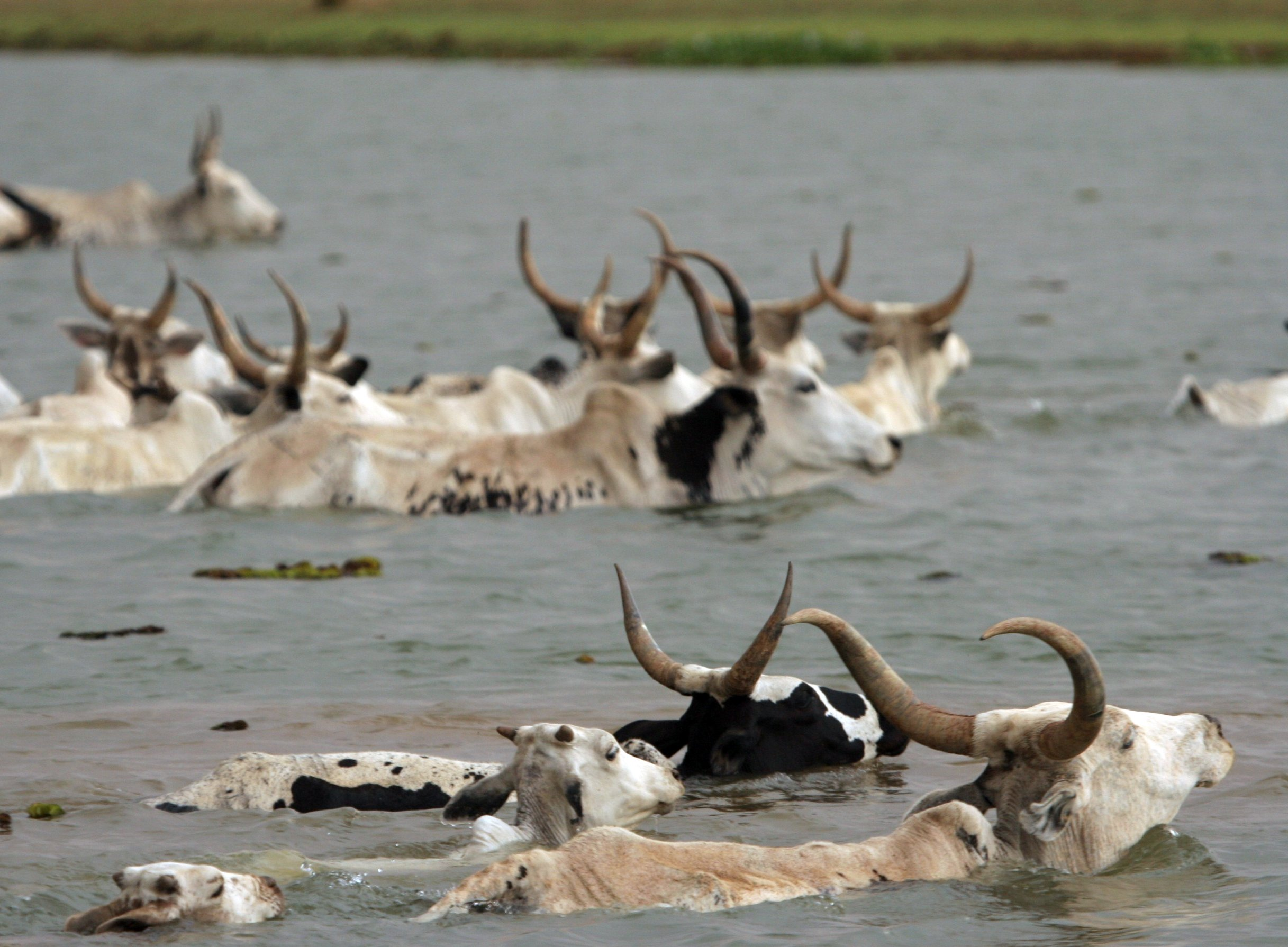
Mali: Rinder überqueren den Niger (2008)

### MEX

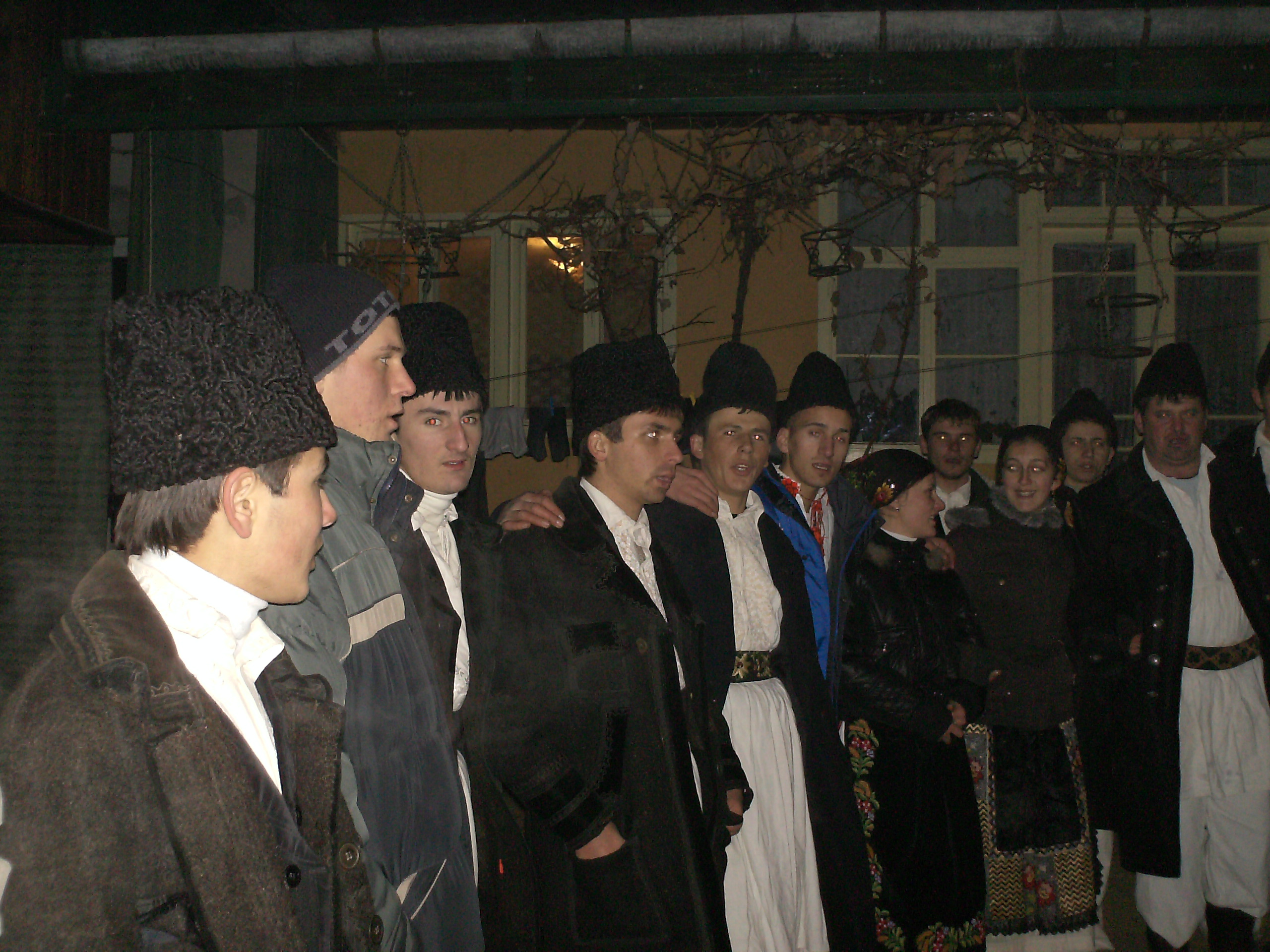
Moldau / Rumänien: Colindat-Sänger

### NIC

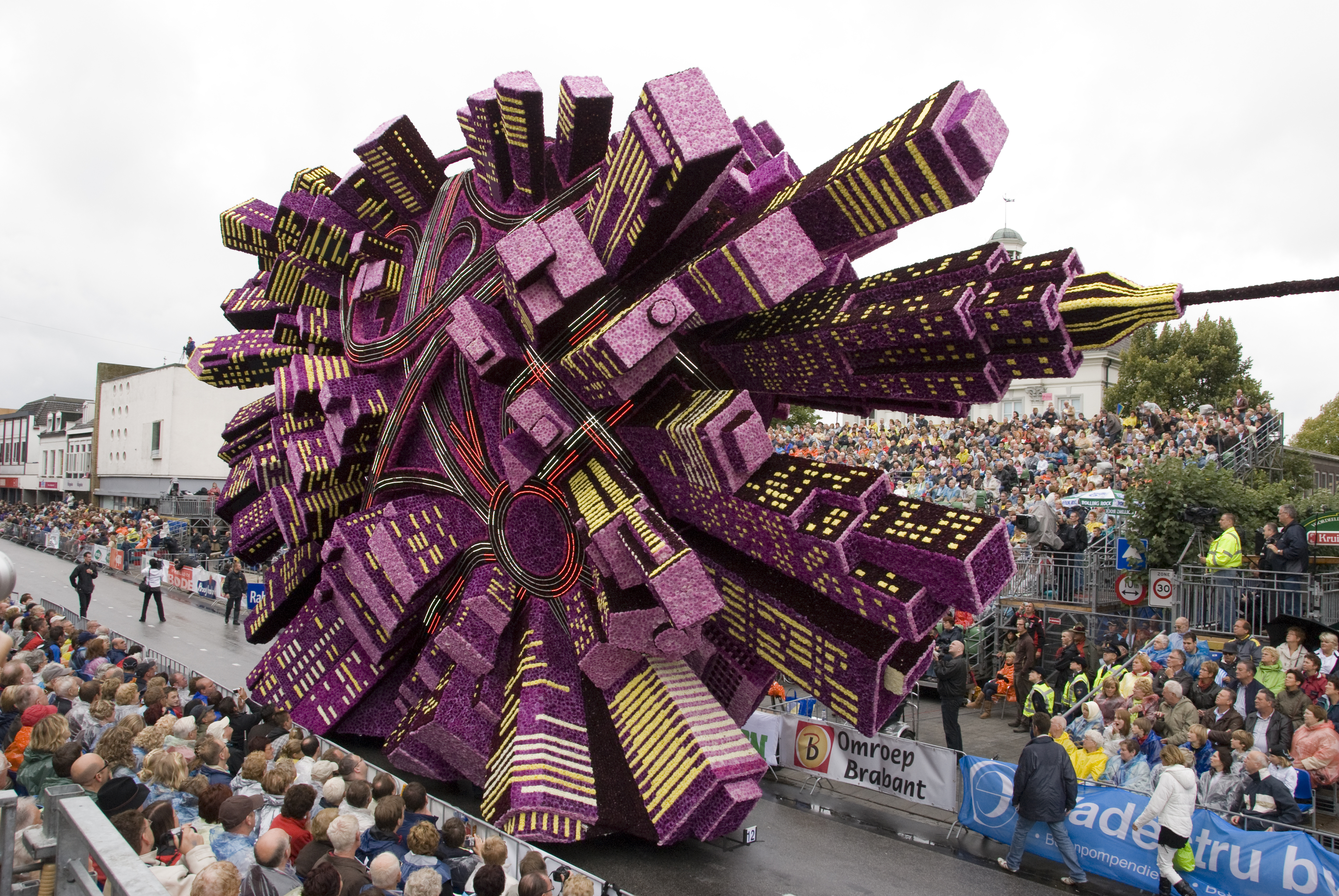
Niederlande: Gewinner 2008 des Blumenkorsos in Zondert: „Booming city“

### NER

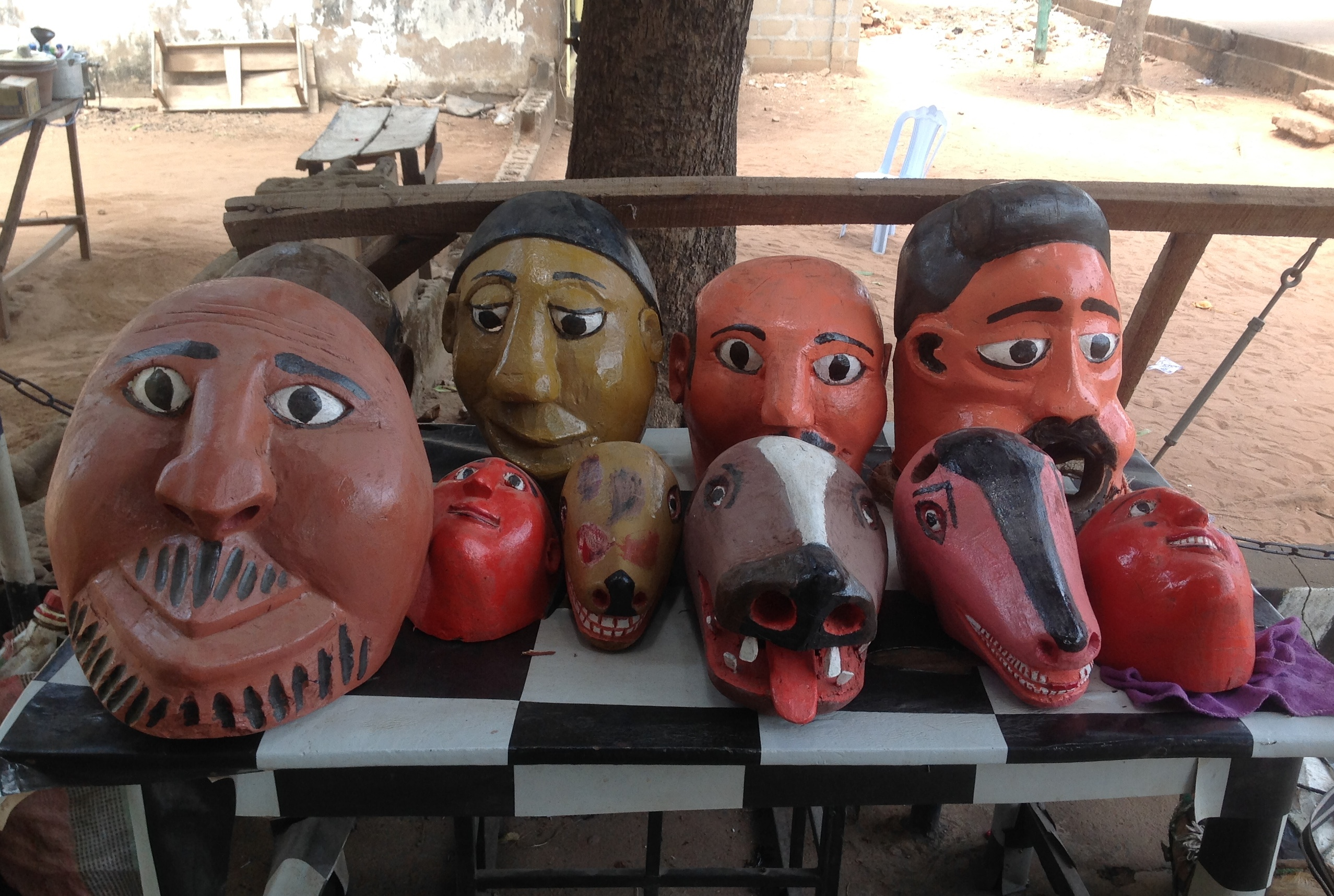
Nigeria: Kwagh-hir Masken

### MKD

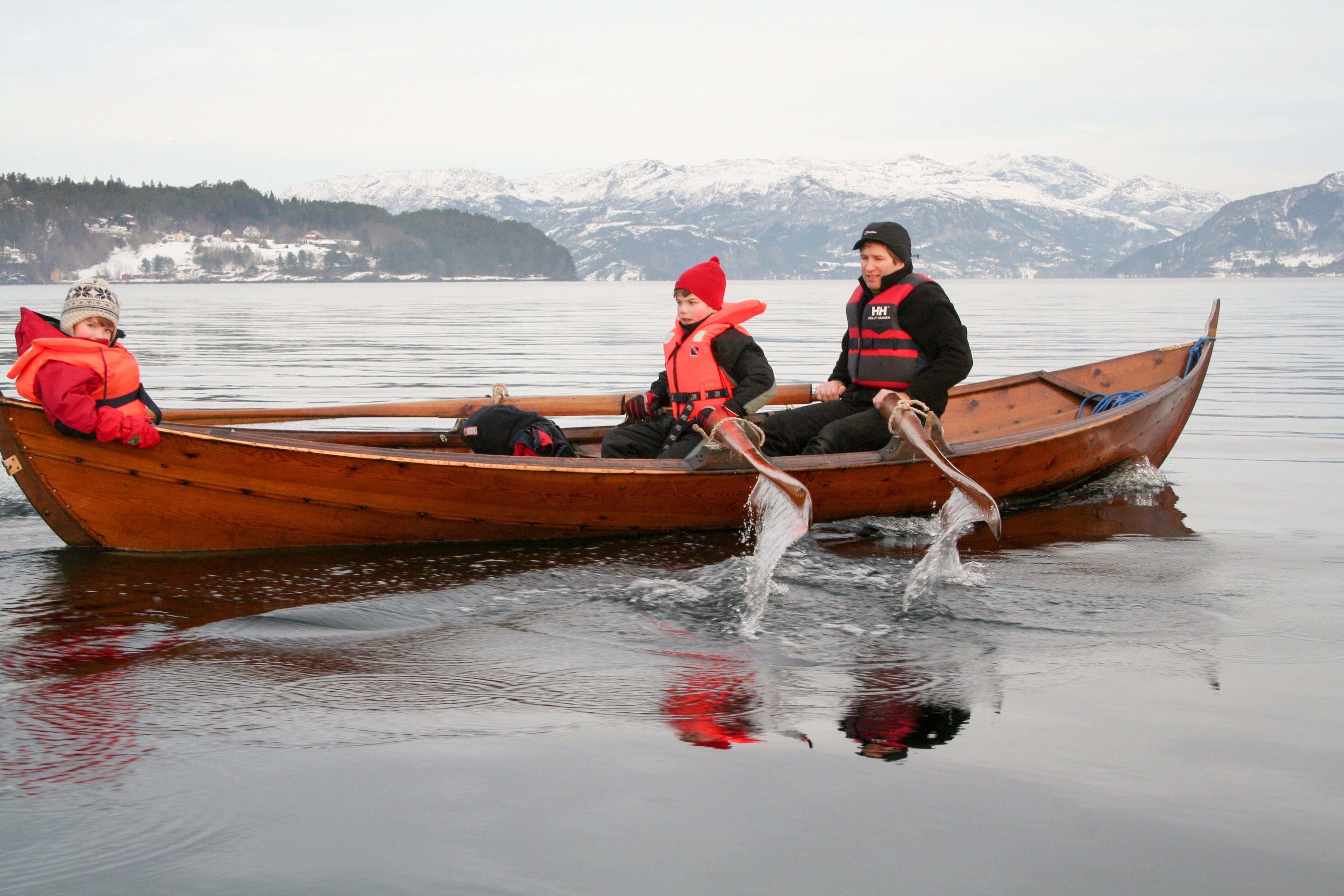
Norwegen: Oselvar Klinkerboot

### AUT

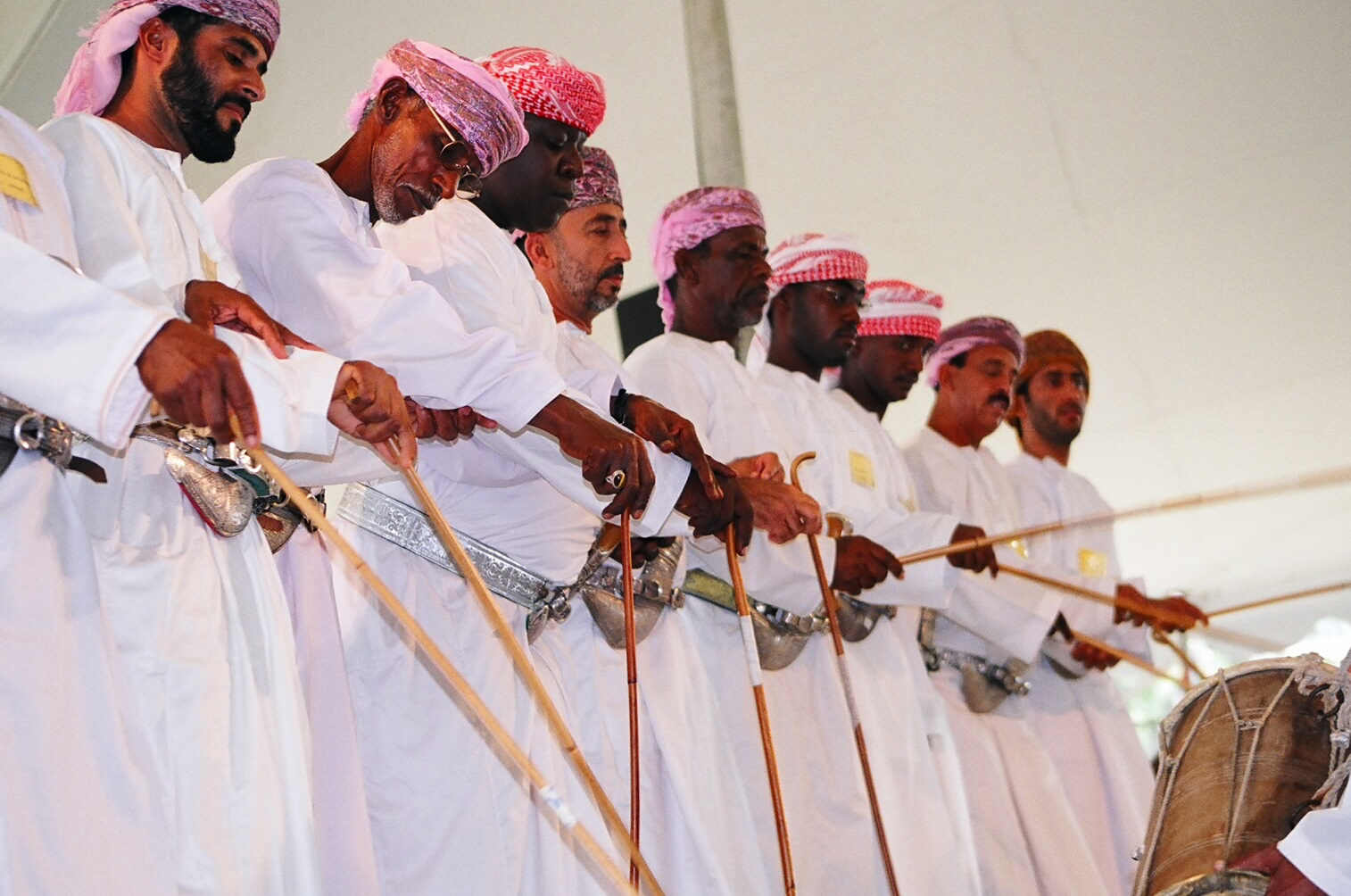
Oman: Al-Razfa, Tanz und Gesang

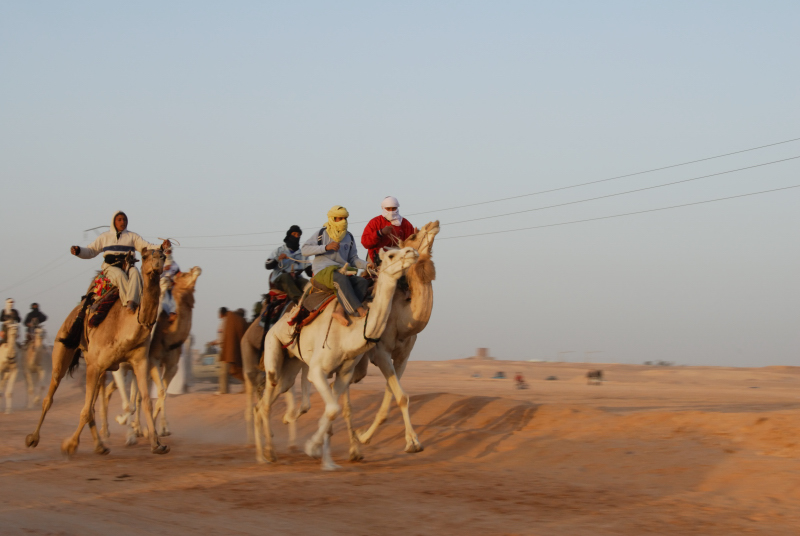
Oman: Kamelrennen

### PAN

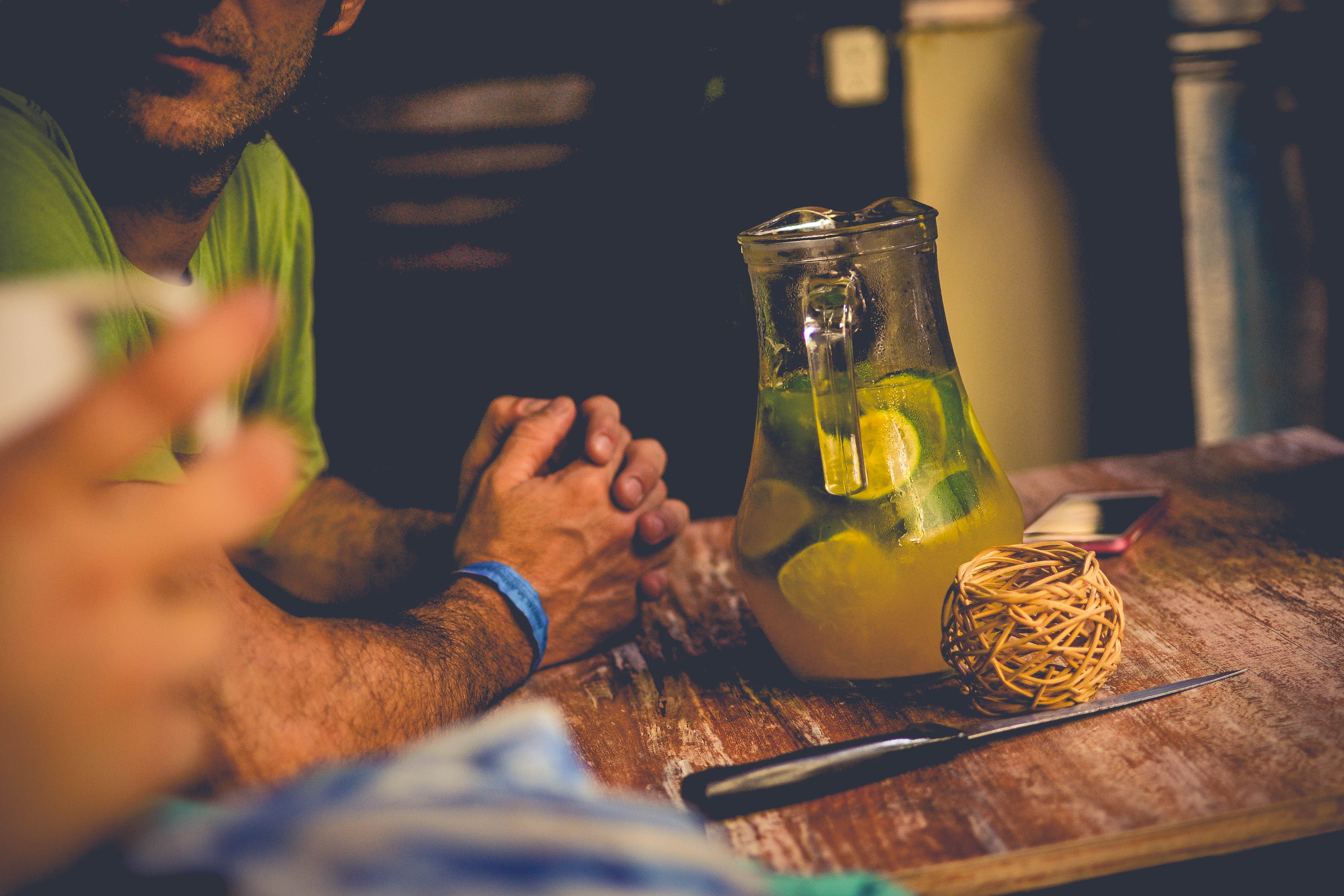
Paraguay: Tereré

### PER

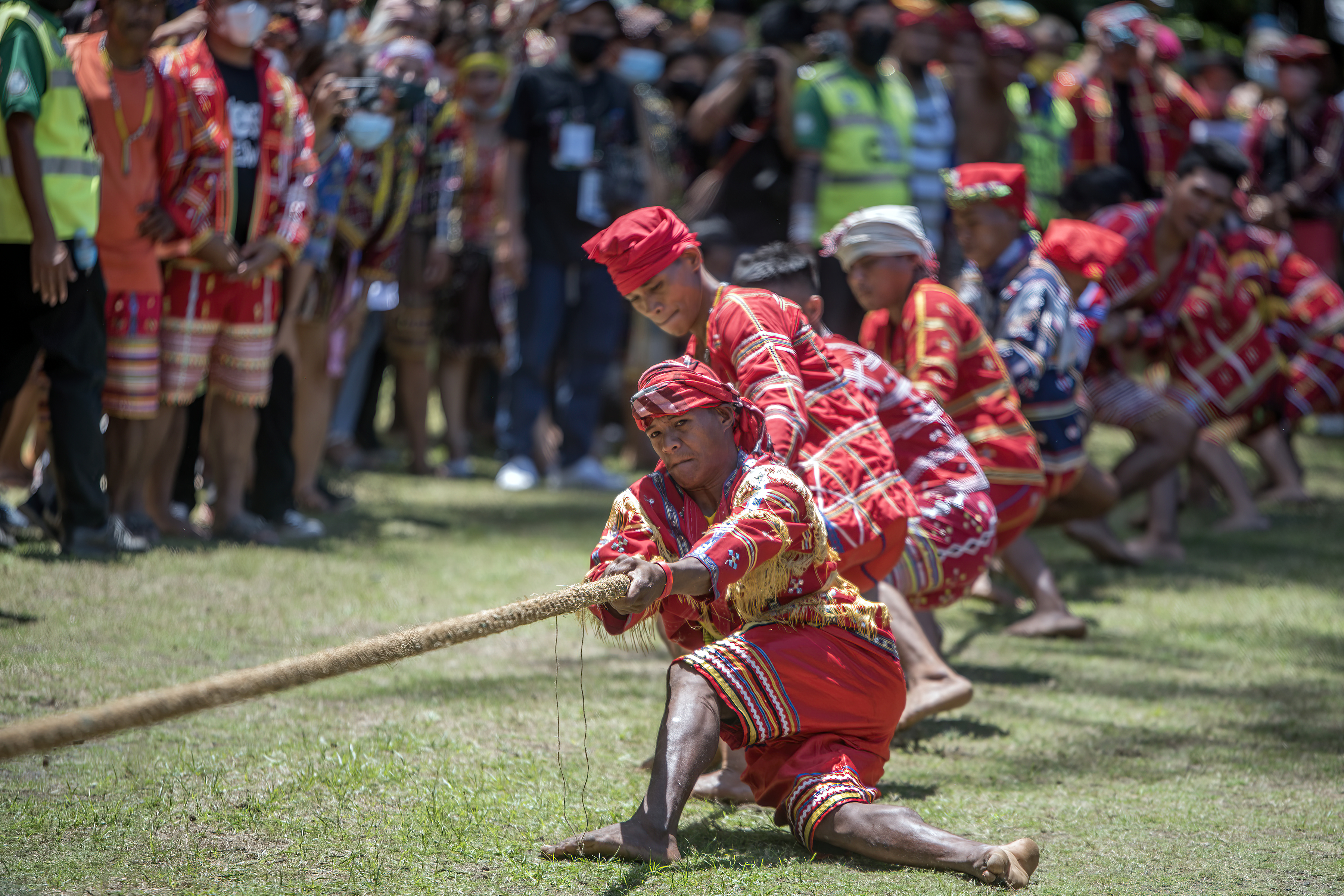
Philippinen: Tauziehen

### RWA

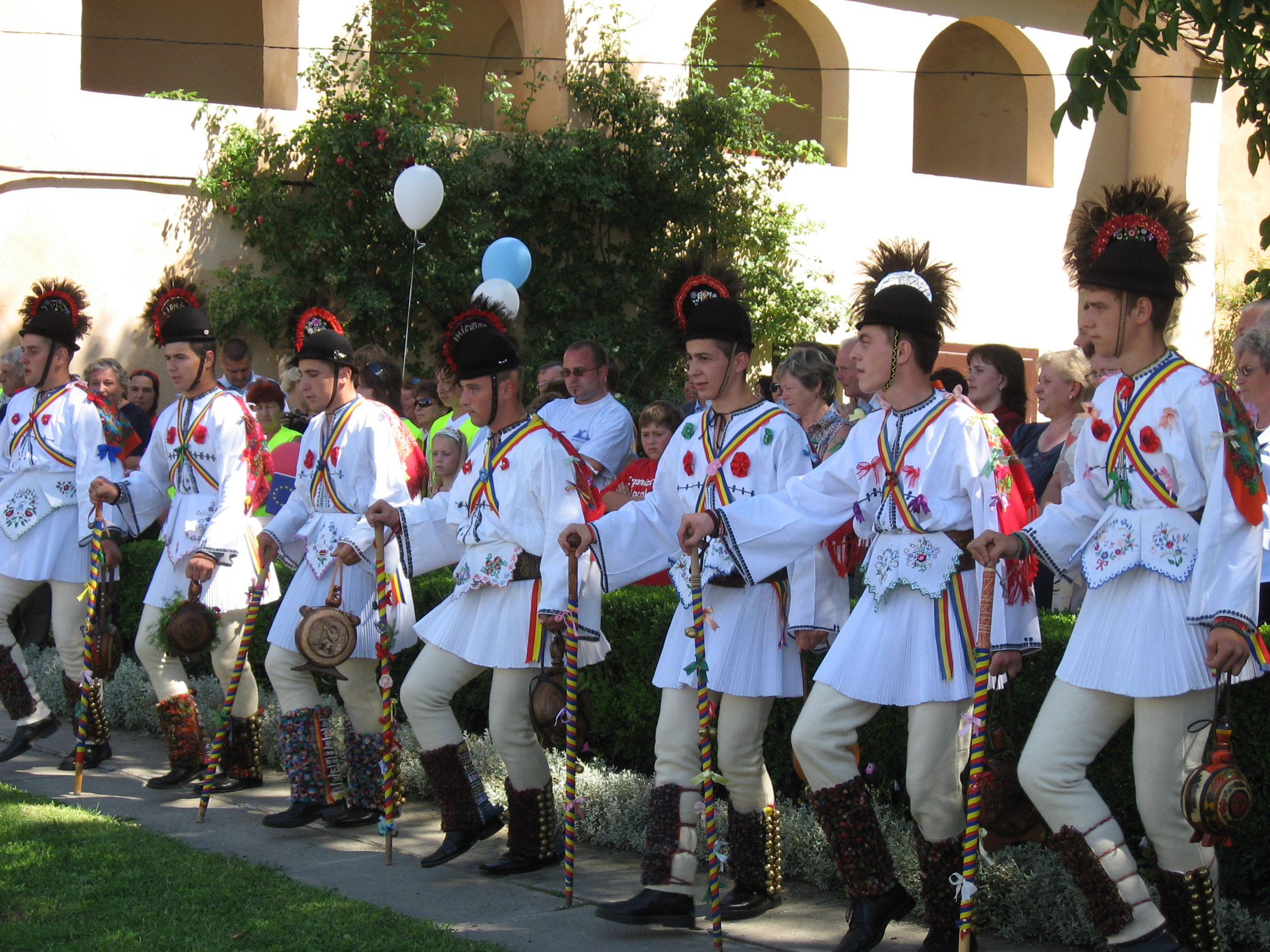
Rumänien: Călușari

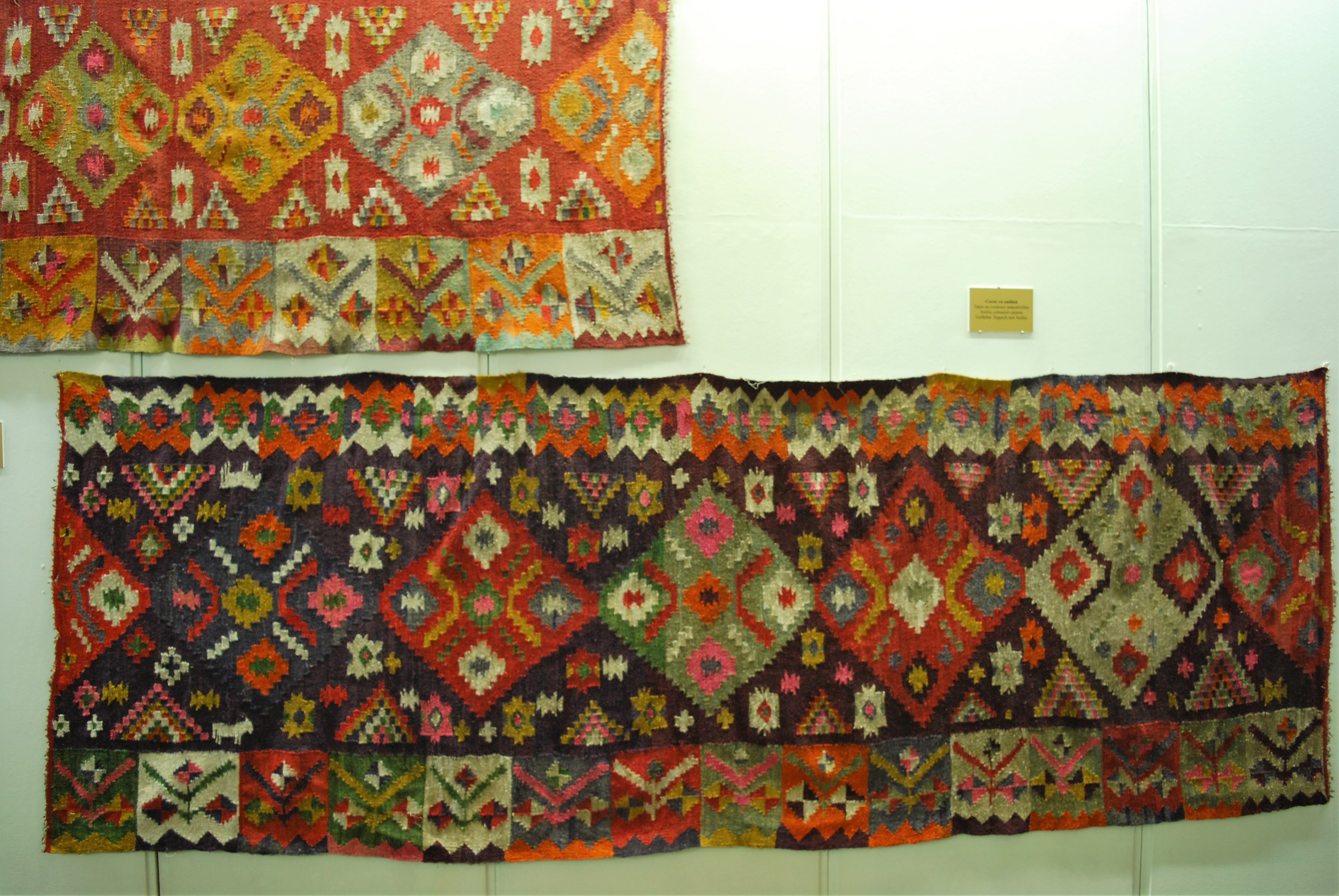
Rumänien: Wandteppiche

### SAU

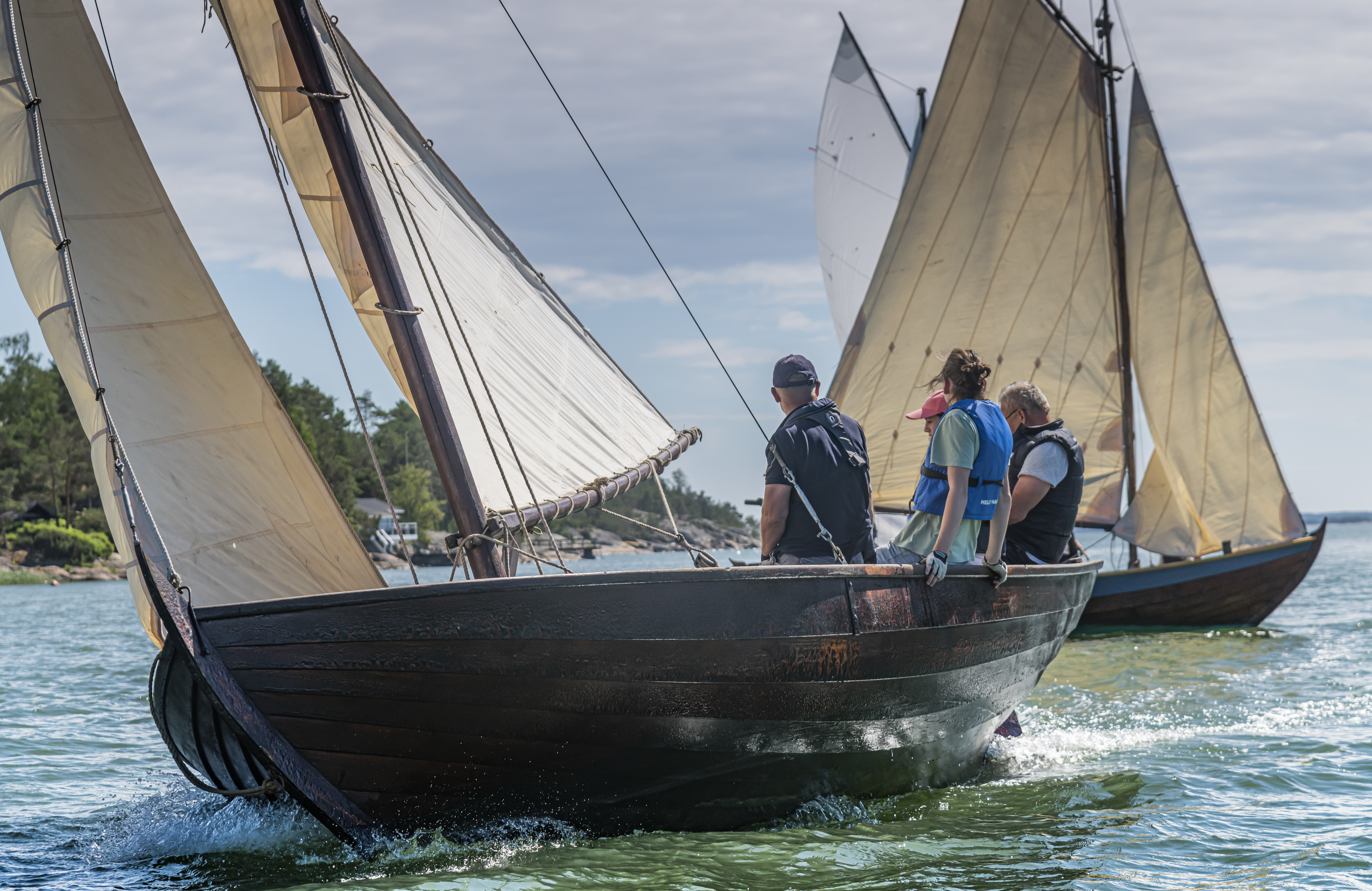
Schweden: Klinkerboot

### SWE

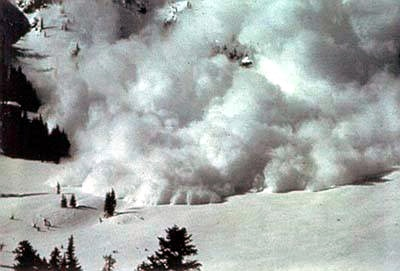
Schweiz: Lawine

### CHE

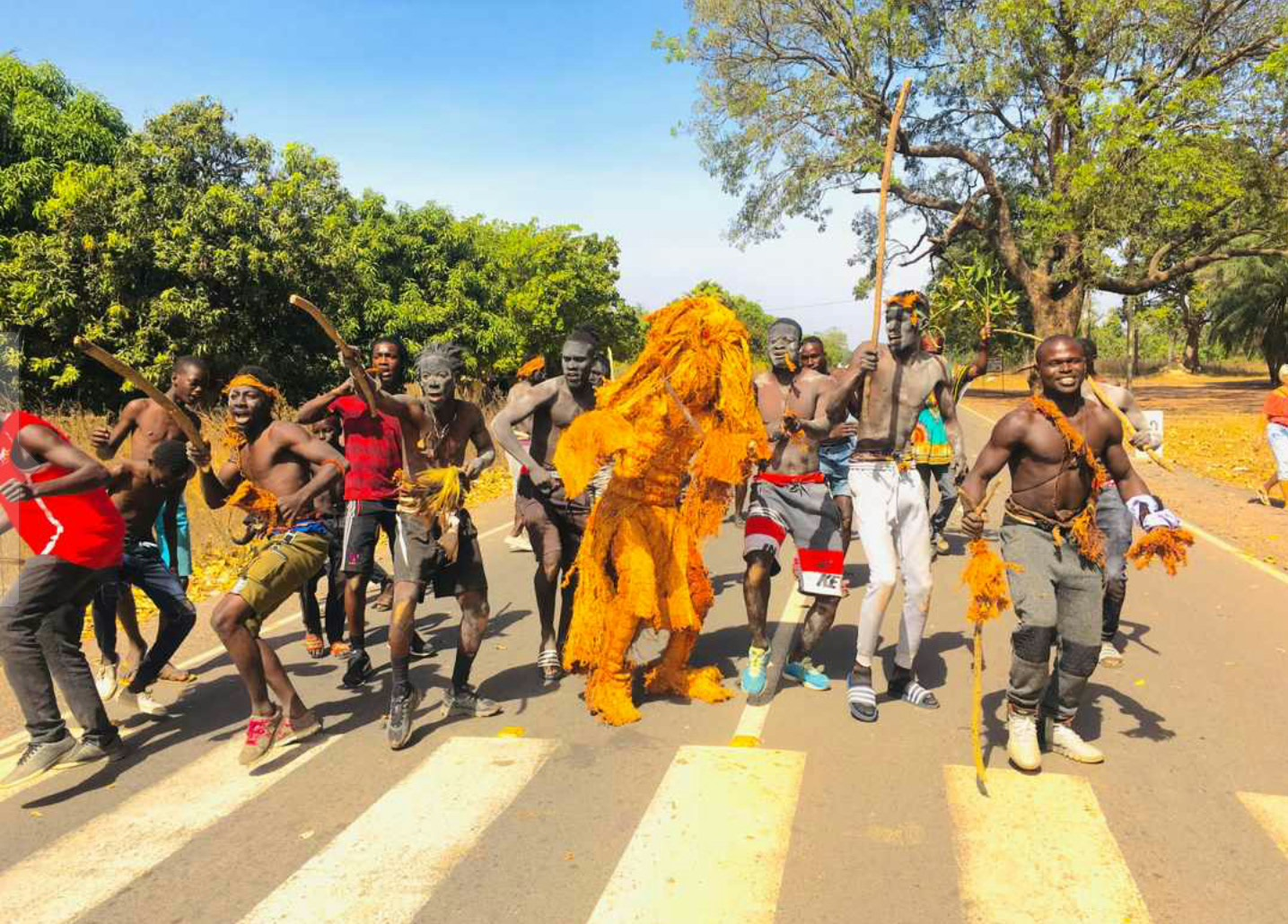
Senegal: Kankurang

### SYC

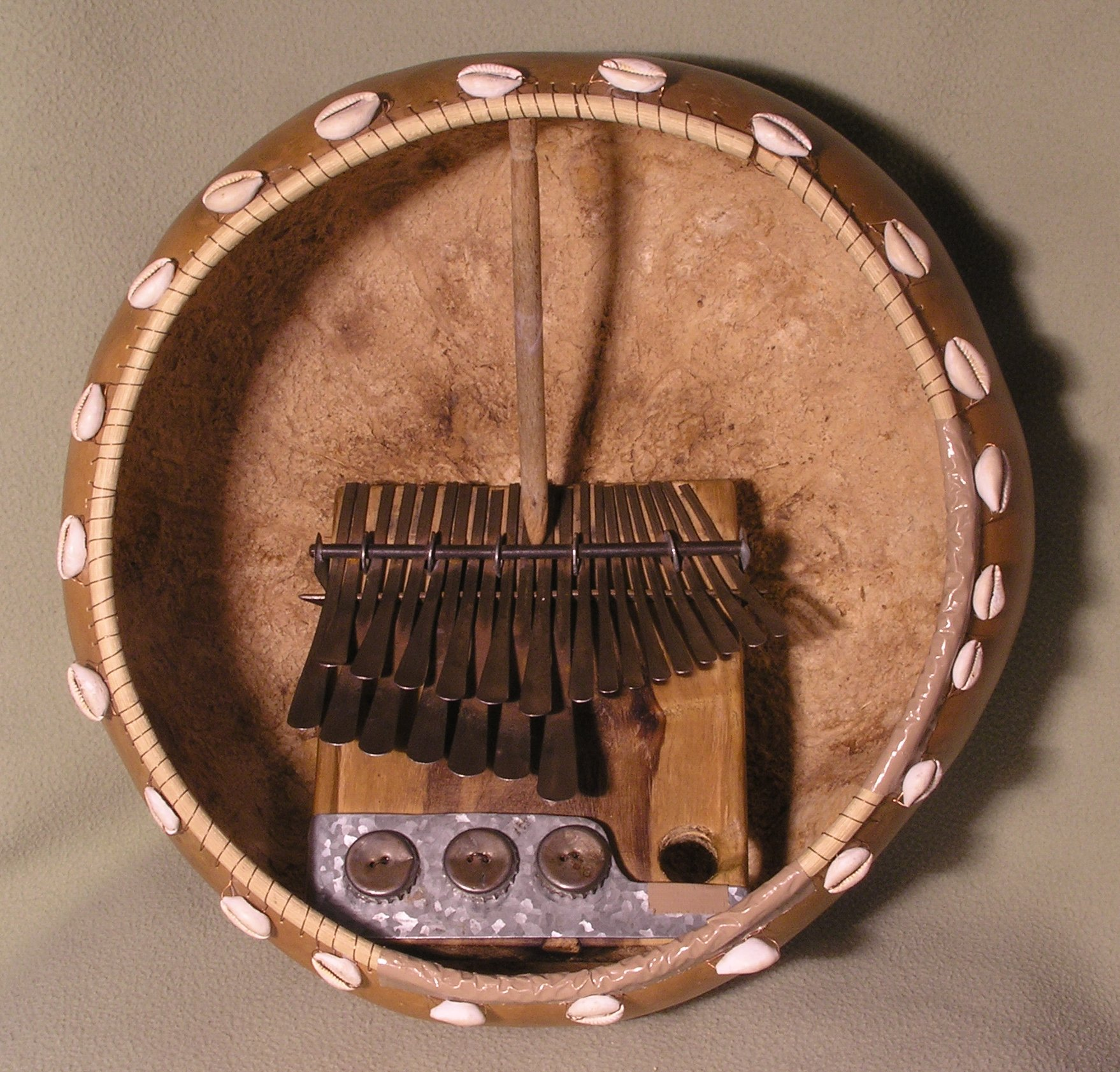
Simbabwe: Mbira mit Resonanzkörper

### SVK

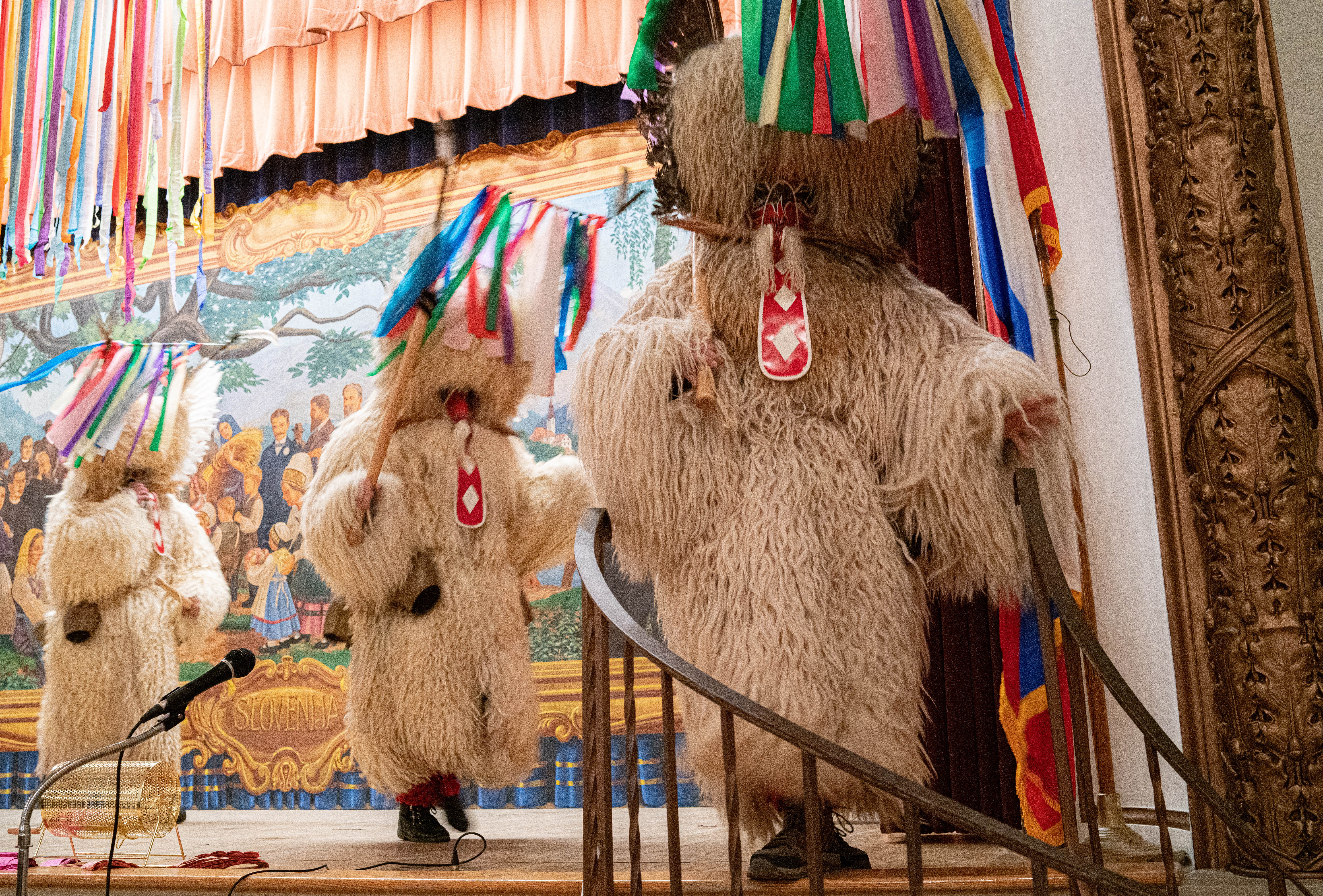
Slowenien: Kurenti

### KOR

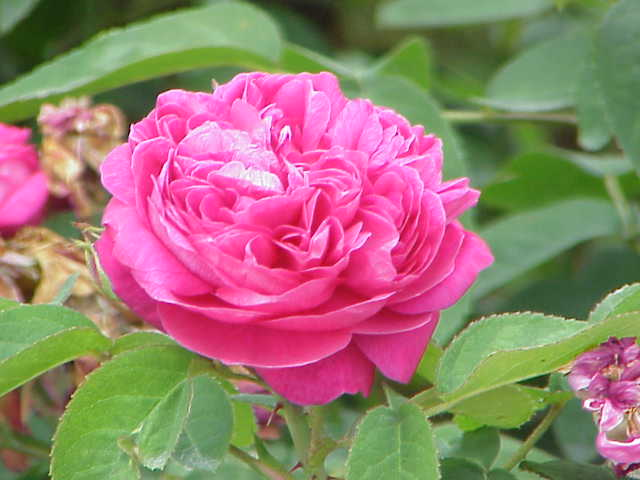
Syrien: Damaszener-Rose

### TJK

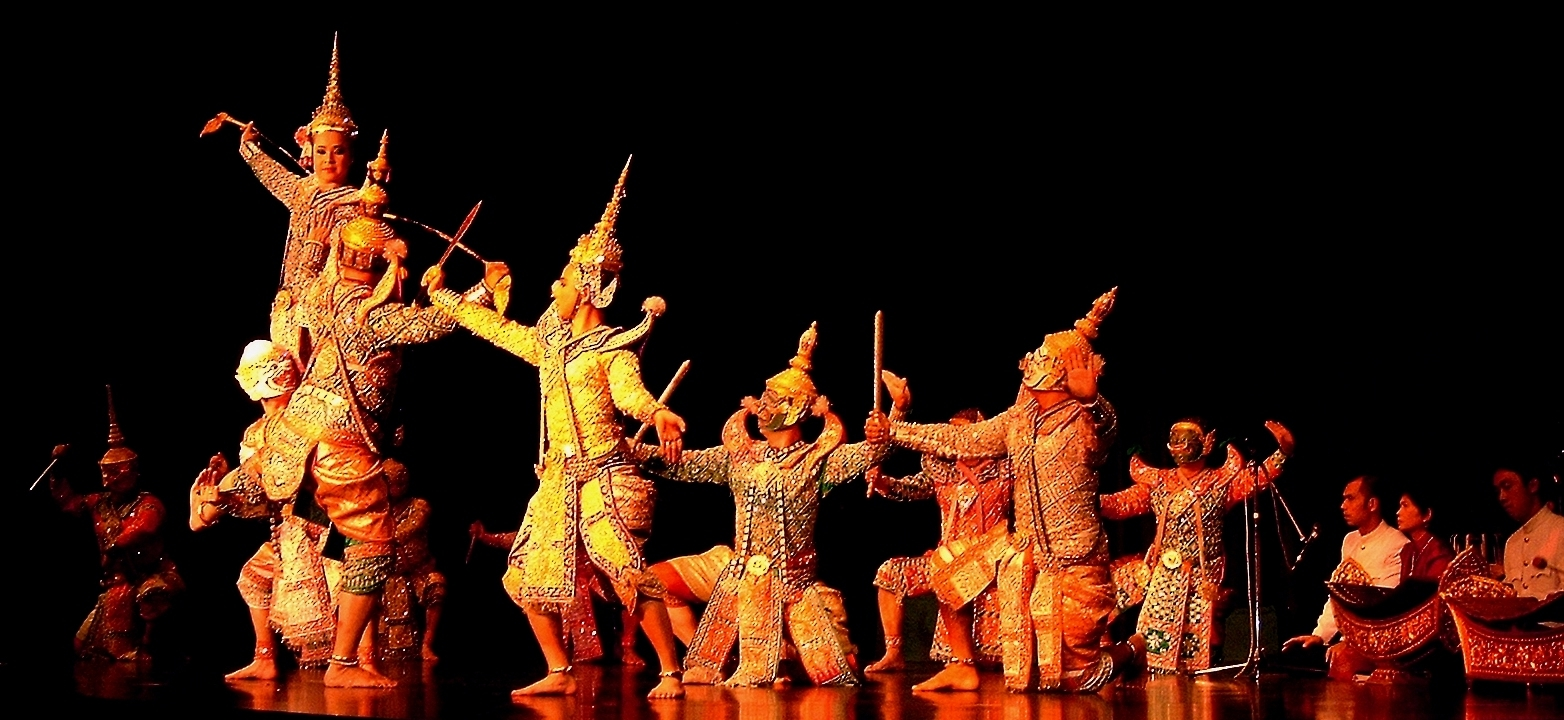
Thailand: Khon-Tanz

### CZE

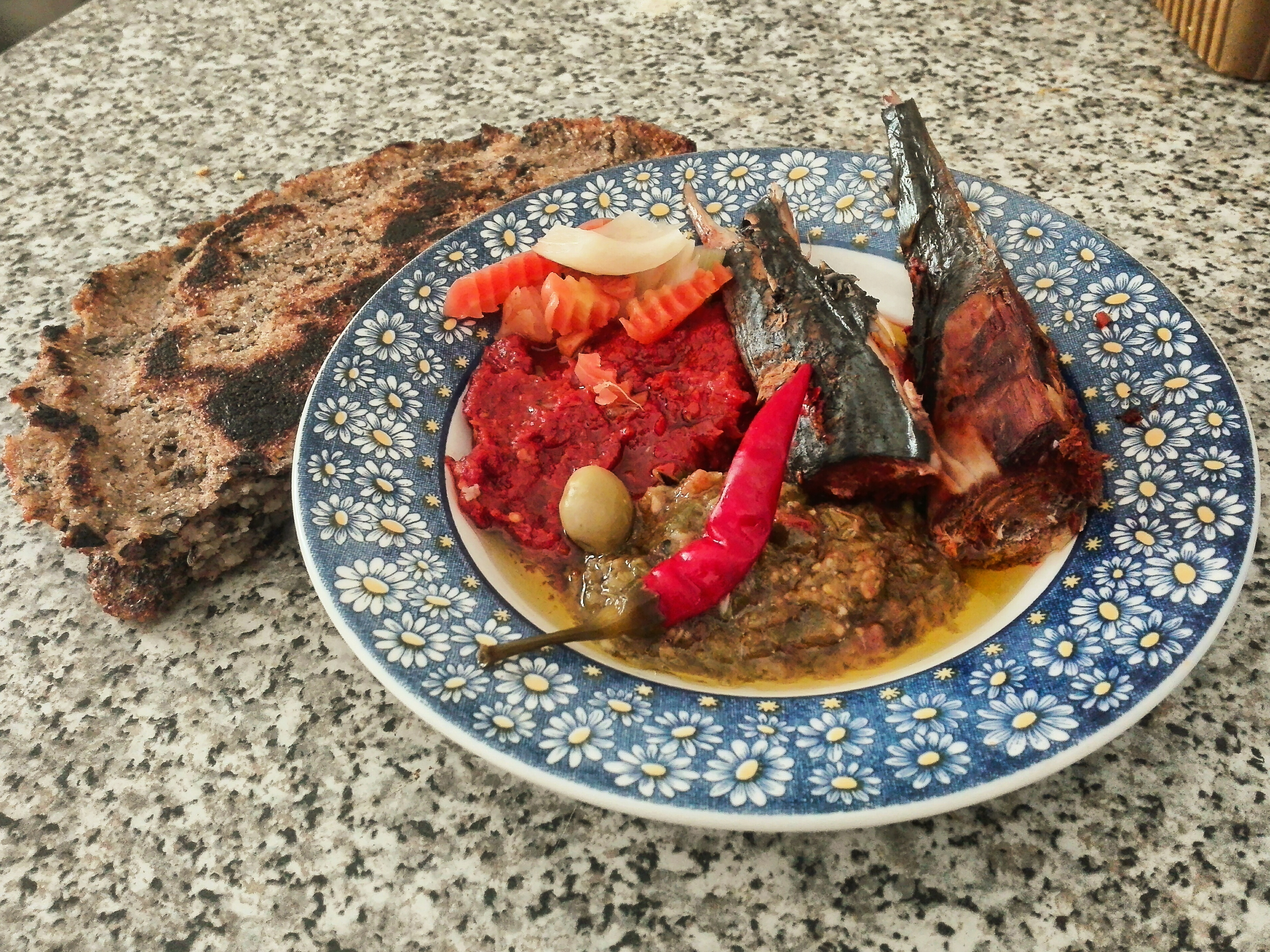
Tunesien: Harissa mit Thunfisch

### UGA

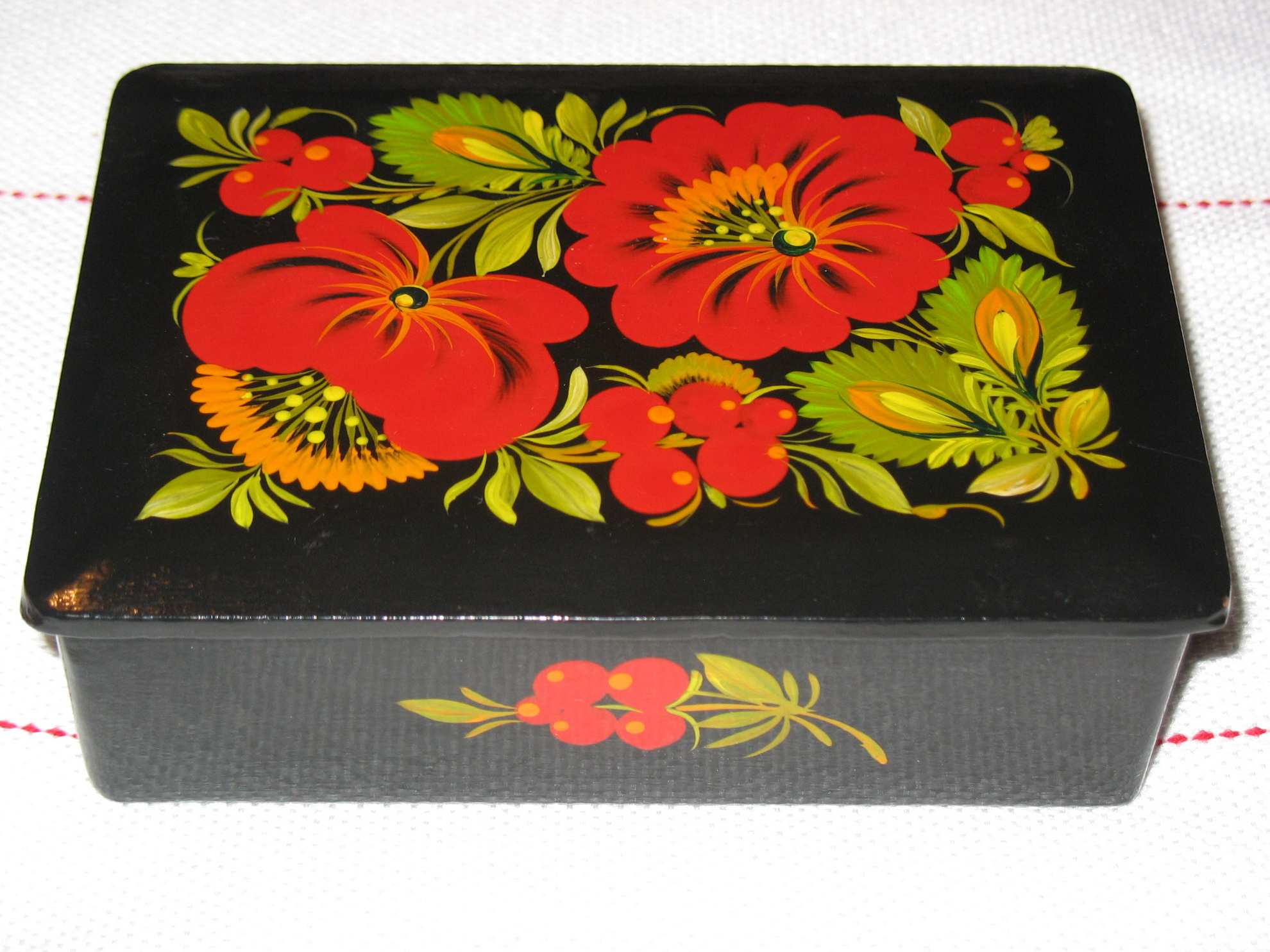
Ukraine: volkstümliche Petrykiwka-Malerei

### UKR

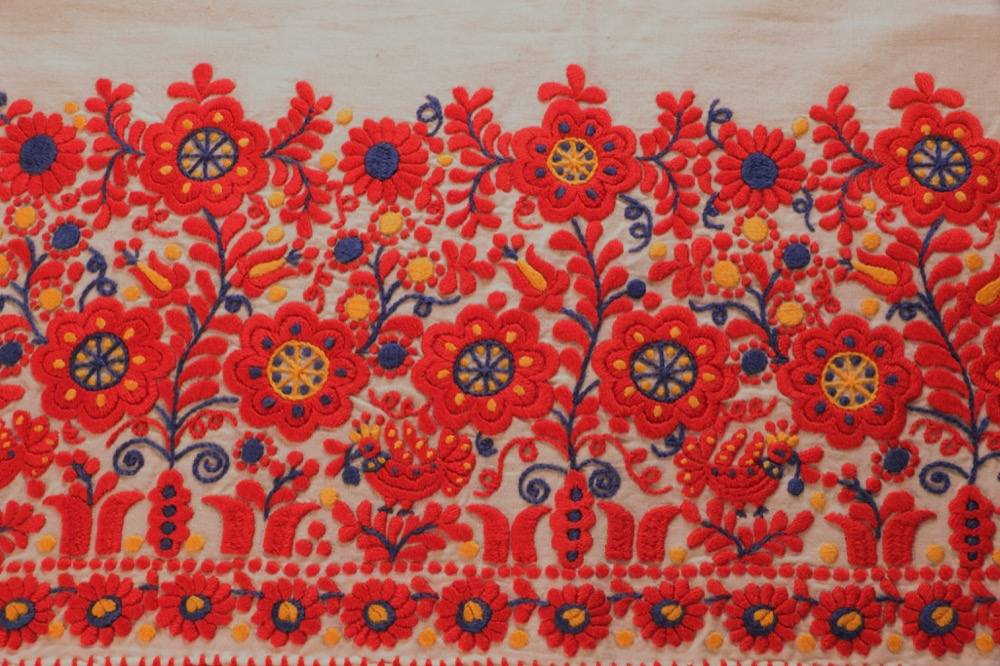
Ungarn: Matyó hímzés

### BangladeschBangladesch
- 2005/2008 – Die Lieder der Baul, mystische Musik bengalischer Minnesänger Bangladesch: Bauls

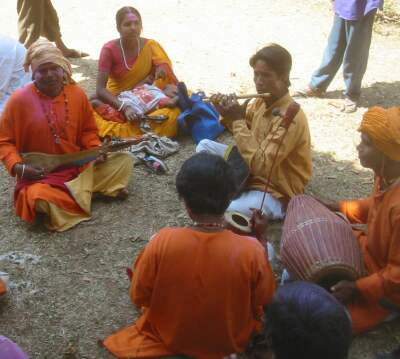
Bangladesch: Bauls

- 2013 – Die traditionelle Kunst der Jamdani-Weberei
- 2016 – Mangal Shobhajatra, der festliche, farbenfrohe Umzug in Dhaka anlässlich des Neujahrstages nach bengalischem Kalender
- 2017 – Die traditionelle Webkunst Shital Pati von Matten aus Schilfrohr
- 2023 – Rikschas und Rikscha-Malerei in Dhaka

### BelarusBelarus
- 2018 – Das Fest zu Ehren der Budslaŭer Marienikone
- 2020 – Zeidlerei (gemeinsam mit Polen)
- 2022 – Strohflechterei
- 2024 – Vytsinanka, traditionelle Kunst des Papierschneidens

### BelgienBelgien

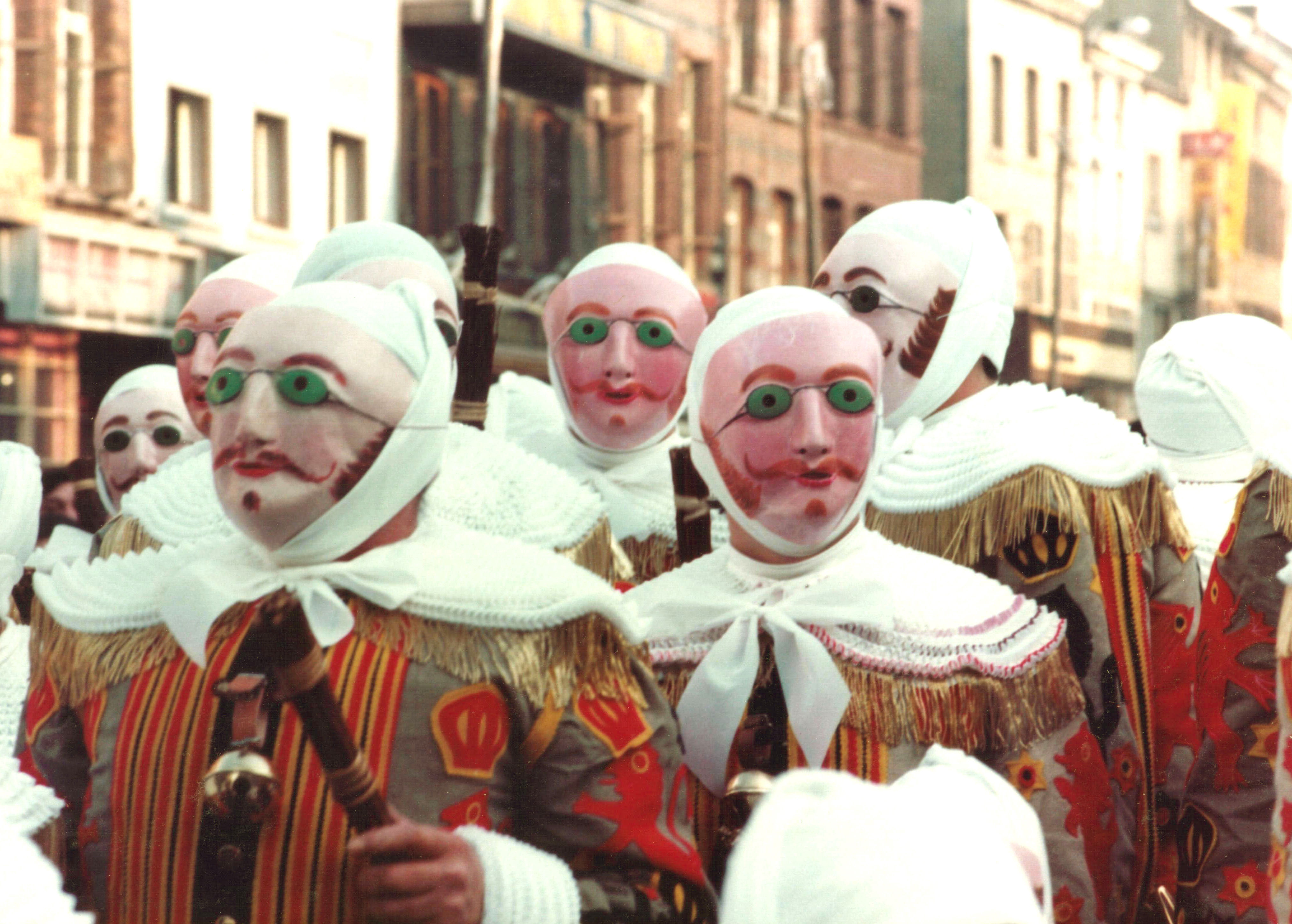
Belgien: Der Karneval von Binche

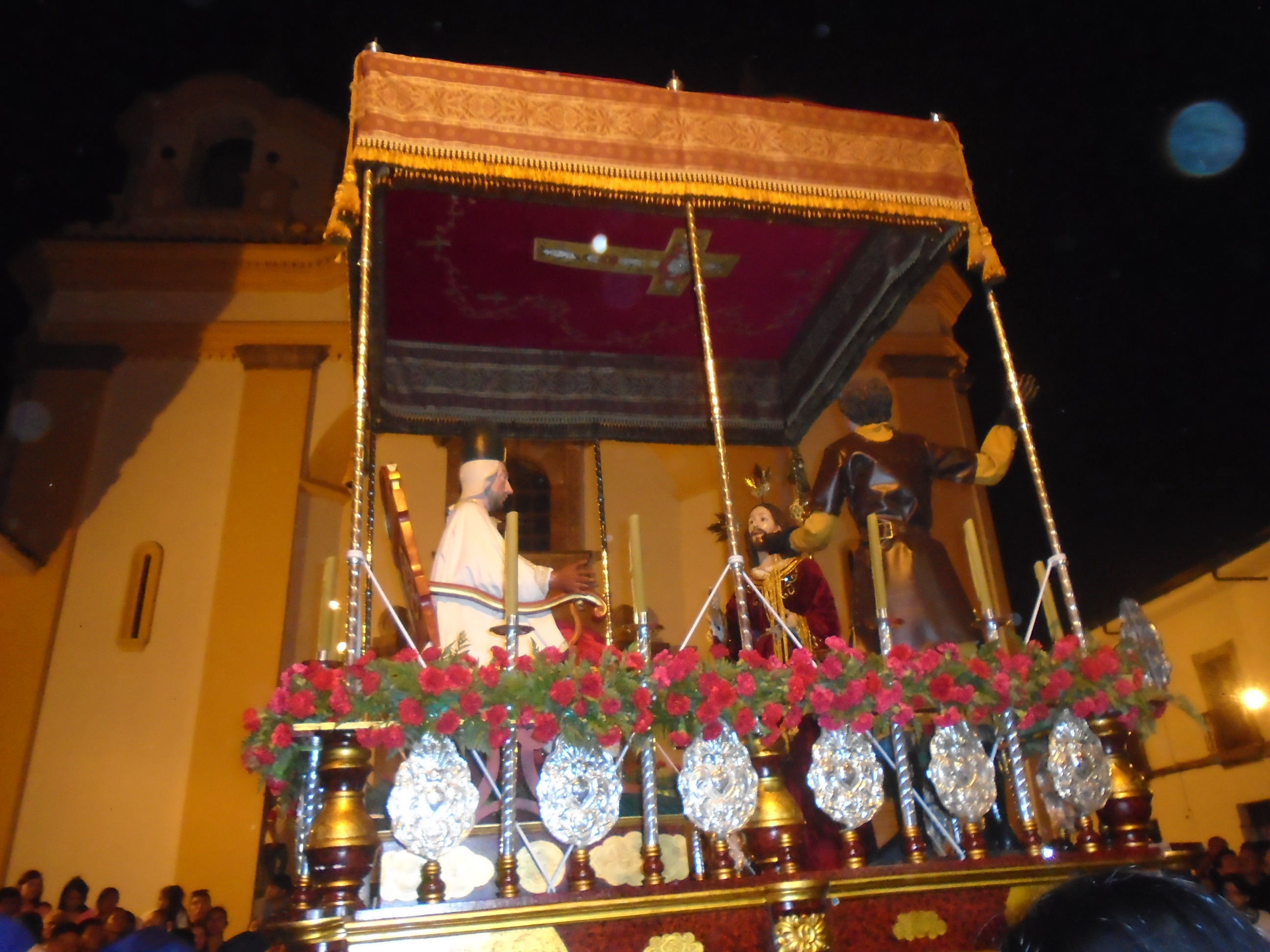
Kolumbien: Semana Santa en Popayán

- 2003/2008 – Der Karneval von Binche

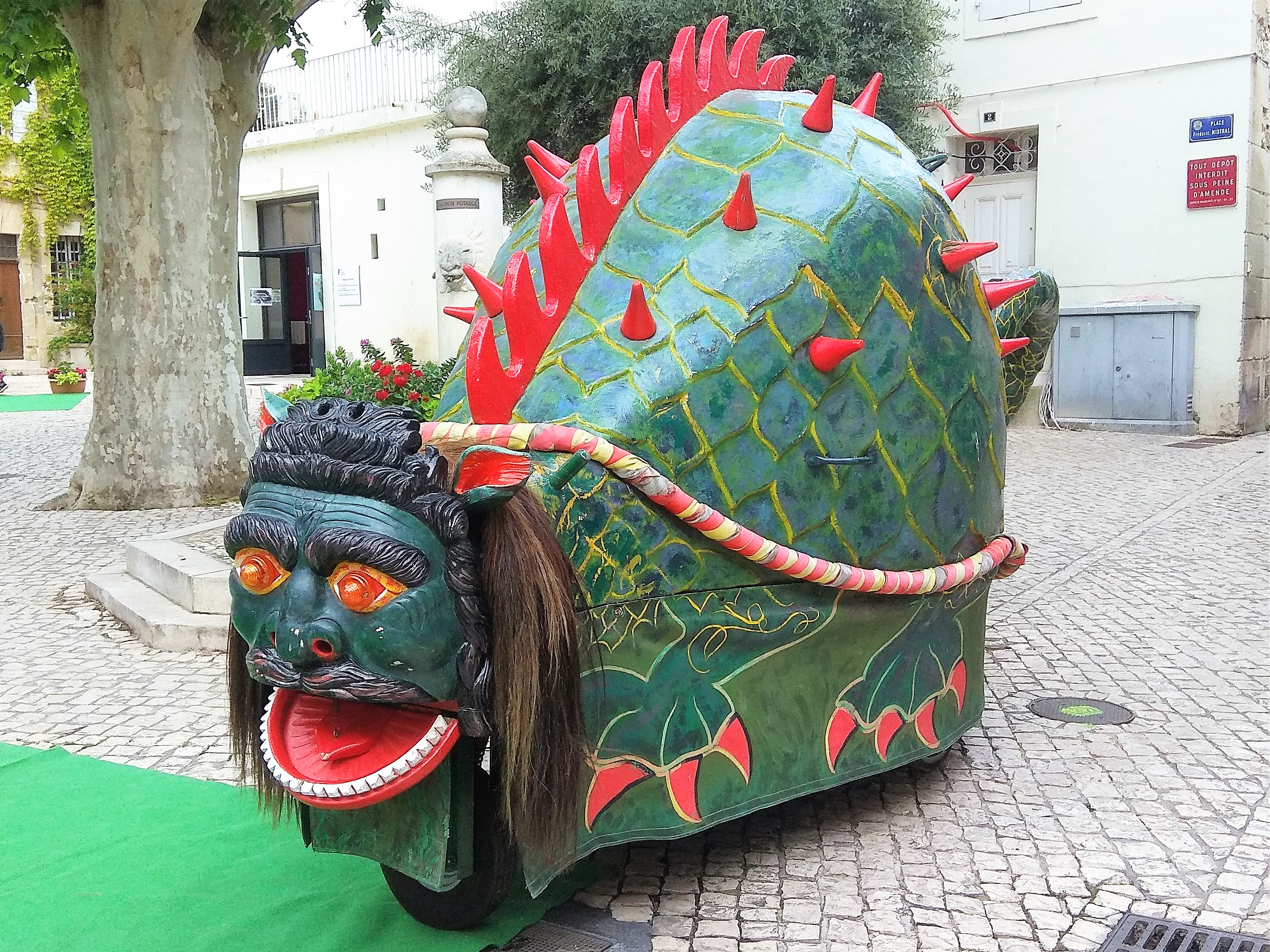
Tarascon: Umzugswagen des Drachen Tarasque

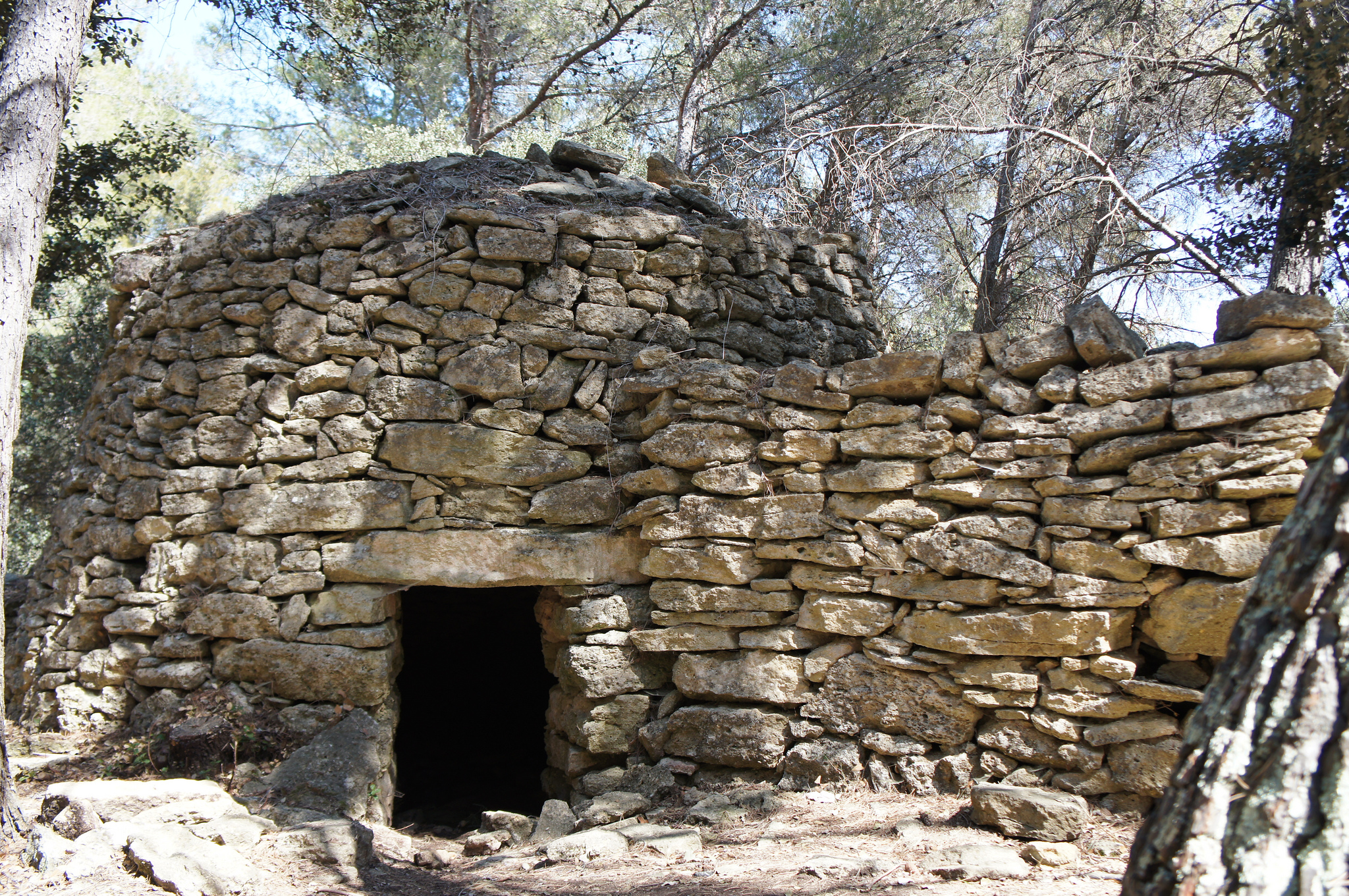
Borie und Trockenmauer in Cornillon-Confoux

- 2008 – Die Prozessionen der Riesen und Drachen in Belgien und Frankreich: Unter anderem das belgische Fest Ducasse de Mons und das französische Fest der Tarasque (gemeinsam mit Frankreich)
- 2009 – Die Heilig-Blut-Prozession in Brügge

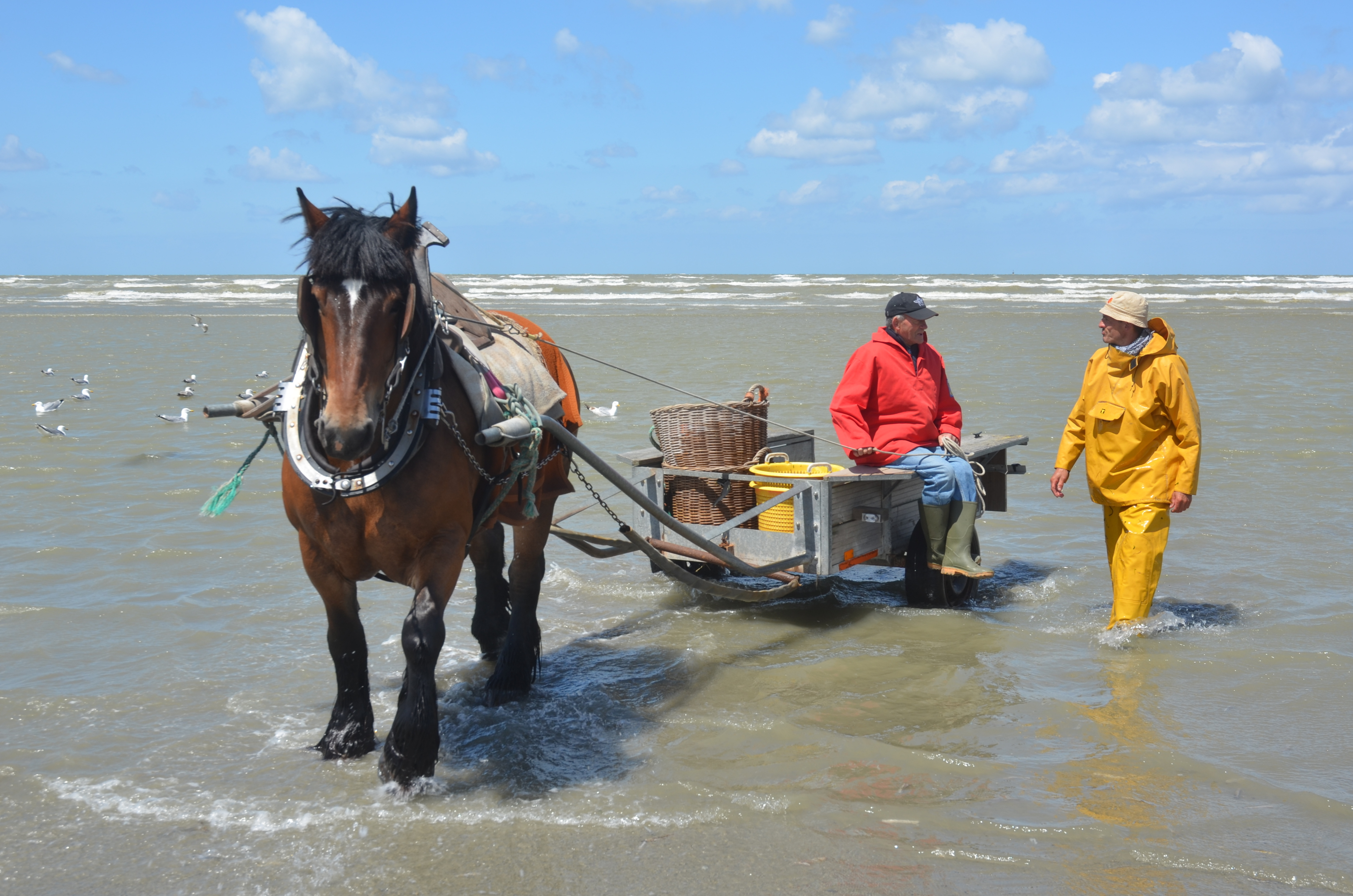
Belgien: Krabbenfischer, Oostduinkerke

- 2010 – Der Aalster Karneval , gestrichen 2019 wegen rassistischen und antisemitischen Darstellungen[7]
- 2010 – Das Brot- und Feuerfest Krakelingen und Tonnekensbrand zum Winterende in Geraardsbergen
- 2010 – Der Houtem Jaarmarkt, jährlicher Winter- und Viehmarkt in Sint-Lievens-Houtem
- 2011 – Das Repertoire an Übergangsriten in Löwen
- 2012 – Die Märsche von Entre-Sambre-et-Meuse
- 2013 – Das Krabbenfischen auf Pferden in Oostduinkerke
- 2016 – Das belgische Bierbrauhandwerk
- 2019 – Der Stadtumgang (Ommegang) von Brüssel, ein jährlicher historischer Umzug mit einem Volksfest
- 2020 – Das Hornspiel in Verbindung mit Gesang, Atemkontrolle, Vibrato, Ortsresonanz und Geselligkeit (gemeinsam mit Frankreich, Luxemburg, Italien)
- 2021 – Die Falknerei (gemeinsam mit Deutschland, Frankreich, Irland, Italien, Kasachstan, Katar, Kirgistan, Kroatien, Marokko, Mongolei, Niederlande, Österreich, Pakistan, Polen, Portugal, Saudi-Arabien, Slowakei, Spanien, Südkorea, Syrien, Tschechien, Ungarn und den Vereinigten Arabischen Emiraten)
- 2021 – Namurs Stelzenturniere
- 2023 – Traditionelle Bewässerung: Wissen, Technik und Organisation (gemeinsam mit Deutschland, Italien, Luxemburg, Niederlande, Österreich und Schweiz)
- 2024 – Die Kunst des Trockenmauerwerks (gemeinsam mit Andorra, Frankreich, Griechenland, Irland, Italien, Kroatien, Luxemburg, Österreich, Slowenien, Spanien, Schweiz und Zypern)

### BEL

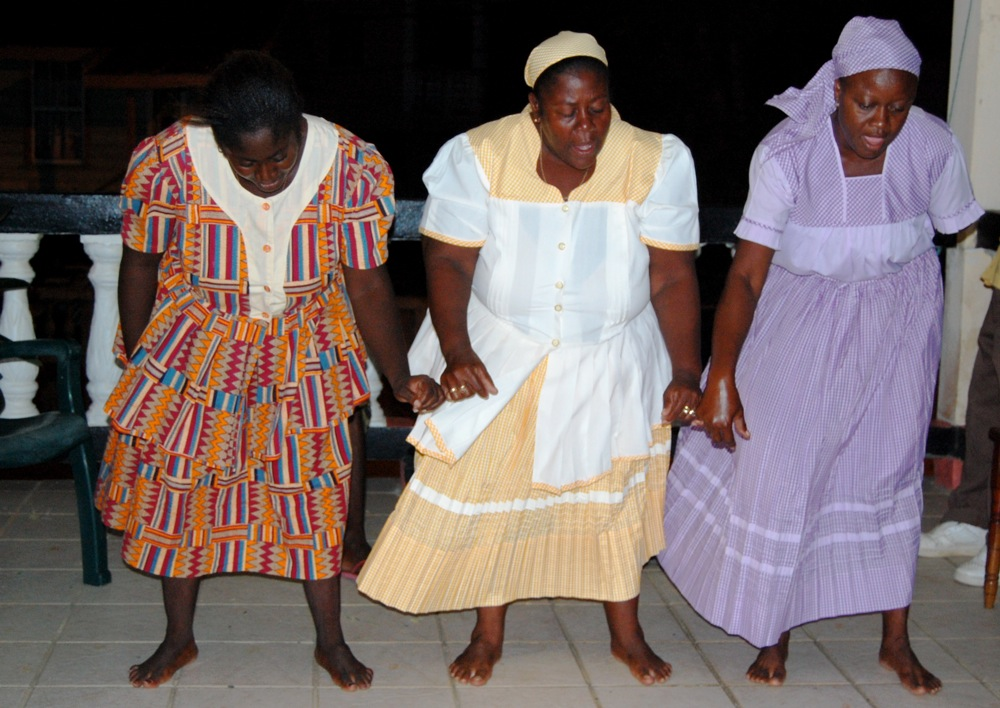
Belize: Traditionelle Tanzgruppe der Garifuna

### BOL

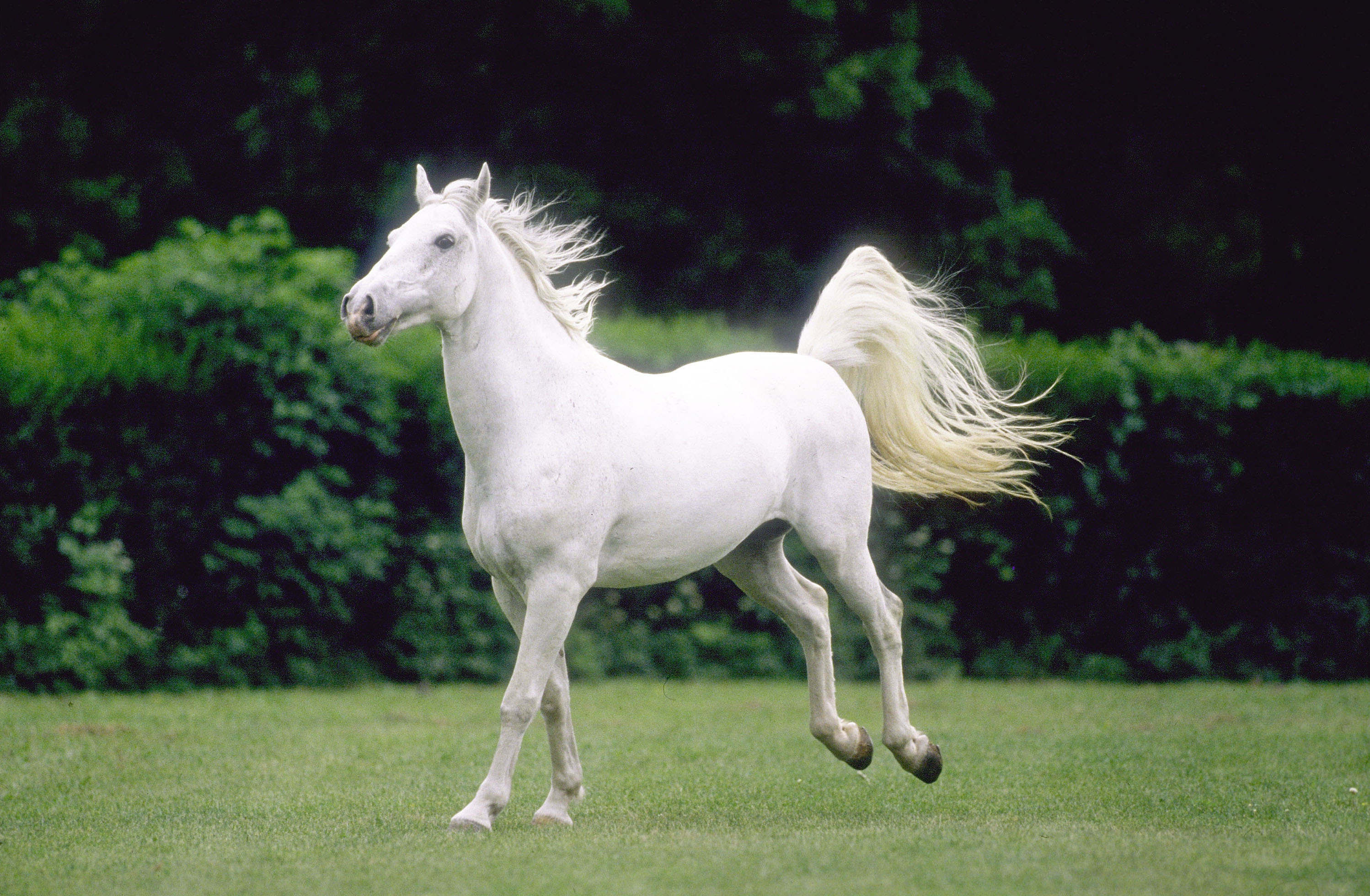
Ein Lipizzaner

### BIH

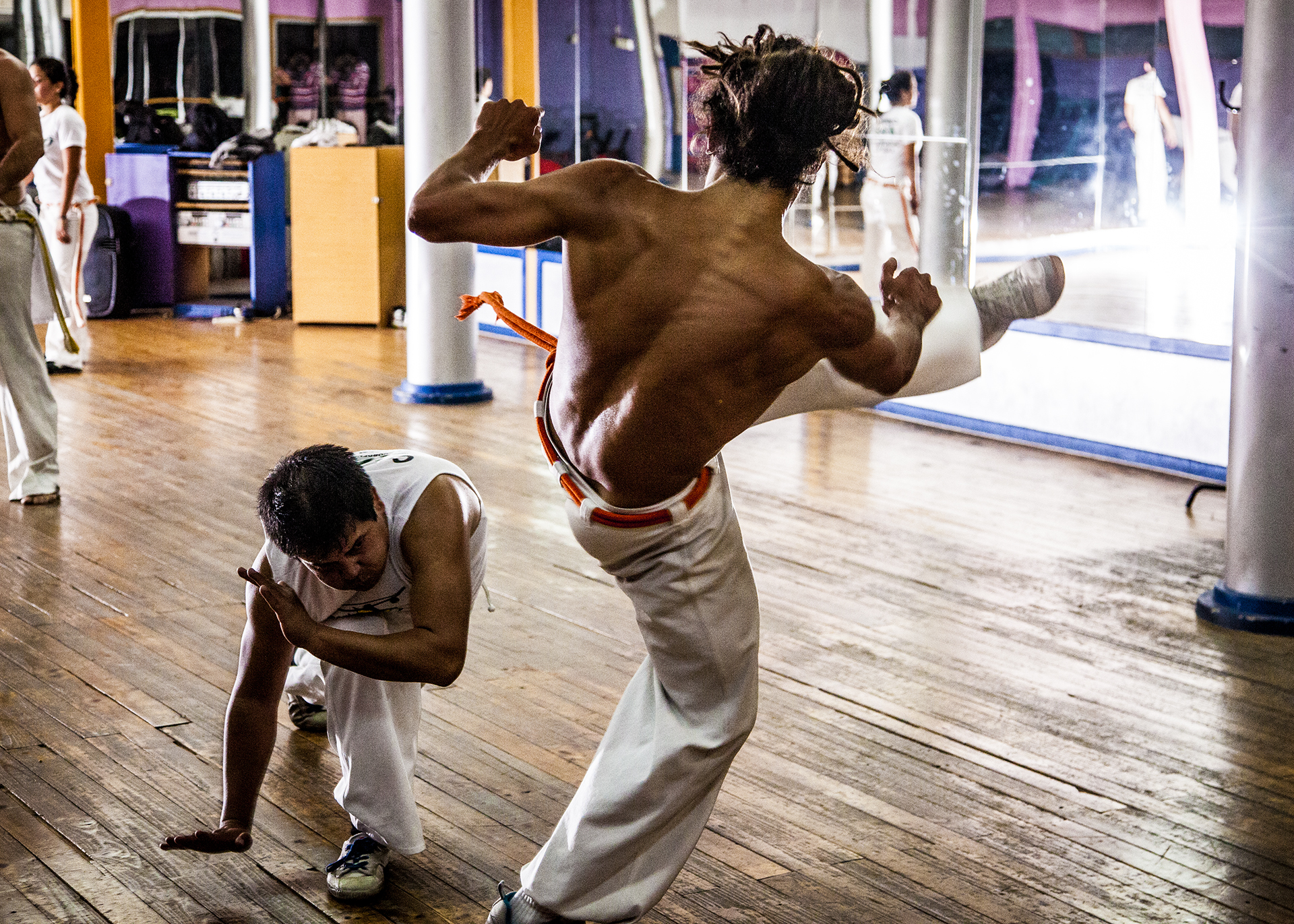
Brasilien: Capoeira

### BRA

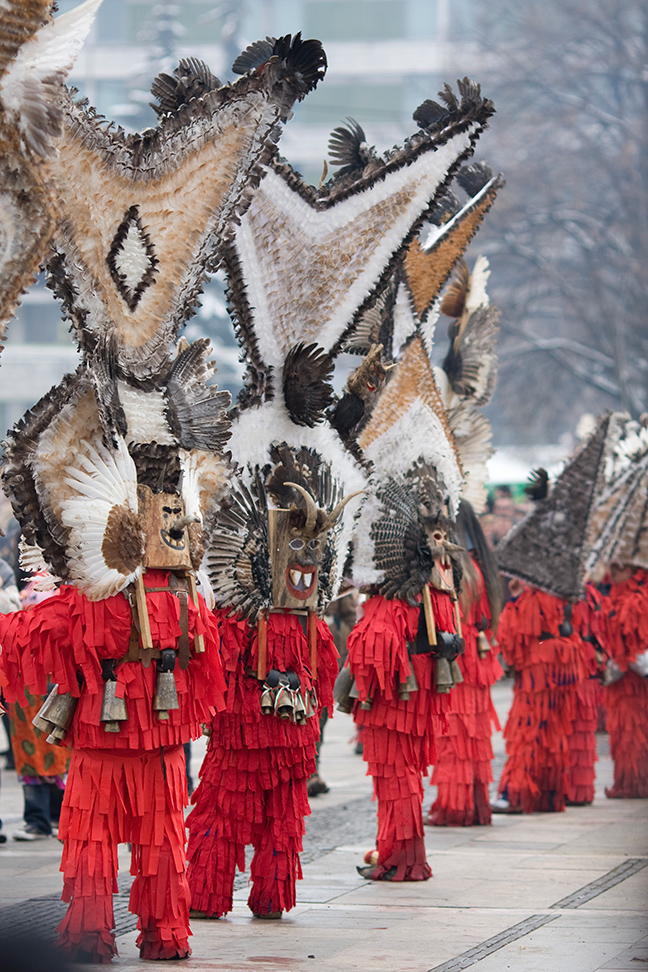
Bulgarien: „Kukeri“ auf dem Surwa-Festival in Pernik (2010)

### CHL

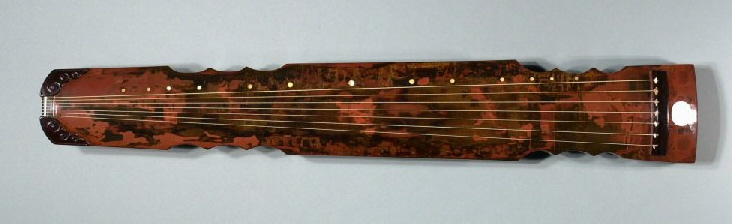
Chinesische Zither Guqin

### CHN

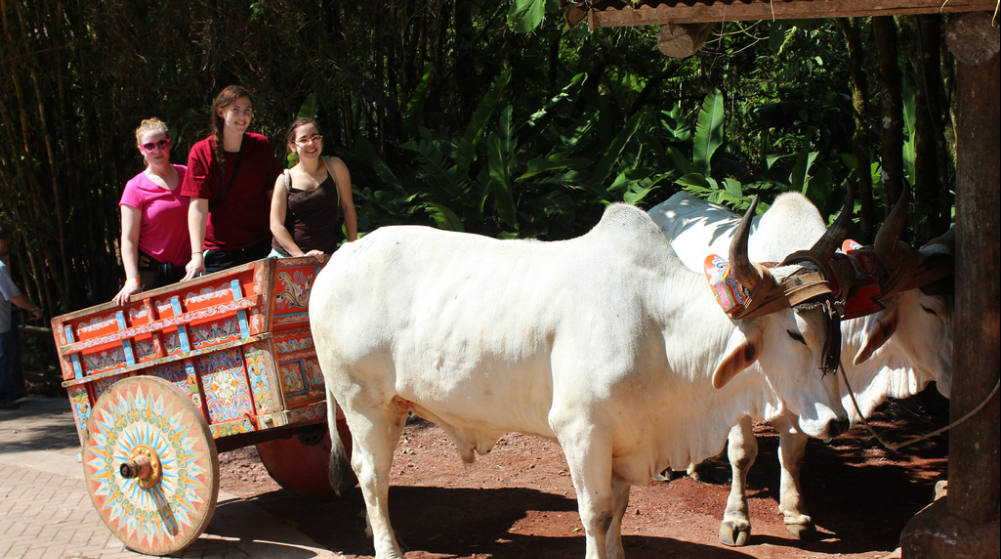
Costa Rica: Bemalter Ochsenkarren mit Touristen in Alajuela

### DEU

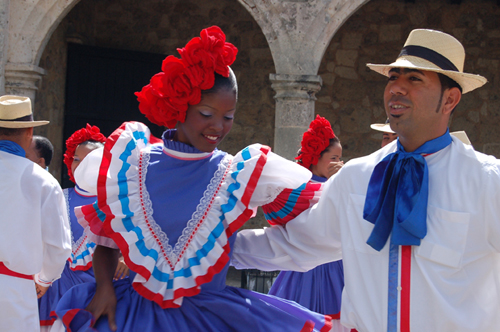
Merengue Dominicano (2013)

### DOM

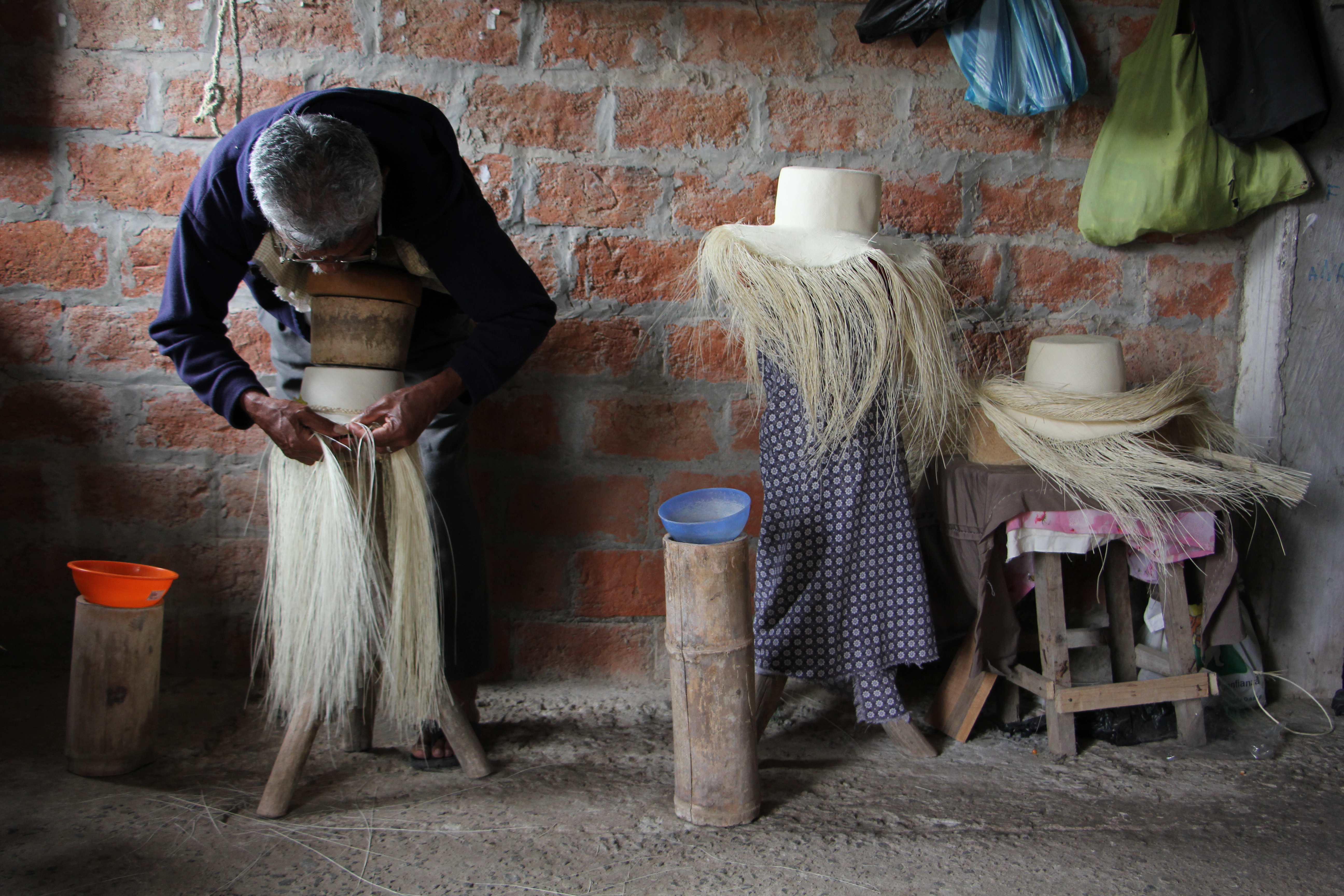
Ecuador: Toquilla-Strohhüte

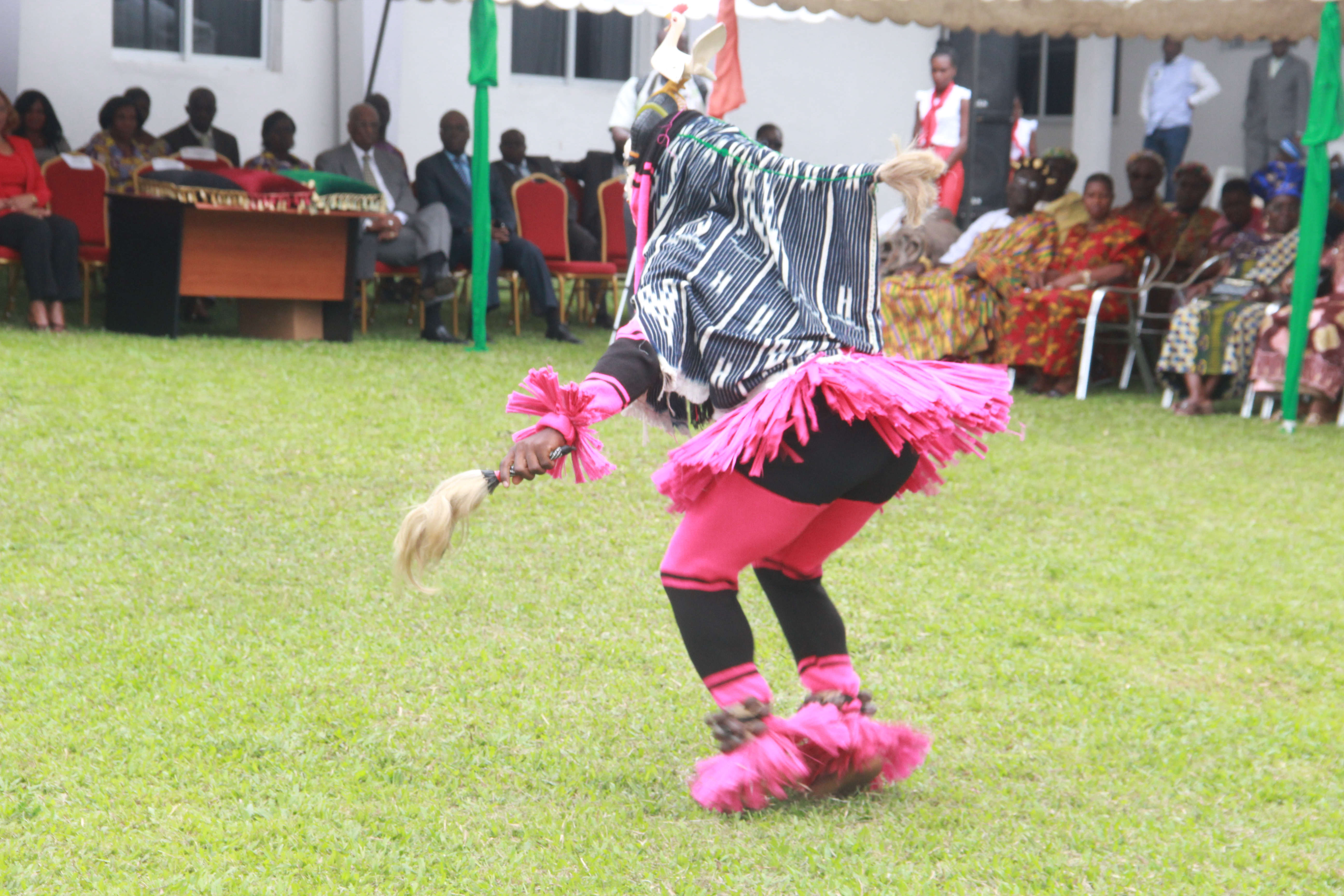
Elfenbeinküste: Zaouli-Tänzer

### FRA

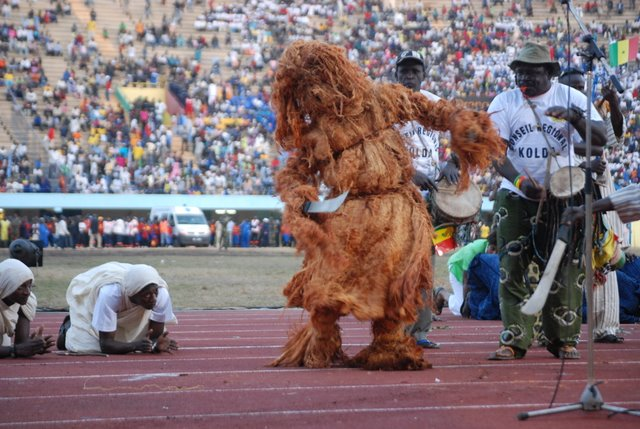
Gambia: Kankurang-Auftritt

### BelizeBelize

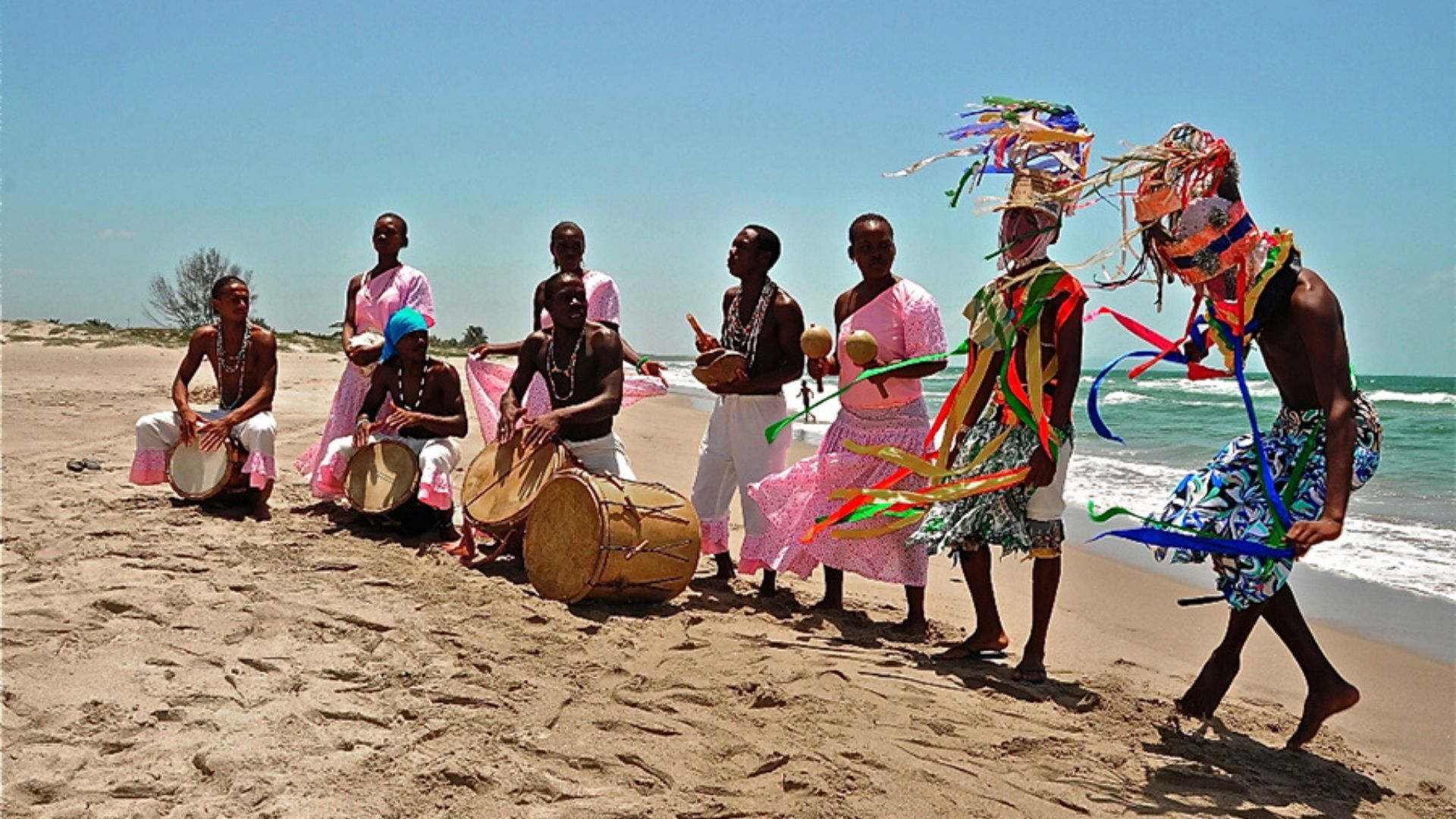
Guatemala: Garifuna-Tanzgruppe

- 2001/2008 – Die Sprache, Tanz und Musik der Garifuna (gemeinsam mit Guatemala, Honduras und Nicaragua)

### BeninBenin
- 2001/2008 – Das mündliche Erbe der Gelede-Rituale, Maskentänze und Kunsthandwerk des Yoruba-nago-Volkes (gemeinsam mit Nigeria und Togo)

### BhutanBhutan
- 2005/2008 – Der „Maskentanz der Trommeln“ von Drametse

### BolivienBolivien

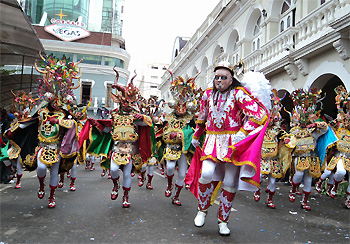
Bolivien: Karneval von Oruro

- 2001/2008 – Der Karneval von Oruro
- 2003/2008 – Die Kosmische Weltsicht der Kallawaya, von der Andenregion geprägte Mythen, Rituale und Medizin
- 2012 – Das Festival Ichapekene Piesta in San Ignacio de Moxos
- 2014 – Pujllay und Ayarichi, Musik und Tänze der Yampara-Kultur
- 2017 – rituelle Reisen in La Paz während Alasita
- 2019 – Das Festival der Santísima Trinidad del Señor Jesús del Gran Poder in La Paz mit großer Prozession, Musik und Tänzen
- 2021 – Das Große Fest von Tarija
- 2023 – Ch’utillos, das Fest von San Bartolomé und San Ignacio de Loyola, das Treffen der Kulturen in Potosí

### Bosnien und HerzegowinaBosnien und Herzegowina
- 2014 – Die Techniken der Zmijanje-Stickerei
- 2017 – Die Holzschnitzereien aus Konjic
- 2018 – Die Ernte von Iva-Gras auf dem Berg Ozren
- 2020 – Das Wettmähen von Kupres
- 2022 – Die Lipizzanerzucht (gemeinsam mit Italien, Kroatien, Österreich, Rumänien, Slowakei, Slowenien)
- 2024 – Sevdalinka, traditionelles urbanes Volkslied

### BrasilienBrasilien
- 2003/2008 – Die verbalen und graphischen Ausdrucksweisen der Wayapi (Kusiwa)
- 2005/2008 – Der Samba de Roda von Recôncavo baiano, Bahia
- 2012 – Die Musik- und Tanzaufführungen des Frevo auf dem Karneval in Recife
- 2013 – Die Festlichkeiten „Círio de Nazaré“ in Belém
- 2014 – Der Capoeira-Kreis
- 2019 – Der kulturelle Komplex von Bumba-meu-boi von Maranhão
- 2024 – Traditionelle Methoden zur Herstellung von handwerklichem Minas-Käse in Minas Gerais

### BulgarienBulgarien
- 2005/2008 – Die „Bistritsa Babi“ (Großmütter aus Bistriza), altertümlicher polyphoner Gesang, Tänze und rituelle Praktiken
- 2009 – Das Fest „Nestinarstwo“ (Nachrichten von der Vergangenheit) des Hl. Konstantin und der Hl. Helena in dem Dorf Bulgari
- 2014 – Die Tradition der Herstellung der Chiprovski-Teppiche in Tschiprowzi
- 2015 – Das Surwa-Volksfest in der Region Pernik
- 2017 – Die kulturellen Bräuche in Verbindung mit dem Frühlingsanfang am 1. März (zusammen mit Mazedonien, Moldawien und Rumänien)
- 2021 – Wissoko, der mehrstimmige Gesang in Dolen und Satovcha (Oblast Blagoewgrad)

### Burkina FasoBurkinaFaso
- 2012 – Die kulturellen Bräuche in Verbindung mit dem Balafon der Senufo-Gemeinschaften (gemeinsam mit der Elfenbeinküste und Mali)

### BurundiBurundi
- 2014 – Der rituelle Tanz der königlichen Trommel

## C

### ChileChile
- 2014 – Die traditionelle Musikgruppe Baile Chino

### China VolksrepublikVolksrepublik China
- 2001/2008 – Die Kunqu-Oper

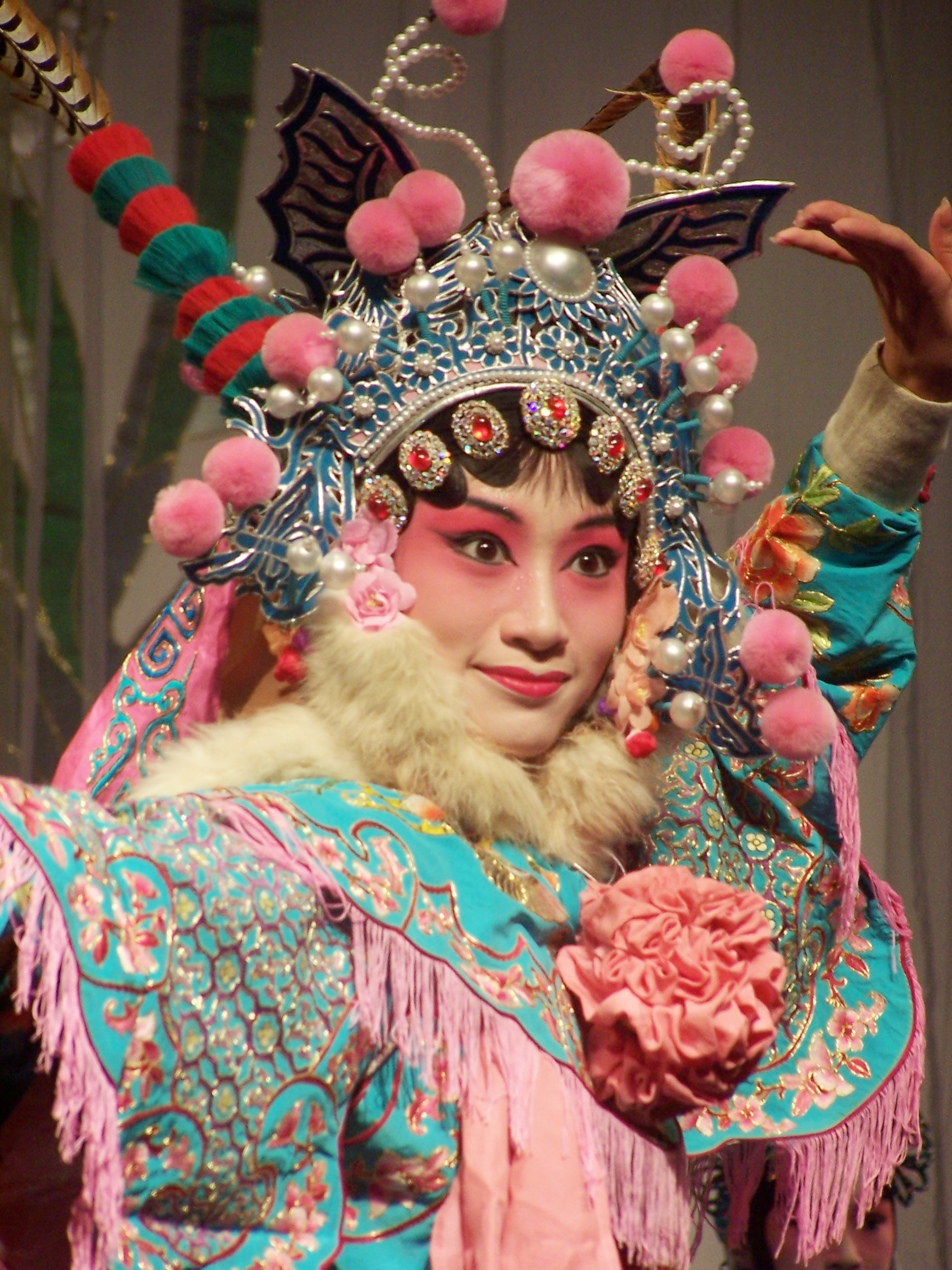
China: Darstellerin in einer Kunqu-Oper

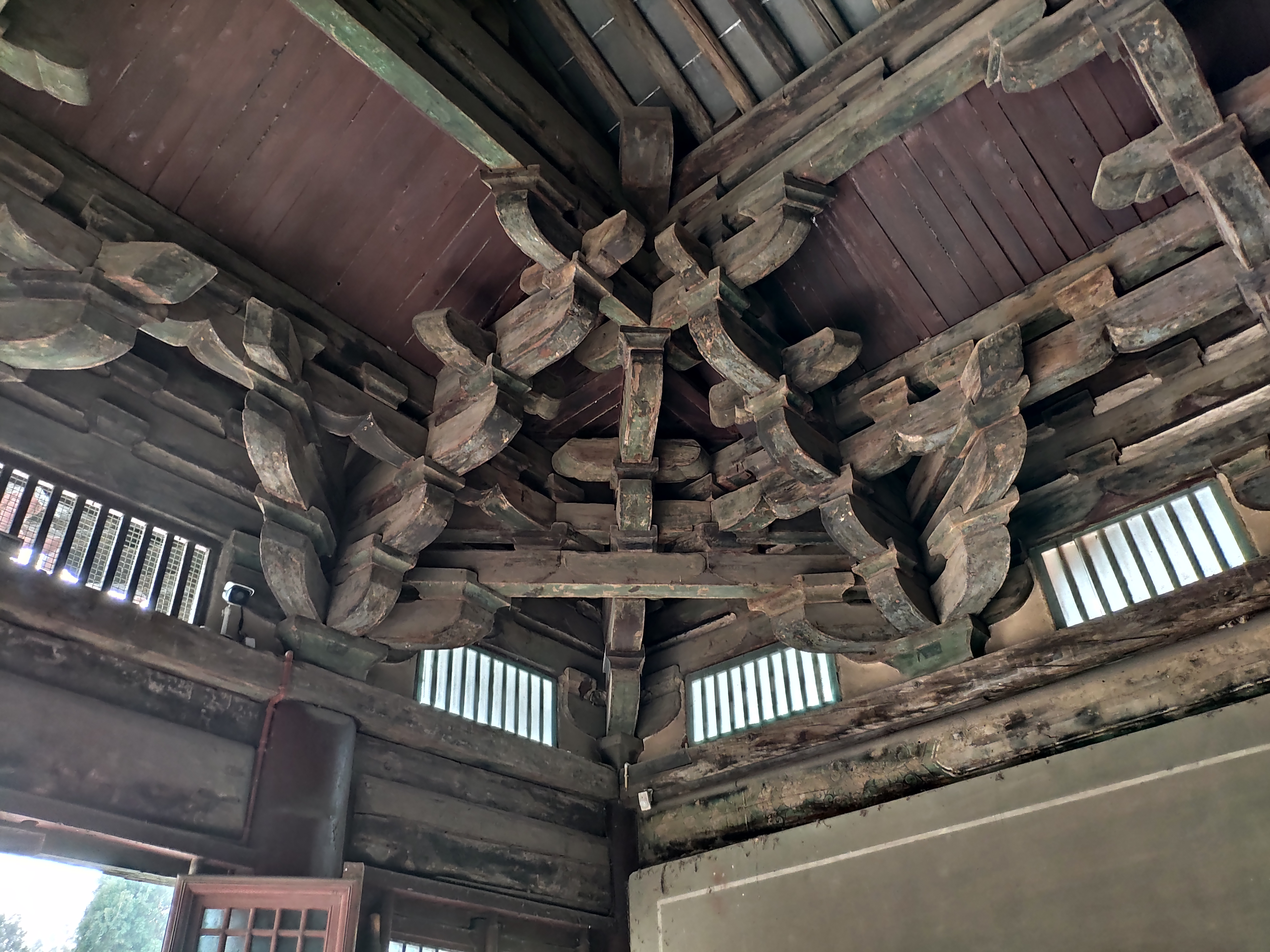
Holzfachwerk in China: Dougong in einer Ecke der Mani-Halle, Longxing-Kloster

Kanton-Oper in Hongkong (2015)

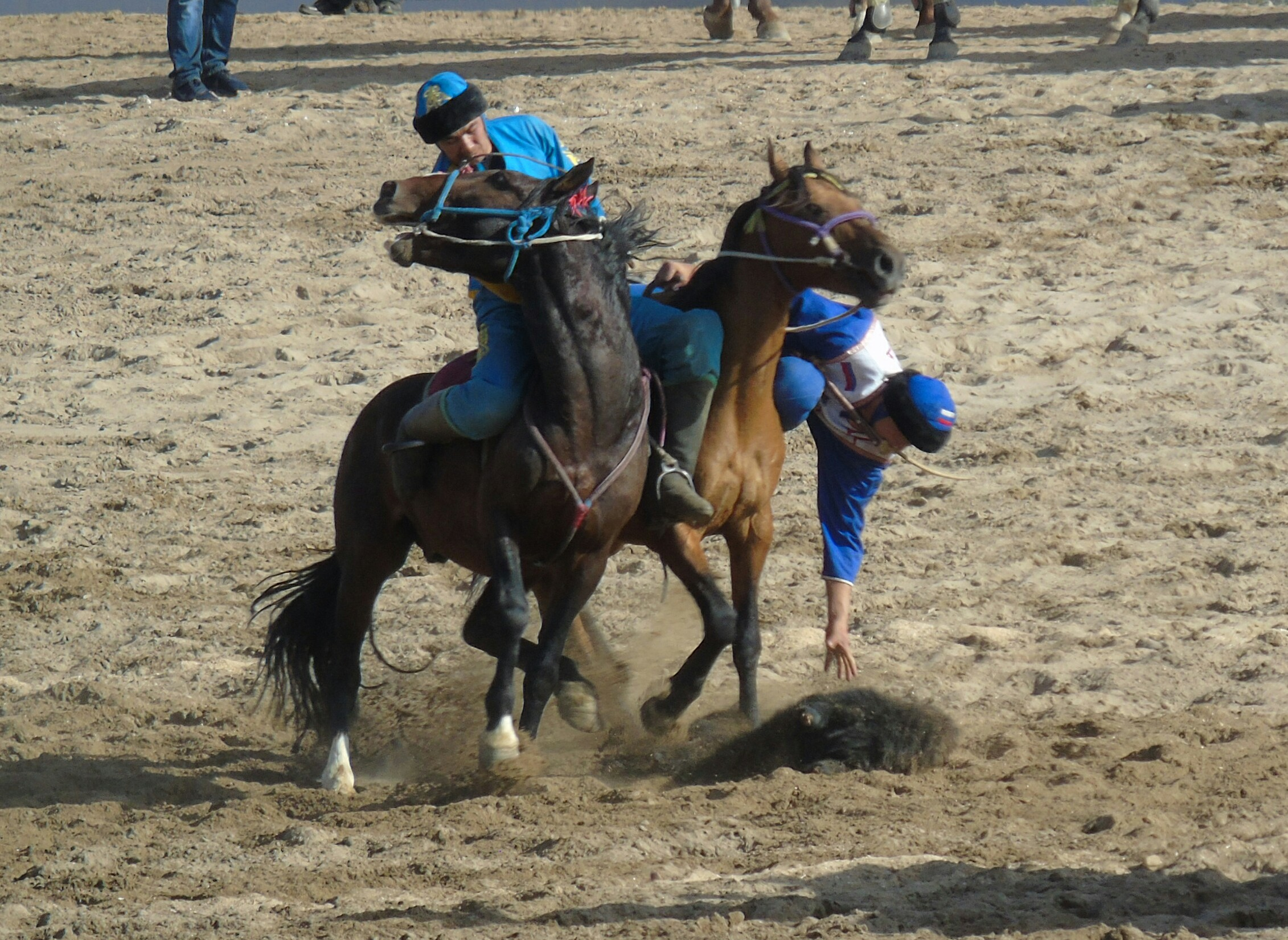
Kirgisistan: Kok-boru

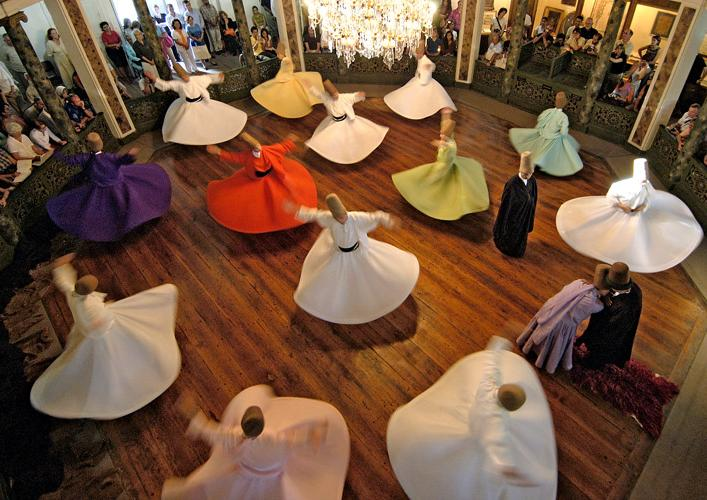
Türkei:Semah-Tanz der Sufis

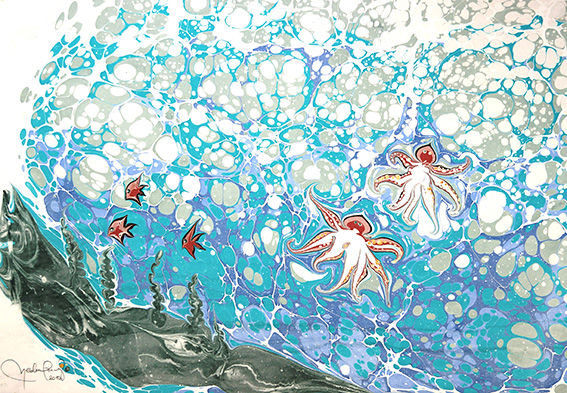
Türkei: Ebru-Unterwasser-Motiv (Nedim Sönmez)

- 2003/2008 – Die Kunst der Guqin-Musik (Solo-Aufführung mit der Zither Guqin)
- 2005/2008 – Die uigurische Muqam-Musik (vgl. Mugham) der Xinjiang-Region
- 2005/2008 – Das Urtin Duu, ein traditionelles langes Volkslied und Gesangsstil (gemeinsam mit der Mongolei)
- 2009 – Der Bauerntanz der koreanischen Minderheit in China
- 2009 – Das Bläser- und Trommelensemble Xi’an
- 2009 – Die Bräuche zur Verehrung der Gottheit Mazu
- 2009 – Die chinesische Blockdruck-Technik
- 2009 – Die chinesische Kalligrafie
- 2009 – Die chinesische Seidenraupenzucht und Seidenherstellung
- 2009 – Der chinesische Scherenschnitt
- 2009 – Das Drachenbootfest
- 2009 – Das Gesar-Epos
- 2009 – Das Hua’er-Volkslied
- 2009 – Die Kunst der Stempelgravur
- 2009 – Die Lieder der Dong-Volksgruppe
- 2009 – Das Manas-Epos
- 2009 – Der mongolische Khoomei-Kehlkopfgesang
- 2009 – Die Nanyin-Musik
- 2009 – Die Rebgong-Malerei
- 2009 – Die traditionelle Brenntechnik von Longquan-Keramik
- 2009 – Das traditionelle Handwerk zur Herstellung von Xuan-Papier
- 2009 – Die traditionelle Handwerkskunst von Holzfachwerk
- 2009 – Die Tibetische Oper
- 2009 – Die Webkunst des Yunjin-Brokats aus Nanjing
- 2009 – Die Yuèjù-Oper
- 2010 – Die Akupunktur und Moxibustion der Traditionellen chinesischen Medizin
- 2010 – Die Peking-Oper
- 2011 – Das chinesische Schattentheater
- 2013 – Das Zhusuan – Wissen und Praxis der mathematischen Kalkulation mit dem Abakus
- 2016 – Die 24 Sonnenkalenderabschnitte des chinesischen Kalenders, Wissen über Zeit und Praktiken der Sonnenbewegung
- 2018 – Das Lum-Heilbad, Teil von Sowa Rigpa, der tibetischen Medizin; Wissen und Praktiken in Bezug auf das Leben und die Gesundheit, die Vorbeugung und Behandlung von Krankheiten unter den Tibetern in China,
- 2020 – Taijiquan-Kampfkunst (Tai Chi)
- 2020 – Ong Chun: Zeremonie, Rituale und Praktiken zur Aufrechterhaltung der nachhaltigen Verbindung zwischen Mensch und Ozean (gemeinsam mit Malaysia)
- 2022 – Traditionelle Tee-Verarbeitung und die damit verbundenen Gebräuche in China
- 2024 – Qiang-Neujahrsfest
- 2024 – Frühlingsfest, soziale Praktiken der Chinesen zur Feier des traditionellen Neujahrs
- 2024 – Traditionelles Design und Praktiken zum Bau chinesischer Holzbogenbrücken
- 2024 – Traditionelle Li-Textiltechniken: Spinnen, Färben, Weben und Sticken

### Costa RicaCostaRica
- 2005/2008 – Die Tradition des Bemalens und Dekorierens von Ochsenkarren

## D

### DanemarkDänemark
- 2021 – Nordische Klinkerboot-Traditionen (gemeinsam mit Finnland, Island, Norwegen, Schweden)

### DeutschlandDeutschland

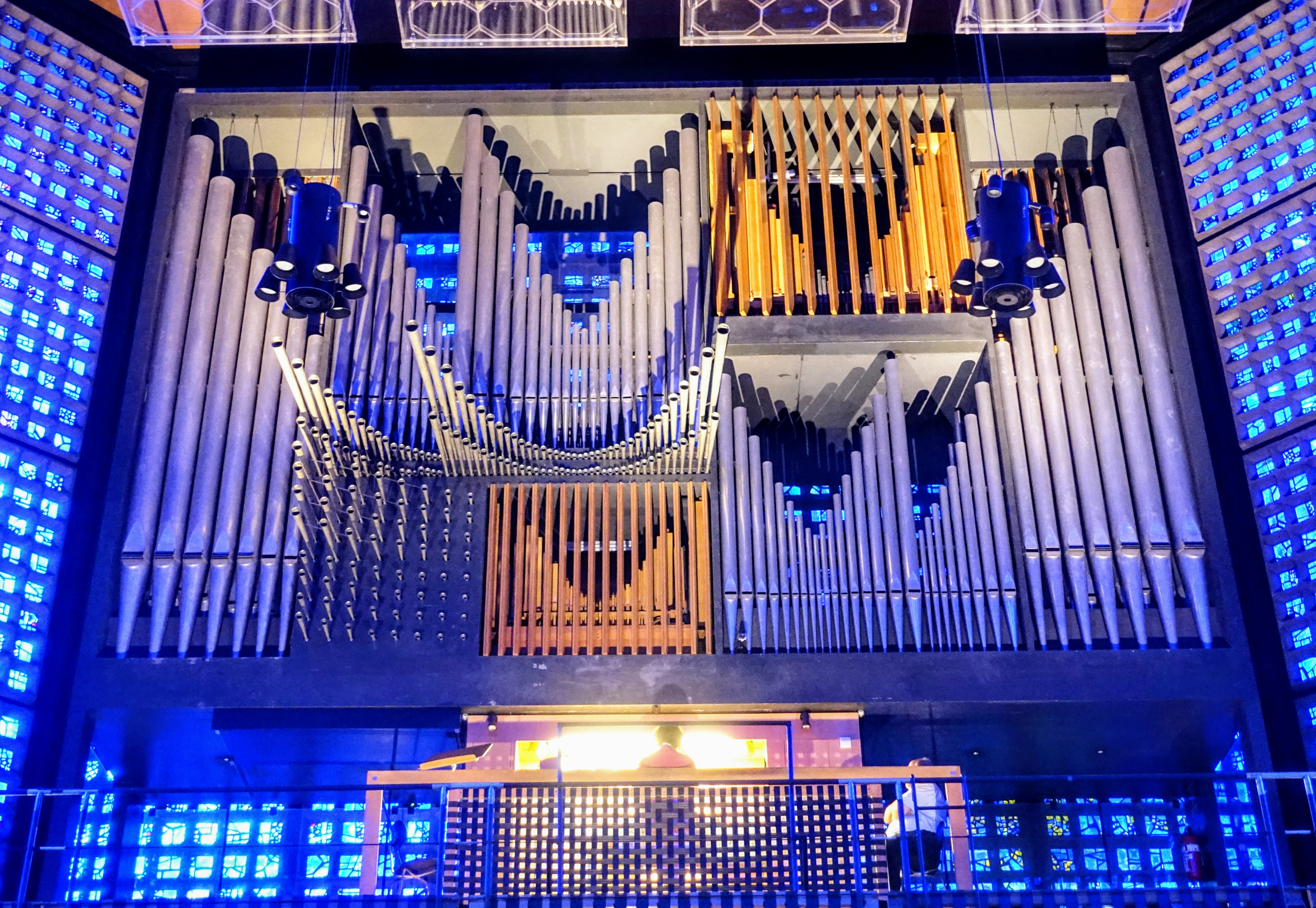
Orgel der Kaiser-Wilhelm-Gedächtniskirche in Berlin

- 2016 – Die Genossenschaft
- 2017 – Der Orgelbau und die Orgelmusik
- 2018 – Der Blaudruck (gemeinsam mit Österreich, Tschechien, Ungarn und der Slowakei)
- 2021 – Die Falknerei (gemeinsam mit Belgien, Frankreich, Irland, Italien, Kasachstan, Katar, Kirgistan, Kroatien, Marokko, Mongolei, Niederlande, Österreich, Pakistan, Polen, Portugal, Saudi-Arabien, Slowakei, Spanien, Südkorea, Syrien, Tschechien, Ungarn und den Vereinigten Arabischen Emiraten)
- 2022 – Die Flößerei (gemeinsam mit Lettland, Österreich, Polen, Spanien, Tschechien)
- 2022 – Der Modern Dance
- 2023 – Hebammenwesen: Kenntnisse, Fähigkeiten und Praktiken (gemeinsam mit Kirgisistan, Kolumbien, Luxemburg, Nigeria, Slowenien, Togo und Zypern)
- 2023 – Kenntnisse, Handwerk und Fähigkeiten der handgefertigten Glasproduktion (gemeinsam mit Finnland, Frankreich, Spanien, Ungarn und Tschechien)
- 2023 – Traditionelle Bewässerung: Wissen, Technik und Organisation (gemeinsam mit Belgien, Italien, Luxemburg, Niederlande, Österreich und Schweiz)

### Dominikanische RepublikDominikanische Republik

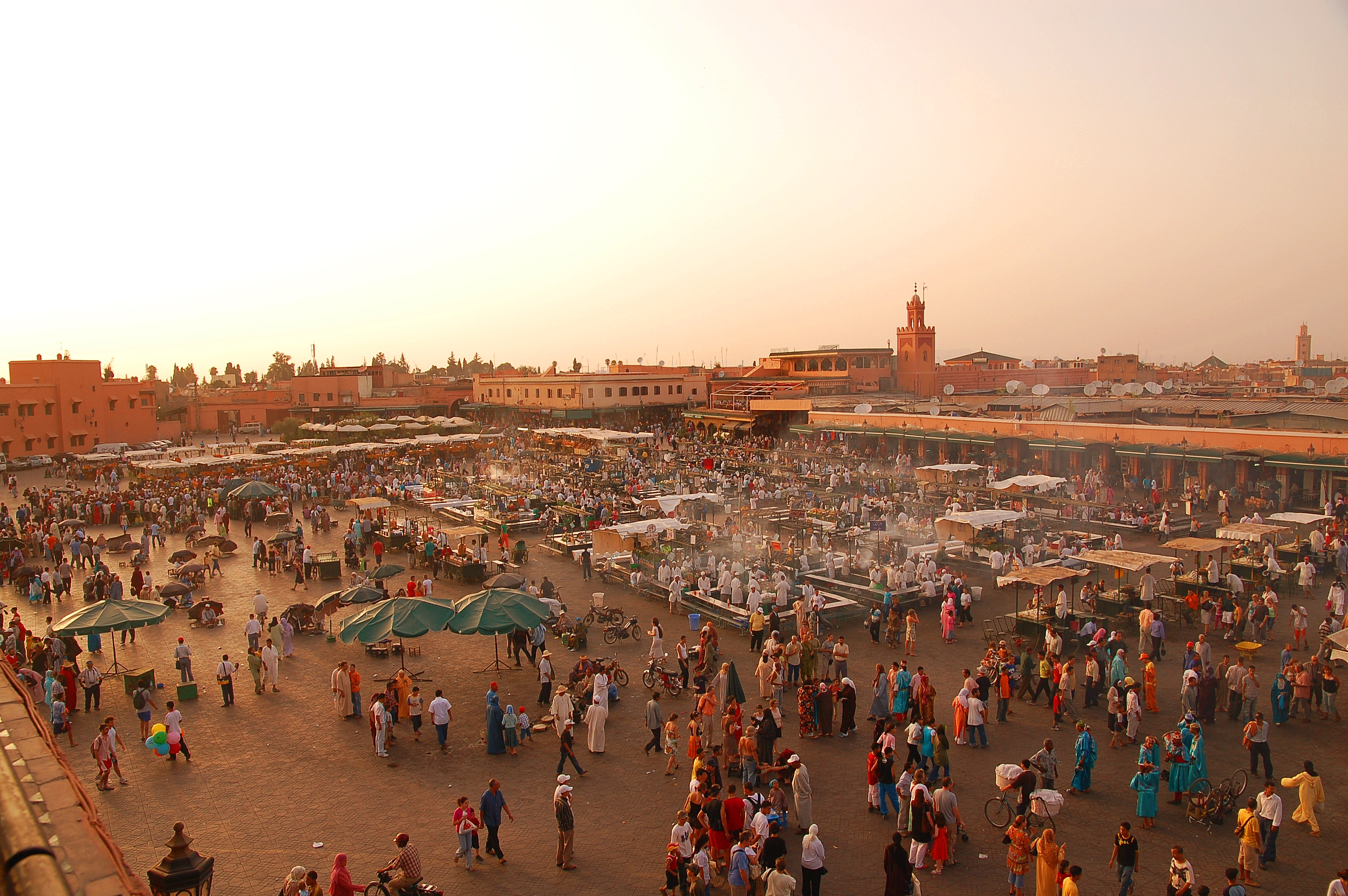
Djemaa el Fna (Marrakesch)

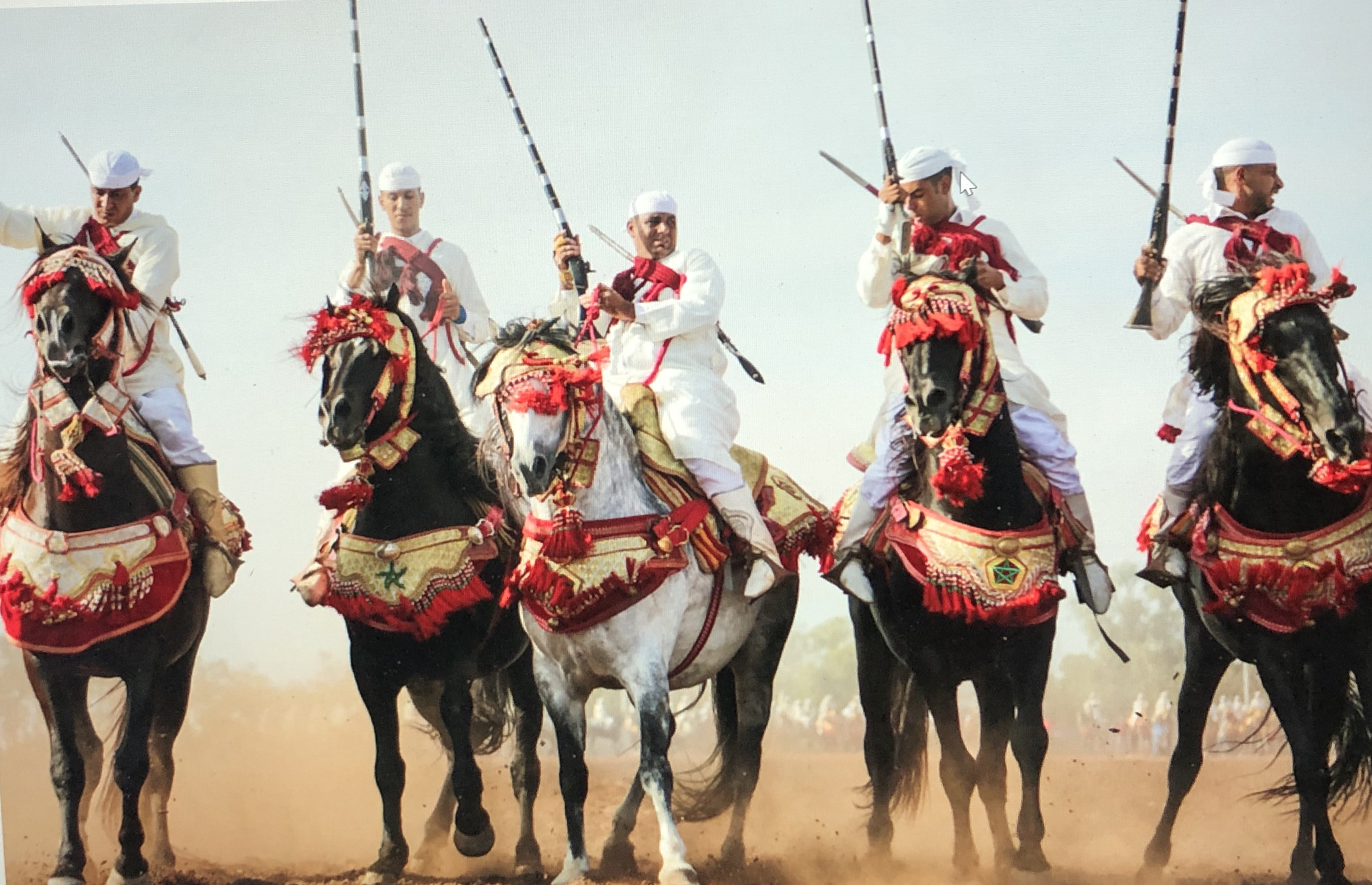
Marokko: Reiter einer Tbourida

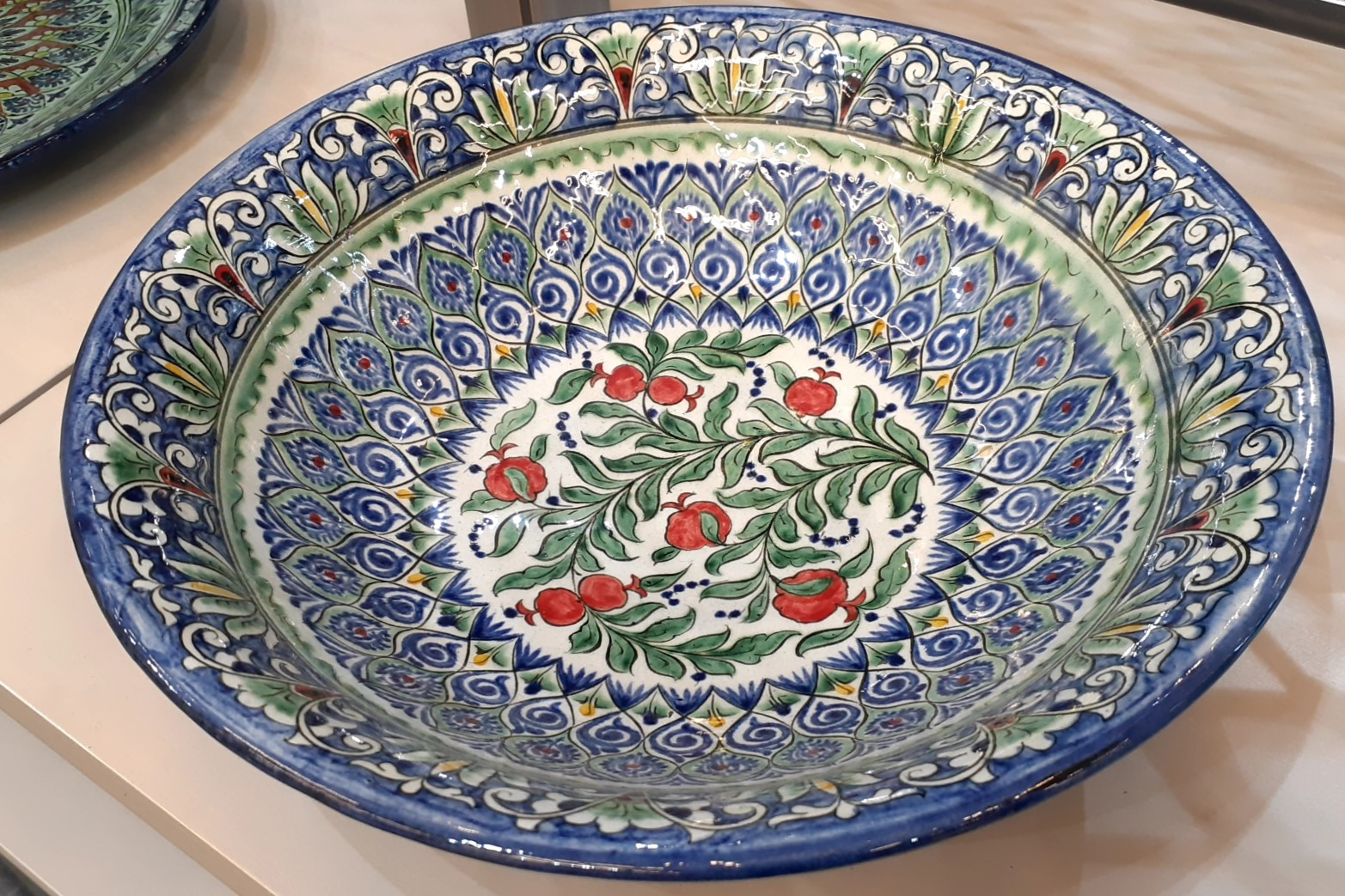
Usbekistan: Keramik aus Rishton

- 2001/2008 – Der Kulturraum der Bruderschaft des Heiligen Geistes der Congos (Trommeln) aus Villa Mella bei Santo Domingo
- 2005/2008 – Die Tradition des Cocolo-Tanzdramas
- 2019 – Musik und Tanz der Bachata
- 2016 – Musik und Tanz des Merengue

## E

### EcuadorEcuador
- 2001/2008 – Die Sprache und das mündlich überlieferte Erbe des Zápara-Volkes (gemeinsam mit Peru)
- 2012 – Das traditionelle Weben des Toquilla-Strohhuts
- 2015 – Die traditionellen Gesänge und Tänze der Marimba-Musik (gemeinsam mit Kolumbien)
- 2021 – Pasillo: Tanz und Poesie

### ElfenbeinküsteElfenbeinküste
- 2001/2008 – Die Gbofe in Afounkaha, Querhornmusik der Tagbana-Gemeinde
- 2012 – Die kulturellen Bräuche in Verbindung mit dem Balafon der Senufo-Gemeinschaften (gemeinsam mit Burkina Faso und Mali)
- 2017 – Zaouli, Musik und Tanz der Guro-Gemeinden
- 2023 – Traditionelle Fertigkeiten der Lendenschurzweberei
- 2024 – Fähigkeiten im Zusammenhang mit der Herstellung von Attiéké

### EstlandEstland

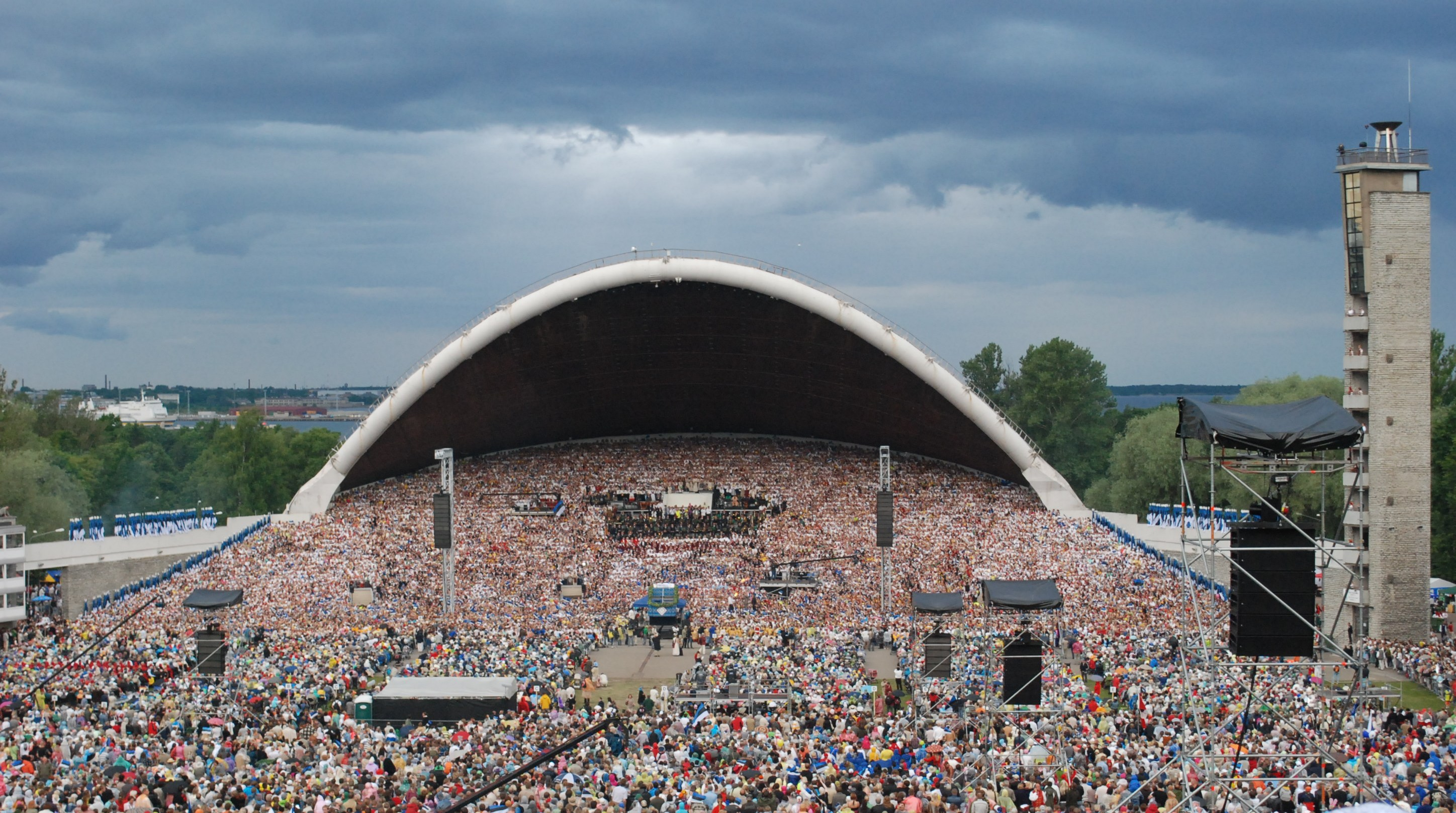
Chor- und Tanzfest in Estland

- 2003/2008 – Der Kulturraum von Kihnu, rituelle und zeremonielle Praxis, Kleidung, Musik, Spiele, Handwerk
- 2003/2008 – Die baltischen Lieder- und Tanzfeste (gemeinsam mit Lettland und Litauen)
- 2009 – Die polyphone Gesangstradition Seto Leelo der Seto
- 2014 – Die Tradition der Rauchsauna in Võromaa
- 2024 – Kochen und Essen von Mulgi Puder, traditionellem Kartoffelbrei mit Gerste in der Region Mulgimaa

## F

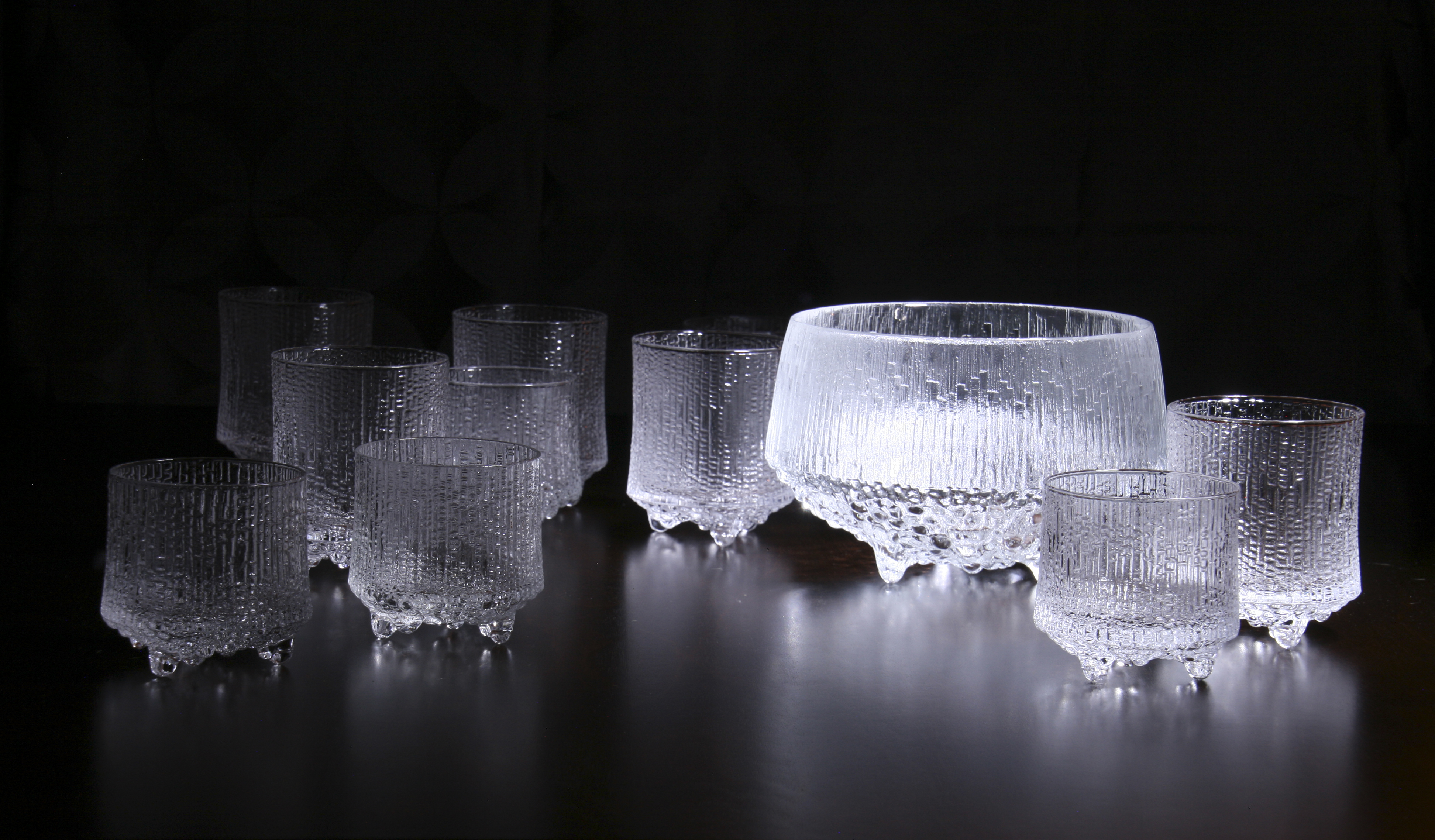
Finnland: Glasserie Ultima Thule

### FinnlandFinnland
- 2020 – Die Saunakultur
- 2021 – Nordische Klinkerboot-Traditionen (gemeinsam mit Dänemark, Island, Norwegen, Schweden)
- 2021 – Das Geigenspiel in Kaustinen
- 2023 – Kenntnisse, Handwerk und Fähigkeiten der handgefertigten Glasproduktion (gemeinsam mit Deutschland, Frankreich, Spanien, Ungarn und Tschechien)

### FrankreichFrankreich
- 2008 – Die Prozessionen der Riesen und Drachen in Belgien und Frankreich: Unter anderem das belgische Fest Ducasse de Mons und das französische Fest der Tarasque (gemeinsam mit Belgien)
- 2009 – Die Tapisserie aus Aubusson
- 2009 – Der Maloya-Tanz
- 2009 – Traditioneller Abbund bei Holzbauten
- 2010 – Das Compagnonnage-Netzwerk, Gesellenbruderschaften zur Wissensweitergabe bei der Arbeit
- 2010 – Das gastronomische Mahl der Franzosen
- 2010 – Die Handwerkskunst der Nadelspitze in Alençon
- 2011 – Die französische Reitkunst
- 2012 – Die Festveranstaltung Fest-noz, mit traditionellen Volkstänzen der Bretagne
- 2013 – Die Reliquienfeiern in Limousin
- 2014 – Der Gwoka, Musik, Gesang, Tanz und kulturelle Praktik auf Guadeloupe
- 2015 – Die Feuerfeste zur Sommersonnenwende in den Pyrenäen (gemeinsam mit Andorra und Spanien)
- 2016 – Der Karneval von Granville
- 2018 – Die Parfümherstellung in Pays de Grasse
- 2019 – Der Alpinismus (gemeinsam mit Italien und Schweiz)
- 2020 – Das Hornspiel in Verbindung mit Gesang, Atemkontrolle, Vibrato, Ortsresonanz und Geselligkeit (gemeinsam mit Belgien, Luxemburg, Italien)
- 2020 – Glasperlen-Kunst (gemeinsam mit Italien)
- 2020 – Uhrmacherkunst und Kunstmechanik (gemeinsam mit Schweiz)
- 2021 – Die Falknerei (gemeinsam mit Belgien, Deutschland, Irland, Italien, Kasachstan, Katar, Kirgistan, Kroatien, Marokko, Mongolei, Niederlande, Österreich, Pakistan, Polen, Portugal, Saudi-Arabien, Slowakei, Spanien, Südkorea, Syrien, Tschechien, Ungarn und den Vereinigten Arabischen Emiraten)
- 2022 – Das handwerkliche Wissen und Kultur des Baguettes
- 2022 – Bärenfeste in den Pyrenäen (gemeinsam mit Andorra)
- 2023 – Kenntnisse, Handwerk und Fähigkeiten der handgefertigten Glasproduktion (gemeinsam mit Deutschland, Finnland, Spanien, Ungarn und Tschechien)
- 2023 – Traditioneller Holzbootbau in Carriacou und Petite Martinique  (gemeinsam mit Grenada)
- 2023 – Transhumanz, der saisonale Viehtrieb (gemeinsam mit Albanien, Andorra, Griechenland, Italien, Kroatien, Luxemburg, Österreich, Rumänien und Spanien)
- 2024 – Fertigkeiten der Pariser Klempner und Ornamentiker
- 2024 – Die Kunst des Trockenmauerwerks (gemeinsam mit Andorra, Belgien, Irland, Griechenland, Irland, Italien, Kroatien, Luxemburg, Österreich, Slowenien, Spanien, Schweiz und Zypern)

## G

### GambiaGambia
- 2005/2008 – Das Initiationsritual Kankurang in Manding-Gebieten (gemeinsam mit Senegal)

### GeorgienGeorgien

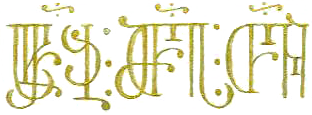
Georgien: Titel des Evangeliums nach Matthäus in dekorativer Tchsuli-Schrift

- 2001/2008 – Der polyphone Chakrulo-Gesang
- 2013 – Der traditionelle Quevri-Weinausbau in Amphoren
- 2016 – Die lebendige Kultur von drei Schrifttypen des Georgischen Alphabets
- 2018 – Der historische Kampfsport Chidaoba

### GhanaGhana
- 2024 – Handwerkskunst der traditionellen Kente-Gewebe

### GrenadaGrenada
- 2023 – Traditioneller Holzbootbau in Carriacou und Petite Martinique  (gemeinsam mit Martinique)
- 2024 – Shakespeare Mas‘, ein traditioneller Bestandteil des jährlichen Karnevals von Carriacou

### GIN

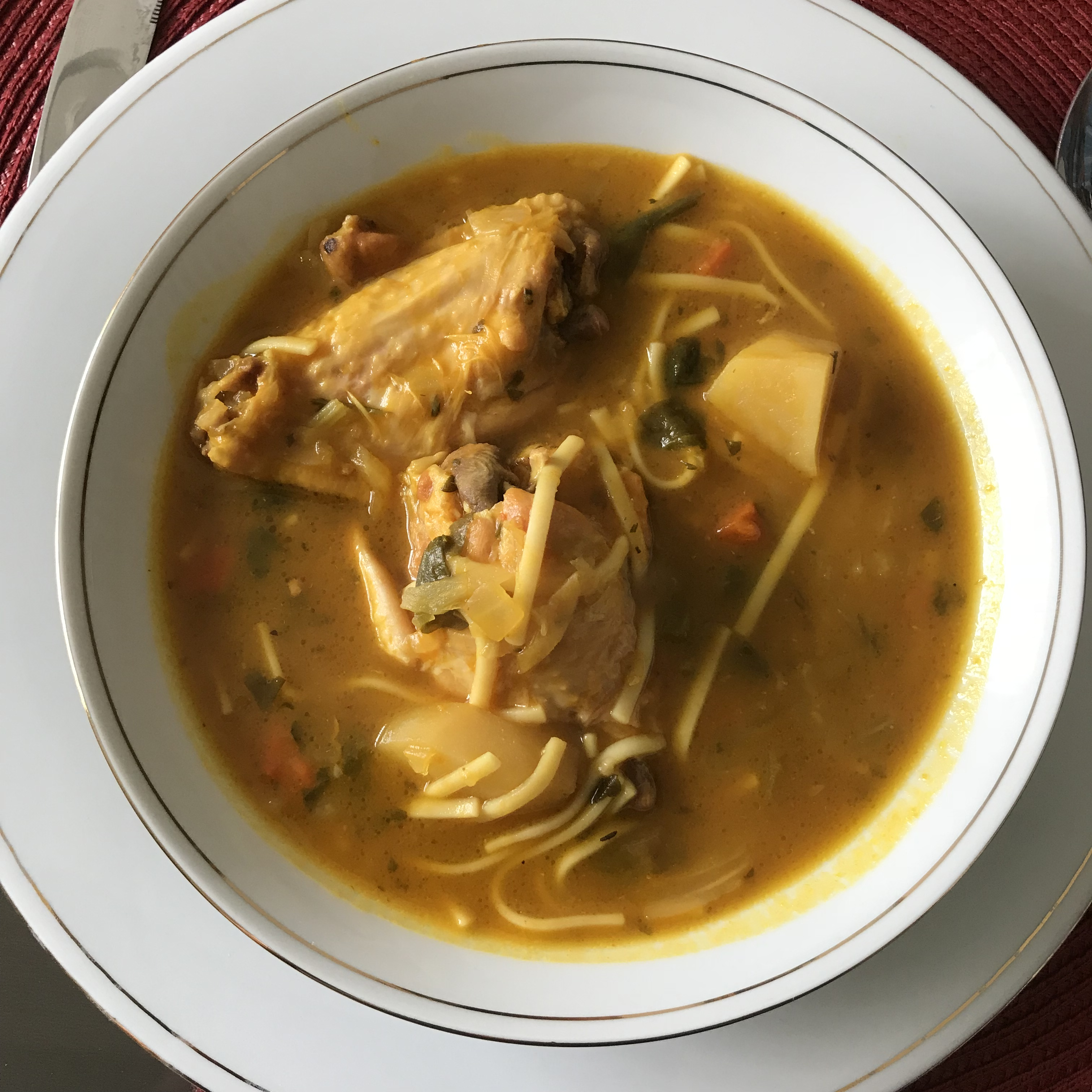
Haiti: Joumou Suppe

### GriechenlandGriechenland

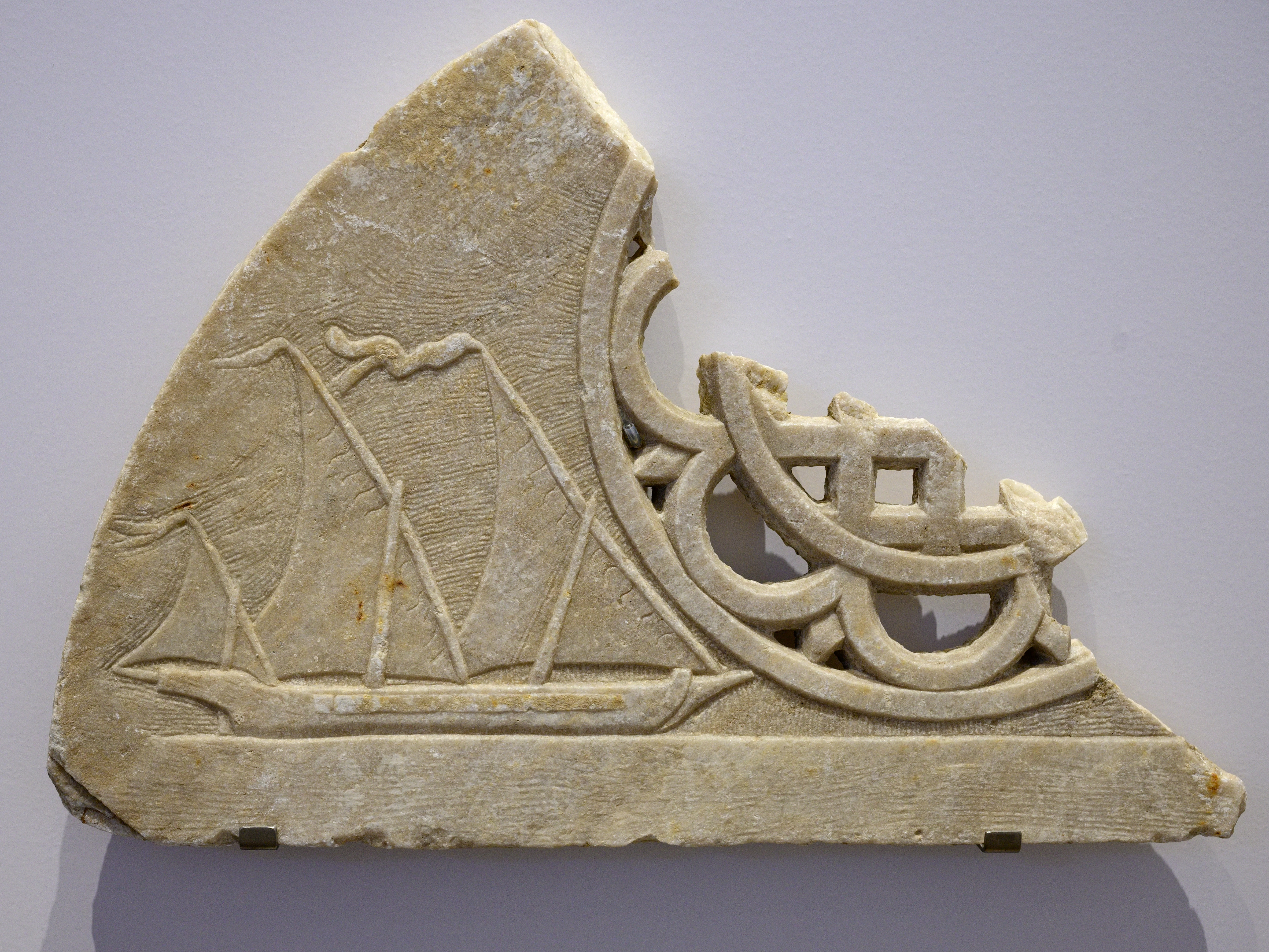
Griechenland: Oberlicht aus Marmor auf Tinos, 18.–19. Jh.

- 2013 – Die Mittelmeerküche (gemeinsam mit Italien, Kroatien, Marokko, Portugal, Spanien und Zypern)
- 2014 – Der Mastix-Anbau auf der Insel Chios
- 2015 – Die Bildhauerei auf Tinos
- 2016 – Momoeria, das Neujahrsfest in acht Dörfern in Kozani, Westmakedonien
- 2017 – Der Musikstil Rembetiko
- 2019 – Der byzantinische Gesang, mehr als 2000 Jahre alte Form der griechisch-orthodoxen Kirchenmusik (gemeinsam mit Zypern)
- 2022 – Dekapentavgoustos: Feierlichkeiten zum 15. August in zwei Hochlandgemeinden Nordgriechenlands: Tranos Choros in Vlasti und das Syrrako-Fest in Syrrako
- 2019/2023 – Transhumanz, der saisonale Viehtrieb (gemeinsam mit Albanien, Andorra, Frankreich, Italien, Kroatien, Luxemburg, Österreich, Rumänien und Spanien)
- 2024 – Messosporitissa-Fest (Fest der Allheiligen Mutter Gottes zur Mitte der Aussaat), Fest Unserer Lieben Frau bei den antiken Ruinen
- 2024 – Die Kunst des Trockenmauerwerks (gemeinsam mit Andorra, Belgien, Frankreich, Irland, Italien, Kroatien, Luxemburg, Österreich, Slowenien, Spanien, Schweiz und Zypern)

### GuatemalaGuatemala
- 2001/2008 – Die Sprache, Tanz und Musik der Garifuna (gemeinsam mit Belize, Honduras und Nicaragua)
- 2005/2008 – Die Tradition des Rab'inal-Achí-Tanzdramas mit Maskentanz, Theater und Musik
- 2022 – Die Semana Santa
- 2024 – Technik zur Herstellung der Riesendrachen von Santiago Sacatepéquez und Zumpango

### Guinea-aGuinea
- 2001/2008 – Der Kulturraum von Sosso-Bala in Nyagassola, einem rituellen Ort, an dem das heilige Instrument „Sosso-Bala“ aufbewahrt wird

## H

### HaitiHaiti
- 2021 – Die Joumou Suppe

### HondurasHonduras
- 2001/2008 – Die Sprache, Tanz und Musik der Garifuna (gemeinsam mit Belize, Guatemala und Nicaragua)

## I

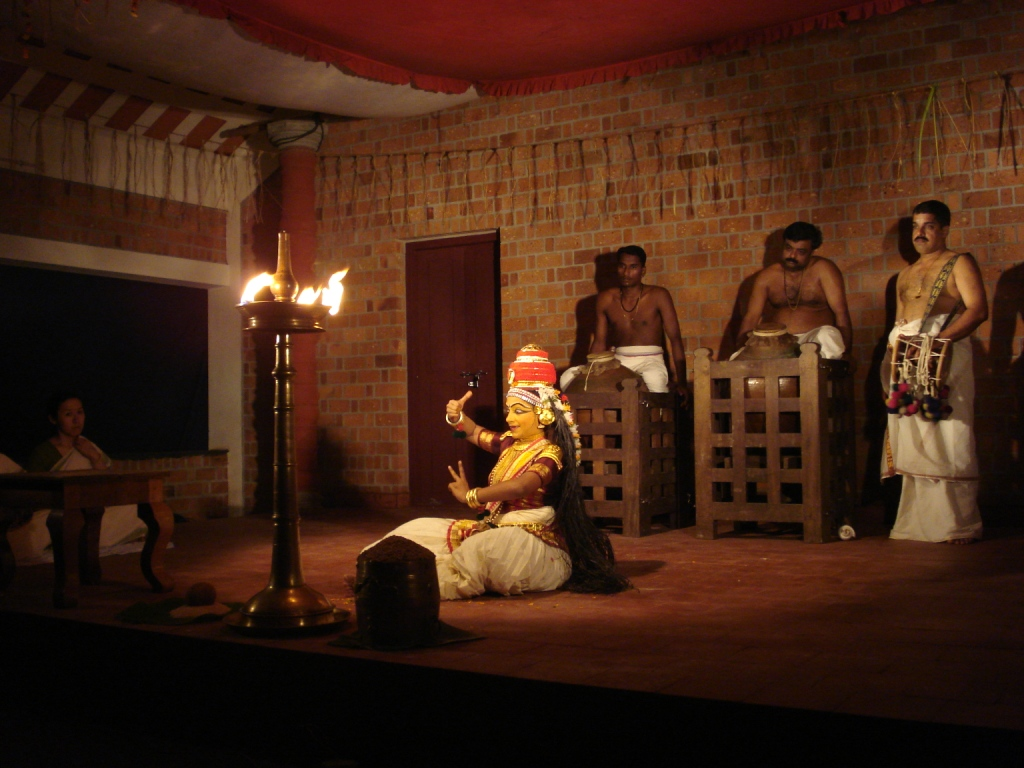
Indien: Die Rolle Nangyar in Kutiyattam

### IndienIndien
- 2001/2008 – Das Sanskrit-Theater Kutiyattam
- 2003/2008 – Die Tradition des vedischen (altindischen) rituellen Gesangs
- 2005/2008 – Die traditionelle Bühnenaufführung Ramlila des Ramayana-Epos
- 2009 – Das religiöse Fest und Ritualtheater Ramman in Garhwal
- 2010 – Der Chhau-Maskentanz
- 2010 – Die Volkslieder und -tänze der Kalbelia in Rajasthan

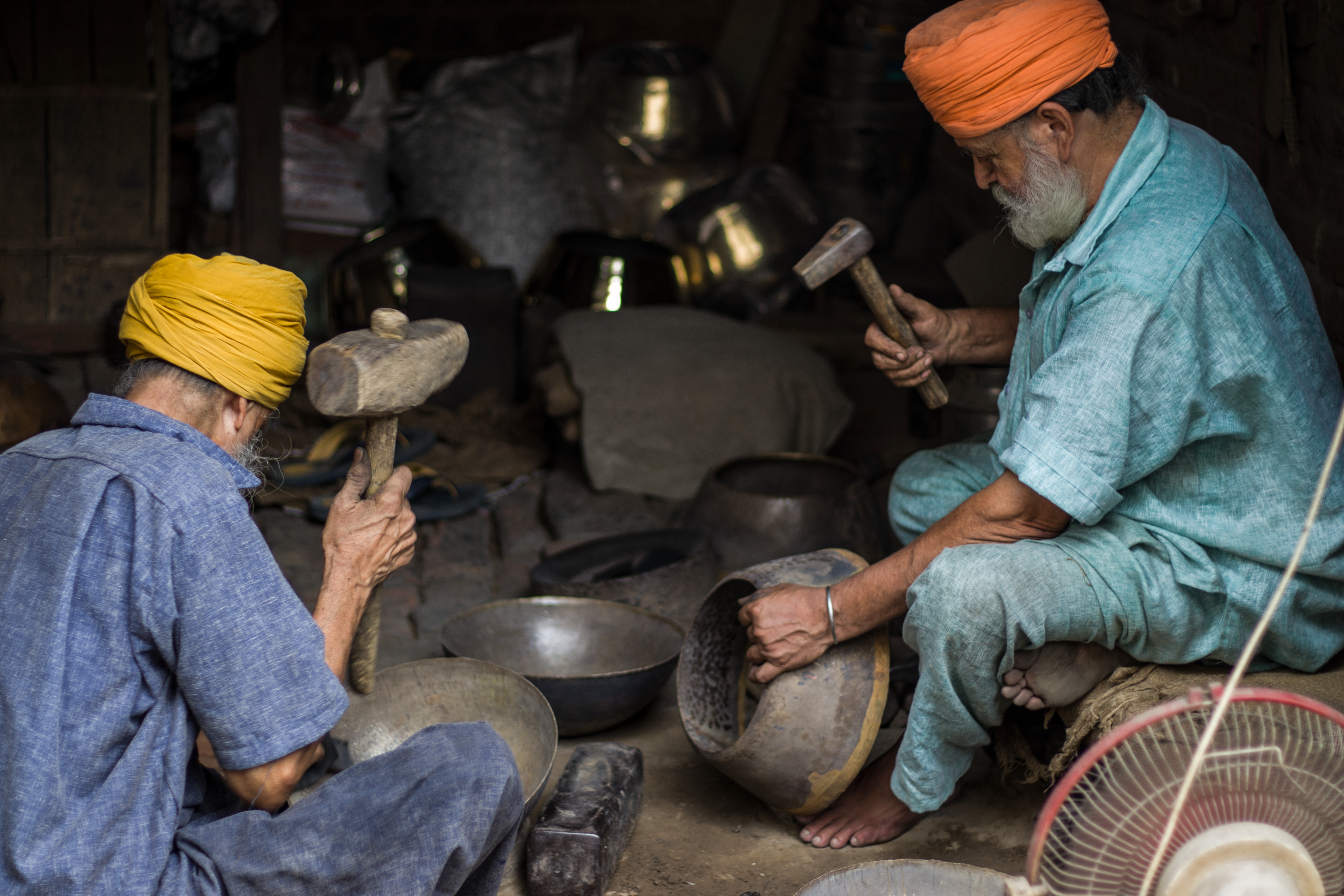
Indien: Thatheras beim Formen von Gefäßen

- 2010 – Das Ritualtheater und Tanzdrama Mudiyettu in Kerala
- 2012 – Der buddhistische Gesang in Ladakh, Rezitieren heiliger buddhistischer Texte in den Himalaya-Regionen Ladakh, Jammu und Kaschmir
- 2013 – Das rituelle Singen, Trommeln und Tanzen Sankirtana in Manipur
- 2014 – Die Messing- und Kupferfertigung von Gebrauchsgegenständen durch die Thathera-Gemeinschaft in Jandiala Guru, Amritsar, Punjab
- 2016 – Yoga
- 2017 – Das Pilgerfest Kumbh Mela
- 2021 – Durga Puja in Kolkata
- 2023 – Der Tanz Garba beim Navaratri-Fest in Gujarat
- 2024 – Das Neujahrs- und Frühlingsfest Nawrouz, Novruz, Nowrouz, Nowrouz, Nawrouz, Nauryz, Nooruz, Nowruz, Navruz, Nevruz, Nowruz, Navruz (gemeinsam mit Afghanistan, Aserbaidschan, Iran, Irak, Kasachstan, Kirgisistan, Mongolei, Pakistan, Tadschikistan, Turkmenistan, Türkei und Usbekistan)

### IndonesienIndonesien

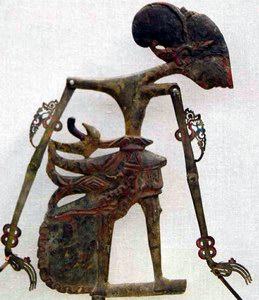
Indonesien: Wayang-Figur

- 2003/2008 – Das Wayang-Figurentheater, musikalisch begleitetes Schattenspiel
- 2005/2008 – Der indonesische Kris, asymmetrischer Dolch mit spiritueller Bedeutung
- 2009 – Die indonesische Batik
- 2010 – Das indonesische Angklung, eine Bambusrassel
- 2015 – Drei Tanzgenres auf Bali
- 2017 – Die Pinisi-Schiffsbaukunst im Süden Sulawesis
- 2019 – Die Traditionen der Selbstverteidigungskunst Pencak Silat
- 2020 – Pantun-Gedichtform (gemeinsam mit Malaysia)
- 2021 – Gamelan, Orchestertyp
- 2023 – Jamu-Wellness-Kultur

### IrakIrak
- 2003/2008 – Die klassische irakische Gesangs- und Instrumentalkunst Maqam, entstanden aus arabischen, zentralasiatischen und osmanischen Einflüssen
- 2016 – Das Khidr Elias Fest und seine Gelübde
- 2019 – Dienstleistungen und Gastfreundschaft für die Pilger während al-Arba'in
- 2021 – Traditionelle Handwerkskunst des Al-Naoor

- 2021 – Arabische Kalligrafie (gemeinsam mit Algerien, Ägypten, Bahrain, Jordanien, Jemen, Kuwait, Libanon, Mauretanien, Marokko, Oman, Palästinensische Gebiete, Saudi-Arabien, Sudan, Tunesien, Vereinigte Arabische Emirate)
- 2022 – Das Wissen, die Traditionen und Bräuche rund um die Dattelpalme (gemeinsam mit Ägypten, Bahrain, Jemen, Jordanien, Katar, Kuwait, Marokko, Mauretanien, Oman, Palästina, Saudi-Arabien, Sudan, Tunesien und Vereinigte Arabische Emirate)
- 2023 – Künste, Fertigkeiten und Praktiken im Zusammenhang mit der Gravur auf Metallen (Gold, Silber und Kupfer) (gemeinsam mit Algerien, Ägypten, Jemen, Mauretanien, Marokko, Palästina, Saudi-Arabien, Sudan und Tunesien)
- 2023 – Traditionelle handwerkliche Fertigkeiten und Künste von Al-Mudhif-Gebäuden
- 2024 – Henna: Rituale, Ästhetik und soziale Praktiken  (gemeinsam mit Ägypten, Algerien, Bahrain, Jemen, Jordanien, Katar, Kuwait, Marokko, Mauritanien, Oman, Palästina, Saudi-Arabien, Sudan, Tunesien und Vereinigte Arabische Emirate)
- 2024 – Das Neujahrs- und Frühlingsfest Nawrouz, Novruz, Nowrouz, Nowrouz, Nawrouz, Nauryz, Nooruz, Nowruz, Navruz, Nevruz, Nowruz, Navruz (gemeinsam mit Afghanistan, Aserbaidschan, Indien, Iran, Kasachstan, Kirgisistan, Mongolei, Pakistan, Tadschikistan, Turkmenistan, Türkei und Usbekistan)

### IranIran

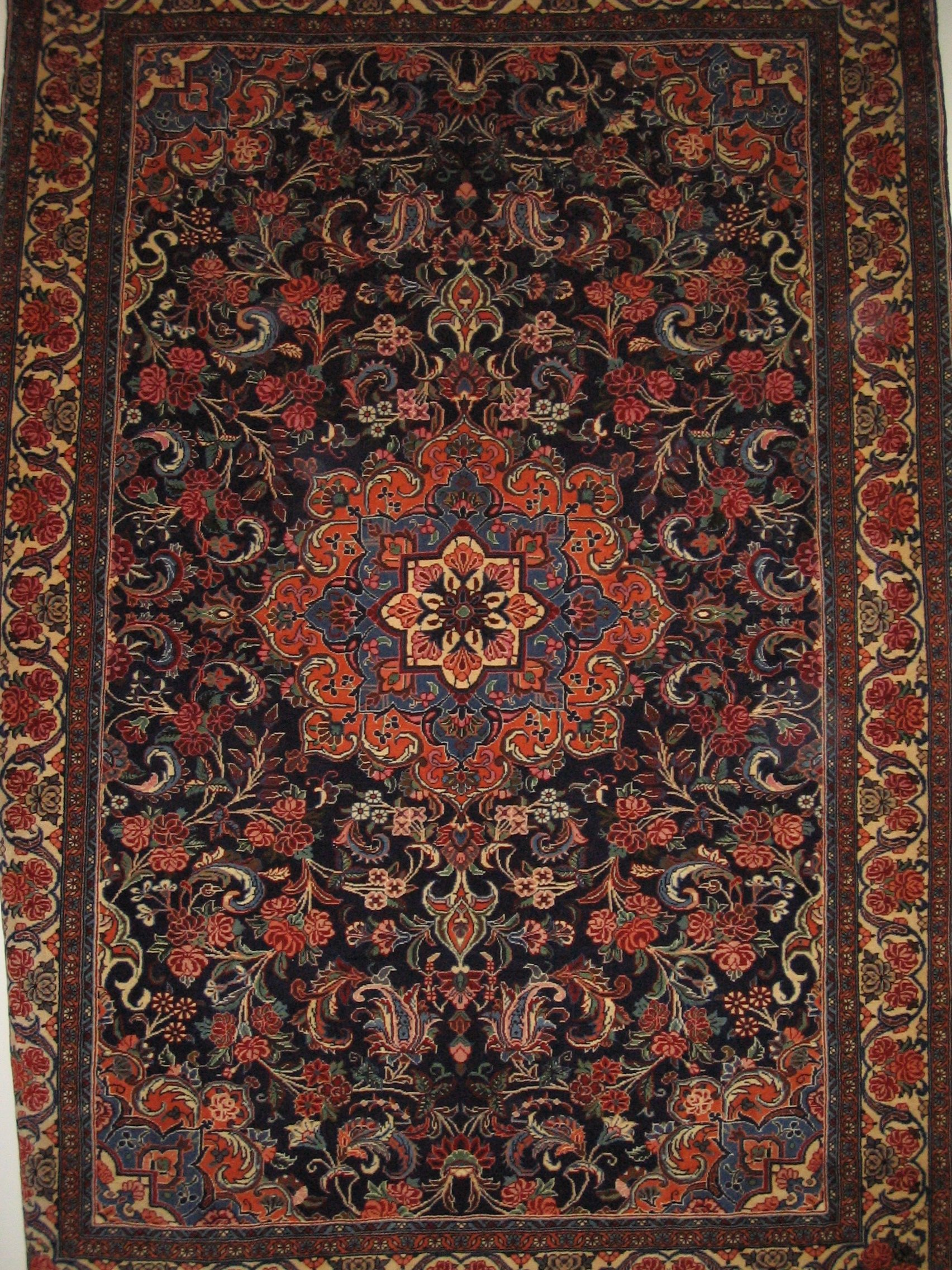
Iran: Kaschanteppich

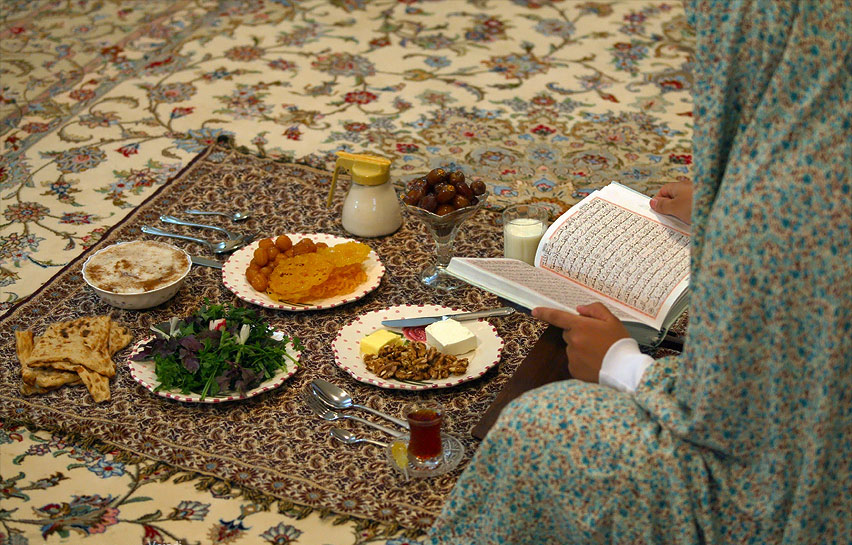
Ein iranisches Iftar-Mahl

- 2009 – Der Radif der iranischen Musik, klassisches Musikrepertoire
- 2010 – Die Musik der Bakhshis aus Chorasan
- 2010 – Die traditionelle Teppich-Webkunst in Fars, mit Qaschqai- und Gabbehteppichen
- 2010 – Die traditionelle Kaschanteppich-Webkunst in Kaschan
- 2010 – Das Drama Ta’zieh mit Musikdarbietungen
- 2010 – Die Pahlevani- und Zurkhaneh-Rituale
- 2012 – Die Qālišuyān-Rituale in Mashad-e Ardehāl, Kaschan
- 2016 – Das Backen und Teilen von Fladenbrot: Lavash, Katyrma, Jupka, Yufka (gemeinsam mit Aserbaidschan, Kasachstan, Kirgisistan und der Türkei)
- 2017 – Die Kunst des Bauens und Spielens der Kamantsche, eines Saiteninstruments (gemeinsam mit Aserbaidschan)
- 2017 – Das von Musik und Geschichtenerzählungen begleitete Reiterspiel Chogān
- 2019 – Die traditionelle Fertigung und das Spielen der Dotar, einer Langhalslaute
- 2020 – Die Pilgerfahrt zum Kloster Sankt Thaddäus (gemeinsam mit Armenien)
- 2020 – Die Kunst der Miniatur (gemeinsam mit Aserbaidschan, Türkei und Usbekistan)
- 2022 – Yaldā/Chella (gemeinsam mit Afghanistan)
- 2022 – Turkmenische Stickkunst (gemeinsam mit Turkmenistan)
- 2022 – Die Serikultur: Traditionelle Herstellung von Seide für die Weberei (gemeinsam mit Afghanistan, Aserbaidschan, Tadschikistan, Türkei, Turkmenistan, Usbekistan)
- 2022 – Die Herstellung und das Spielen der Oud (gemeinsam mit Syrien)
- 2023 – Iftar/Eftari/Iftar/Iftor und seine soziokulturellen Traditionen (gemeinsam mit Aserbaidschan, Türkei und Usbekistan)
- 2023 – Die Kunst der Illumination: Təzhib/Tazhib/Zarhalkori/Tezhip/Naqqoshlik (gemeinsam mit Aserbaidschan, Tadschikistan, Türkei und Usbekistan)

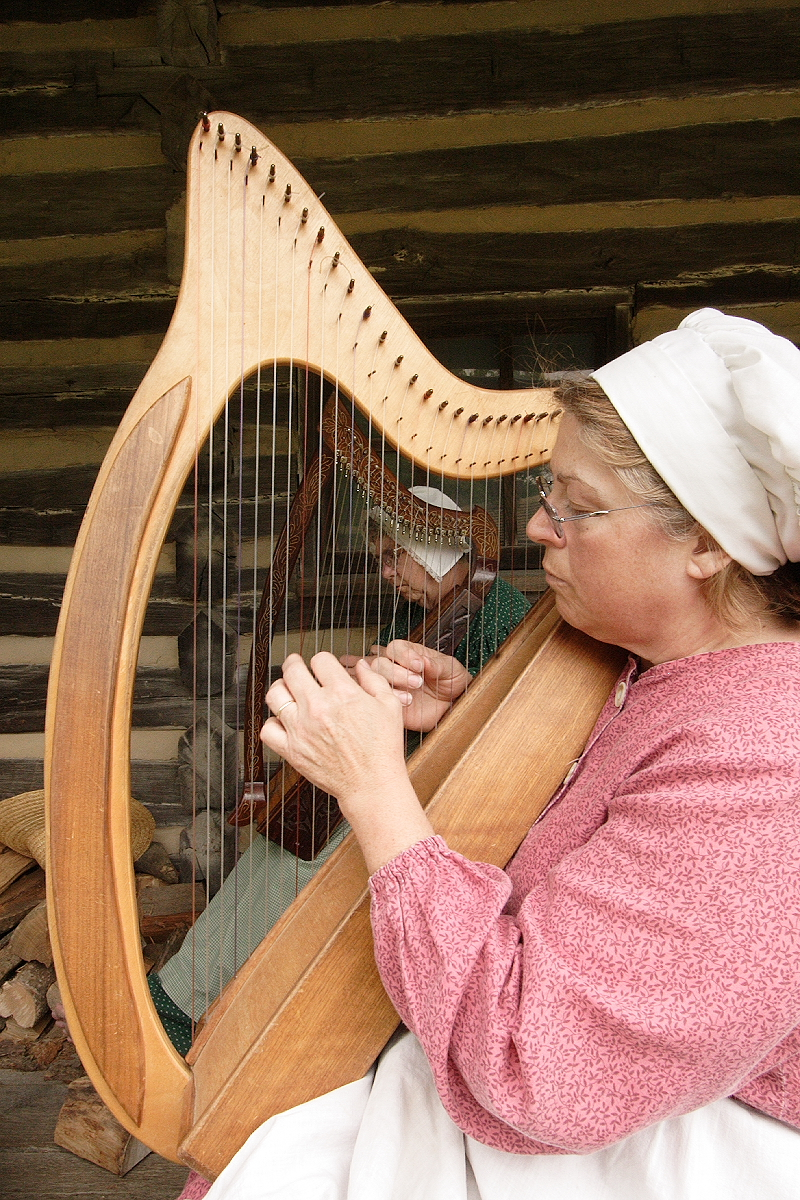
Moderne keltische Harfe

- 2023 – Das Sadeh/Sada-Fest (gemeinsam mit Tadschikistan)
- 2024 – Das Neujahrs- und Frühlingsfest Nawrouz, Novruz, Nowrouz, Nowrouz, Nawrouz, Nauryz, Nooruz, Nowruz, Navruz, Nevruz, Nowruz, Navruz (gemeinsam mit Afghanistan, Aserbaidschan, Indien, Irak, Kasachstan, Kirgisistan, Mongolei, Pakistan, Tadschikistan, Turkmenistan, Türkei und Usbekistan)
- 2024 – Kunst des Herstellens und Spielens der Rubab (gemeinsam mit Afghanistan, Tadschikistan und Usbekistan)

### IrlandIrland
- 2017 – Das Spielen der Uilleann Pipes
- 2018 – Der Mannschaftssport Hurling
- 2019 – Das Spiel auf der Irischen Harfe
- 2021 – Die Falknerei (gemeinsam mit Belgien, Deutschland, Frankreich, Italien, Kasachstan, Katar, Kirgistan, Kroatien, Marokko, Mongolei, Niederlande, Österreich, Pakistan, Polen, Portugal, Saudi-Arabien, Slowakei, Spanien, Südkorea, Syrien, Tschechien, Ungarn und den Vereinigten Arabischen Emiraten)
- 2024 – Die Kunst des Trockenmauerwerks (gemeinsam mit Andorra, Belgien, Frankreich, Griechenland, Italien, Kroatien, Luxemburg, Österreich, Slowenien, Spanien, Schweiz und Zypern)

### IslandIsland
- 2021 – Nordische Klinkerboot-Traditionen (gemeinsam mit Dänemark, Finnland, Norwegen, Schweden)

### ItalienItalien

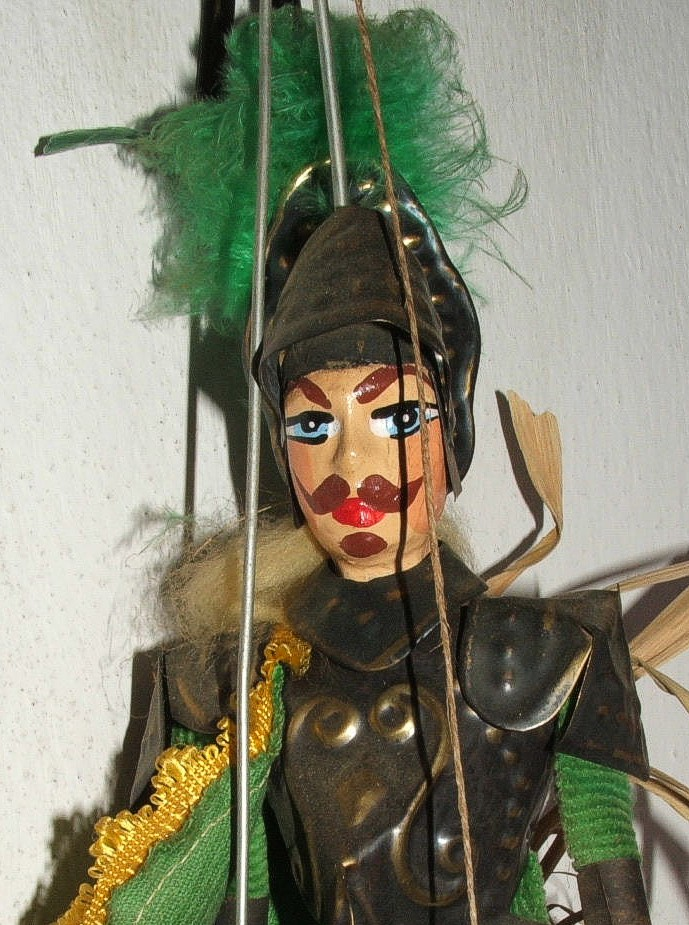
Sizilianische Marionette

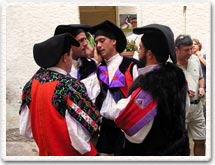
Sardinien: Canto a Tenore

- 2001/2008 – Das sizilianische Marionettentheater „Opera dei Pupi“
- 2005/2008 – Canto a tenore, sardische Pastorallieder
- 2012 – Die Traditionelle Geigenbaukunst in Cremona
- 2013 – Die Prozessionen mit geschulterten Turmschreinen (Macchina di Santa Rosa in Viterbo, Varia di Palmi in Palmi, Gigli di Nola in Nola und Faradda di li Candareri in Sassari)
- 2013 – Die Mittelmeerküche (gemeinsam mit Griechenland, Kroatien, Marokko, Portugal, Spanien und Zypern)
- 2014 – Die landwirtschaftliche Praxis der Kopferziehung der Weinrebe (‚vite ad alberello‘) auf der Insel Pantelleria
- 2017 – Die Kunst des neapolitanischen Pizzabäckers („Pizzaiuolo“)
- 2019 – Der Alpinismus (gemeinsam mit Frankreich und Schweiz)
- 2019 – Die Transhumanz, der saisonale Viehwandertrieb im Mittelmeerraum und in den Alpen (gemeinsam mit Griechenland und Österreich)
- 2019 – Die Cölestinische Vergebungsfeier in der Provinz L’Aquila
- 2020 – Glasperlen-Kunst (gemeinsam mit Frankreich)
- 2020 – Das Hornspiel in Verbindung mit Gesang, Atemkontrolle, Vibrato, Ortsresonanz und Geselligkeit (gemeinsam mit Frankreich, Belgien, Luxemburg)
- 2021 – Die Falknerei (gemeinsam mit Belgien, Deutschland, Frankreich, Irland, Kasachstan, Katar, Kirgistan, Kroatien, Marokko, Mongolei, Niederlande, Österreich, Pakistan, Polen, Portugal, Saudi-Arabien, Slowakei, Spanien, Südkorea, Syrien, Tschechien, Ungarn und den Vereinigten Arabischen Emiraten)
- 2021 – Trüffeljagd und -gewinnung in Italien, Wissen und Praxis
- 2022 – Die Lipizzanerzucht (gemeinsam mit Bosnien-Herzegowina, Kroatien, Österreich, Rumänien, Slowakei, Slowenien)
- 2023 – Die Praxis des Operngesangs
- 2023 – Traditionelle Bewässerung: Wissen, Technik und Organisation (gemeinsam mit Belgien, Deutschland, Luxemburg, Niederlande, Österreich und Schweiz)
- 2023 – Transhumanz, der saisonale Viehtrieb (gemeinsam mit Albanien, Andorra, Frankreich, Griechenland, Kroatien, Luxemburg, Österreich, Rumänien und Spanien)
- 2024 – Die Kunst des Trockenmauerwerks (gemeinsam mit Andorra, Belgien, Frankreich, Griechenland, Irland, Kroatien, Luxemburg, Österreich, Slowenien, Spanien, Schweiz und Zypern)

## J

### JamaikaJamaika

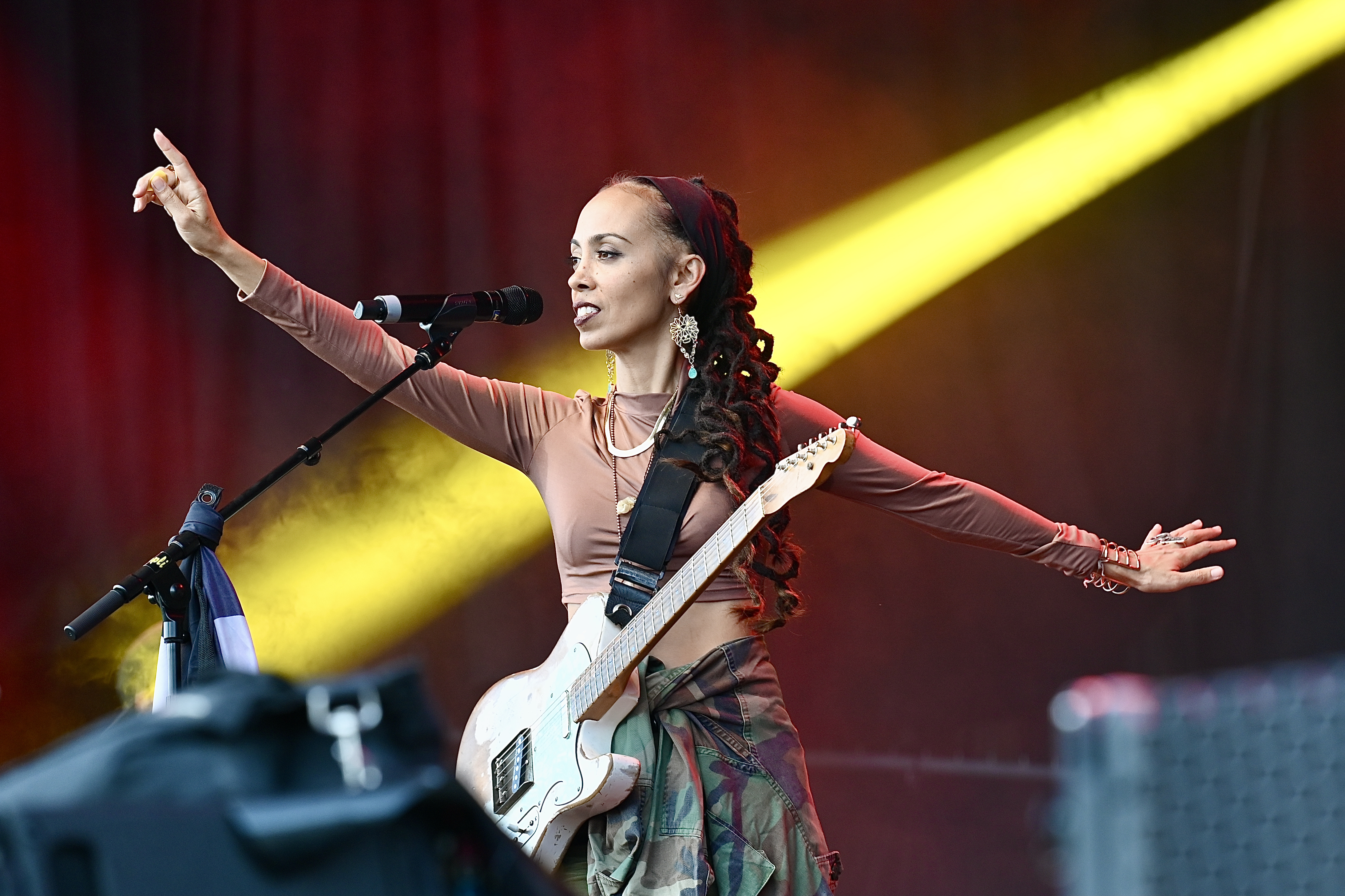
Jamaika: Nattali Rize, Reggae Geel 2023

- 2003/2008 – Das Erbe der Maroons von Moore Town (Nachkommen einer aus Afrika stammenden ethnischen Gruppe in Moore Town)
- 2018 – Die aus Jamaika stammende Musikstilrichtung Reggae
- 2024 – Pilgerfahrt nach Watt Town

### JapanJapan
- 2001/2008 – Das Nōgaku-Theater, Nō und Kyōgen
- 2003/2008 – Das Puppentheater Ningyō Jōruri Bunraku (Gesanglich und instrumentell begleitetes Puppenspiel)
- 2005/2008 – Das Kabuki-Theater Japan: Kabuki-Darsteller

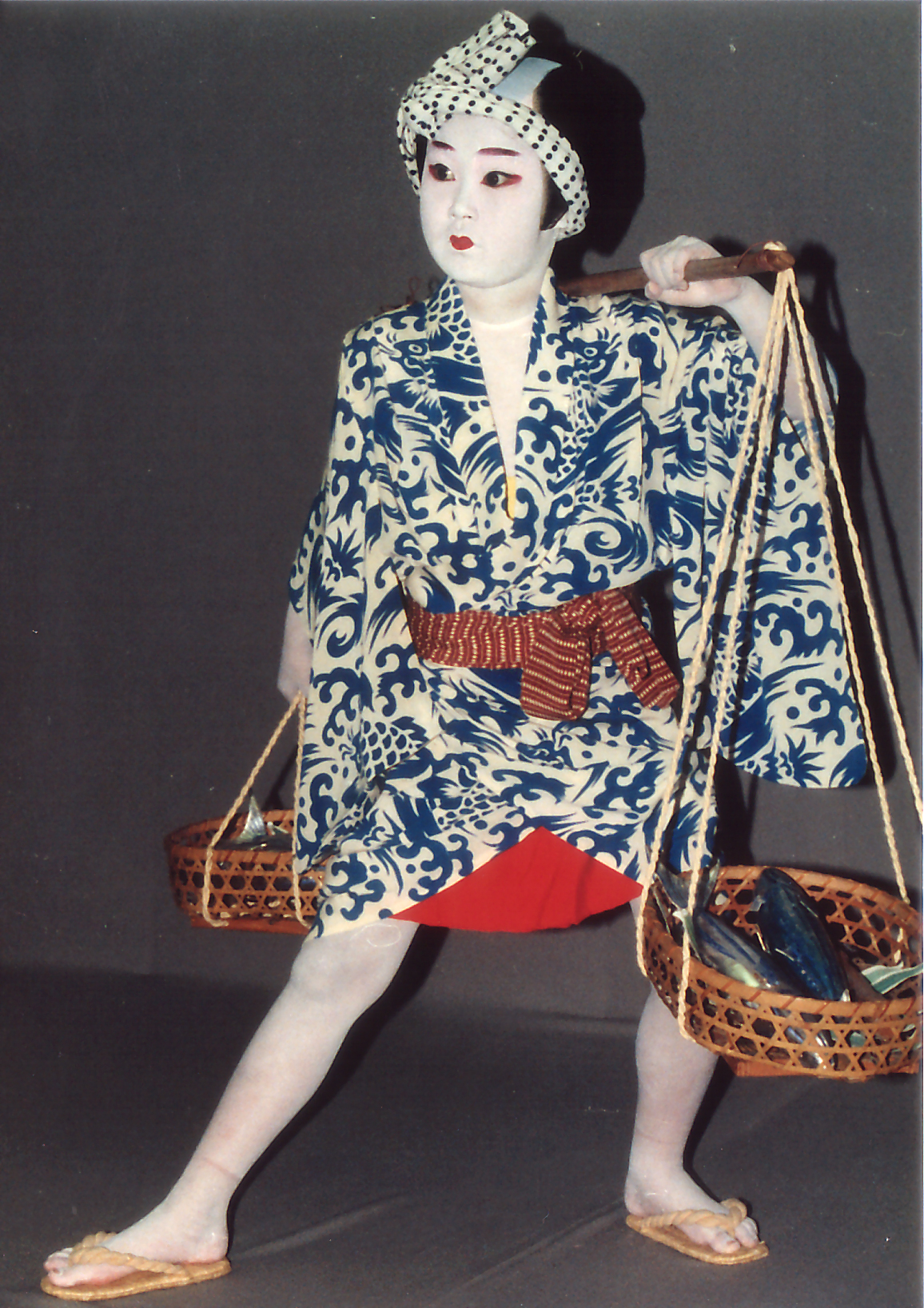
Japan: Kabuki-Darsteller

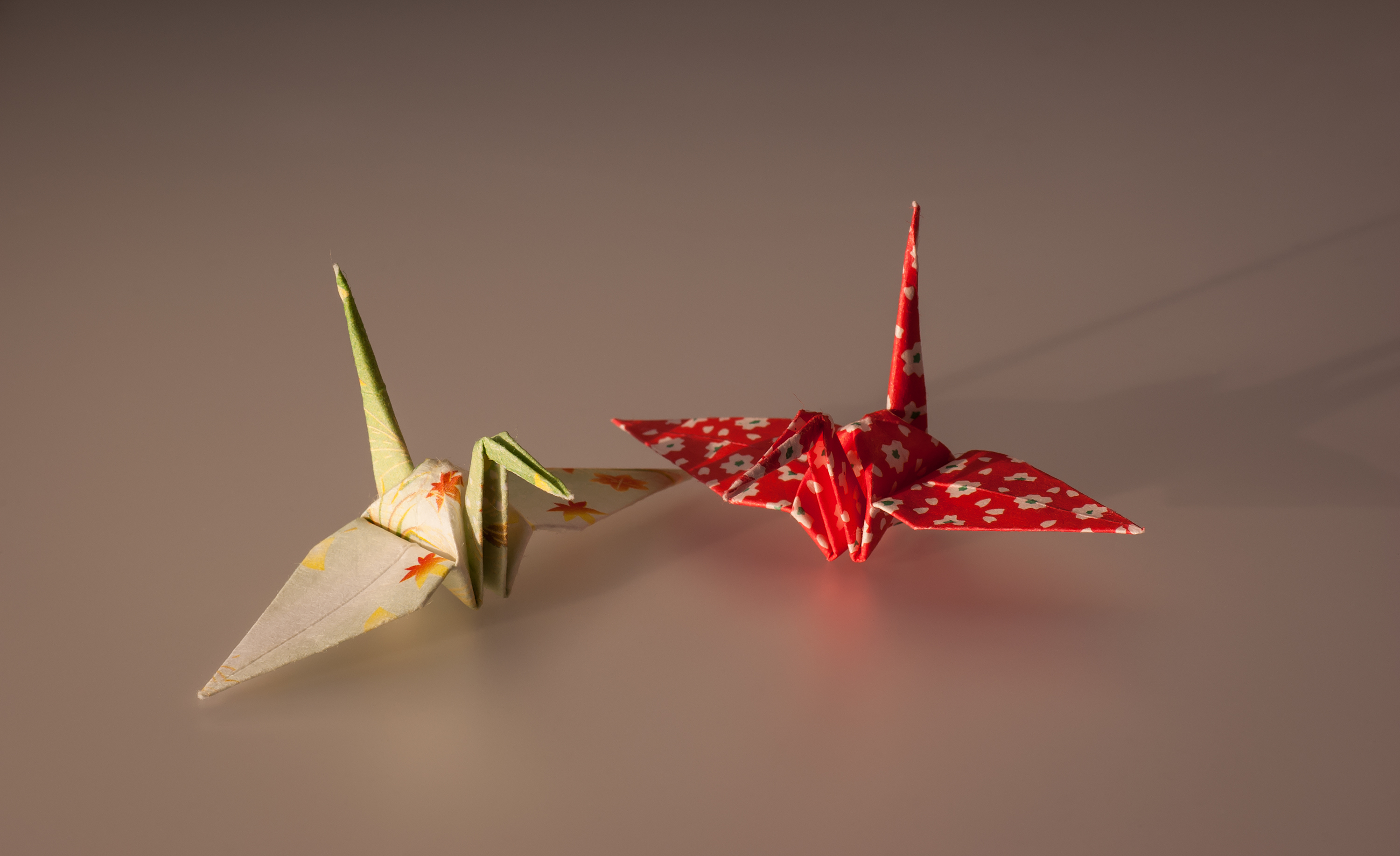
Japan: Origami-Kraniche aus washi

- 2009 – Der Gebetstanz Akiu no Taue Odori für eine gute Ernte in Akiu, Sendai
- 2009 – Die Rezitationszeremonie Daimokutate aus Kamifukawa, Nara
- 2009 – Die Gebetstänze Dainichido Bugaku aus Hachimantai und Kazuno
- 2009 – Die höfische Musik Gagaku
- 2009 – Der Maskentanz Hayachine Kagura aus Hanamaki
- 2009 – Die Herstellungstechniken von Ramie-Stoffen, Ojiya Chijimi und Echigo Jōfu, in der Region Uonuma der Präfektur Niigata
- 2009 – Das Ernteritual Oku-Noto no Aenokoto auf der Noto-Halbinsel
- 2009 – Traditionelle Tänze der Ainu auf Hokkaidō
- 2010 – Das traditionelle Musiktheater Kumiodori von Okinawa
- 2010 – Die Herstellungstechnik Yūki-tsumugi von Seidenstoffen in Yūki,
- 2011 – Das Ritual Mibu no Hana Taue zur Umpflanzung von Reis in Mibu, Hiroshima
- 2011 – Die heiligen Tänze Sada Shin Noh am Sada-Schrein, Shimane
- 2012 – Die religiösen Tanzrituale Nachi no Dengaku des Nachi-Feuerfestivals
- 2013 – Die traditionelle Nahrungskultur Washoku, insbesondere zur Feier des Neujahrsfestes
- 2014 – Das Kunsthandwerk Washi des traditionellen japanischen Büttenpapiers
- 2016 – Yama-, Hoko- und Yatai-Festwagenumzüge, z. B. Gion-Matsuri
- 2018 – Raiho-shin, die rituellen Besuche von Gottheiten in Masken und Kostümen
- 2020 – Traditionelle Fertigkeiten, Techniken und Wissen zur Erhaltung und Weitergabe von japanischer Holzarchitektur
- 2022 – Rituelle Tänze Furyu-odori
- 2024 – Traditionelles Wissen und Fertigkeiten der Sake-Herstellung mit Kōji-Schimmel

### JemenJemen
- 2003/2008 – Der Gesang von Sanaa, aufgeführt bei Sufi-Zeremonien
- 2021 – Arabische Kalligrafie (gemeinsam mit Algerien, Ägypten, Bahrain, Irak, Jordanien, Kuwait, Libanon, Mauretanien, Marokko, Oman, Palästinensische Gebiete, Saudi-Arabien, Sudan, Tunesien, Vereinigte Arabische Emirate)
- 2022 – Das Wissen, die Traditionen und Bräuche rund um die Dattelpalme (gemeinsam mit Ägypten, Bahrain, Irak, Jordanien, Katar, Kuwait, Marokko, Mauretanien, Oman, Palästina, Saudi-Arabien, Sudan, Tunesien und Vereinigte Arabische Emirate)
- 2023 – Künste, Fertigkeiten und Praktiken im Zusammenhang mit der Gravur auf Metallen (Gold, Silber und Kupfer) (gemeinsam mit Algerien, Ägypten, Irak, Mauretanien, Marokko, Palästina, Saudi-Arabien, Sudan und Tunesien)
- 2024 – Henna: Rituale, Ästhetik und soziale Praktiken  (gemeinsam mit Ägypten, Algerien, Bahrain, Irak, Jordanien, Katar, Kuwait, Marokko, Mauritanien, Oman, Palästina, Saudi-Arabien, Sudan, Tunesien und Vereinigte Arabische Emirate)

### JordanienJordanien

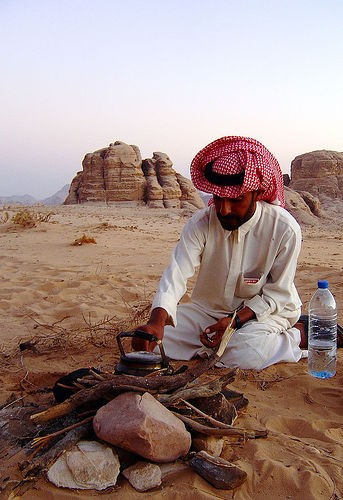
Jordanien: Beduine im Wadi Rum

- 2005/2008 – Der Kulturraum der Beduinen in Petra und Wadi Rum
- 2018 – Das bei Hochzeiten praktizierte Rollenspiel As-Samer mit Tanz und Gesang
- 2021 – Arabische Kalligrafie (gemeinsam mit Algerien, Ägypten, Bahrain, Irak, Jemen, Kuwait, Libanon, Mauretanien, Marokko, Oman, Palästinensische Gebiete, Saudi-Arabien, Sudan, Tunesien, Vereinigte Arabische Emirate)
- 2022 – Das Festmahl Al-Mansaf
- 2022 – Das Wissen, die Traditionen und Bräuche rund um die Dattelpalme (gemeinsam mit Ägypten, Bahrain, Irak, Jemen, Katar, Kuwait, Marokko, Mauretanien, Oman, Palästina, Saudi-Arabien, Sudan, Tunesien und Vereinigte Arabische Emirate)
- 2024 – Henna: Rituale, Ästhetik und soziale Praktiken  (gemeinsam mit Ägypten, Algerien, Bahrain, Irak, Jemen, Katar, Kuwait, Marokko, Mauritanien, Oman, Palästina, Saudi-Arabien, Sudan, Tunesien und Vereinigte Arabische Emirate)
- 2024 – Arabischer Kaffee, ein Symbol der Großzügigkeit (gemeinsam mit Katar, Oman, Saudi-Arabien und Vereinigte Arabische Emirate)

## K

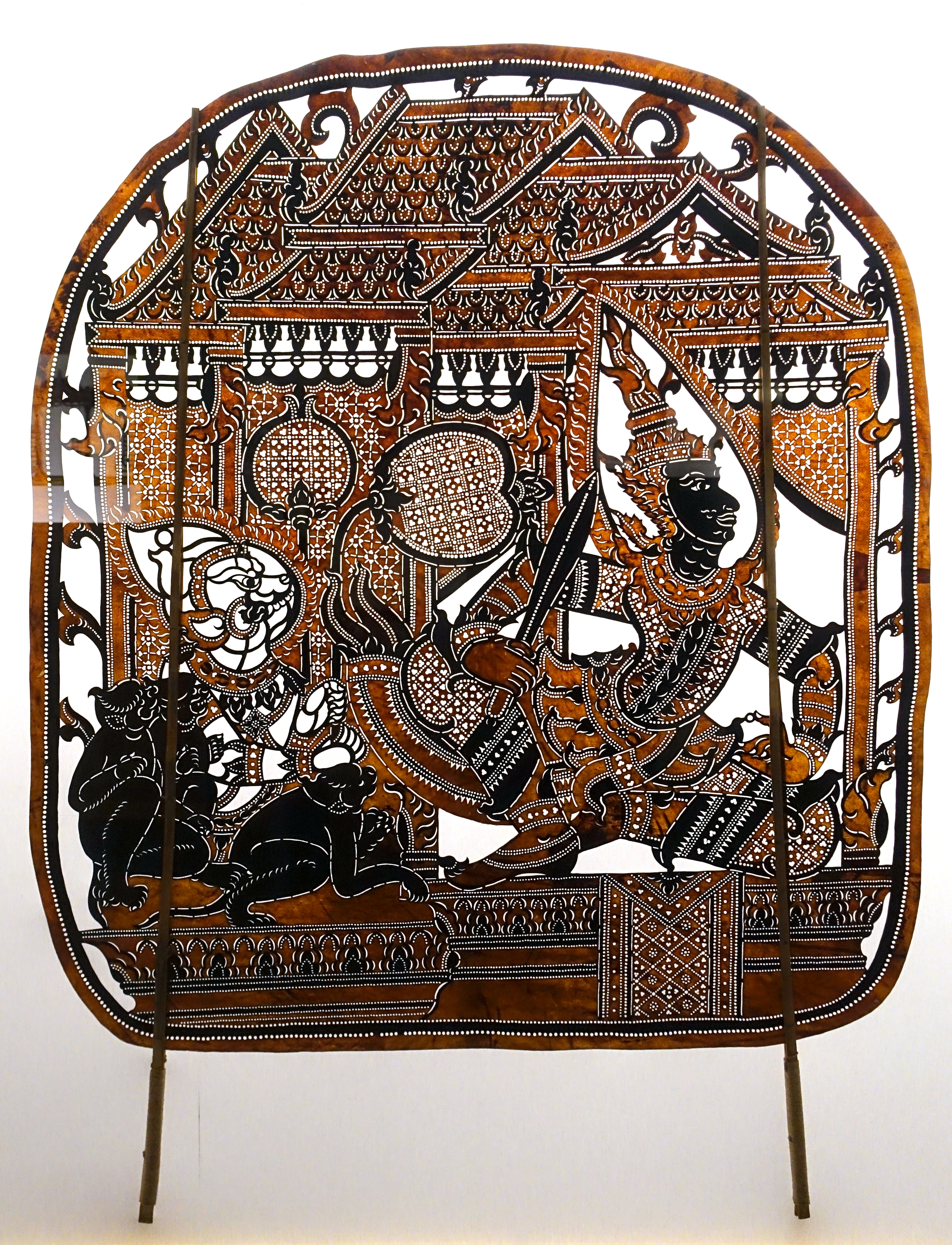
Kambodscha: Sbek-thom-Figurenplatte von Preah Ream (Rama), begleitet von Affen vor einem Palast

### KambodschaKambodscha
- 2003/2008 – Das königliche Ballet von Kambodscha, klassischer Tanz der Khmer
- 2005/2008 – Das Schattentheater Sbek thom der Khmer
- 2015 – Die Tauzieh-Rituale und -Spiele (gemeinsam mit Philippinen, Republik Korea und Vietnam)
- 2022 – Traditionelle Kampfkunst Kun Lbokator
- 2024 – Kulturelle Praktiken und Ausdrucksformen im Zusammenhang mit Krama, einem traditionellen gewebten Textil

### KamerunKamerun
- 2023 – Nguon, Regierungsrituale und damit verbundene Ausdrucksformen in der Bamoun-Gemeinschaft
- 2024 – Ngondo, Anbetung von Wasserorakeln und damit verbundene kulturelle Traditionen bei den Sawa

### Kap VerdeKap Verde
- 2019 – Die musikalische Tradition Morna

### KasachstanKasachstan

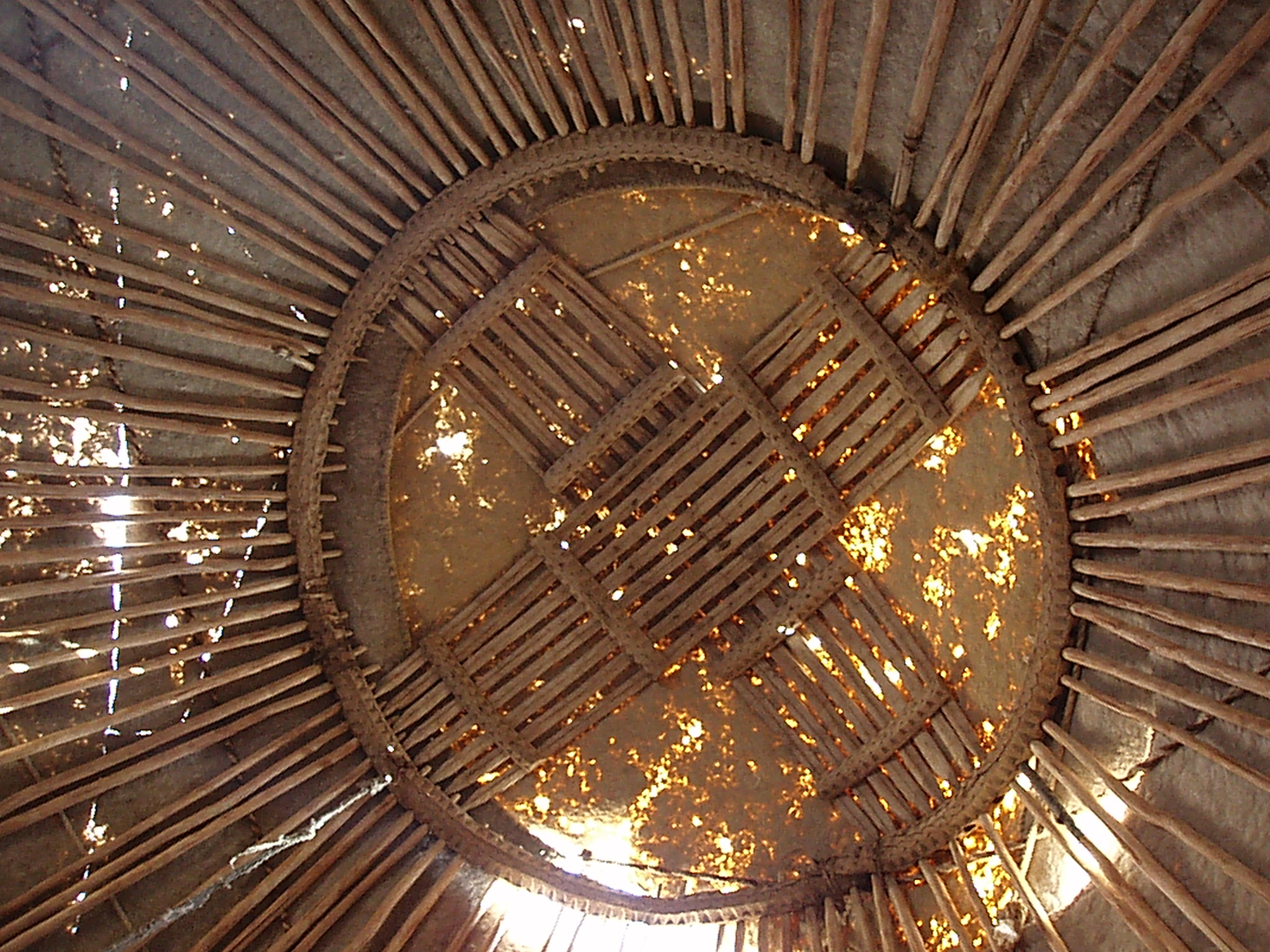
Kasachstan: Shangrak, die Krone einer Jurte

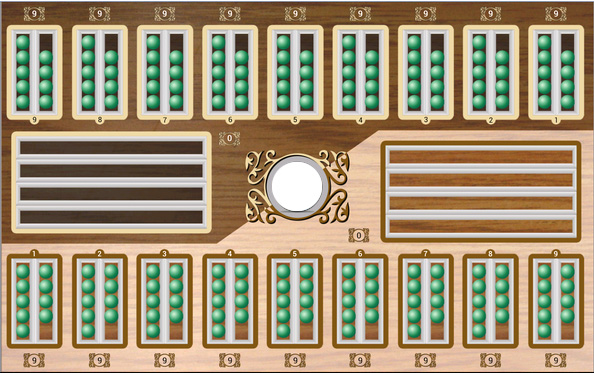
Kasachstan: Startposition des Toguz korgool

- 2014 – Die Kunst des Dombra Kuy
- 2014 – Das Wissen und die Kenntnisse über den Bau der Jurte (gemeinsam mit Kirgistan)
- 2015 – Die Improvisationskunst Aitysh/Aitys (gemeinsam mit Kirgistan)
- 2016 – Das Backen und Teilen von Fladenbrot: Lavash, Katyrma, Jupka, Yufka (gemeinsam mit Aserbaidschan, Iran, Kirgisistan und der Türkei)
- 2016 – Kuresi-Kampfsport in Kasachstan
- 2017 – Die traditionellen kasachischen Assyk-Spiele
- 2018 – Die Kultur, Volksmärchen und Musik um die epische Figur Dede Korkut (gemeinsam mit Aserbaidschan und Türkei)
- 2018 – Die traditionellen festlichen Frühlingsbräuche der kasachischen Pferdezüchter im Dorf Terisakkan
- 2020 – Traditionelles Intelligenz- und Strategiespiel: Togyzqumalaq, Toguz Korgool, Mangala / Göçürme (gemeinsam mit Kirgisistan, Türkei)
- 2021 – Die Falknerei (gemeinsam mit Belgien, Deutschland, Frankreich, Irland, Italien, Katar, Kirgistan, Kroatien, Marokko, Mongolei, Niederlande, Österreich, Pakistan, Polen, Portugal, Saudi-Arabien, Slowakei, Spanien, Südkorea, Syrien, Tschechien, Ungarn und den Vereinigten Arabischen Emiraten)
- 2022 – Erzähltradition der Nasreddin-Anekdoten (gemeinsam mit Aserbaidschan, Kirgisistan, Tadschikistan, Türkei, Turkmenistan, Usbekistan)
- 2022 – Orteke: Tanz, Puppenspiel und Musik
- 2024 – Betashar, traditionelles Hochzeitsritual
- 2024 – Das Neujahrs- und Frühlingsfest Nawrouz, Novruz, Nowrouz, Nowrouz, Nawrouz, Nauryz, Nooruz, Nowruz, Navruz, Nevruz, Nowruz, Navruz (gemeinsam mit Afghanistan, Aserbaidschan, Indien, Irak, Iran, Kirgisistan, Mongolei, Pakistan, Tadschikistan, Turkmenistan, Türkei und Usbekistan)

### KatarKatar

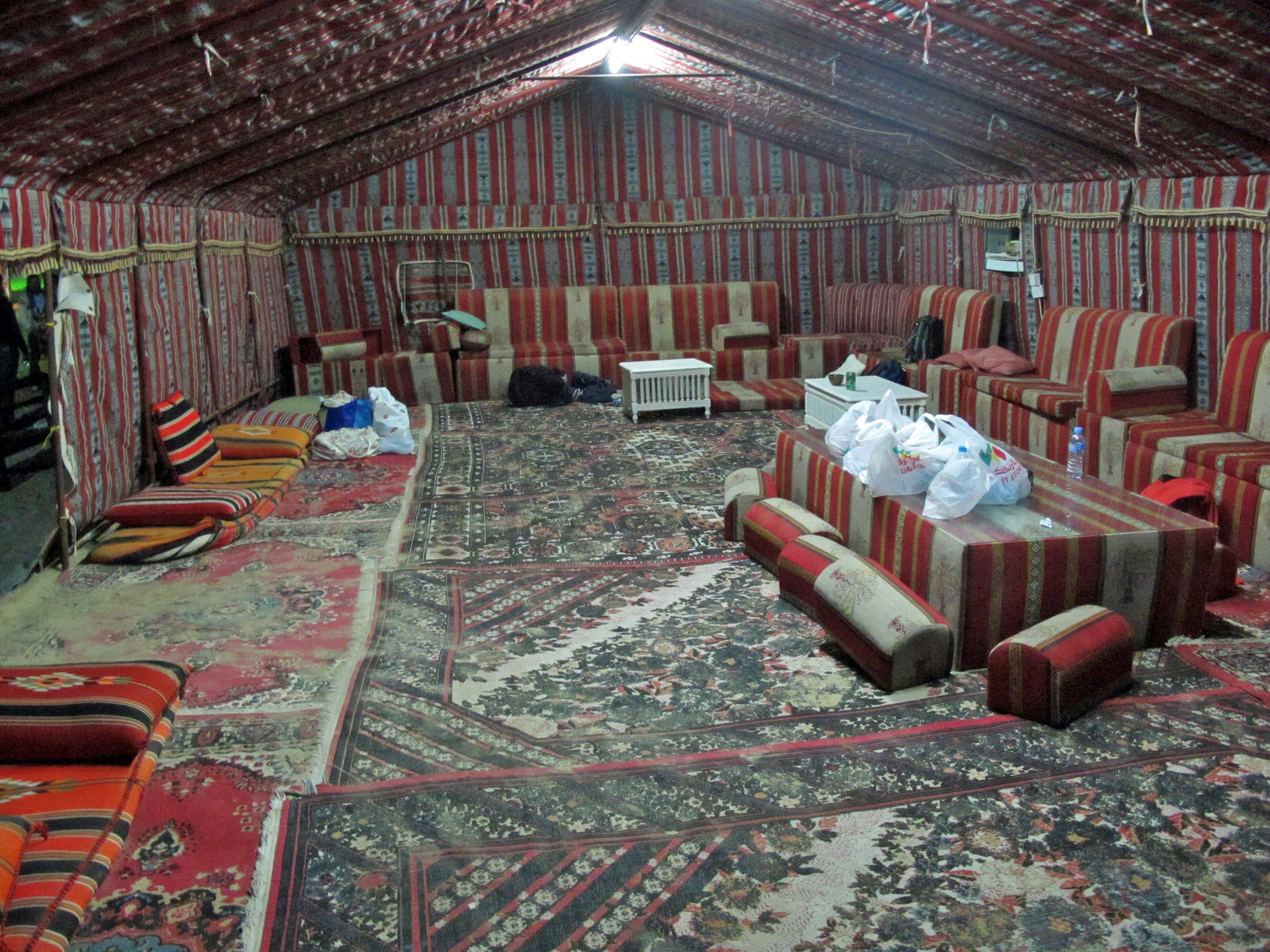
Katar: Majlis in einem Zelt

- 2015 – Der Kultur- und Sozialraum Majlis (gemeinsam mit Oman, Saudi-Arabien und Vereinigte Arabische Emirate)
- 2021 – Die Falknerei (gemeinsam mit Belgien, Deutschland, Frankreich, Irland, Italien, Kasachstan, Kirgistan, Kroatien, Marokko, Mongolei, Niederlande, Österreich, Pakistan, Polen, Portugal, Saudi-Arabien, Slowakei, Spanien, Südkorea, Syrien, Tschechien, Ungarn und den Vereinigten Arabischen Emiraten)
- 2022 – Das Wissen, die Traditionen und Bräuche rund um die Dattelpalme (gemeinsam mit Ägypten, Bahrain, Irak, Jemen, Jordanien, Kuwait, Marokko, Mauretanien, Oman, Palästina, Saudi-Arabien, Sudan, Tunesien und Vereinigte Arabische Emirate)
- 2024 – Henna: Rituale, Ästhetik und soziale Praktiken  (gemeinsam mit Ägypten, Algerien, Bahrain, Irak, Jemen, Jordanien, Kuwait, Marokko, Mauritanien, Oman, Palästina, Saudi-Arabien, Sudan, Tunesien und Vereinigte Arabische Emirate)
- 2024 – Arabischer Kaffee, ein Symbol der Großzügigkeit (gemeinsam mit Jordanien, Oman, Saudi-Arabien und Vereinigte Arabische Emirate)

### KirgisistanKirgisistan
- 2003/2008 – Die Kunst der kirgisischen Epen-Erzähler Akyn, Epen-Erzählungen begleitet mit selbst komponierter und improvisierter Musik
- 2013 – Die Epen-Trilogie, Manas, Semetey und Seytek
- 2014 – Das Wissen und die Kenntnisse über den Bau der Jurte (gemeinsam mit Kasachstan)
- 2015 – Das Improvisationskunst Aitysh/Aitys (gemeinsam mit Kasachstan)
- 2016 – Das Backen und Teilen von Fladenbrot: Lavash, Katyrma, Jupka, Yufka (gemeinsam mit Aserbaidschan, Iran, Kasachstan und der Türkei)
- 2017 – Das traditionelle Reiterspiel Kok-boru
- 2019 – Das Al-kalpak-Handwerk, Herstellung einer traditionellen Kopfbedeckung für Männer
- 2020 – Traditionelles Intelligenz- und Strategiespiel: Togyzqumalaq, Toguz Korgool, Mangala / Göçürme (gemeinsam mit Kasachstan, Türkei)
- 2021 – Die Falknerei (gemeinsam mit Belgien, Deutschland, Frankreich, Irland, Italien, Kasachstan, Katar, Kroatien, Marokko, Mongolei, Niederlande, Österreich, Pakistan, Polen, Portugal, Saudi-Arabien, Slowakei, Spanien, Südkorea, Syrien, Tschechien, Ungarn und den Vereinigten Arabischen Emiraten)
- 2022 – Erzähltradition der Nasreddin-Anekdoten (gemeinsam mit Aserbaidschan, Kasachstan, Tadschikistan, Türkei, Turkmenistan, Usbekistan)
- 2023 – Elechek, kirgisische weibliche Kopfbedeckung: traditionelles Wissen und Rituale
- 2023 – Hebammenwesen: Kenntnisse, Fähigkeiten und Praktiken (gemeinsam mit Deutschland, Kolumbien, Luxemburg, Nigeria, Slowenien, Togo und Zypern)
- 2024 – Das Neujahrs- und Frühlingsfest Nawrouz, Novruz, Nowrouz, Nowrouz, Nawrouz, Nauryz, Nooruz, Nowruz, Navruz, Nevruz, Nowruz, Navruz (gemeinsam mit Afghanistan, Aserbaidschan, Indien, Irak, Iran, Kasachstan, Mongolei, Pakistan, Tadschikistan, Turkmenistan, Türkei und Usbekistan)

### KolumbienKolumbien
- 2003/2008 – Der Karneval in Barranquilla
- 2005/2008 – Der Kulturraum von San Basilio de Palenque
- 2009 – Die Prozessionen der Heiligen Woche in Popayán
- 2009 – Der Carneval de Negros y Blancos
- 2010 – Das normative System der Wayúu, angewandt durch die Pütchipü’üi
- 2011 – Das traditionelle Wissen der Jaguarschamanen von Yuruparí
- 2012 – Das Festival des Heiligen Franz von Assisi in Quibdó
- 2015 – Die traditionellen Gesänge und Tänze der Marimba-Musik (gemeinsam mit Ecuador)
- 2022 – Das Wissenssystem der Ahnen der vier indigenen Völker Arhuaco, Kankuamo, Kogui und Wiwa der Sierra Nevada de Santa Marta
- 2023 – Hebammenwesen: Kenntnisse, Fähigkeiten und Praktiken (gemeinsam mit Deutschland, Kirgisistan, Luxemburg, Nigeria, Slowenien, Togo und Zypern)
- 2024 – Lebendige Bilder von Galeras

### KroatienKroatien

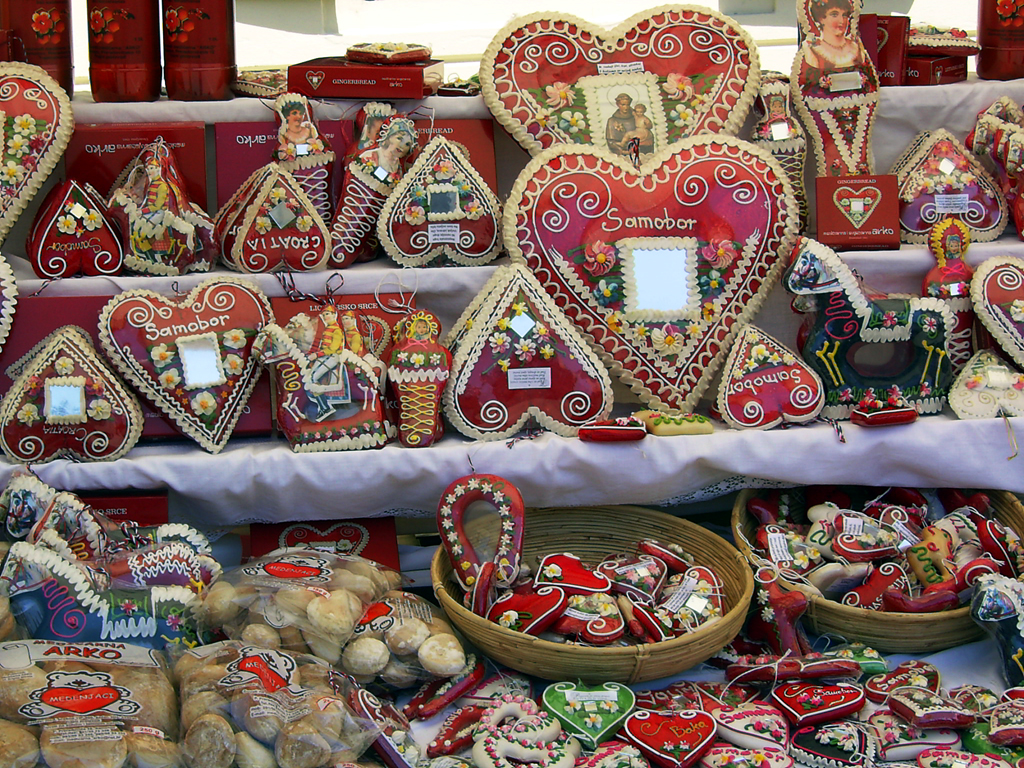
Lebkuchen-Backkunst aus Kroatien

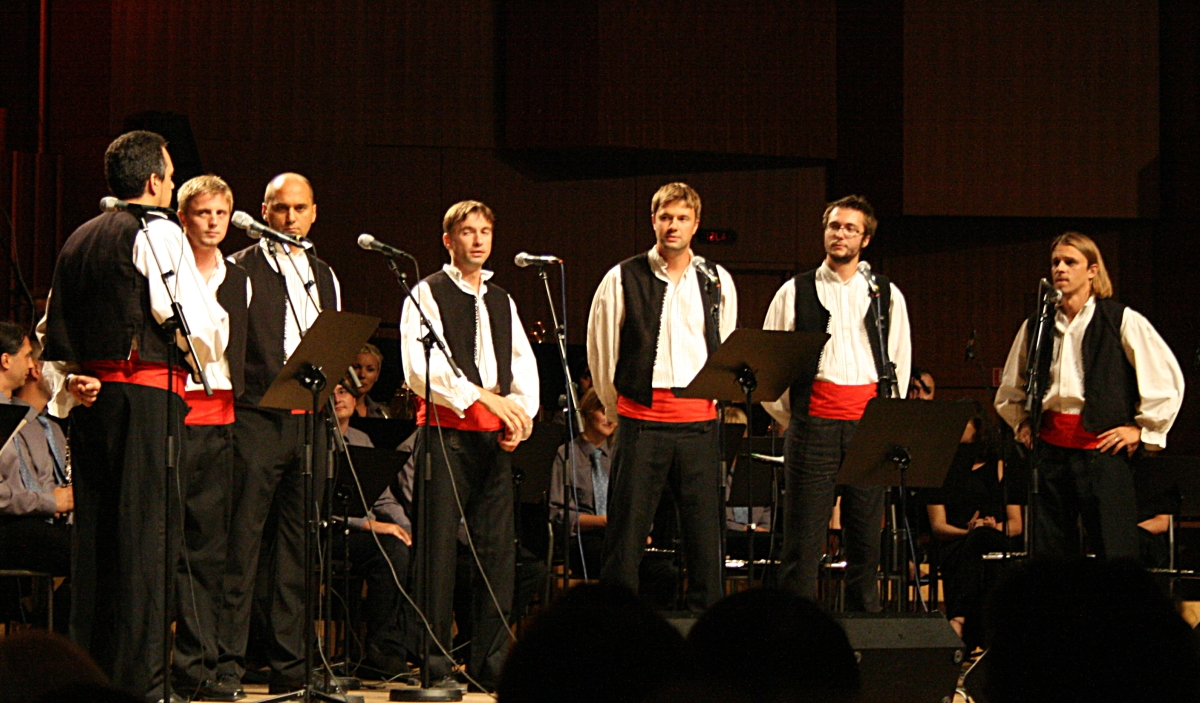
Kroatien: Klapa „Sagena“

- 2009 – Das Fest zu Ehren des Heiligen Blasius, Schutzpatron von Dubrovnik
- 2009 – Der Festumzug der Glockenläuter (Zvončari) der Kastav-Region
- 2009 – Die Frühlingsprozession der Königinnen (Ljelje/Kraljice) in Gorjani
- 2009 – Die Herstellung von Holzspielzeug in Hrvatsko Zagorje
- 2009 – Der istrische Zweistimmengesang und die Istrische Tonleiter
- 2009 – Die Kreuzprozession Za Krizen auf der Insel Hvar
- 2009 – Das Klöppeln der Spitzen in Pag, Hvar und Lepoglava
- 2010 – Die Lebkuchen-Backkunst im Norden Kroatiens
- 2010 – Das Ritterspiel Sinjska alka in Sinj
- 2011 – Das Singen und Spielen der Bećarac-Musik aus Ost-Kroatien
- 2011 – Der Tanz Nijemo kolo aus der Zagora
- 2012 – Der polyphone Klapa-Gesang in Dalmatien
- 2013 – Die Mittelmeerküche (gemeinsam mit Griechenland, Italien, Marokko, Portugal, Spanien und Zypern)
- 2018 – Das Volkslied Međimurska popevka aus Međimurje
- 2021 – Die Falknerei (gemeinsam mit Belgien, Deutschland, Frankreich, Irland, Italien, Kasachstan, Katar, Kirgistan, Marokko, Mongolei, Niederlande, Österreich, Pakistan, Polen, Portugal, Saudi-Arabien, Slowakei, Spanien, Südkorea, Syrien, Tschechien, Ungarn und den Vereinigten Arabischen Emiraten)
- 2022 – Das Fest des Heiligen Tryphon und des Reihentanzes Kolo
- 2022 – Die Lipizzanerzucht (gemeinsam mit Bosnien-Herzegowina, Italien, Österreich, Rumänien, Slowakei, Slowenien)
- 2023 – Transhumanz, der saisonale Viehtrieb (gemeinsam mit Albanien, Andorra, Frankreich, Griechenland, Italien, Luxemburg, Österreich, Rumänien und Spanien)
- 2024 – Die Kunst des Trockenmauerwerks (gemeinsam mit Andorra, Belgien, Frankreich, Griechenland, Irland, Italien, Luxemburg, Österreich, Slowenien, Spanien, Schweiz und Zypern)

### KubaKuba
- 2003/2008 – Die Musik La Tumba Francesa der haitianischen Sklaven im Oriente
- 2016 – Die Afrokubanische Rumba, die traditionellen Gesang, Tanz, Perkussion, Gestik und Musik beinhaltet
- 2017 – Die Dichtkunst und Musik Punto
- 2018 – Das Fest Las Parrandas im Zentrum von Kuba
- 2022 – Das Wissen um kubanischen leichten Rum
- 2023 – Bolero: „Identität, Emotion und Poesie, in ein Lied verwandelt“ (gemeinsam mit Mexiko)

### KuwaitKuwait
- 2020 – Traditionelle Weberei von Al Sadu (gemeinsam mit Saudi-Arabien)
- 2021 – Arabische Kalligrafie (gemeinsam mit Algerien, Ägypten, Bahrain, Irak, Jordanien, Jemen, Libanon, Mauretanien, Marokko, Oman, Palästinensische Gebiete, Saudi-Arabien, Sudan, Tunesien, Vereinigte Arabische Emirate)
- 2022 – Das Wissen, die Traditionen und Bräuche rund um die Dattelpalme (gemeinsam mit Ägypten, Bahrain, Irak, Jemen, Jordanien, Katar, Marokko, Mauretanien, Oman, Palästina, Saudi-Arabien, Sudan, Tunesien und Vereinigte Arabische Emirate)
- 2024 – Henna: Rituale, Ästhetik und soziale Praktiken  (gemeinsam mit Ägypten, Algerien, Bahrain, Irak, Jemen, Jordanien, Katar, Marokko, Mauritanien, Oman, Palästina, Saudi-Arabien, Sudan, Tunesien und Vereinigte Arabische Emirate)

## L

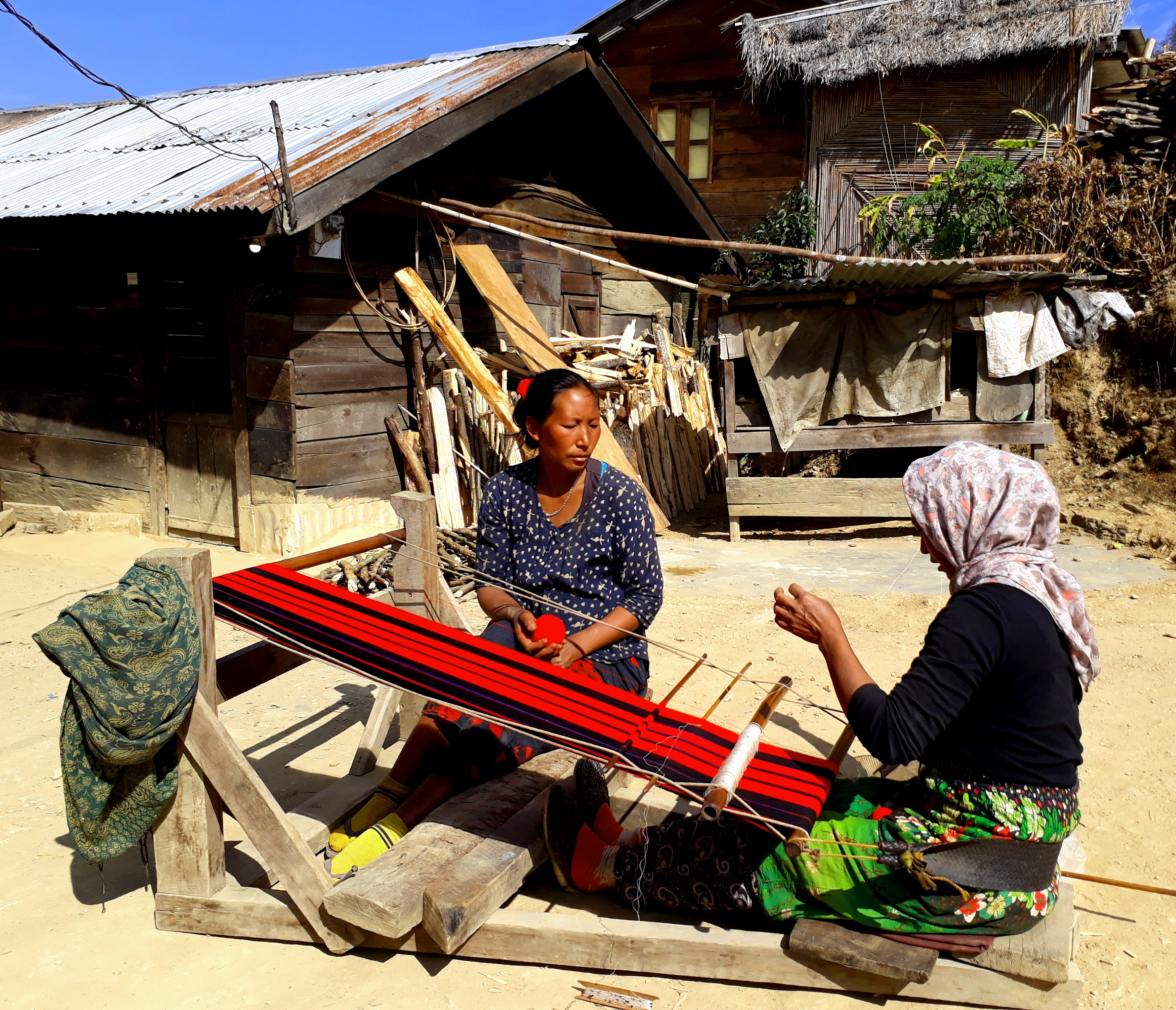
Laos: traditioneller Naga-Webstuhl

### LaosLaos
- 2017 – Die Khaen-Musik der Laoten
- 2023 – Traditionelles Handwerk der Naga-Motivweberei in laotischen Gemeinden
- 2024 – Fonelamvonglao (Lamvonglao)

### LettlandLettland
- 2003/2008 – Die baltischen Lieder- und Tanzfeste (gemeinsam mit Estland und Litauen)
- 2022 – Die Flößerei (gemeinsam mit Deutschland, Österreich, Polen, Spanien, Tschechien)

### LibanonLibanon
- 2014 – Die gesprochene oder gesungene Poesie Al-Zajal
- 2021 – Arabische Kalligrafie (gemeinsam mit Algerien, Ägypten, Bahrain, Irak, Jordanien, Jemen, Kuwait, Mauretanien, Marokko, Oman, Palästinensische Gebiete, Saudi-Arabien, Sudan, Tunesien, Vereinigte Arabische Emirate)
- 2023 – Al-Man’ouché, eine symbolträchtige kulinarische Praxis

### LitauenLitauen
- 2001/2008 – Die Kreuzschnitzerei und ihre Symbolik
- 2003/2008 – Die baltischen Lieder- und Tanzfeste (gemeinsam mit Estland und Lettland)
- 2010 – Die Sutartinės, mehrstimmige Lieder
- 2023 – Herstellung von Sodai-Strohgärten

### LuxemburgLuxemburg
- 2010 – Die Echternacher Springprozession
- 2020 – Das Hornspiel in Verbindung mit Gesang, Atemkontrolle, Vibrato, Ortsresonanz und Geselligkeit (gemeinsam mit Frankreich, Belgien, Italien)
- 2023 – Hebammenwesen: Kenntnisse, Fähigkeiten und Praktiken (gemeinsam mit Deutschland, Kirgisistan, Kolumbien, Nigeria, Slowenien, Togo und Zypern)
- 2023 – Traditionelle Bewässerung: Wissen, Technik und Organisation (gemeinsam mit Belgien, Deutschland, Italien, Niederlande, Österreich und Schweiz)
- 2023 – Transhumanz, der saisonale Viehtrieb (gemeinsam mit Albanien, Andorra, Frankreich, Griechenland, Italien, Kroatien, Österreich, Rumänien und Spanien)
- 2024 – Die Kunst des Trockenmauerwerks (gemeinsam mit Andorra, Belgien, Frankreich, Griechenland, Irland, Italien, Kroatien, Österreich, Slowenien, Spanien, Schweiz und Zypern)

## M

### MadagaskarMadagaskar
- 2003/2008 – Das Wissen der Zafimaniry über das Holzhandwerk
- 2021 – Kabary, die Redekunst Madagaskars
- 2023 – Hiragasy, eine darstellende Kunst des zentralen Hochlandes von Madagaskar

### MalawiMalawi
- 2005/2008 – Der Vimbuza-Heilungstanz
- 2005/2008 – Das Tanzritual Gule Wamkulu des Chewa-Volks (gemeinsam mit Mosambik und Sambia)
- 2014 – Der Opfertanz Tchopa des Lhomwe-Volks aus dem Süden Malawis
- 2017 – Die kulinarische Tradition Nshima (Maisbrei)
- 2018 – Der Mwinoghe, „freudiger Tanz“ dreier ethnischer Gemeinschaften im Norden
- 2020 – Herstellung und Spiel der Mbira / Sansi (gemeinsam mit Simbabwe)

### MalaysiaMalaysia
- 2005/2008 – Das Mak-Yong-Theater
- 2018 – Die traditionelle Musikform Dondang Sayang aus Malakka
- 2019 – Die Selbstverteidigungskunst Silat mit ihrer traditionellen Kleidung, Musikinstrumenten und Bräuchen
- 2020 – Die Gedichtform Pantun (gemeinsam mit Indonesien)
- 2020 – Ong Chun: Zeremonie, Rituale und Praktiken zur Aufrechterhaltung der nachhaltigen Verbindung zwischen Mensch und Ozean (gemeinsam mit China)
- 2020 – Songket, eine Art von Brokat
- 2024 – Frühstückskultur, Speiseerlebnis in einer multiethnischen Gesellschaft

### MaliMali
- 2005/2008 – Der Kulturraum von Yaaral und Degal
- 2009 – Die Zeremonie zur Neubedachung des heiligen Kamablon-Gebäudes in Kangaba
- 2009 – Die Manden-Charta, die in Kurukan Fuga proklamiert wurde
- 2012 – Die kulturellen Bräuche in Verbindung mit dem Balafon der Senufo-Gemeinschaften (gemeinsam mit Burkina Faso und der Elfenbeinküste)
- 2013 – Die Imzad-Musik der Tuareg-Gemeinschaften (gemeinsam mit Algerien und Niger)
- 2014 – Der Auftritt der Masken und Puppen in Markala

### MaltaMalta

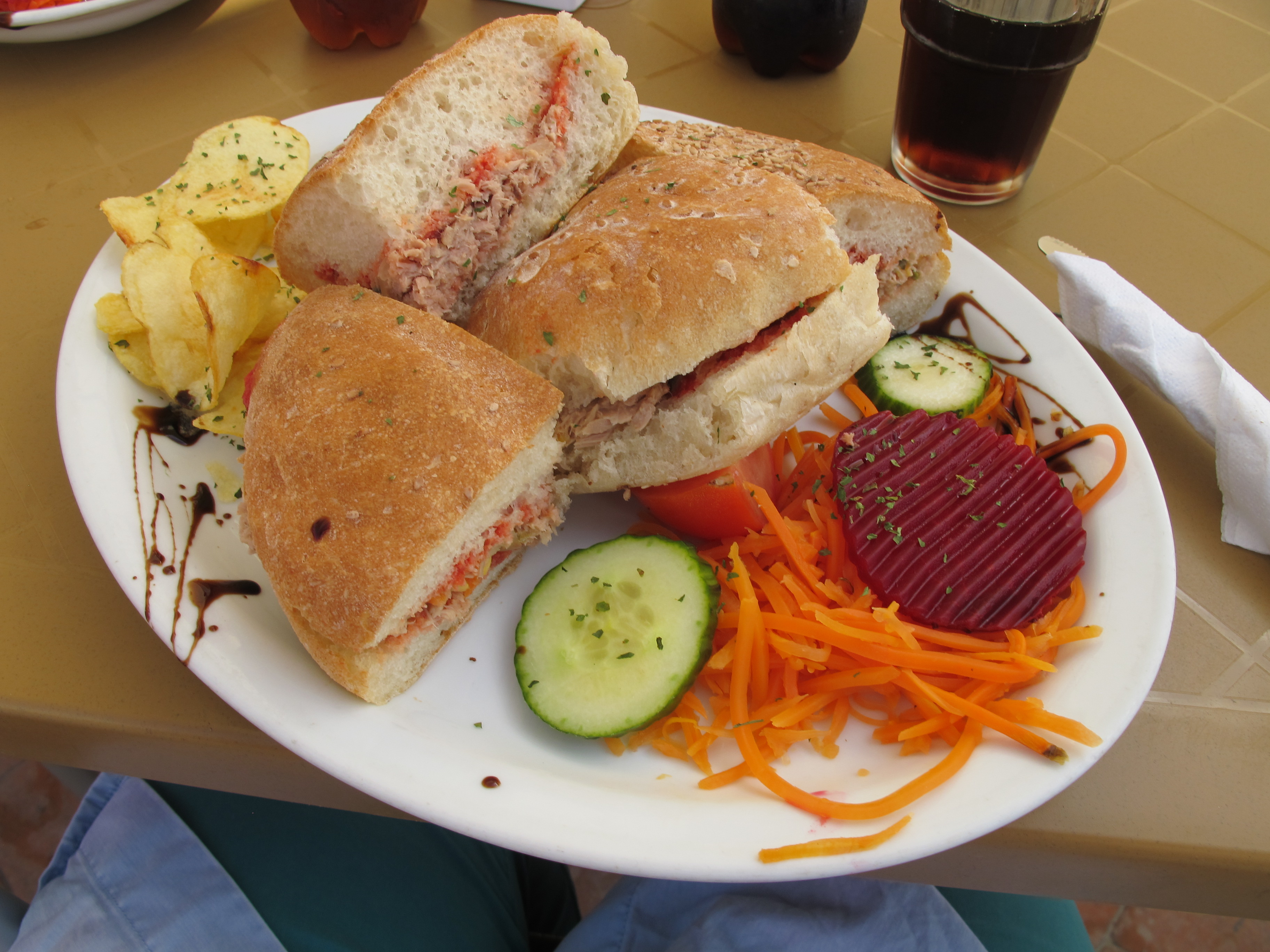
Malta: Ftira mit Thunfisch in Marsaxlokk

- 2020 – Il-Ftira: Kulinarische Kultur des Sauerteigfladens
- 2021 – L-Għana, eine dreiteilige maltesische Volksliedtradition
- 2023 – Maltesische Dorffeste, ein jährliches Gemeinschaftsfest

### MarokkoMarokko
- 2001/2008 – Der Kulturraum des Djemaa-el-Fna-Platzes
- 2005/2008 – Das Moussem-Festival von Tan-Tan
- 2012 – Das Kirschfest von Sefrou
- 2013 – Die Mittelmeerküche (gemeinsam mit Griechenland, Italien, Kroatien, Portugal, Spanien und Zypern)
- 2014 – Die Praktiken und das Wissen um die Kultivierung des Argan-Baums
- 2019 – Die Musik und Rituale der Gnawa
- 2020 – Kenntnisse, Wissen und Praktiken zu Herstellung und Verzehr von Couscous (gemeinsam mit Algerien, Mauretanien und Tunesien) [6]
- 2021 – Arabische Kalligrafie (gemeinsam mit Algerien, Ägypten, Bahrain, Irak, Jordanien, Jemen, Kuwait, Libanon, Mauretanien, Oman, Palästinensische Gebiete, Saudi-Arabien, Sudan, Tunesien, Vereinigte Arabische Emirate)
- 2021 – Die Falknerei (gemeinsam mit Belgien, Deutschland, Frankreich, Irland, Italien, Kasachstan, Katar, Kirgistan, Kroatien, Mongolei, Niederlande, Österreich, Pakistan, Polen, Portugal, Saudi-Arabien, Slowakei, Spanien, Südkorea, Syrien, Tschechien, Ungarn und den Vereinigten Arabischen Emiraten)
- 2021 – Die Tbourida-Reiterspiele
- 2022 – Das Wissen, die Traditionen und Bräuche rund um die Dattelpalme (gemeinsam mit Ägypten, Bahrain, Irak, Jemen, Jordanien, Katar, Kuwait, Mauretanien, Oman, Palästina, Saudi-Arabien, Sudan, Tunesien und Vereinigte Arabische Emirate)
- 2023 – Künste, Fertigkeiten und Praktiken im Zusammenhang mit der Gravur auf Metallen (Gold, Silber und Kupfer) (gemeinsam mit Algerien, Ägypten, Irak, Jemen, Mauretanien, Palästina, Saudi-Arabien, Sudan und Tunesien)
- 2023 – Malhun, eine beliebte poetische und musikalische Kunst
- 2024 – Henna: Rituale, Ästhetik und soziale Praktiken  (gemeinsam mit Ägypten, Algerien, Bahrain, Irak, Jemen, Jordanien, Katar, Kuwait, Mauritanien, Oman, Palästina, Saudi-Arabien, Sudan, Tunesien und Vereinigte Arabische Emirate)

### MauretanienMauretanien
- 2020 – Kenntnisse, Wissen und Praktiken zu Herstellung und Verzehr von Couscous (gemeinsam mit Algerien, Marokko und Tunesien) [6]
- 2021 – Arabische Kalligrafie (gemeinsam mit Algerien, Ägypten, Bahrain, Irak, Jordanien, Jemen, Kuwait, Libanon, Marokko, Oman, Palästinensische Gebiete, Saudi-Arabien, Sudan, Tunesien, Vereinigte Arabische Emirate)
- 2022 – Das Wissen, die Traditionen und Bräuche rund um die Dattelpalme (gemeinsam mit Ägypten, Bahrain, Irak, Jemen, Jordanien, Katar, Kuwait, Marokko, Oman, Palästina, Saudi-Arabien, Sudan, Tunesien und Vereinigte Arabische Emirate)
- 2023 – Künste, Fertigkeiten und Praktiken im Zusammenhang mit der Gravur auf Metallen (Gold, Silber und Kupfer) (gemeinsam mit Algerien, Ägypten, Irak, Jemen, Marokko, Palästina, Saudi-Arabien, Sudan und Tunesien)
- 2023 – Mahadra, ein gemeinschaftliches System zur Weitergabe traditionellen Wissens und mündlicher Ausdrücke
- 2024 – Das Epos von Samba Gueladio
- 2024 – Henna: Rituale, Ästhetik und soziale Praktiken  (gemeinsam mit Ägypten, Algerien, Bahrain, Irak, Jemen, Jordanien, Katar, Kuwait, Marokko, Oman, Palästina, Saudi-Arabien, Sudan, Tunesien und Vereinigte Arabische Emirate)

### MauritiusMauritius
- 2014 – Die Tanzmusik Sega
- 2016 – Bhojpuri-Volkslieder und Geet-Gawai-Zeremonie
- 2017 – Die rhythmische Musikdarbietung Sega Tambour auf Rodrigues

### MexikoMexiko

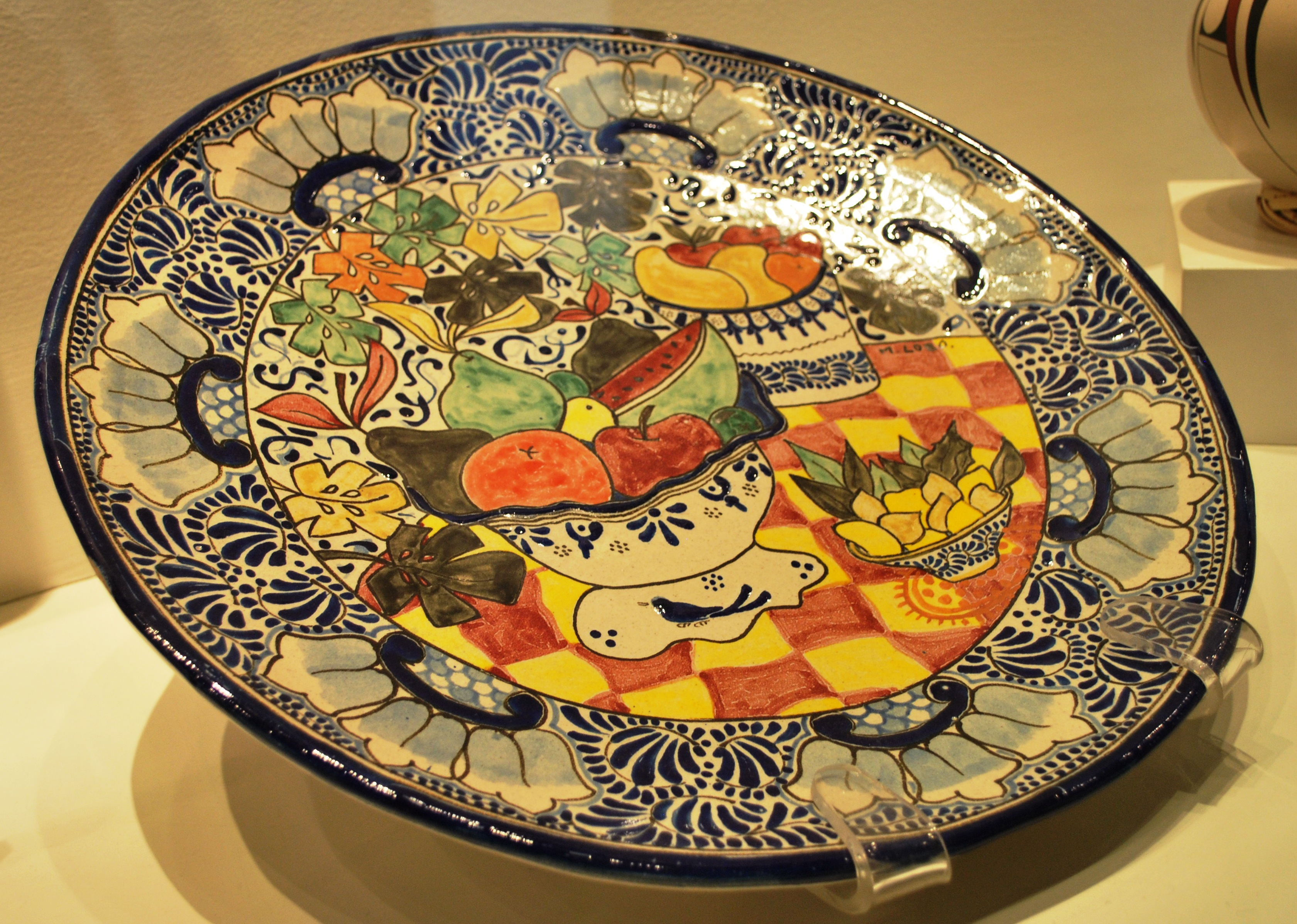
Mexiko:Talavera-Teller von Marcela Lobo

- 2003/2008 – Der Tag der Toten (Día de Muertos)
- 2009 – Die rituelle Zeremonie der Voladores
- 2009 – Peña de Bernal – Ort des Gedächtnisses und der lebendigen Traditionen des Otomí-Chichimeken-Volks von Tolimán
- 2010 – Die traditionelle mexikanische Küche
- 2010 – Die Parachico-Tänzer beim traditionellen Januar-Fest von Chiapa de Corzo
- 2010 – Die traditionellen Lieder Pirekua des Purépecha-Volkes
- 2011 – Die traditionelle Ensemblemusik Mariachi mit Saiteninstrumenten und Trompeten
- 2016 – Charrería-Pferdetradition
- 2018 – Die Prozession „La Romería“ der Jungfrau von Zapopan
- 2019 – Die Herstellung von Artisanal Talavera in Puebla und Tlaxcala sowie der Keramik von Talavera de la Reina und El Puente del Arzobispo (zusammen mit Spanien)
- 2023 – Bolero: „Identität, Emotion und Poesie, in ein Lied verwandelt“ (gemeinsam mit Kuba)

### Moldau RepublikMoldau
- 2013 – Das Colindat-Ritual zur Weihnachtszeit (gemeinsam mit Rumänien)
- 2016 – Traditionelles Wandteppich-Handwerk (gemeinsam mit Rumänien)
- 2017 – Die kulturellen Bräuche in Verbindung mit dem Frühlingsanfang am 1. März (zusammen mit Bulgarien, Mazedonien und Rumänien)
- 2022 – Kunst der traditionellen Bluse Ie mit Altiță-Schulterstickerei (zusammen mit Rumänien)

### MongoleiMongolei

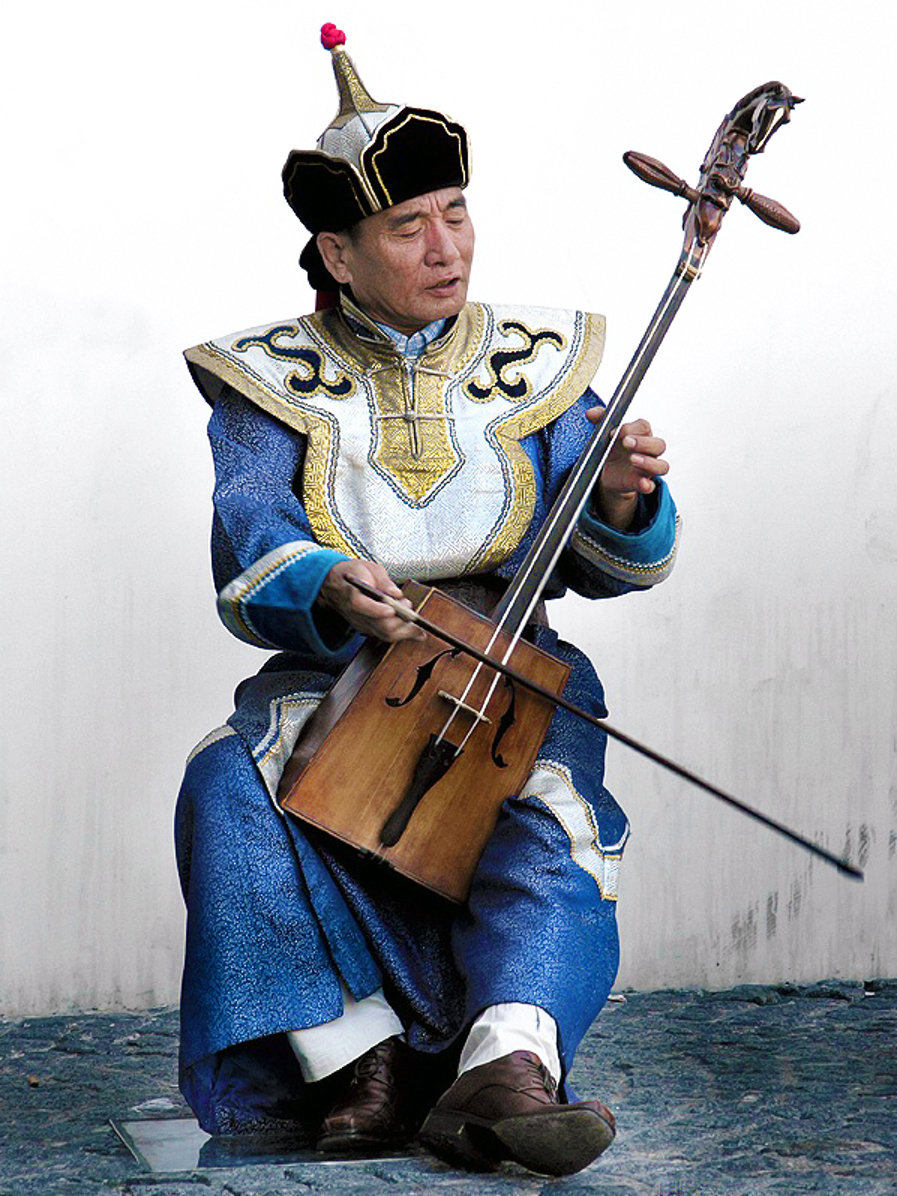
Ein mongolischer Musiker spielt auf der Pferdekopfgeige

- 2003/2008 – Die traditionelle Musik des Morin Khuur, Streichinstrument mit Pferdekopf mit spiritueller Funktion
- 2005/2008 – Das Urtin Duu, ein traditionelles langes Volkslied und Gesangsstil (gemeinsam mit der VR China)
- 2010 – Das mongolische Nationalfest Naadam
- 2010 – Der traditionelle Kehlkopfgesang Khoomei
- 2013 – Die traditionelle Baukunst der mongolischen gers (Jurten)
- 2014 – Das mongolische Knöchel-Schießen
- 2019 – Die traditionelle Herstellung von Airag (vergorenene Stutenmilch) und die damit verbundenen Bräuche
- 2021 – Die Falknerei (gemeinsam mit Belgien, Deutschland, Frankreich, Irland, Italien, Kasachstan, Katar, Kirgistan, Kroatien, Marokko, Niederlande, Österreich, Pakistan, Polen, Portugal, Saudi-Arabien, Slowakei, Spanien, Südkorea, Syrien, Tschechien, Ungarn und den Vereinigten Arabischen Emiraten)
- 2024 – Mongolische Nomadenwanderung und damit verbundene Praktiken
- 2024 – Das Neujahrs- und Frühlingsfest Nawrouz, Novruz, Nowrouz, Nowrouz, Nawrouz, Nauryz, Nooruz, Nowruz, Navruz, Nevruz, Nowruz, Navruz (gemeinsam mit Afghanistan, Aserbaidschan, Indien, Irak, Iran, Kasachstan, Kirgisistan, Pakistan, Tadschikistan, Turkmenistan, Türkei und Usbekistan)

### MosambikMosambik
- 2005/2008 – Die Orchestermusik mit den Xylophonen Timbila der Chopi
- 2005/2008 – Das Tanzritual Gule Wamkulu des Chewa-Volks (gemeinsam mit Malawi und Sambia)

### MyanmarMyanmar
- 2024 – Traditionelles Neujahrsfest Atā Thingyan

## N

### NamibiaNamibia
- 2015 – Das Marula-Frucht-Festival Oshituthi shomagongo

### NicaraguaNicaragua
- 2001/2008 – Die Sprache, Tanz und Musik der Garifuna (gemeinsam mit Belize, Guatemala und Honduras)
- 2005/2008 – Das satirische Drama „El Güegüense“

### NiederlandeNiederlande
- 2017 – Das Handwerk der Müller, die Wind- und Wassermühlen betreiben
- 2021 – Die Falknerei (gemeinsam mit Belgien, Deutschland, Frankreich, Irland, Italien, Kasachstan, Katar, Kirgistan, Kroatien, Marokko, Mongolei, Österreich, Pakistan, Polen, Portugal, Saudi-Arabien, Slowakei, Spanien, Südkorea, Syrien, Tschechien, Ungarn und den Vereinigten Arabischen Emiraten)
- 2021 – Korso-Kultur: Blumen- und Fruchtkorsi in den Niederlanden
- 2023 – Rotterdamer Sommerkarneval
- 2023 – Traditionelle Bewässerung: Wissen, Technik und Organisation (gemeinsam mit Belgien, Deutschland, Italien, Luxemburg, Österreich und Schweiz)

### NigerNiger
- 2013 – Die Imzad-Musik der Tuareg-Gemeinschaften (gemeinsam mit Algerien und Mali)
- 2014 – Die joking relationships in Niger

### NigeriaNigeria
- 2001/2008 – Das mündliche Erbe der Gelede-Rituale, Maskentänze und Kunsthandwerk des Yoruba-nago-Volkes (gemeinsam mit Benin und Togo)
- 2005/2008 – Das System der Ifa-Wahrsagerei, Orakel in der Religion der Yoruba
- 2009 – Die Ijele-Maskerade
- 2016 – Internationales Fischerei- und Kulturfestival in Argungu
- 2019 – Das Kwagh-Hir-Theater der Tiv
- 2023 – Hebammenwesen: Kenntnisse, Fähigkeiten und Praktiken (gemeinsam mit Deutschland, Kirgisistan, Kolumbien, Luxemburg, Slowenien, Togo und Zypern)
- 2023 – Das Shango-Festival in Oyo
- 2024 –  Durbar in Kano

### Korea NordNordkorea

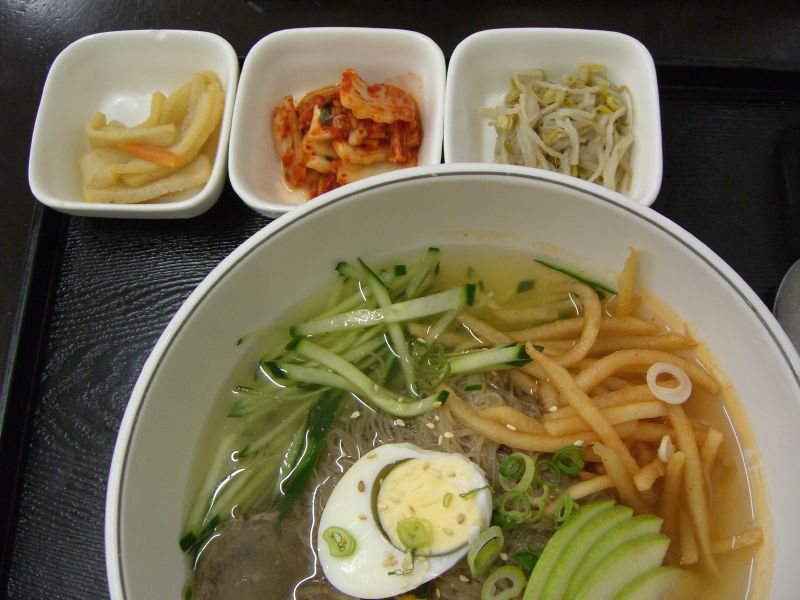
Nordkorea: Mulraengmyon-Suppe

- 2014 – Das Arirang-Volkslied
- 2015 – Die Zubereitung von Kimchi
- 2018 – Der traditionelle Ringsport Ssireum (gemeinsam mit Südkorea)
- 2022 – Pjöngjang-Raengmyon-Brauch
- 2024 – Traditionelle Trachten: traditionelles Wissen, Fähigkeiten und soziale Praktiken

### NordmazedonienNordmazedonien
- 2013 – Das Fest der Heiligen vierzig Märtyrer in Štip
- 2014 – Der Gesellschaftstanz Kopachkata aus dem Dorf Dramche (Pijanec)
- 2017 – Die kulturellen Bräuche in Verbindung mit dem Frühlingsanfang am 1. März (zusammen mit Bulgarien, Moldawien und Rumänien)
- 2017 – Das Frühlingsfest Hıdrellez (gemeinsam mit Türkei)

### NorwegenNorwegen
- 2019 – Die traditionelle Musik mit Hardangerfiedel und Maultrommel, Tänze und Gesang (Stevjing) im Setesdal
- 2021 – Nordische Klinkerboot-Traditionen (gemeinsam mit Dänemark, Finnland, Island, Schweden)
- 2024 – Traditionelle Trachten in Norwegen, Handwerkskunst und soziale Praktiken

## O

### OsterreichÖsterreich

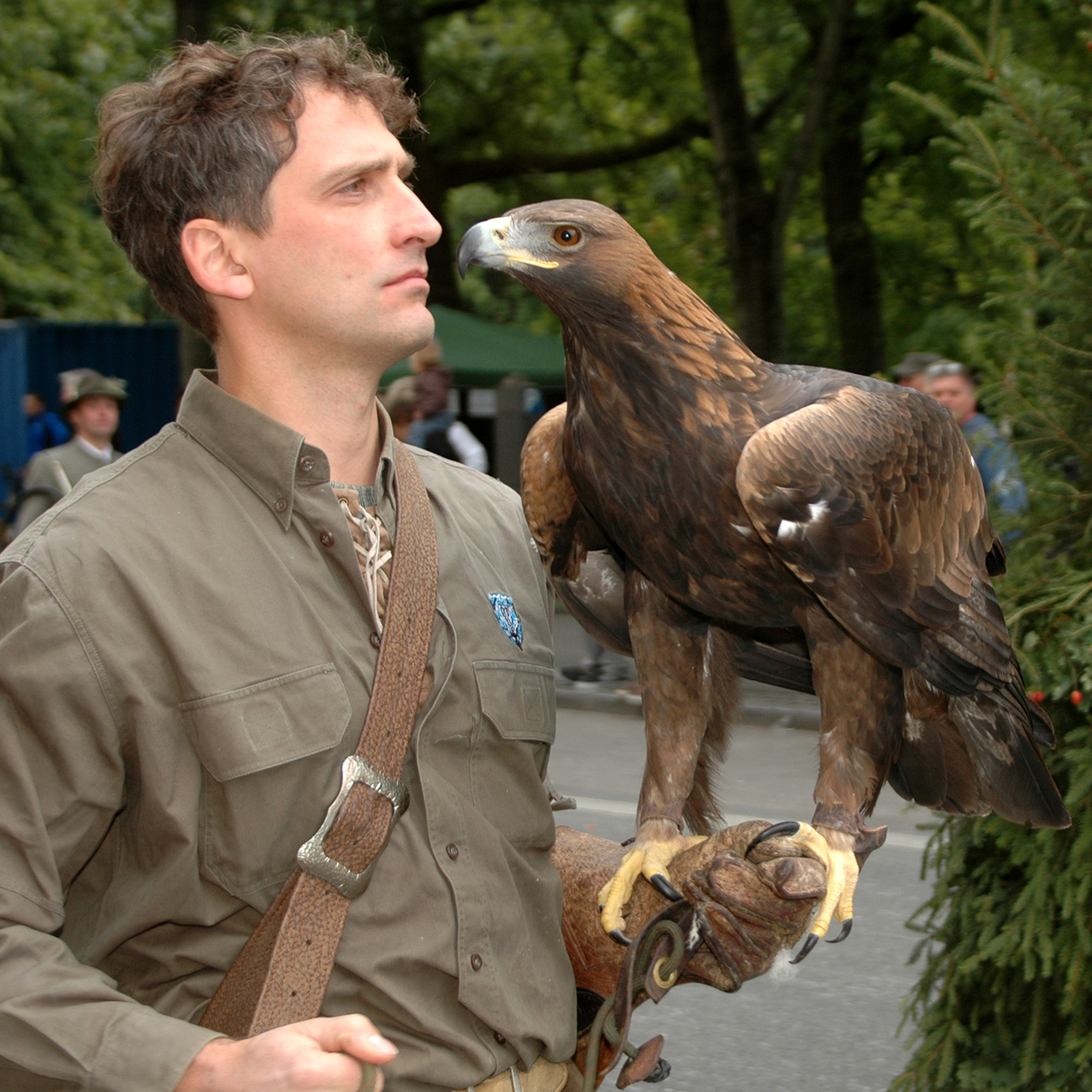
Falkner mit Steinadler

- 2012 – Das Imster Schemenlaufen, ein Fastnachtsbrauch in Imst in Tirol
- 2015 – Die Klassische Reitkunst und die Hohe Schule der Spanischen Hofreitschule Wien
- 2018 – Das Lawinenrisikomanagement (gemeinsam mit der Schweiz)
- 2018 – Der Blaudruck (gemeinsam mit Deutschland, Tschechien, Ungarn und der Slowakei)
- 2021 – Die Falknerei (gemeinsam mit Belgien, Deutschland, Frankreich, Irland, Italien, Kasachstan, Katar, Kirgistan, Kroatien, Marokko, Mongolei, Niederlande, Pakistan, Polen, Portugal, Saudi-Arabien, Slowakei, Spanien, Südkorea, Syrien, Tschechien, Ungarn und den Vereinigten Arabischen Emiraten)
- 2022 – Die Flößerei (gemeinsam mit Deutschland, Lettland, Polen, Spanien, Tschechien)
- 2022 – Die Lipizzanerzucht (gemeinsam mit Bosnien-Herzegowina, Italien, Kroatien, Rumänien, Slowakei, Slowenien)
- 2023 – Traditionelle Bewässerung: Wissen, Technik und Organisation (gemeinsam mit Belgien, Deutschland, Italien, Luxemburg, Niederlande und Schweiz)
- 2023 – Transhumanz, der saisonale Viehtrieb (gemeinsam mit Albanien, Andorra, Frankreich, Griechenland, Italien, Kroatien, Luxemburg, Rumänien und Spanien)
- 2024 – Die Kunst des Trockenmauerwerks (gemeinsam mit Andorra, Belgien, Frankreich, Griechenland, Irland, Italien, Kroatien, Luxemburg, Slowenien, Spanien, Schweiz und Zypern)

### OmanOman
- 2010 – Die musikalische Tradition Al-Bar’ah, Musik und Tanz in den Dhofar-Tälern
- 2012 – Die Gesangspoesie Al ’azi, Elegie und Prozessionsmarsch

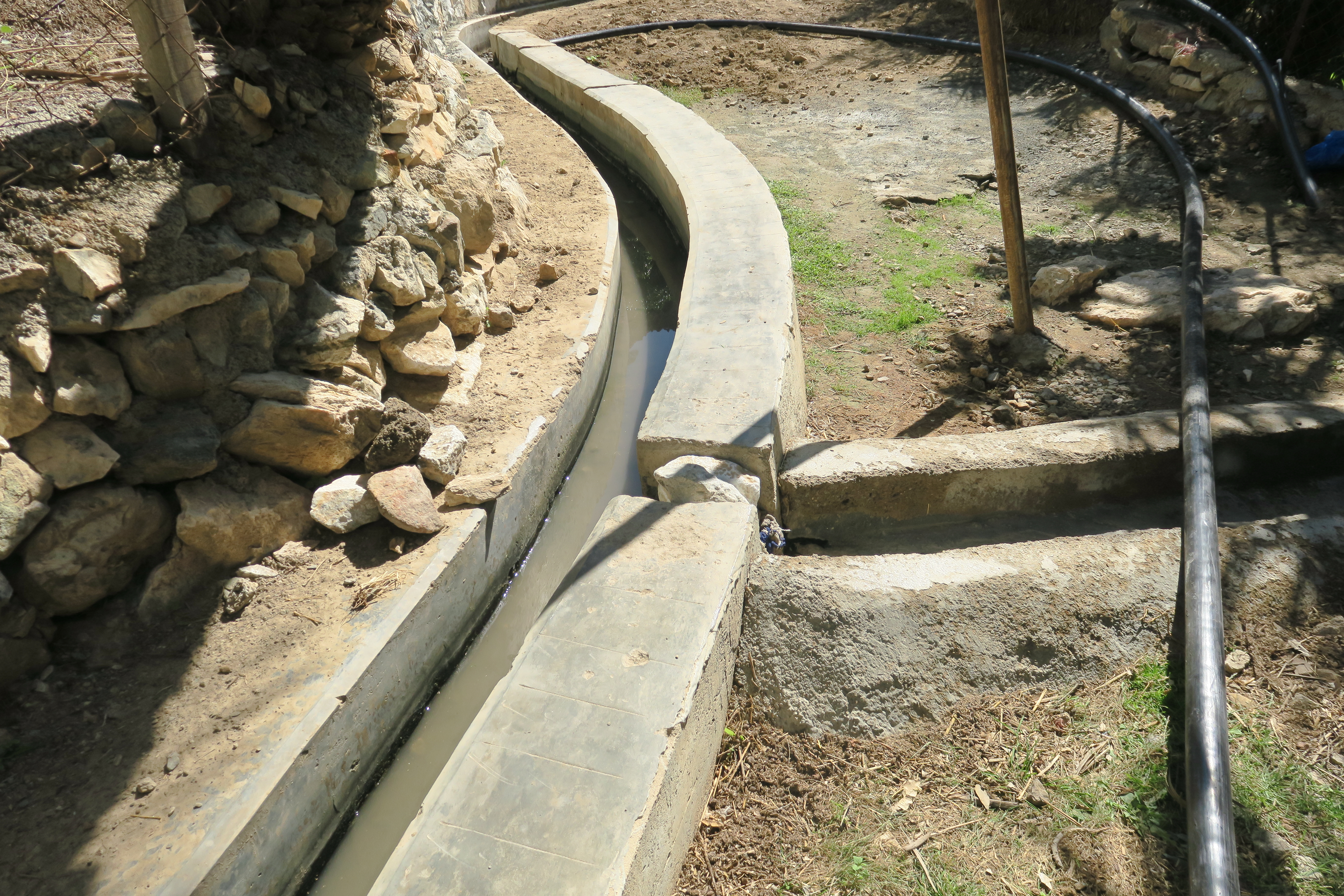
Vereinigte Arabische Emirate: Bewässerungssystem Al Aflaj

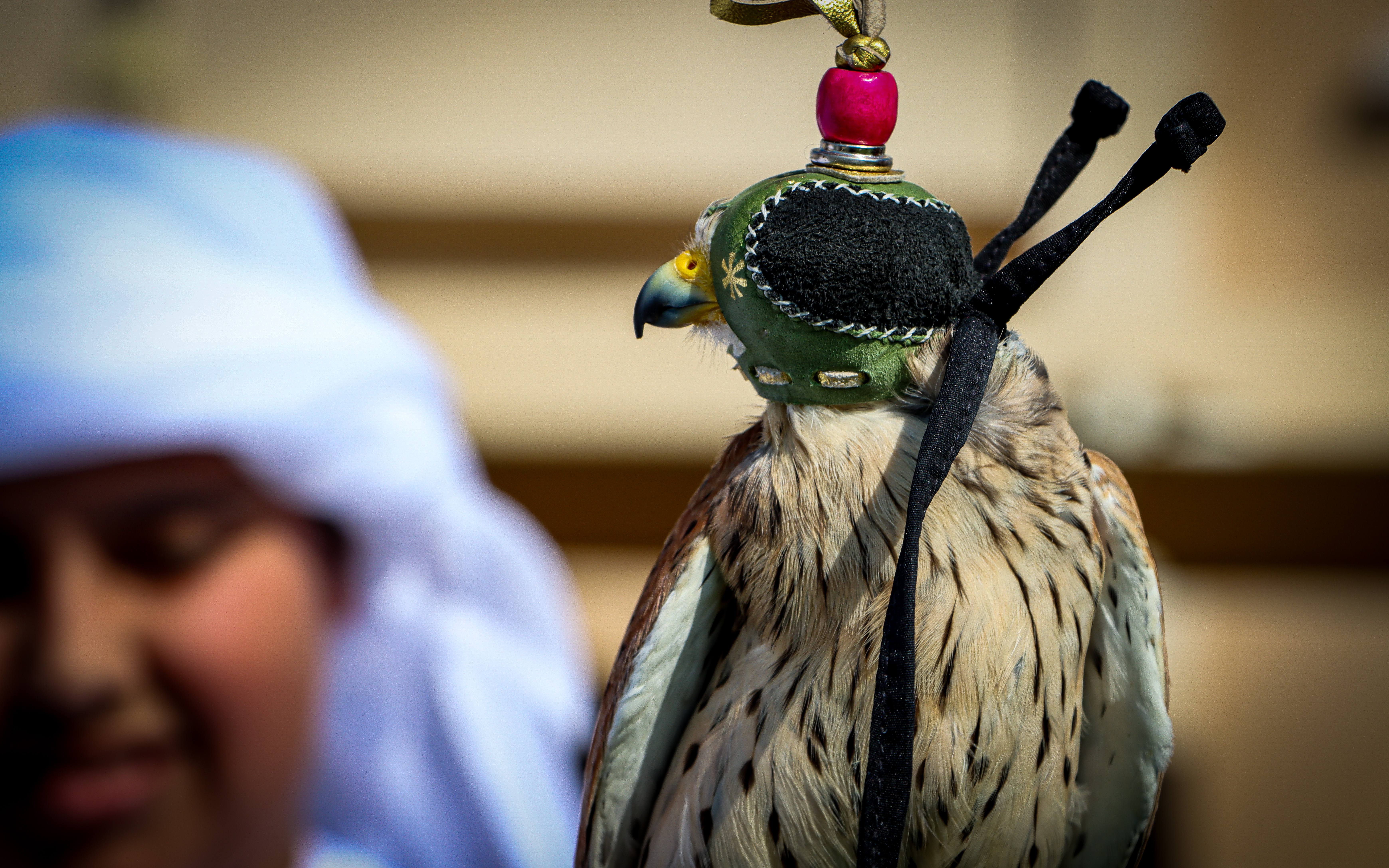
Vereinigte Arabische Emirate: Der Falke ist der Nationalvogel

- 2012 – Die traditionelle Gesangspoesie Al-Taghrooda (gemeinsam mit den Vereinigten Arabischen Emiraten)
- 2014 – Die Aufführung Al-Ayyala (gemeinsam mit Vereinigte Arabische Emirate)
- 2015 – Der Kultur- und Sozialraum Majlis (gemeinsam mit Katar, Saudi-Arabien und Vereinigte Arabische Emirate)
- 2015 – Die traditionelle Darstellungskunst Al-Razfa (gemeinsam mit Vereinigte Arabische Emirate)
- 2018 – Die Dressurtechnik „Ardhah für Pferd und Kamel“
- 2020 – Kamelrennen: Soziale Praxis und festliches Erbe (gemeinsam mit Vereinigte Arabische Emirate)
- 2021 – Arabische Kalligrafie (gemeinsam mit Algerien, Ägypten, Bahrain, Irak, Jordanien, Jemen, Kuwait, Libanon, Mauretanien, Marokko, Palästinensische Gebiete, Saudi-Arabien, Sudan, Tunesien, Vereinigte Arabische Emirate)
- 2022 – Das Wissen, die Traditionen und Bräuche rund um die Dattelpalme (gemeinsam mit Ägypten, Bahrain, Irak, Jemen, Jordanien, Katar, Kuwait, Marokko, Mauretanien, Palästina, Saudi-Arabien, Sudan, Tunesien und Vereinigte Arabische Emirate)
- 2022 – Handwerkliche Fertigkeiten und soziale Praktiken des Al-Khanjar
- 2022 – Mündliche Alheda'a-Traditionen des Rufens von Kamelherden (gemeinsam mit Saudi-Arabien, Vereinigte Arabische Emirate)
- 2023 – Harissa: Know-how, Fähigkeiten und Praktiken (gemeinsam mit Saudi-Arabien und Vereinigte Arabische Emirate)
- 2024 – Henna: Rituale, Ästhetik und soziale Praktiken  (gemeinsam mit Ägypten, Algerien, Bahrain, Irak, Jemen, Jordanien, Katar, Kuwait, Marokko, Mauritanien, Palästina, Saudi-Arabien, Sudan, Tunesien und Vereinigte Arabische Emirate)
- 2024 – Arabischer Kaffee, ein Symbol der Großzügigkeit (gemeinsam mit Jordanien, Katar, Saudi-Arabien und Vereinigte Arabische Emirate)

## P

### PakistanPakistan
- 2021 – Die Falknerei (gemeinsam mit Belgien, Deutschland, Frankreich, Irland, Italien, Kasachstan, Katar, Kirgistan, Kroatien, Marokko, Mongolei, Niederlande, Österreich, Polen, Portugal, Saudi-Arabien, Slowakei, Spanien, Südkorea, Syrien, Tschechien, Ungarn und den Vereinigten Arabischen Emiraten)
- 2024 – Das Neujahrs- und Frühlingsfest Nawrouz, Novruz, Nowrouz, Nowrouz, Nawrouz, Nauryz, Nooruz, Nowruz, Navruz, Nevruz, Nowruz, Navruz (gemeinsam mit Afghanistan, Aserbaidschan, Indien, Irak, Iran, Kasachstan, Kirgisistan, Mongolei, Tadschikistan, Turkmenistan, Türkei und Usbekistan)

### Palastina AutonomiegebietePalästina
- 2005/2008 – Die palästinensische Hikaye-Erzählform
- 2021 – Arabische Kalligrafie (gemeinsam mit Algerien, Ägypten, Bahrain, Irak, Jordanien, Jemen, Kuwait, Libanon, Mauretanien, Marokko, Oman, Saudi-Arabien, Sudan, Tunesien, Vereinigte Arabische Emirate)
- 2022 – Das Wissen, die Traditionen und Bräuche rund um die Dattelpalme (gemeinsam mit Ägypten, Bahrain, Irak, Jemen, Jordanien, Katar, Kuwait, Marokko, Mauretanien, Oman, Saudi-Arabien, Sudan, Tunesien und Vereinigte Arabische Emirate)
- 2023 – Dabke, traditioneller Tanz in Palästina
- 2023 – Künste, Fertigkeiten und Praktiken im Zusammenhang mit der Gravur auf Metallen (Gold, Silber und Kupfer) (gemeinsam mit Algerien, Ägypten, Irak, Jemen, Mauretanien, Marokko, Saudi-Arabien, Sudan und Tunesien)
- 2024 – Tradition der Nabulsi-Seifenherstellung in Palästina
- 2024 – Henna: Rituale, Ästhetik und soziale Praktiken  (gemeinsam mit Ägypten, Algerien, Bahrain, Irak, Jemen, Jordanien, Katar, Kuwait, Marokko, Mauritanien, Oman, Saudi-Arabien, Sudan, Tunesien und Vereinigte Arabische Emirate)

### PanamaPanama

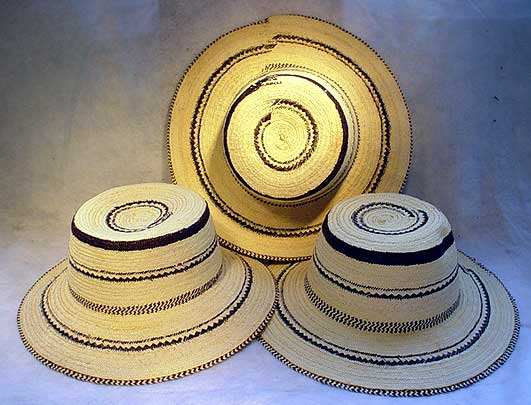
Panama: Pintaos

- 2017 – Der handwerkliche Prozess und die Pflanzenfasertechniken zum Weben des Pintao, eines traditionellen Strohhuts
- 2018 – Die rituellen und festlichen Ausdrucksformen der Congo-Kultur
- 2021 – Tänze und Ausdrücke beim Fronleichnamsfest Corpus Christi

### ParaguayParaguay
- 2020 – Matetrank der Ahnen der Guaraní: Praktiken und Wissen um Tereré in der Pohã-Ñana-Kultur
- 2024 – Guarania, der Klang der paraguayischen Seele

### PeruPeru
- 2001/2008 – Die Sprache und das mündlich überlieferte Erbe des Zápara-Volkes (gemeinsam mit Ecuador)
- 2005/2008 – Die Textilkunst der Insel Taquile
- 2010 – Der Huaconada-Ritualtanz von Mito
- 2010 – Der Scherentanz
- 2011 – Die Pilgerreise zum Heiligtum des Herrn von Qoyllur Rit’i
- 2013 – Das Wissen, die Fertigkeiten und Rituale um den jährlichen Wiederaufbau der Hängebrücke Q’iswachaka
- 2014 – Das Festival der Jungfrau von Candelaria in Puno
- 2015 – Der Wititi-Tanz des Colca-Tals
- 2017 – Das traditionelle System der Wasserrichter von Corongo
- 2019 – Die sich ergänzenden Tänze Hatajo de Negritos und Hatajo de Pallitas als Teil der Weihnachtsfeierlichkeiten an der peruanischen Südküste
- 2021 – Die Keramik der Awajún
- 2023 – Praktiken und Bedeutungen im Zusammenhang mit der Zubereitung und dem Verzehr von Ceviche, einem Ausdruck der traditionellen peruanischen Küche Perus

### PhilippinenPhilippinen
- 2001/2008 – Die Hudhud-Gesänge der Ifuago
- 2005/2008 – Das Darangen-Epos des Maranao-Volkes am Lanao-See
- 2015 – Die Tauzieh-Rituale und -Spiele (gemeinsam mit Kambodscha, Republik Korea und Vietnam)
- 2023 – Die Piña-Handweberei in der Provinz Aklan

### PolenPolen
- 2018 – Die Weihnachtskrippentradition in Krakau
- 2020 – Die Zeidlerei (gemeinsam mit Belarus)
- 2021 – Blumenteppiche für die Fronleichnamsprozessionen
- 2021 – Die Falknerei (gemeinsam mit Belgien, Deutschland, Frankreich, Irland, Italien, Kasachstan, Katar, Kirgistan, Kroatien, Marokko, Mongolei, Niederlande, Österreich, Pakistan, Portugal, Saudi-Arabien, Slowakei, Spanien, Südkorea, Syrien, Tschechien, Ungarn und den Vereinigten Arabischen Emiraten)
- 2022 – Die Flößerei (gemeinsam mit Deutschland, Lettland, Österreich, Spanien, Tschechien)
- 2023 – Polonaise, ein traditioneller polnischer Tanz

### PortugalPortugal

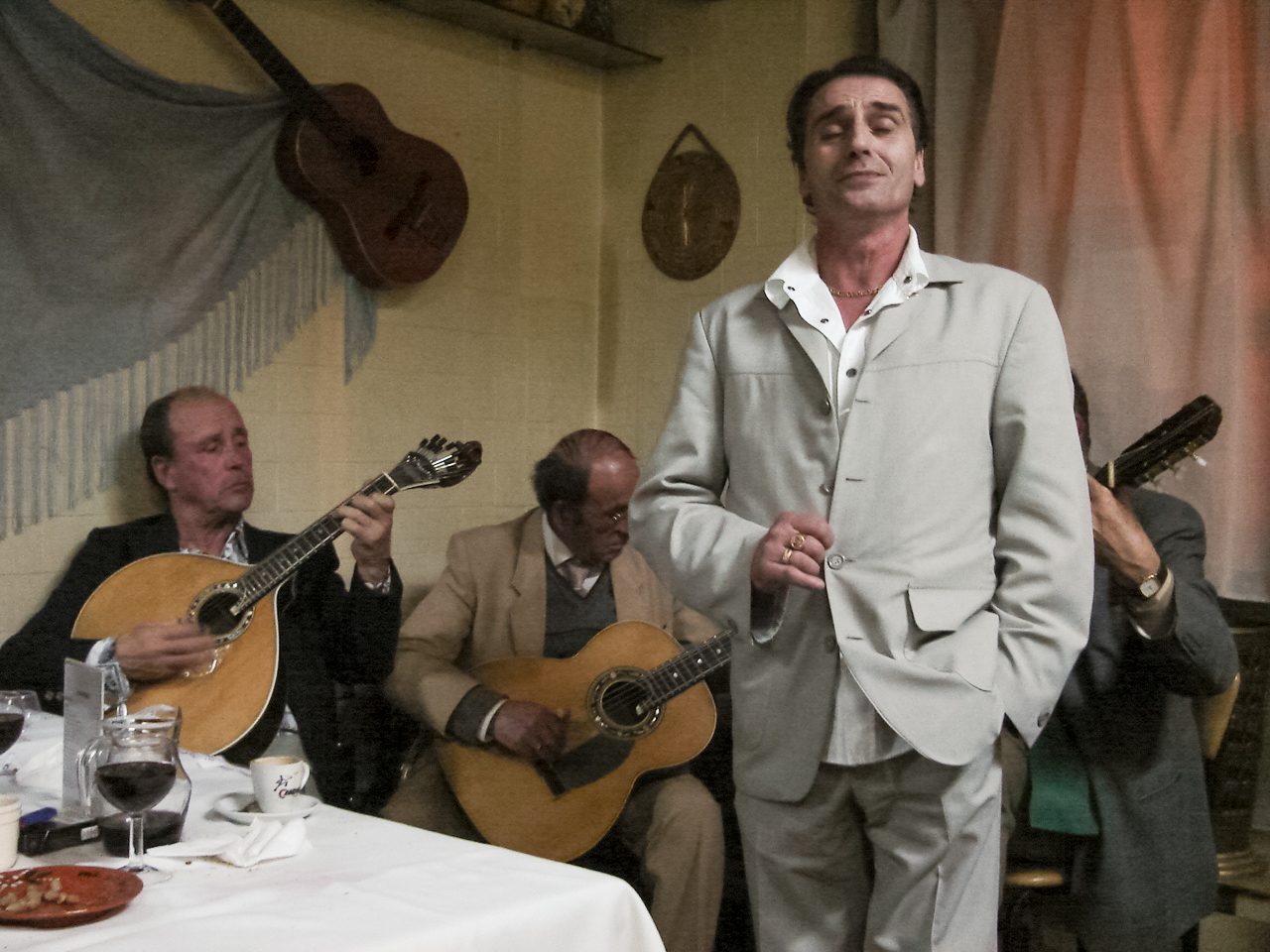
Portugal: Fado-Sänger

- 2011 – Der Fado, melancholischer Musikstil
- 2013 – Die Mittelmeerküche (gemeinsam mit Griechenland, Italien, Kroatien, Marokko, Spanien und Zypern)
- 2014 – Der Cante Alentejano, polyphoner Gesang aus dem Alentejo in Südportugal
- 2017 – Die Handwerkskunst der Tonfiguren aus Estremoz
- 2019 – Winterfestlichkeiten, Karneval von Podence
- 2021 – Die Falknerei (gemeinsam mit Belgien, Deutschland, Frankreich, Irland, Italien, Kasachstan, Katar, Kirgistan, Kroatien, Marokko, Mongolei, Niederlande, Österreich, Pakistan, Portugal, Saudi-Arabien, Slowakei, Spanien, Südkorea, Syrien, Tschechien, Ungarn und den Vereinigten Arabischen Emiraten)
- 2021 – Die Volksfeste von Campo Maior
- 2024 – Reitkunst in Portugal

## R

### RuandaRuanda
- 2024 – Intore (Ensembletanz)

### RumänienRumänien
- 2005/2008 – Der Căluș-Ritualtanz
- 2009 – Die Doina-Musik
- 2012 – Die Horezu-Keramik
- 2013 – Das Colindat-Ritual zur Weihnachtszeit (gemeinsam mit der Republik Moldau)
- 2015 – Die Burschentänze
- 2016 – Traditionelles Wandteppich-Handwerk (gemeinsam mit der Republik Moldau)
- 2017 – Die kulturellen Bräuche in Verbindung mit dem Frühlingsanfang am 1. März (zusammen mit Bulgarien, Mazedonien und Moldawien)
- 2022 – Kunst der traditionellen Bluse Ie mit Altiță-Schulterstickerei (zusammen mit Moldau)
- 2022 – Die Lipizzanerzucht (gemeinsam mit Bosnien-Herzegowina, Italien, Kroatien, Österreich, Slowakei, Slowenien)
- 2023 – Transhumanz, der saisonale Viehtrieb (gemeinsam mit Albanien, Andorra, Frankreich, Griechenland, Italien, Kroatien, Luxemburg, Österreich und Spanien)

### RusslandRussland
- 2001/2008 – Der Kulturraum und die mündliche Kultur der Semeiskije, Glaubensgemeinschaft im Südosten Sibiriens
- 2005/2008 – Das Olonkho-Heldenepos der Jakuten

## S

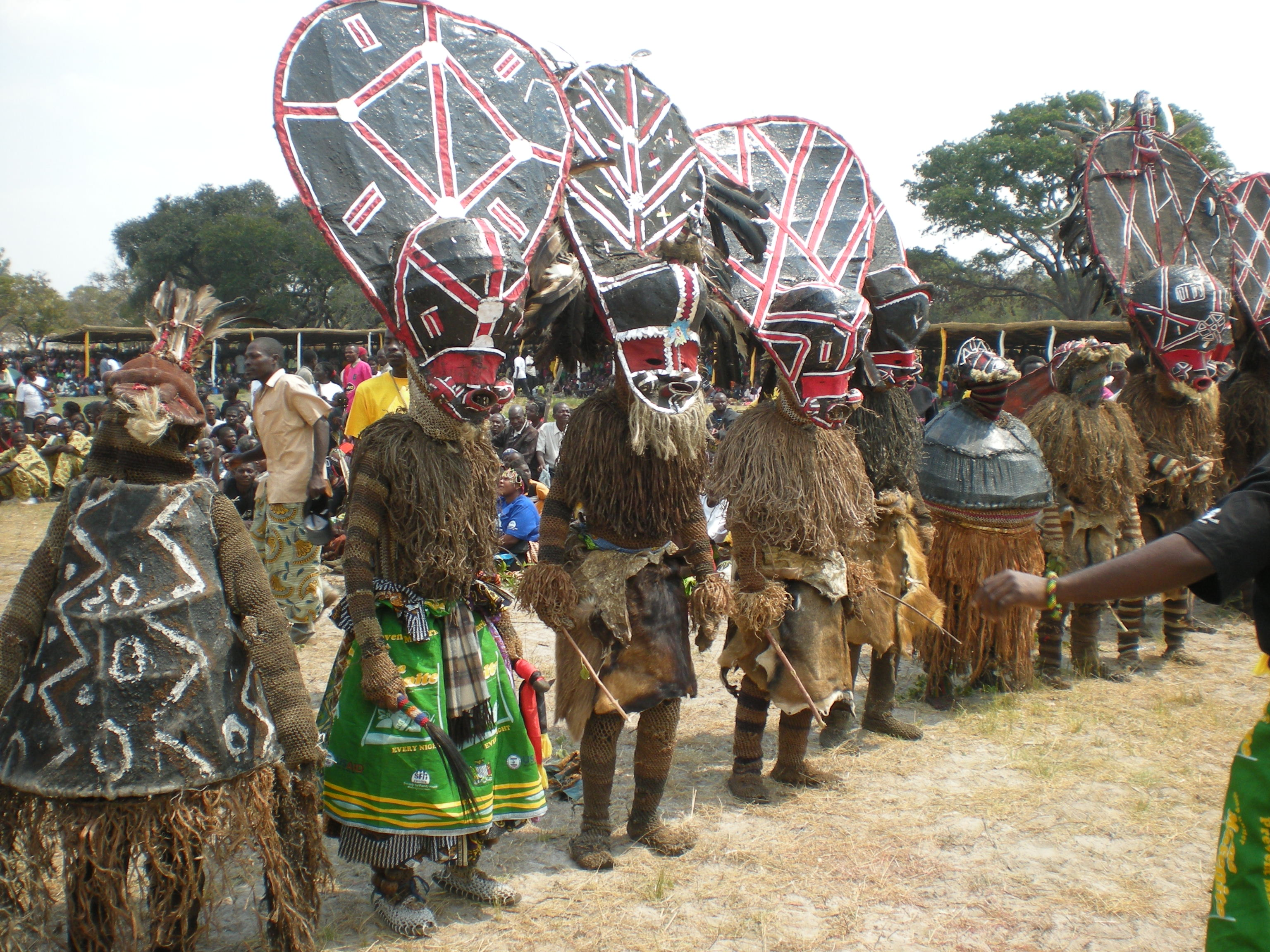
Sambia: Makishi-Maskeraden

Sambia: Gule Wamkulu

### SambiaSambia
- 2005/2008 – Die Makishi-Maskerade, wird am Ende des Mukanda-Initiationsritus zelebriert
- 2005/2008 – Das Tanzritual Gule Wamkulu des Chewa-Volks (gemeinsam mit Malawi und Mosambik)

- 2018 – Der Mooba-Tanz der Lenje-Volksgruppe in der Zentralprovinz
- 2020 – Der Budima-Tanz
- 2020 – Der Kalela-Tanz
- 2024 – Der Mangwengwe-Tanz

### SamoaSamoa
- 2019 – Die ’le Samoa-Matte und ihr kultureller Wert

### Saudi-ArabienSaudi-Arabien
- 2015 – Der Tanz Alardah Alnajdiyah, Trommeln und Poesie
- 2015 – Der Kultur- und Sozialraum Majlis (gemeinsam mit Katar, Oman und Vereinigte Arabische Emirate)
- 2016 – Almezmar, Trommel- und Tanzpraxis mit Stäben
- 2017 – Die traditionelle weibliche Innenwandgestaltung Al-Qatt Al-Asiri in Asir
- 2020 – Traditionelle Weberei von Al Sadu (gemeinsam mit Kuwait)
- 2021 – Die Falknerei (gemeinsam mit Belgien, Deutschland, Frankreich, Irland, Italien, Kasachstan, Katar, Kirgistan, Kroatien, Marokko, Mongolei, Niederlande, Österreich, Pakistan, Polen, Portugal, Slowakei, Spanien, Südkorea, Syrien, Tschechien, Ungarn und den Vereinigten Arabischen Emiraten)
- 2021 – Arabische Kalligrafie (gemeinsam mit Algerien, Ägypten, Bahrain, Irak, Jordanien, Jemen, Kuwait, Libanon, Mauretanien, Marokko, Oman, Palästinensische Gebiete, Sudan, Tunesien, Vereinigte Arabische Emirate)
- 2022 – Das Wissen, die Traditionen und Bräuche rund um die Dattelpalme (gemeinsam mit Ägypten, Bahrain, Irak, Jemen, Jordanien, Katar, Kuwait, Marokko, Mauretanien, Oman, Palästina, Sudan, Tunesien und Vereinigte Arabische Emirate)
- 2022 – Mündliche Alheda'a-Traditionen des Rufens von Kamelherden (gemeinsam mit Oman, Vereinigte Arabische Emirate)
- 2023 – Harissa: Know-how, Fähigkeiten und Praktiken (gemeinsam mit Oman und Vereinigte Arabische Emirate)
- 2023 – Künste, Fertigkeiten und Praktiken im Zusammenhang mit der Gravur auf Metallen (Gold, Silber und Kupfer) (gemeinsam mit Algerien, Ägypten, Irak, Jemen, Mauretanien, Marokko, Palästina, Sudan und Tunesien)
- 2024 – Kulturelle Praktiken im Zusammenhang mit Rosen aus Ta'if
- 2024 – Henna: Rituale, Ästhetik und soziale Praktiken  (gemeinsam mit Ägypten, Algerien, Bahrain, Irak, Jemen, Jordanien, Katar, Kuwait, Marokko, Mauritanien, Oman, Palästina, Sudan, Tunesien und Vereinigte Arabische Emirate)
- 2024 – Arabischer Kaffee, ein Symbol der Großzügigkeit (gemeinsam mit Jordanien, Katar, Oman und Vereinigte Arabische Emirate)

### SchwedenSchweden
- 2021 – Nordische Klinkerboot-Traditionen (gemeinsam mit Dänemark, Finnland, Island, Norwegen)

### SchweizSchweiz
- 2016 – Die Fête des Vignerons in Vevey
- 2017 – Die Basler Fasnacht
- 2018 – Das Lawinenrisikomanagement (gemeinsam mit Österreich)
- 2019 – Der Alpinismus (gemeinsam mit Frankreich und Italien)
- 2019 – Die Prozessionen der Karwoche in Mendrisio
- 2020 – Uhrmacherkunst und Kunstmechanik (gemeinsam mit Frankreich)
- 2023 – Die Almwirtschaft
- 2023 – Traditionelle Bewässerung: Wissen, Technik und Organisation (gemeinsam mit Belgien, Deutschland, Italien, Luxemburg, Niederlande und Österreich)
- 2024 – Die Kunst des Trockenmauerwerks (gemeinsam mit Andorra, Belgien, Frankreich, Griechenland, Irland, Italien, Kroatien, Luxemburg, Österreich, Slowenien, Spanien und Zypern)

### SenegalSenegal
- 2005/2008 – Das Initiationsritual Kankurang in Manding-Gebieten (gemeinsam mit Gambia)
- 2013 – Die Wahrsagungszeremonie Xooy der Serer
- 2021 – Ceebu jën, eine kulinarische Kunst des Senegal

### SerbienSerbien
- 2014 – Slava, der Feiertag des Schutzpatrons der Familie
- 2017 – Der traditionelle Folkloretanz Kolo
- 2018 – Der Gesang zur Begleitung der Gusle
- 2020 – Töpfern mit der Töpferscheibe im Dorf Zlakusa (Stadt Užice)
- 2022 – Die Herstellung des traditionellen Pflaumenschnapses Šljivovica
- 2024 – Naive Malpraktiken von Kovačica

### SeychellenSeychellen
- 2021 – Moutya, Tanzmusikstil und die hierfür verwendete Rahmentrommel

### SimbabweSimbabwe
- 2005/2008 – Der Mbende-Jerusarema-Tanz, polyrhythmische Musik mit akrobatischem Tanz der Shona
- 2020 – Herstellung und Spiel der Mbira / Sansi (gemeinsam mit Malawi)

### SingapurSingapur
- 2020 – Hawker-Kultur in Singapur: Gemeinschaftliches Essen und kulinarische Praktiken in einem multikulturellen urbanen Kontext

### SlowakeiSlowakei
- 2005/2008 – Die slowakische Langflöte Fujara
- 2013 – Die Musik von Terchová
- 2015 – Die Dudelsackkultur mit Gajda und Duda
- 2016 – Das Puppentheater (gemeinsam mit Tschechien)
- 2017 – Der mehrstimmige Gesang aus Horehronie
- 2018 – Der Blaudruck (gemeinsam mit Deutschland, Österreich, Tschechien und Ungarn)
- 2019 – Das Drahthandwerk Drotárstvo
- 2021 – Die Falknerei (gemeinsam mit Belgien, Deutschland, Frankreich, Irland, Italien, Kasachstan, Katar, Kirgistan, Kroatien, Marokko, Mongolei, Niederlande, Österreich, Pakistan, Polen, Portugal, Saudi-Arabien, Spanien, Südkorea, Syrien, Tschechien, Ungarn und den Vereinigten Arabischen Emiraten)
- 2022 – Die Lipizzanerzucht (gemeinsam mit Bosnien-Herzegowina, Italien, Kroatien, Österreich, Rumänien, Slowenien)

### SlowenienSlowenien
- 2016 – Die Passionsspiele in Škofja Loka
- 2017 – Die Tür-zu-Tür-Runden der Kurenti, ein Fastnachtsbrauch
- 2018 – Das Handwerk des Klöppelns
- 2022 – Die Imkerei in Slowenien
- 2022 – Die Lipizzanerzucht (gemeinsam mit Bosnien-Herzegowina, Italien, Kroatien, Österreich, Rumänien, Slowakei)
- 2023 – Hebammenwesen: Kenntnisse, Fähigkeiten und Praktiken (gemeinsam mit Deutschland, Kirgisistan, Kolumbien, Luxemburg, Nigeria, Togo und Zypern)
- 2024 – Die Kunst des Trockenmauerwerks (gemeinsam mit Andorra, Belgien, Frankreich, Griechenland, Irland, Italien, Kroatien, Luxemburg, Österreich, Spanien, Schweiz und Zypern)

### SpanienSpanien

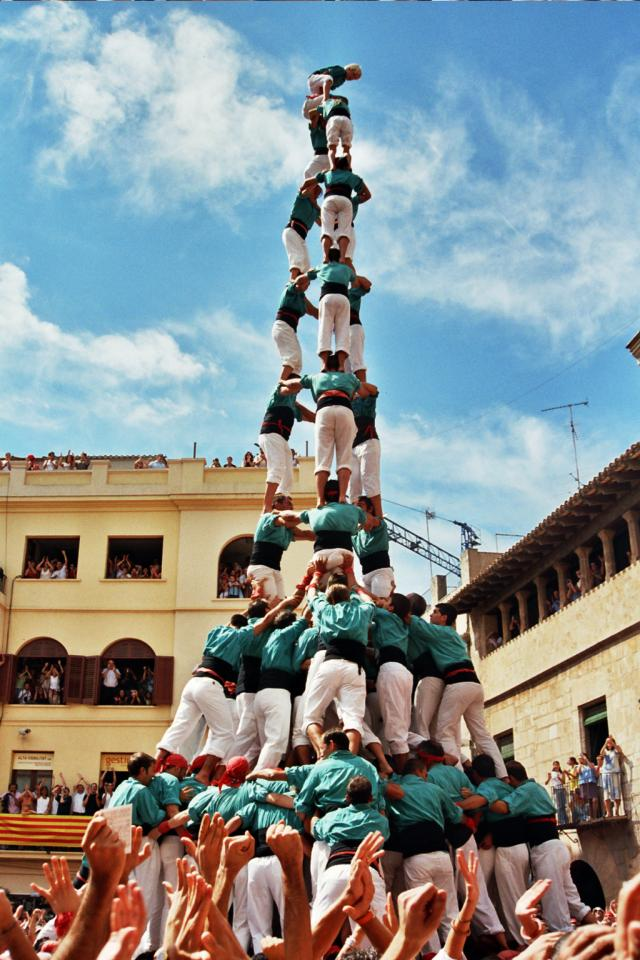
Spanien: Castels, Menschentürme in Katalonien

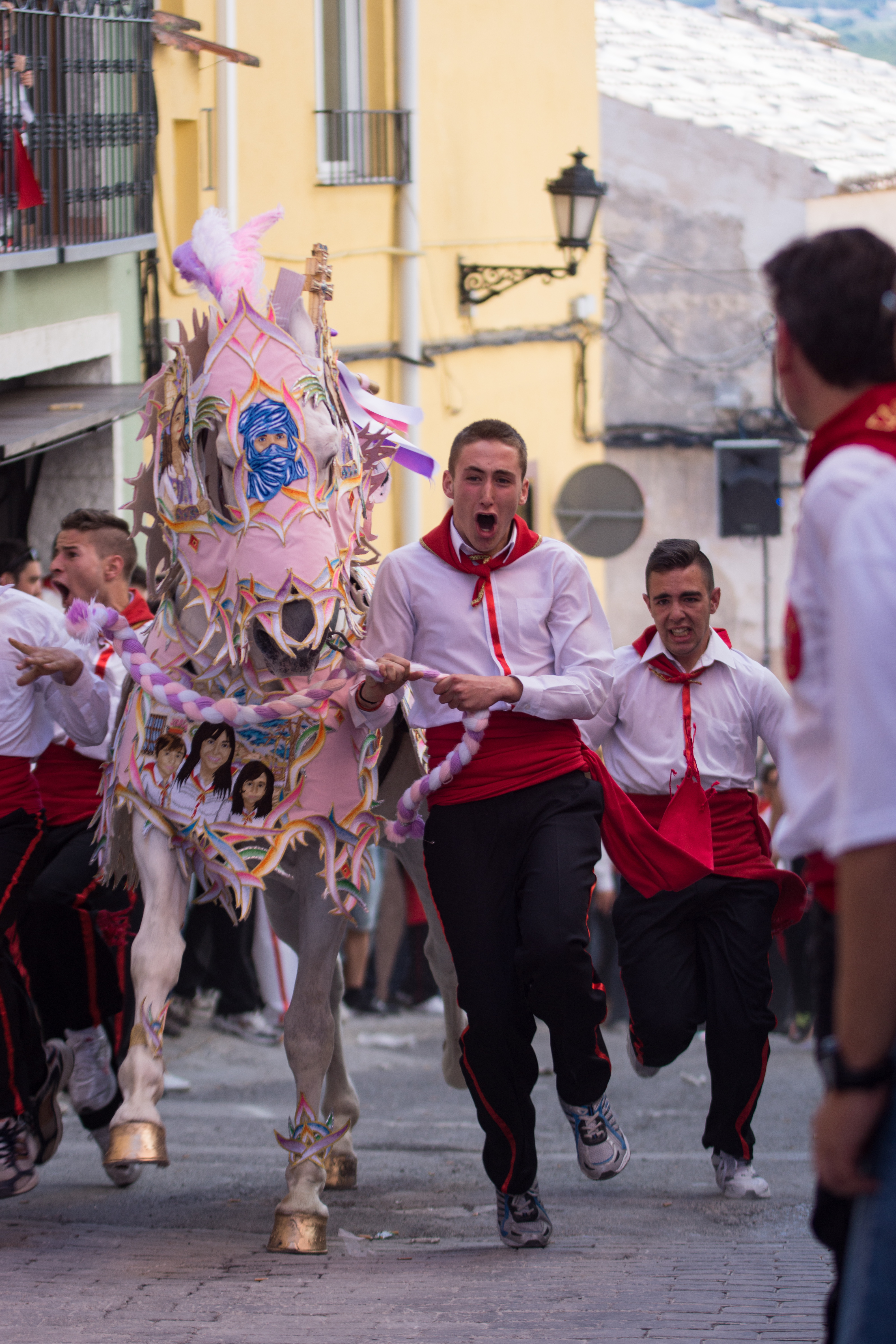
Spanien: Caballos del Vino beim Rennen

- 2001/2008 – Die Mysterienspiele von Elche
- 2005/2008 – Das Patum-Fest von Berga
- 2009 – Die Pfeifsprache El Silbo von der spanischen Kanareninsel La Gomera
- 2009 – Die Wassergerichtshöfe der spanischen Mittelmeerküste, El Tribunal de las Aguas in Valencia und Consejo de Hombres Buenos de la Huerta de Murcia
- 2010 – Die Menschentürme in Katalonien
- 2010 – Der Flamenco
- 2010 – Der Gesang der Sibylle auf Mallorca
- 2011 – Die Feierlichkeiten von La Mare de Déu de la Salut von Algemesí
- 2012 – Das Fest der Patios von Córdoba
- 2013 – Die Mittelmeerküche (gemeinsam mit Griechenland, Italien, Kroatien, Marokko, Portugal und Zypern)
- 2015 – Die Feuerfeste zur Sommersonnenwende in den Pyrenäen (gemeinsam mit Andorra und Frankreich)
- 2016 – Das Frühlingsfest Fallas in Valencia
- 2018 – Die Trommelrituale der Tamborada-Feste
- 2019 – Die Herstellung von Artisanal Talavera in Puebla und Tlaxcala sowie der Keramik von Talavera de la Reina und El Puente del Arzobispo (gemeinsam mit Mexiko)
- 2020 – Los Caballos del Vino: Fest der Weinpferde
- 2021 – Die Falknerei (gemeinsam mit Belgien, Deutschland, Frankreich, Irland, Italien, Kasachstan, Katar, Kirgistan, Kroatien, Marokko, Mongolei, Niederlande, Österreich, Pakistan, Polen, Portugal, Saudi-Arabien, Slowakei, Südkorea, Syrien, Tschechien, Ungarn und den Vereinigten Arabischen Emiraten)
- 2022 – Die Flößerei (gemeinsam mit Deutschland, Lettland, Österreich, Polen, Tschechien)
- 2022 – Manuelles Glockenläuten
- 2023 – Kenntnisse, Handwerk und Fähigkeiten der handgefertigten Glasproduktion (gemeinsam mit Deutschland, Finnland, Frankreich, Ungarn und Tschechien)
- 2023 – Transhumanz, der saisonale Viehtrieb (gemeinsam mit Albanien, Andorra, Frankreich, Griechenland, Italien, Kroatien, Luxemburg, Österreich und Rumänien)
- 2024 – Asturische Apfelweinkultur
- 2024 – Die Kunst des Trockenmauerwerks (gemeinsam mit Andorra, Belgien, Frankreich, Griechenland, Irland, Italien, Kroatien, Luxemburg, Österreich, Slowenien, Schweiz und Zypern)

### Sri LankaSri Lanka
- 2018 – Das traditionelle Marionettentheater Rūkada Nātya
- 2021 – Dumbara Rata Kalala: traditionelle Handwerkskunst

### SudanSudan
- 2021 – Arabische Kalligrafie (gemeinsam mit Algerien, Ägypten, Bahrain, Irak, Jordanien, Jemen, Kuwait, Libanon, Mauretanien, Marokko, Oman, Palästinensische Gebiete, Saudi-Arabien, Tunesien, Vereinigte Arabische Emirate)
- 2022 – Das Wissen, die Traditionen und Bräuche rund um die Dattelpalme (gemeinsam mit Ägypten, Bahrain, Irak, Jemen, Jordanien, Katar, Kuwait, Marokko, Mauretanien, Oman, Palästina, Saudi-Arabien, Tunesien und Vereinigte Arabische Emirate)
- 2023 – Künste, Fertigkeiten und Praktiken im Zusammenhang mit der Gravur auf Metallen (Gold, Silber und Kupfer) (gemeinsam mit Algerien, Ägypten, Irak, Jemen, Mauretanien, Marokko, Palästina, Saudi-Arabien und Tunesien)
- 2023 – Prozession und Feierlichkeiten zum Geburtstag des Propheten Mohammed
- 2024 – Henna: Rituale, Ästhetik und soziale Praktiken  (gemeinsam mit Ägypten, Algerien, Bahrain, Irak, Jemen, Jordanien, Katar, Kuwait, Marokko, Mauritanien, Oman, Palästina, Saudi-Arabien, Tunesien und Vereinigte Arabische Emirate)

### Korea SudSüdkorea

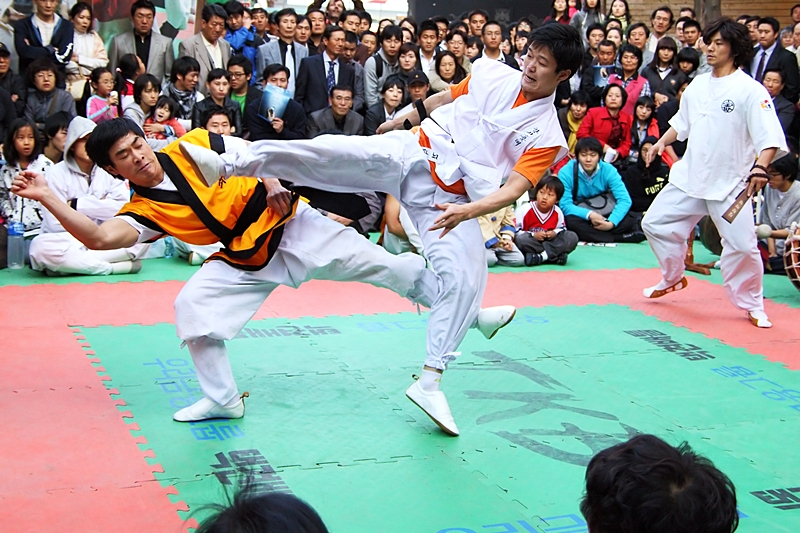
Koreanische Kampfsportart Taekgyeon

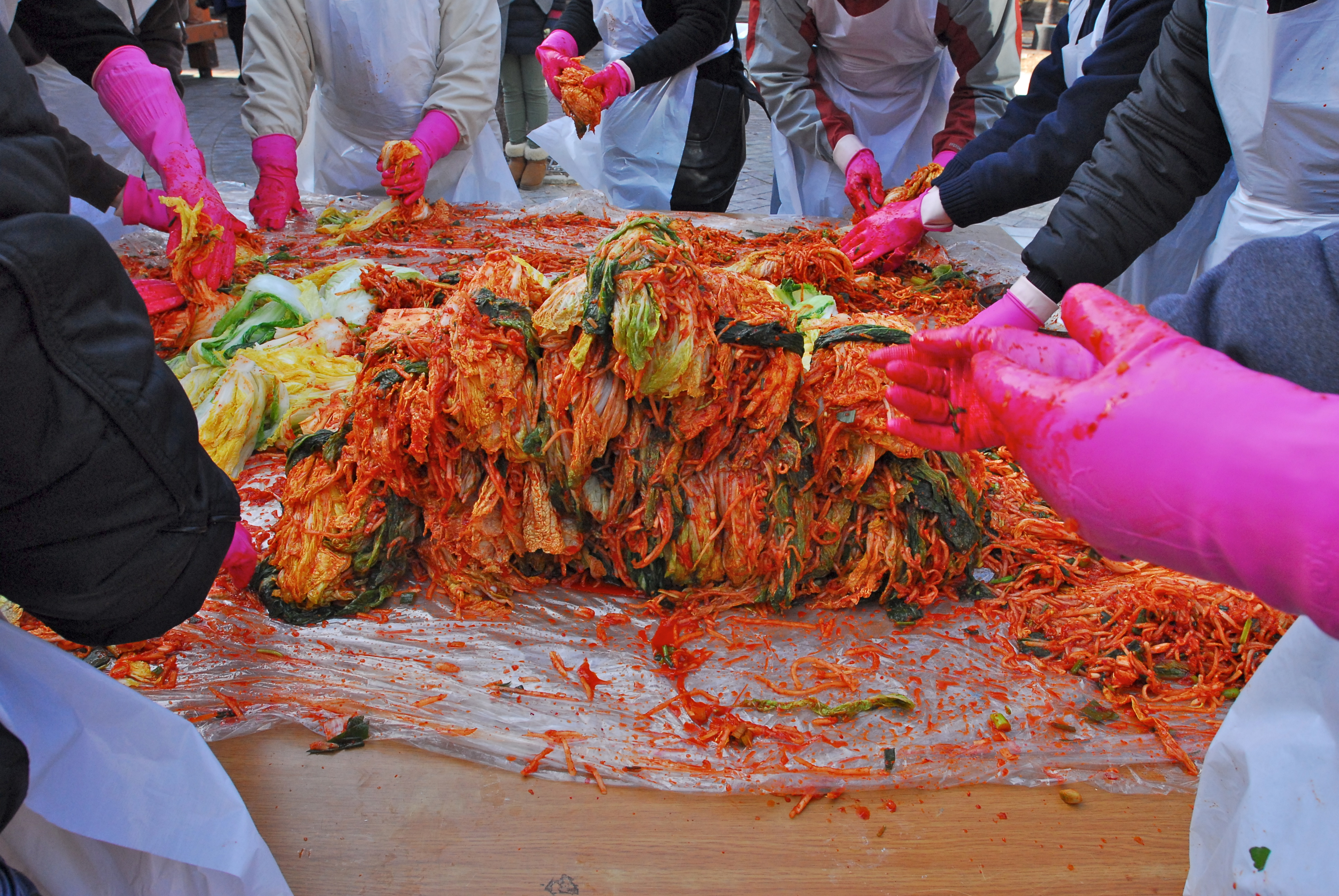
Südkorea: Kimjang, Herstellung von Kimchi

- 2001/2008 – Das königliche Ritual der Ahnenverehrung im Jongmyo-Schrein
- 2003/2008 – Der epische rezitative Gesang Pansori (mimisch und perkussionistisch begleitete Mischform aus höfischer und folkloristischer Musik)
- 2005/2008 – Das Danoje-Festival in Gangneung
- 2009 – Der Volkstanz Ganggangsullae
- 2009 – Der Maskentanz Cheoyongmu
- 2009 – Die Namsadang Nori, männliches Vagabunden-Clown-Theater der Namsadang
- 2009 – Die Yeongsanjae-Riten (Buddhistische Rituale)
- 2009 – Das Chilmeoridang-Yeongdeunggut-Ritual auf der Insel Jeju
- 2010 – Der lyrische Liederzyklus Gagok mit Orchesterbegleitung
- 2010 – Die traditionelle Holzarchitektur Daemokjang
- 2011 – Die traditionelle koreanische Kampfkunst Taekgyeon
- 2011 – Der Jultagi-Seiltanz
- 2011 – Das Weben von Mosi, (feine Ramiefasern), in der Hansan-Region
- 2012 – Das lyrische Volkslied Arirang
- 2013 – Die gemeinschaftliche Herstellung von Kimchi, Kimjang
- 2014 – Die Aufführung Nongak
- 2015 – Die Tauzieh-Rituale und -Spiele (gemeinsam mit Kambodscha, Philippinen und Vietnam)
- 2016 – Die Haenyo-Kultur von Jeju
- 2018 – Der traditionelle Ringsport Ssireum (gemeinsam mit Nordkorea)
- 2020 – Das Laternenfest Yeondeunghoe
- 2021 – Die Falknerei (gemeinsam mit Belgien, Deutschland, Frankreich, Irland, Italien, Kasachstan, Katar, Kirgistan, Kroatien, Marokko, Mongolei, Niederlande, Österreich, Pakistan, Polen, Portugal, Saudi-Arabien, Slowakei, Spanien, Syrien, Tschechien, Ungarn und den Vereinigten Arabischen Emiraten)
- 2022 – Das Maskentanzdrama Talchum
- 2024 – Wissen, Glauben und Praktiken im Zusammenhang mit der Herstellung von Jang in der Republik Korea

### SyrienSyrien
- 2019 – Die Bräuche und Handwerkstechniken rund um die Damaszener-Rose in Al-Mrah
- 2021 – Al-Qudoud al-Halabiya, traditionelle syrische Musik
- 2021 – Die Falknerei (gemeinsam mit Belgien, Deutschland, Frankreich, Irland, Italien, Kasachstan, Katar, Kirgistan, Kroatien, Marokko, Mongolei, Niederlande, Österreich, Pakistan, Polen, Portugal, Saudi-Arabien, Slowakei, Spanien, Südkorea, Tschechien, Ungarn und den Vereinigten Arabischen Emiraten)
- 2022 – Die Herstellung und das Spielen der Oud (gemeinsam mit dem Iran)
- 2024 – Handwerk der Aleppo-Ghar-Seife

## T

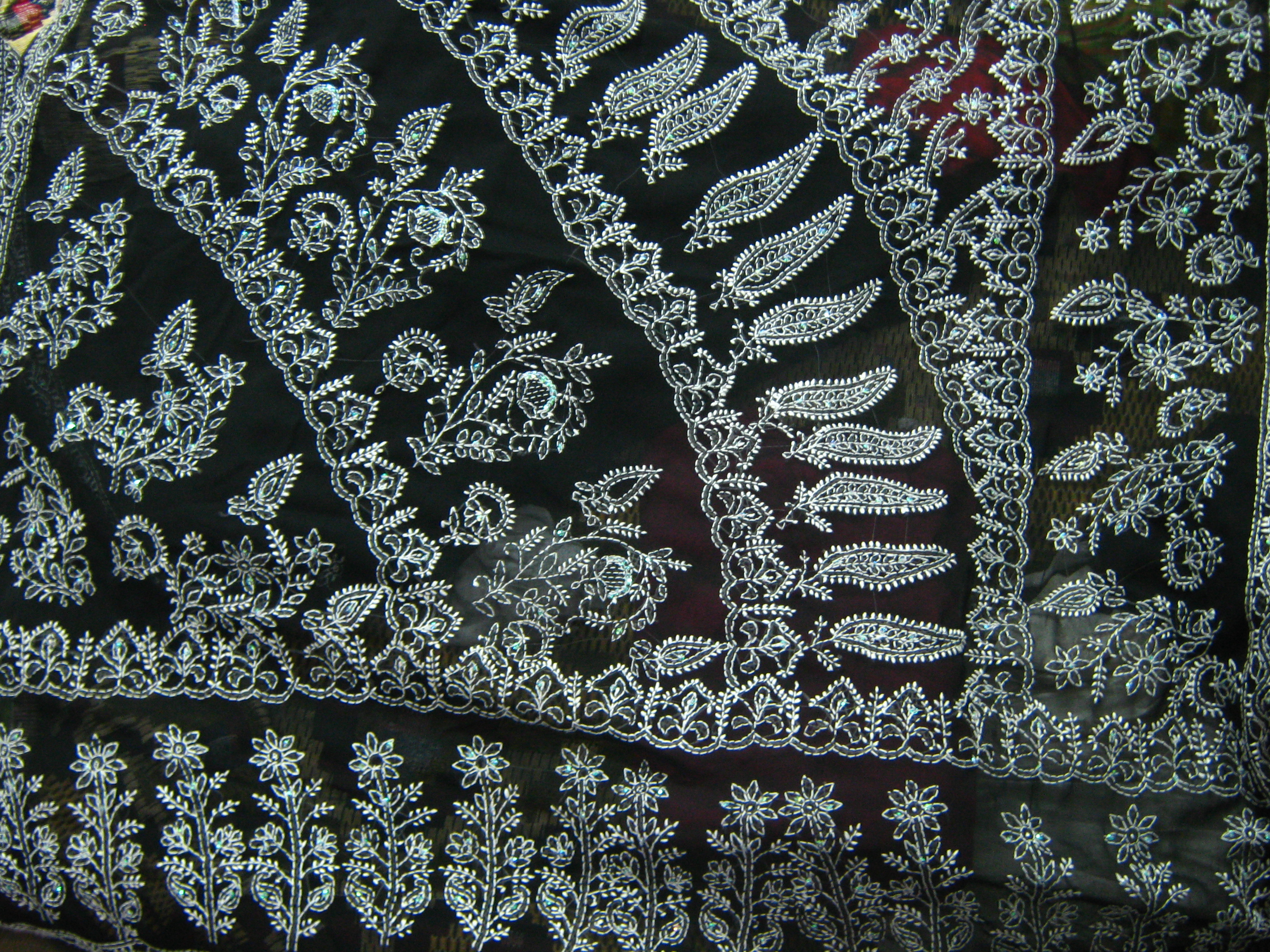
Tadschikistan: Chakan-Stickerei

### TadschikistanTadschikistan
- 2003/2008 – Die Schaschmaqam-Musik, höfischer Kunstmusikstil (gemeinsam mit Usbekistan)
- 2016 – Oshi Palav, traditionelles Mahl und seine sozialen und kulturellen Kontexte
- 2018 – Die Kunst der Chakan-Stickerei
- 2022 – Die Folkloremusik Falak
- 2022 – Die Serikultur: Traditionelle Herstellung von Seide für die Weberei (gemeinsam mit Afghanistan, Aserbaidschan, Iran, Türkei, Turkmenistan, Usbekistan)
- 2022 – Erzähltradition der Nasreddin-Anekdoten (gemeinsam mit Aserbaidschan, Kasachstan, Kirgisistan, Türkei, Turkmenistan, Usbekistan)
- 2023 – Die Kunst der Illumination: Təzhib/Tazhib/Zarhalkori/Tezhip/Naqqoshlik (gemeinsam mit Aserbaidschan, Iran, Türkei und Usbekistan)
- 2023 – Das Sadeh/Sada-Fest (gemeinsam mit dem Iran)
- 2023 – Traditionelles Wissen und Fähigkeiten zur Herstellung der Atlas- und Adras-Stoffe
- 2024 – Das Neujahrs- und Frühlingsfest Nawrouz, Novruz, Nowrouz, Nowrouz, Nawrouz, Nauryz, Nooruz, Nowruz, Navruz, Nevruz, Nowruz, Navruz (gemeinsam mit Afghanistan, Aserbaidschan, Indien, Irak, Iran, Kasachstan, Kirgisistan, Mongolei, Pakistan, Turkmenistan, Türkei und Usbekistan)
- 2024 – Kunst des Herstellens und Spielens der Rubab (gemeinsam mit Afghanistan, Iran und Usbekistan)

### ThailandThailand
- 2018 – Das Maskentanz-Theater Khon
- 2019 – Die traditionelle Thai-Massage Nuad Thai
- 2019 – Nora: Tanztheater in Südthailand
- 2023 – Songkran, traditionelles thailändisches Neujahrsfest
- 2024 – Tom Yam Kung-Suppe

### TogoTogo
- 2001/2008 – Das mündliche Erbe der Gelede-Rituale, Maskentänze und Kunsthandwerk des Yoruba-nago-Volkes (gemeinsam mit Benin und Nigeria)
- 2023 – Hebammenwesen: Kenntnisse, Fähigkeiten und Praktiken (gemeinsam mit Deutschland, Kirgisistan, Kolumbien, Luxemburg, Nigeria, Slowenien und Zypern)

### TongaTonga

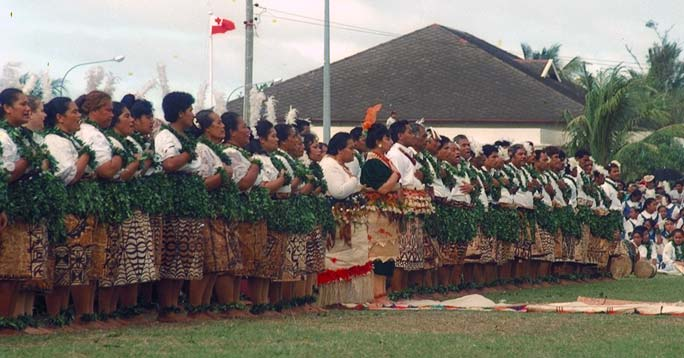
Tonga: Lakalaka

- 2003/2008 – Die Tänze und Sprechgesänge Lakalaka, zeremonielle Tänze, begleitet von polyphonem Gesang

### TschechienTschechien
- 2005/2008 – Der Rekrutentanz Verbuňk in der Mährischen Slowakei
- 2010 – Die Faschingsprozessionen und -masken in der Hlinecko-Region
- 2011 – Der Ritt der Könige im Südosten Tschechiens
- 2016 – Das Puppentheater (gemeinsam mit der Slowakei)
- 2018 – Der Blaudruck (gemeinsam mit Deutschland, Österreich, Ungarn und der Slowakei)
- 2020 – Handfertigung von Christbaumschmuck aus geblasenen Glasperlen
- 2021 – Die Falknerei (gemeinsam mit Belgien, Deutschland, Frankreich, Irland, Italien, Kasachstan, Katar, Kirgistan, Kroatien, Marokko, Mongolei, Niederlande, Österreich, Pakistan, Polen, Portugal, Saudi-Arabien, Slowakei, Spanien, Südkorea, Syrien, Ungarn und den Vereinigten Arabischen Emiraten)
- 2022 – Die Flößerei (gemeinsam mit Deutschland, Lettland, Österreich, Polen, Spanien)
- 2023 – Kenntnisse, Handwerk und Fähigkeiten der handgefertigten Glasproduktion (gemeinsam mit Deutschland, Finnland, Frankreich, Ungarn und Spanien)

### TunesienTunesien
- 2018 – Das Töpferhandwerk der Frauen von Sejenane
- 2020 – Kenntnisse, Wissen und Praktiken zu Herstellung und Verzehr von Couscous (gemeinsam mit Algerien, Marokko und Mauretanien) [6]
- 2020 – Charfia-Fischen auf den Kerkenna-Inseln
- 2021 – Arabische Kalligrafie (gemeinsam mit Algerien, Ägypten, Bahrain, Irak, Jordanien, Jemen, Kuwait, Libanon, Mauretanien, Marokko, Oman, Palästinensische Gebiete, Saudi-Arabien, Sudan, Vereinigte Arabische Emirate)
- 2022 – Das Wissen, die Traditionen und Bräuche rund um die Dattelpalme (gemeinsam mit Ägypten, Bahrain, Irak, Jemen, Jordanien, Katar, Kuwait, Marokko, Mauretanien, Oman, Palästina, Saudi-Arabien, Sudan und Vereinigte Arabische Emirate)
- 2022 – Wissen, Fertigkeiten und Praktiken rund um Harissa
- 2023 – Künste, Fertigkeiten und Praktiken im Zusammenhang mit der Gravur auf Metallen (Gold, Silber und Kupfer) (gemeinsam mit Algerien, Ägypten, Irak, Jemen, Mauretanien, Marokko, Palästina, Saudi-Arabien und Sudan)
- 2024 – Darstellende Künste unter den Twāyef von Ghbonten
- 2024 – Henna: Rituale, Ästhetik und soziale Praktiken  (gemeinsam mit Ägypten, Algerien, Bahrain, Irak, Jemen, Jordanien, Katar, Kuwait, Marokko, Mauritanien, Oman, Palästina, Saudi-Arabien, Sudan und Vereinigte Arabische Emirate)

### TurkeiTürkei
- 2003/2008 – Die Kunst der Meddah-Epenerzähler, lustige Geschichten in theatralischer Form mit Gesangseinlagen
- 2005/2008 – Die Semâ-Zeremonie des Mevlevi-Ordens
- 2009 – Das Karagöztheater
- 2009 – Die Tradition der Âşıklık-Volksbarden
- 2010 – Der Öl-Ringkampf Kırkpınar
- 2010 – Die Semah-Zeremonie der Aleviten
- 2010 – Die traditionellen Sohbet-Zusammenkünfte, Treffen von Männern, bei denen gesungen, gespielt und getanzt wird
- 2011 – Die zeremonielle Keşkek-Tradition
- 2012 – Das Mesir-Macunu-Fest
- 2013 – Die türkische Kaffeekultur
- 2014 – Die Ebru-Kunst der Marmorierung
- 2016 – Das Backen und Teilen von Fladenbrot: Lavash, Katyrma, Jupka, Yufka (gemeinsam mit Aserbaidschan, Iran, Kasachstan und Kirgisistan)
- 2016 – Die traditionelle Handwerkstechnik der Çini-Kachel- und -Keramikkunst
- 2017 – Das Frühlingsfest Hıdrellez  (gemeinsam mit Mazedonien)
- 2018 – Die Kultur, Volksmärchen und Musik um die epische Figur Dede Korkut (gemeinsam mit Aserbaidschan und Kasachstan)
- 2019 – Das traditionelle türkische Bogenschießen
- 2020 – Das traditionelle Intelligenz- und Strategiespiel Togyzqumalaq, Toguz Korgool, Mangala/Göçürme (gemeinsam mit Kasachstan, Kirgisistan)
- 2020 – Die Kunst der Miniatur (gemeinsam mit Aserbaidschan, Iran und Usbekistan)
- 2021 – Hüsn-i Hat, traditionelle Kalligrafie in islamischer Kunst

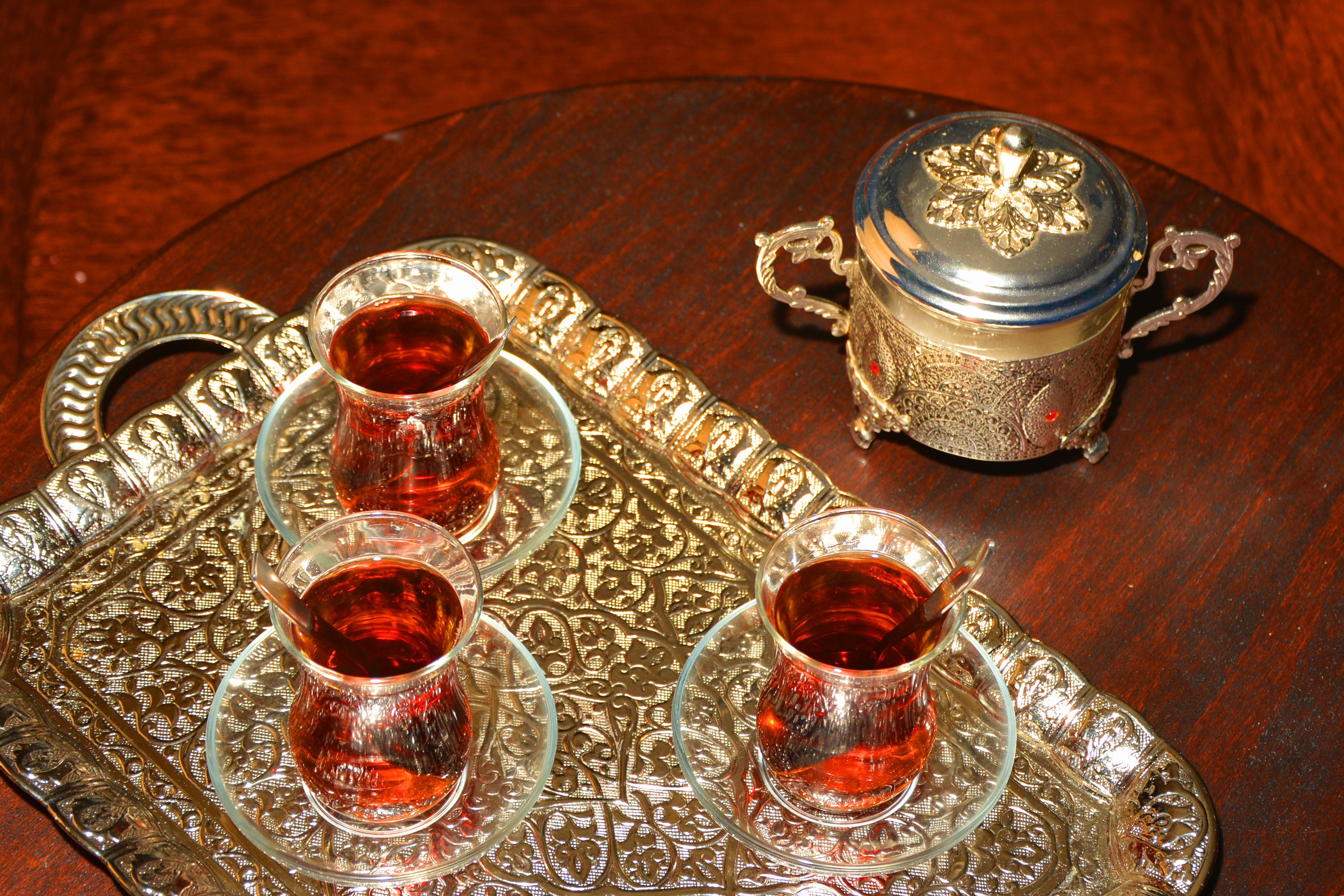
Türkischer Tee, Çay

- 2022 – Die Kultur des Çay (gemeinsam mit Aserbaidschan)
- 2022 – Die Serikultur: Traditionelle Herstellung von Seide für die Weberei (gemeinsam mit Afghanistan, Aserbaidschan, Iran, Tadschikistan, Turkmenistan, Usbekistan)
- 2022 – Die Erzähltradition der Nasreddin-Anekdoten (gemeinsam mit Aserbaidschan, Kasachstan, Kirgisistan, Tadschikistan, Turkmenistan, Usbekistan)
- 2023 – Die Kunst der Illumination: Təzhib/Tazhib/Zarhalkori/Tezhip/Naqqoshlik (gemeinsam mit Aserbaidschan, Iran, Tadschikistan und Usbekistan)
- 2023 – Die Handwerkskunst der Perlmuttintarsien (gemeinsam mit Aserbaidschan)
- 2023 – Die Handwerkskunst und Spielweise der Kurzoboen Balaban und Mey  (gemeinsam mit Aserbaidschan)
- 2023 – Iftar/Eftari/Iftar/Iftor und seine soziokulturellen Traditionen (gemeinsam mit Aserbaidschan, Iran und Usbekistan)

- 2024 – Das Neujahrs- und Frühlingsfest Nawrouz, Novruz, Nowrouz, Nowrouz, Nawrouz, Nauryz, Nooruz, Nowruz, Navruz, Nevruz, Nowruz, Navruz (gemeinsam mit Afghanistan, Aserbaidschan, Indien, Irak, Iran, Kasachstan, Kirgisistan, Mongolei, Pakistan, Tadschikistan, Turkmenistan und Usbekistan)

### TurkmenistanTurkmenistan
- 2015 – Die epische Erzählkunst Köroğlu
- 2017 – Die Sing- und Tanzzeremonie Kushtdepdi
- 2019 – Die traditionelle turkmenische Teppichknüpfkunst
- 2019 – Traditionelle Herstellung und Spielweise der Dutar
- 2022 – Turkmenische Stickkunst (gemeinsam mit dem Iran)
- 2022 – Die Serikultur: Traditionelle Herstellung von Seide für die Weberei (gemeinsam mit Afghanistan, Aserbaidschan, Iran, Tadschikistan, Türkei, Usbekistan)
- 2022 – Erzähltradition der Nasreddin-Anekdoten (gemeinsam mit Aserbaidschan, Kasachstan, Kirgisistan, Tadschikistan, Türkei, Usbekistan)
- 2023 – Die Kunst der Achal-Tekkiner-Pferdezucht und Traditionen des Pferdeschmucks
- 2024 – Das Neujahrs- und Frühlingsfest Nawrouz, Novruz, Nowrouz, Nowrouz, Nawrouz, Nauryz, Nooruz, Nowruz, Navruz, Nevruz, Nowruz, Navruz (gemeinsam mit Afghanistan, Aserbaidschan, Indien, Irak, Iran, Kasachstan, Kirgisistan, Mongolei, Pakistan, Tadschikistan, Türkei und Usbekistan)

## U

### UgandaUganda
- 2005/2008 – Die Handfertigung von Rindentuch (Barkcloth)

### UkraineUkraine
- 2013 – Die Petrykiwka-Malerei
- 2019 – Die traditionelle Keramikmalerei in Kossiw
- 2021 – Örnek, die krimtatarische Schmucksymbolik

### UngarnUngarn
- 2009 – Das Busó-Karnevalsfest (Busójárás) in Mohács
- 2012 – Matyó hímzés, die traditionelle Volkskunst der Stickerei der Bevölkerungsgruppe Matyók
- 2018 – Der Blaudruck auf hellem oder weißem Stoff (gemeinsam mit Deutschland, Österreich, Tschechien und der Slowakei)
- 2021 – Die Falknerei (gemeinsam mit Belgien, Deutschland, Frankreich, Irland, Italien, Kasachstan, Katar, Kirgistan, Kroatien, Marokko, Mongolei, Niederlande, Österreich, Pakistan, Polen, Portugal, Saudi-Arabien, Slowakei, Spanien, Südkorea, Syrien, Tschechien und den Vereinigten Arabischen Emiraten)
- 2022 – Die ungarische Streichkapellentradition
- 2022 – Die Lipizzanerzucht (gemeinsam mit Bosnien-Herzegowina, Italien, Kroatien, Österreich, Rumänien, Slowakei, Slowenien, Ungarn)
- 2023 – Kenntnisse, Handwerk und Fähigkeiten der handgefertigten Glasproduktion (gemeinsam mit Deutschland, Finnland, Frankreich, Spanien und Tschechien)
- 2024 – Tradition des Csárdás-Tanzes

### UruguayUruguay
- 2009 – Die Praxis und der Kulturraum des Candombe-Tanzes
- 2009 – Der Tango (gemeinsam mit Argentinien)

### UsbekistanUsbekistan
- 2001/2008 – Der Kulturraum von Boysun, Provinz Surxondaryo
- 2003/2008 – Die Schaschmaqam-Musik, höfischer Kunstmusikstil (gemeinsam mit Tadschikistan)
- 2009 – Die Volksliedgattung Katta Aschula
- 2014 – Askiya, die Kunst des Witzes und geistiger Wendigkeit
- 2016 – Kultur und Tradition des Palovgerichts
- 2019 – Der Tanz Lazgi aus Choresmien
- 2020 – Die Kunst der Miniatur (gemeinsam mit Aserbaidschan, Iran und Türkei)
- 2021 – Die Bakhshi-Erzählkunst
- 2022 – Serikultur: Traditionelle Herstellung von Seide für die Weberei (gemeinsam mit Afghanistan, Aserbaidschan, Iran, Tadschikistan, Türkei, Turkmenistan)
- 2022 – Erzähltradition der Nasreddin-Anekdoten (gemeinsam mit Aserbaidschan, Kasachstan, Kirgisistan, Tadschikistan, Türkei, Turkmenistan, Usbekistan)
- 2023 – Iftar/Eftari/Iftar/Iftor und seine soziokulturellen Traditionen (gemeinsam mit Aserbaidschan, Iran und Türkei)
- 2023 – Keramikkunst in Usbekistan
- 2023 – Kunst der Illumination: Təzhib/Tazhib/Zarhalkori/Tezhip/Naqqoshlik (gemeinsam mit Aserbaidschan, Iran, Tadschikistan und Türkei)
- 2024 – Das Neujahrs- und Frühlingsfest Nawrouz, Novruz, Nowrouz, Nowrouz, Nawrouz, Nauryz, Nooruz, Nowruz, Navruz, Nevruz, Nowruz, Navruz (gemeinsam mit Afghanistan, Aserbaidschan, Indien, Irak, Iran, Kasachstan, Kirgisistan, Mongolei, Pakistan, Tadschikistan, Turkmenistan und der Türkei)
- 2024 – Kunst des Herstellens und Spielens der Rubab (gemeinsam mit Afghanistan, Iran und Tadschikistan)

## V

### VanuatuVanuatu

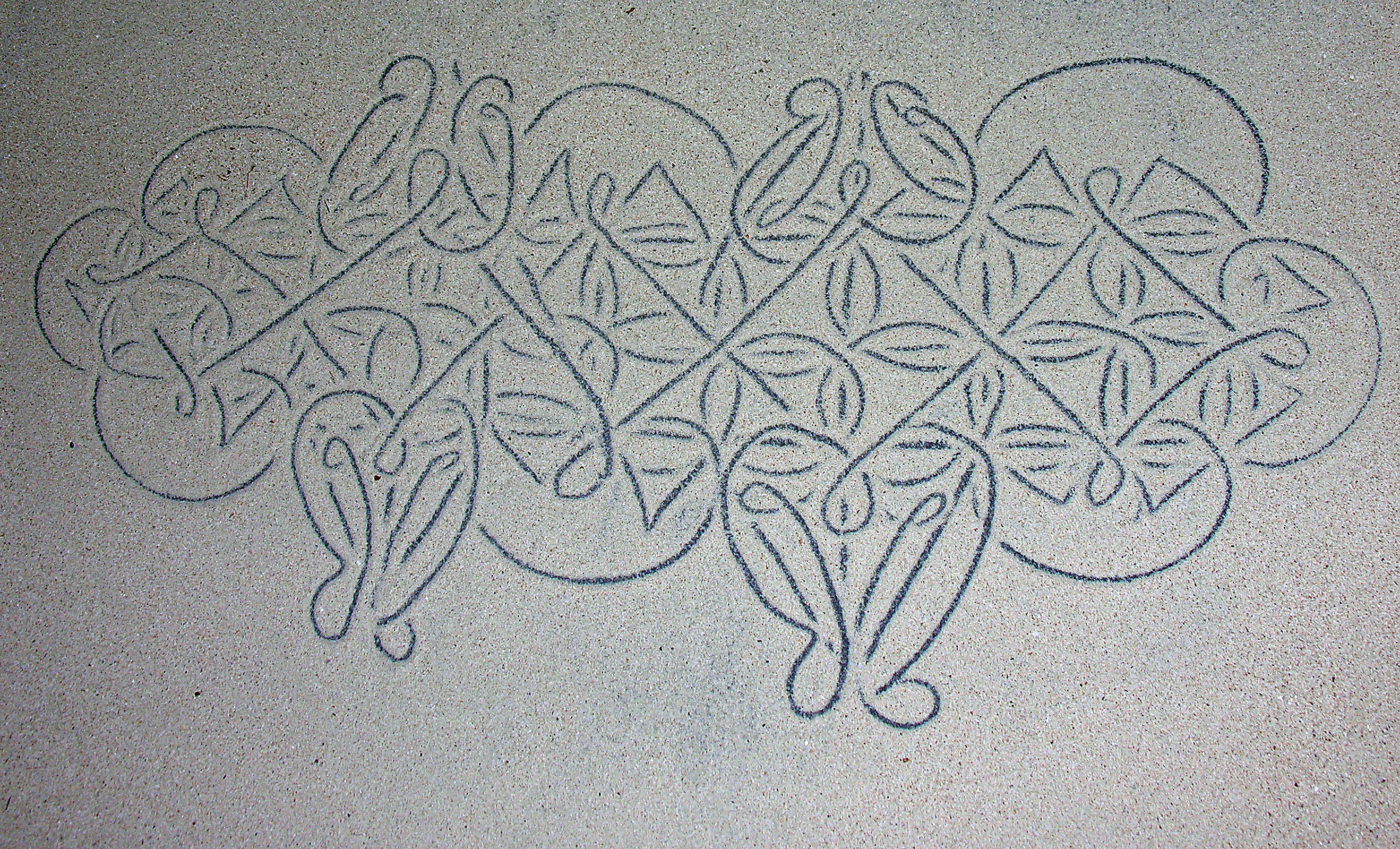
Vanuatu: Sandzeichnung

- 2003/2008 – Die Sandzeichnungen von Vanuatu

### VenezuelaVenezuela
- 2012 – Die Prozession der „Tanzenden Teufel“ an Fronleichnam
- 2013 – Das Festival des Heiligen Petrus in Guarenas und Guatire
- 2015 – Der Anbau und die textile Verarbeitung von Curagua
- 2016 – Karneval in El Callao
- 2021 – Festzyklus zum Johannistag

### Vereinigte Arabische EmirateVereinigte Arabische Emirate
- 2012 – Die traditionelle Gesangspoesie Al-Taghrooda (gemeinsam mit dem Oman)
- 2014 – Die Aufführung Al-Ayyala (gemeinsam mit Oman)
- 2015 – Der Kultur- und Sozialraum Majlis (gemeinsam mit Katar, Oman und Saudi-Arabien)
- 2015 – Die traditionelle Darstellungskunst Al-Razfa (gemeinsam mit Oman)
- 2020 – Al Aflaj: Traditionelles Bewässerungssystem sowie mündliche Überlieferungen, Wissen und Fähigkeiten zum Bau, zur Wartung und zur gerechten Wasserverteilung
- 2020 – Kamelrennen: Soziale Praxis und festliches Erbe (gemeinsam mit Oman)
- 2021 – Arabische Kalligrafie (gemeinsam mit Algerien, Ägypten, Bahrain, Irak, Jordanien, Jemen, Kuwait, Libanon, Mauretanien, Marokko, Oman, Palästinensische Gebiete, Saudi-Arabien, Sudan, Tunesien)
- 2021 – Die Falknerei (gemeinsam mit Belgien, Deutschland, Frankreich, Italien, Kasachstan, Katar, Marokko, Mongolei, Österreich, Pakistan, Portugal, Saudi-Arabien, Spanien, Südkorea, Syrien, Tschechien und Ungarn)
- 2022 – Das Wissen, die Traditionen und Bräuche rund um die Dattelpalme (gemeinsam mit Ägypten, Bahrain, Irak, Jemen, Jordanien, Katar, Kuwait, Marokko, Mauretanien, Oman, Palästina, Saudi-Arabien, Sudan und Tunesien)
- 2022 – Die traditionelle Stickerei-Kunst Al Talli
- 2022 – Mündliche Alheda'a-Traditionen des Rufens von Kamelherden (gemeinsam mit Oman und Saudi-Arabien)
- 2023 – Harissa: Know-how, Fähigkeiten und Praktiken (gemeinsam mit Oman und Saudi-Arabien)
- 2024 – Henna: Rituale, Ästhetik und soziale Praktiken  (gemeinsam mit Ägypten, Algerien, Bahrain, Irak, Jemen, Jordanien, Katar, Kuwait, Marokko, Mauritanien, Oman, Palästina, Saudi-Arabien, Sudan und Tunesien)
- 2024 – Arabischer Kaffee, ein Symbol der Großzügigkeit (gemeinsam mit Jordanien, Katar, Oman und Saudi-Arabien)

### VietnamVietnam
- 2003/2008 – Die vietnamesische Hofmusik Nhã nhạc, überregionale, zeremonielle Musik
- 2005/2008 – Der Kulturraum der Gong
- 2009 – Die Quan Họ Bắc Ninh-Volkslieder
- 2010 – Das Gióng-Festival der Tempel Phù Ðông und Sóc
- 2012 – Die Verehrung der Hùng-Könige in Phú Thọ
- 2013 – Die Đờn ca tài tử-Musik
- 2014 – Die Ví- und Giặm-Volkslieder in Nghệ Tĩnh
- 2015 – Die Tauzieh-Rituale und -Spiele (gemeinsam mit Kambodscha, Philippinen und Republik Korea)
- 2016 – Praktiken in Verbindung mit dem vietnamesischen Glauben an die Muttergöttinnen
- 2017 – Die Kunst Bài Chòi, welche Musik, Poesie, Schauspiel, Malerei und Literatur kombiniert
- 2017 – Das Xoan-Singen von Phú Thọ
- 2019 – Die Then-Riten der ethnischen Gruppen Tày, Nùng und Thái
- 2021 – Die Kunst des xòe-Tanzes der Tai in Vietnam
- 2024 – Festival der Göttin Bà Chúa Xứ am Berg Sam

## Z

### Zentralafrikanische RepublikZentralafrikanische Republik
- 2003/2008 – Der Polyphongesang des Aka-Pygmäenvolks in Zentralafrika

### Zypern RepublikZypern

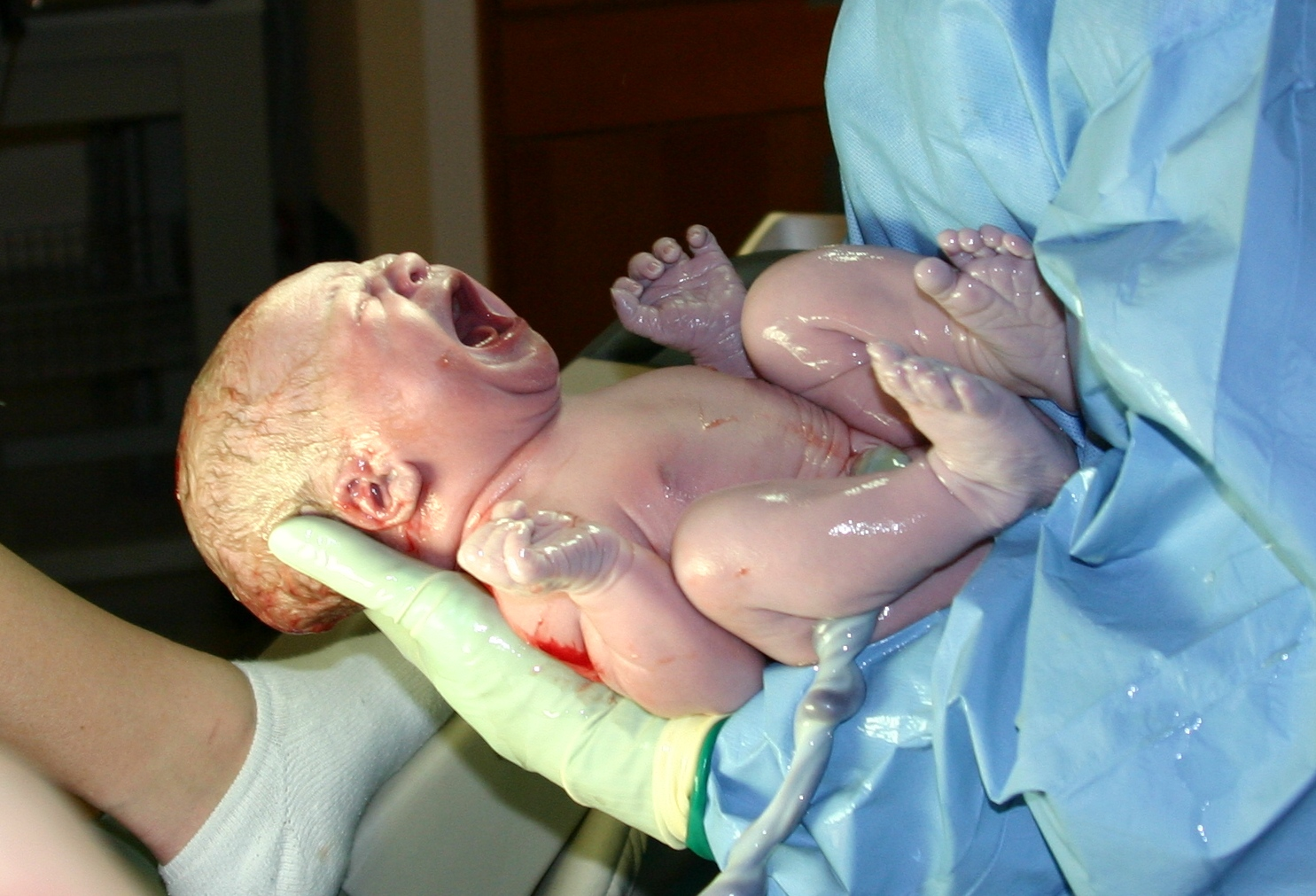
Geburtshelfer:in

- 2009 – Die Lefkara-Spitzenstickerei
- 2011 – Das poetische Duell Tsiattista
- 2013 – Die Mittelmeerküche (gemeinsam mit Griechenland, Italien, Kroatien, Marokko, Portugal und Spanien)
- 2019 – Der byzantinische Gesang, mehr als 2000 Jahre alte Form der griechisch-orthodoxen Kirchenmusik (gemeinsam mit Griechenland)
- 2023 – Hebammenwesen: Kenntnisse, Fähigkeiten und Praktiken (gemeinsam mit Deutschland, Kirgisistan, Kolumbien, Luxemburg, Nigeria, Slowenien und Togo)
- 2024 – Die Kunst des Trockenmauerwerks (gemeinsam mit Andorra, Belgien, Frankreich, Griechenland, Irland, Italien, Kroatien, Luxemburg, Österreich, Schweiz, Slowenien und Spanien)